# SKE48
SKE48（エスケーイー フォーティーエイト）は、日本の女性アイドルグループ。名古屋市・栄に有する専用劇場を拠点として中京圏を中心に活動している。秋元康が総合プロデュースを手掛けるAKB48グループの1つで、2008年に誕生した。ロゴなどに使用されるグループカラーは  橙色（オレンジ色）。運営会社および所属事務所はKeyHolder傘下のゼスト、所属レーベルはavex trax（エイベックス・エンタテインメント）である。

## 概要
AKB48自体も含めて日本国内に6組、国外を含めると10組あるAKB48の「姉妹グループ」の1つで、秋葉原を本拠地とするAKB48に次ぐ第2弾として愛知県名古屋市が選ばれた。2008年7月に結成され、同年8月23日にお披露目された。2008年7月30日に第1期生が決定していて、公式サイトでは「2008年7月に誕生した」とされている。なお、2009年の結成1周年記念公演は7月30日に行われた。
活動の拠点である名古屋市中区の栄に専用劇場の『SKE48劇場』を置いている。グループ名のアルファベット部分の"SKE"は、栄のローマ字表記（SAKAE）に由来する。
他の姉妹グループと同様に「AKB48グループ」（「48プロジェクト」）の一翼を担っていて、「会いに行けるアイドル」という基本コンセプト、劇場公演や握手会などの基本フォーマットは共通している。また、かつては「AKB48」名義で開催される握手会（全国握手会）やコンサートなどのイベントにも参加するほか、一部のメンバーはグループ間の兼任や移籍を行っていたこともあった。さらに、「SKE48」名義のシングルとは別に、SKE48のメンバーが「AKB48」名義のシングルの歌唱メンバー（選抜メンバー）に選出されAKB48として活動を行う場合もあった。
約半年から2年間隔でメンバーの募集を行っており、2023年までに計12回のオーディションを行い、現在は第12期生までが活動を行っている。また、AKB48・HKT48のオーディションで採用され移籍してきたメンバー、合同オーディションである『AKB48グループ ドラフト会議』でSKE48各チームに指名されたドラフト1 - 3期生も一緒に活動を行っている。
構成はグループ名「SKE」から1文字ずつ取った「チームS」「チームKII」「チームE」の3つのチームと、チームに所属していない「研究生」からなる。2008年10月の劇場公演開始から定員16名のチーム制を導入していたが、2014年4月に開始した新体制からは各チームの定員が20名程度に増加し、劇場公演時のみ16名出演という制度になった。メンバーは2025年7月1日時点で、チームS 14名、チームKII 12名、チームE 14名、研究生17名の計57名である。
2009年8月5日に1stシングル「強き者よ」をリリースしランティス（現：バンダイナムコミュージックライブ）からメジャー・デビュー、翌2010年3月の2ndシングル「青空片想い」から日本クラウンへ移籍し、2011年3月には5thシングル「バンザイVenus」で初のオリコンウィークリーチャート1位を獲得。その後2012年7月の6thシングル「パレオはエメラルド」からavex traxへ移し、32ndシングル「愛のホログラム」まで27作連続でオリコン初週1位を継続している（2024年3月時点）。なお、楽曲の作詞は全て、AKB48などの姉妹グループ同様に総合プロデューサーの秋元康が担当している。
地元ライブでは、2009年5月の名古屋ボトムラインを初演に、同年7月にダイアモンドホール、同年12月にZepp Nagoya、2010年11月に愛知県芸術劇場大ホール、2012年に日本ガイシホールと開催規模を拡大し、2014年2月にはナゴヤドームで単独2日連続コンサート（2日間で観客66,000人）、2015年8月には豊田スタジアムで最大規模のコンサート（観客最大45,000人）を開催した。ツアーでも、2010年10月には3都市、2011年6-7月には6都市、2013年10月-2014年2月にも3都市を巡っている。2012年にはSKE48単独として初めて『第63回NHK紅白歌合戦』に出場した。2014年11月からは姉妹グループ初の47都道府県ツアー「SKE48 47都道府県全国ツアー〜機は熟した。全国へ行こう!〜」を開始し、2016年4月までに22道府県を巡っている。

## 特徴

### 活動方針
AKB48が掲げる基本コンセプトである「会いにいけるアイドル」を踏襲し、劇場公演、握手会などのファンサービスを行う。メンバー間およびメンバー以外との恋愛禁止なども共通している。一方で、2013年初めごろまで茶髪禁止のルールが設けられているなど、イメージ面でAKB48などとの差別化を図っていた部分もある。

### 誕生の経緯
秋元康がAKB48の全国展開を模索していた時期に、名古屋の協力先から声が掛かり、またサンシャイン栄のリニューアルの話が持ちかけられたことからプロジェクトが始動した。
2008年6月5日のプロジェクト発足の記者会見において秋元は名古屋の特徴として「若者が集まりやすい」「エネルギーに満ちている」「名古屋の女の子はファッショナブルで自己主張がはっきりしている」ことなどを挙げた。また、全国展開として名古屋を選んだ理由について秋元は「名古屋は火が付くのが遅いかもしれないが、本当に認められれば長くファンに愛される（入口は狭いが、気に入ったらずっと応援してくれる）」という旨のことを名古屋の知人に言われたからと会見で述べている。
発足以来、劇場が入居するサンシャイン栄ではSKE48関連のコラボレーションが実施されている。ビル内には、SKE48関連のポスターやフラッグが掲げられているほか、SKE48デビュー時には観覧車「スカイボート」のゴンドラにメンバーがラッピングされ、メンバーがアナウンス音声（収録）を担当していた。また、企画イベントが行われることがあるほか、地下1階では公演の映像中継が行われることがある。結果として、同ビルの来館者数は2007年から2011年にかけて3割増加している。

### SKE48劇場公演

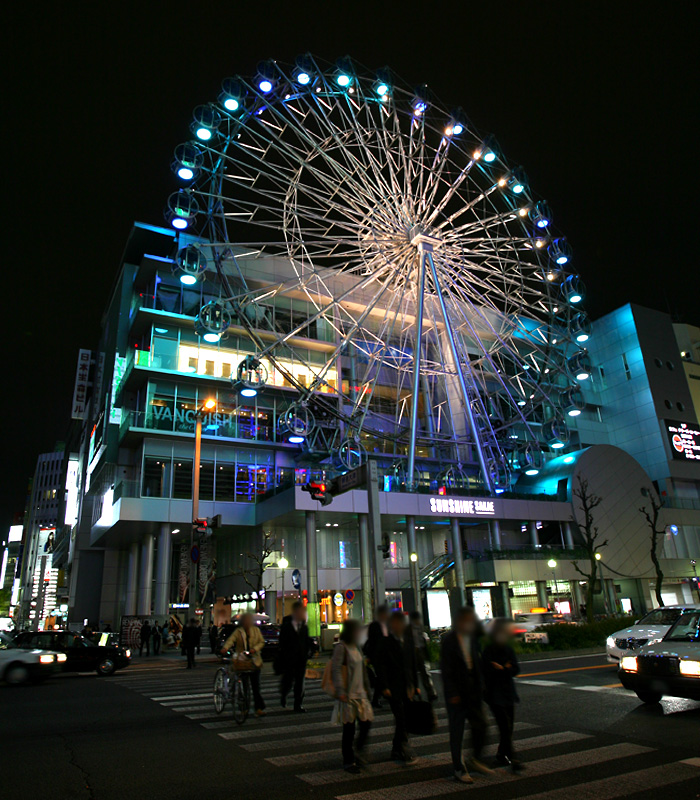
SKE48劇場が入居するサンシャイン栄

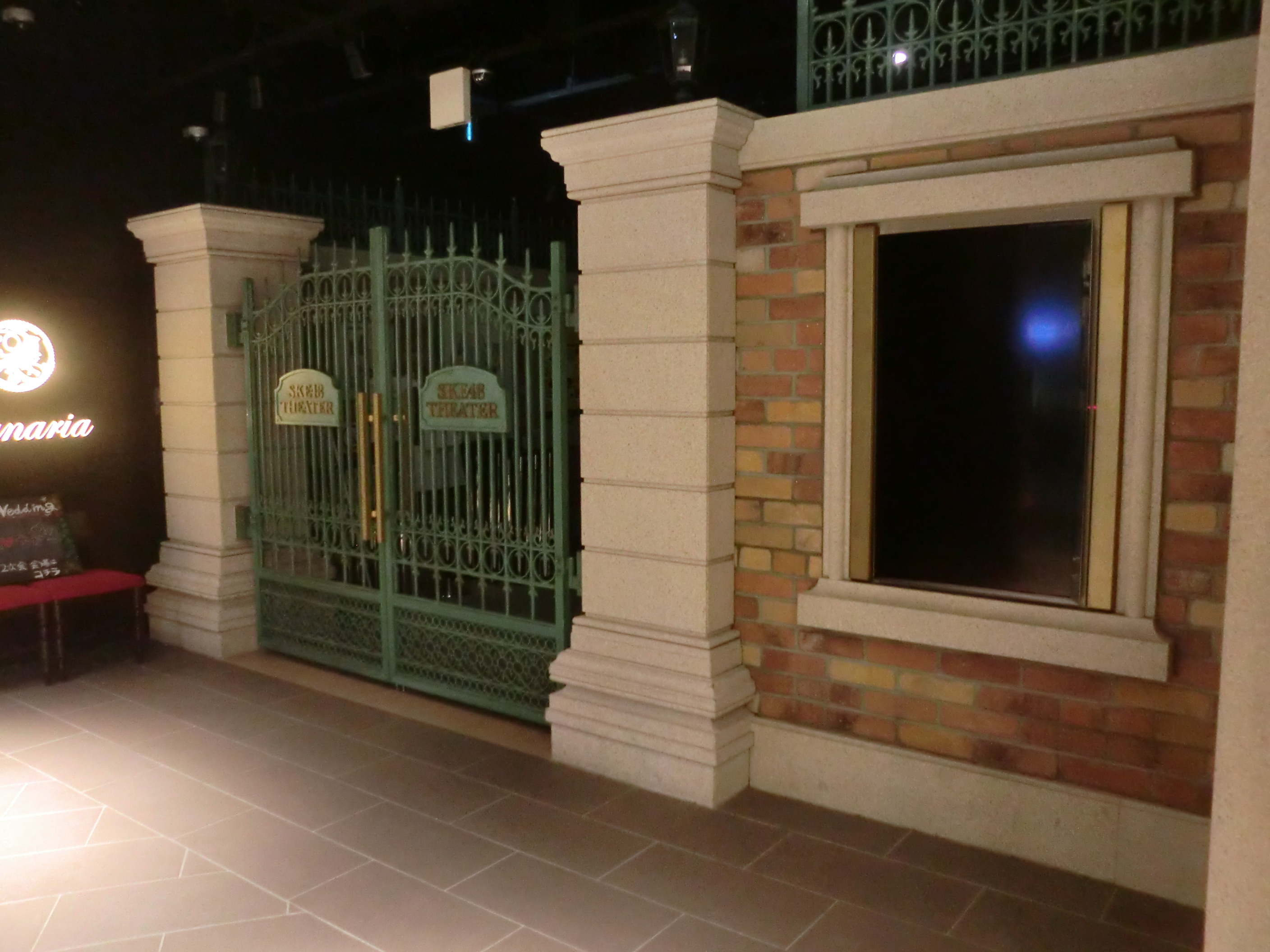
SKE48劇場の入口ゲート

専用劇場の『SKE48劇場』は、名古屋市営地下鉄栄駅に直結する複合ビル「サンシャイン栄」の2階にある。2008年10月5日に初公演を行った。通常ほぼ毎日のペースで定期的に行われている「劇場公演」は、3つの正規チームや研究生などがそれぞれに割り当てられた演目を交代で上演するもので、約2時間の歌・ダンス・トークからなる。現在の劇場は3か月余りの改装期間を経て2012年12月9日にオープンした専用劇場である。2012年8月までは複合スタジオ『SUNSHINE STUDIO』であり、SKE48の公演以外でも利用されていた。このことが、2012年春のコンサートのタイトル『SKE専用劇場は秋までにできるのか?』に採用されたという経緯もある。

### パフォーマンス・音楽性
AKB48と比較した印象や特徴として、総合プロデューサーの秋元康は、SKE48の魅力は「がむしゃらさ」ではないかとしている。その要因は、ダンス自体は"一般的にはまだまだ"であるものの、一生懸命さからきているであろう、指先あるいは足の爪先や踵まで神経が行き届いた動きであり、それがダンスのキレのいいSKE48というイメージを作っているのではないかと語っている。また、歌詞を書く上でメンバーにあった歌詞をつけることはしているが、SKE48に特別な色をつける意図はなかった、違いはファンの方が決めてくれればいいと述べている。
発足時のレッスンから劇場公演「手をつなぎながら」「制服の芽」、6thまでのシングルの振り付けなどを担当している牧野アンナも、SKE48はダンスを長所としていて、メンバーも振りにこだわりを持っていると語っている。
AKB48グループのサウンドディレクターを担当する田中博信も、SKE48の音楽性の特徴として激しいダンスを挙げており、2ndシングル「青空片想い」のころからそれを考えた楽曲構成になっていったと語っている。リズム感を止めずに勢いを出すことに重点を置き、全力を出しやすい楽曲や抜けが良く振り切った楽曲、例えば「バンザイVenus」「パレオはエメラルド」のような楽曲にSKE48らしさが出やすいという。
このほか、曲調のアクティブさ、「汗の量はハンパじゃない」というコンサートのタイトルにもなったようなダンスの激しさやダイナミックさ、ストイックさなどが、特徴と評されることもある。また、「Escape」のようにダンスの難易度が高いと評される楽曲もある。
一方、近年はNMB48も振りを揃えたダンスを意識しているが、NMB48は全員がピッタリと揃う振りを特徴とするのに対し、SKE48は割り振られたポジションにより差を付けたバリエーションのある振りを特徴とするほか、ジャンプなど髪型が崩れるような激しい振りが多い。

### 目標と方向性の変化
初期のレッスンは、AKB48に憧れるのではなく初めから勝つことを意識して行った特に厳しいもので、指導した牧野アンナは「短期間で仕上げる為に力技で行くしかなかった」「今考えるとかわいそうだった」とも回想している。最初のレッスンで牧野は「同じことをやるならAKBの方が良いに決まってる」「AKBに無いものって何なんだ」「アイドルなのに汗だくになってる姿が、唯一SKEがAKBに勝てる道じゃないか」という話をしたという。このストイックなレッスンの様子は、当時のメンバー（卒業生含む）のインタビューを交えて、シンプルでありながら感情に訴えかけるシーンとして、2015年のドキュメンタリー映画に収められている。このレッスンを原点とする「目の前の事に常に全力で挑む、勝ちに行く」という考え方は、特に初期のメンバーを中心に浸透している。
一方、AKB48に勝つ、AKB48を超えるといった当初の目標意識がそのまま継続されているわけではない。後に多数の姉妹グループが誕生し交流していく中で、一緒にAKB48グループを盛り上げつつも頭一つ抜けた存在になりたい、という気持ちに変わってきている。
5年間にわたりシングルのセンターを担うなどグループの先頭に立っている松井珠理奈と松井玲奈について、秋元康は2012年のインタビューで、「二人の違うキャラクターが、グループの中の良い意味での"光と影"になっている」とも語っている。一方、2014年冬のシングルで行われた初のセンター交代や2015年春の1期生2人らの卒業などから、次世代の育成が進められているとの批評も見受けられる。メンバー自身としても、様々な変化を契機として、自分よりも周りのメンバーを支え育てていくことを意識しているメンバーもいる。
またSKE48は2015年春までに通算60名以上が卒業しているが、2015年のドキュメンタリー映画では、卒業したメンバーの現在の姿を見せることで、SKE48の活動が各々の人生の一部分であったという相対的な視点が与えられている。ライターの香月孝史によればそれは若い時期の試行錯誤の一環であり、ファンが未練を持つのは道理であるものの、アイドルの活動をどこまで続けるかを決めるのは、責任を持ってその人生を背負い続ける彼女たち自身でしかありえないと指摘している。そして、グループが成長していく過程の一瞬一瞬の尊さと同時に、在籍者・卒業生各々の人生の尊さが描かれ、SKE48での活動から繋がった人生を歩んでくれていることは実はファンにとって嬉しいことなんだと語られている。

### 地域性

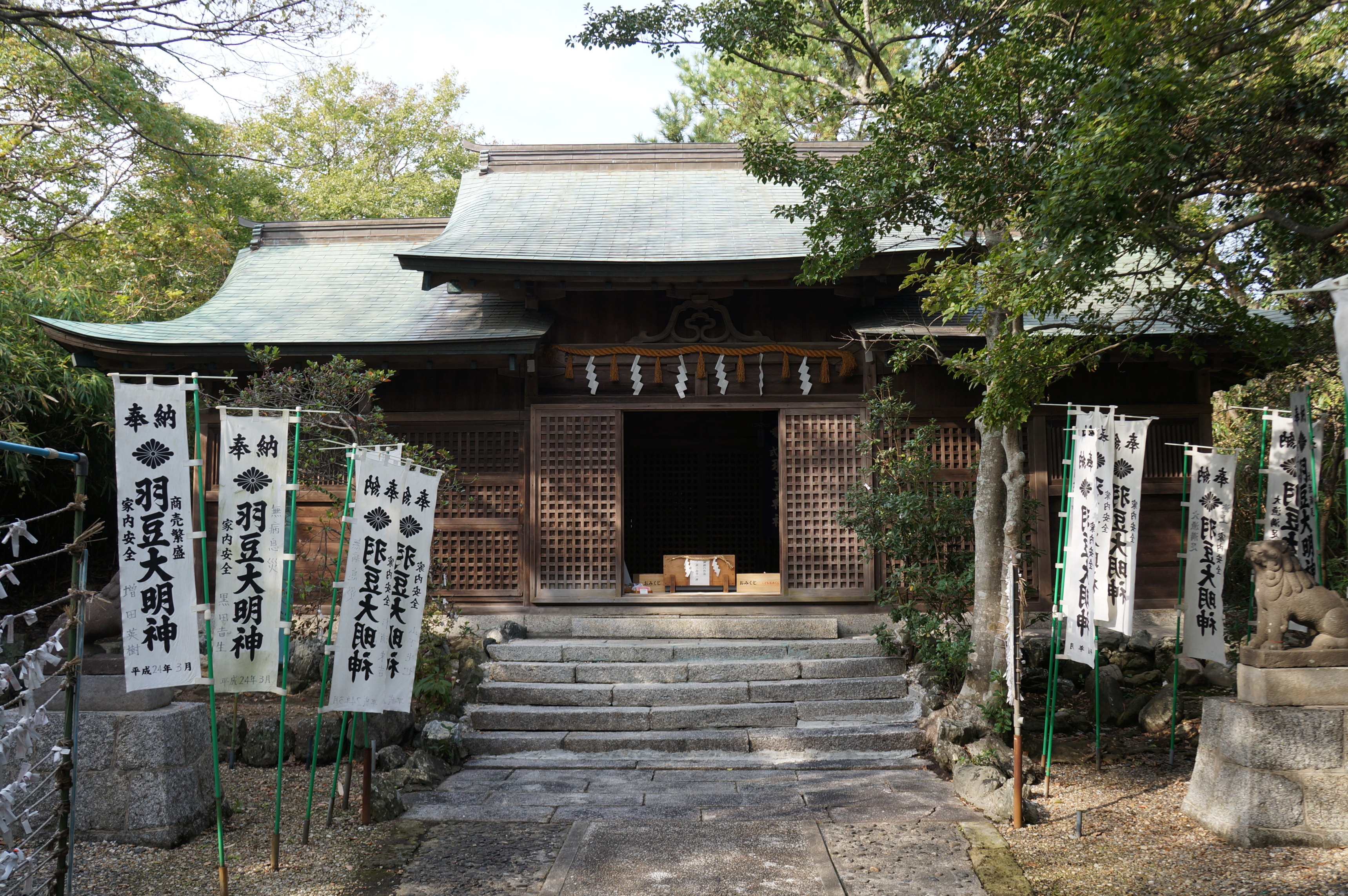
「羽豆岬」のPVに登場する羽豆神社。CDの発売以降は参拝や絵馬奉納に訪れるSKE48のファンが増加した。

地域貢献をテーマの一つとして掲げる。栄での清掃ボランティア活動、地域の祭りなどのイベントに参加したり、地元を中心に広報大使などの公益活動を委嘱されている。しかし、公演倍率が上昇するなど人気が高まったことで地域イベントへの参加は難しくなってきている 一方、結成6周年となる2014年7月に円頓寺商店街でゲリラライブを行うなど原点回帰の動きも起こりつつある。SKE48発足以降愛知県内で複数のローカルアイドルが誕生するなど、この地域のアイドル文化を活性させるきっかけになったとの見方もある。
コンサートの面でも地元名古屋での開催を積み重ねてきている。劇場外初のコンサートは2009年5月の名古屋ボトムラインだった。その後名古屋の会場で規模を拡大していき、2012年・2013年には春コンサートを2年連続で日本ガイシホールで開催した。
そして、初のガイシホール公演のころから、1期生を中心に当初からの目標の1つであった「ナゴヤドーム公演」が多くのメンバーの目標として共有されるようになる。後の2013年8月にAKB48グループとしてナゴヤドーム公演を行うことが決まるが、これによって「次はSKE48単独で」という気持ちを強くしたという。なお、この「AKB48グループ」としてのナゴヤドーム公演2日目終盤で、SKE48単独のナゴヤドーム公演を翌年に開催することが発表される。ナゴヤドーム単独コンサートは2014年2月に2日連続で開催され、合わせて66,000人の観客を動員した。また、2013年・2014年・2015年には愛知県美浜町で開催される「美浜海遊祭」で3年連続で単独野外ライブを行った。
NMB48が2012年に近畿地方で、HKT48が2014年に九州地方でコンサートツアーを行っているが、SKE48は東海地方あるいは中部地方での地元ツアーの開催歴がない。一方で2014年秋から、姉妹グループでは初めての47都道府県ツアーを開始した。
3rdシングルのc/wで歌った「羽豆岬」はいわゆるご当地ソングで、その効果でPVのロケ地となった愛知県南知多町・羽豆岬を訪れるファンが増えていて、地域おこしの効果を期待する声があり、2013年7月には地元観光協会の手により歌碑も建立された。
メンバーに関しても、2014年4月時点では、愛知県出身者が過半数を占め、三重県、岐阜県、静岡県出身者を入れると多くのメンバーが東海地方出身である。東海地方以外の出身は、2013年1月時点では6名と全体の1割程度に過ぎなかった。しかし、2013年10月のドラフト会議と2014年2月の「大組閣」と称するチーム再編を経て、新体制が発足した2014年4月には21名と約3割を占めるまでになり、変容しつつある。
東京のAKB48に対して「地方」の姉妹グループであるSKE48（名古屋）、NMB48（大阪）、HKT48（福岡）は地域性がグループの特色の一つになっていて、各グループのファンの間でも競争意識がみられることがある。総合プロデューサーの秋元康は、こうした姉妹グループ間の競争を「球団同士の争いのようになってきている」と例えており、「メンバーを入れ替えようとすると激しい反発を受ける」とも述べている。

### ファンコミュニティ
メンバー個人に与えられているファンとのコミュニケーションツールとして、下記のものがある。
- SKE48公式ブログ - 全メンバーが対象。過去記事の閲覧に限り会員制[注釈 6][65]。
- SKE48オフィシャルブログ powered by Ameba - 従来はシングル歌唱メンバー（選抜メンバー）のみが対象であったが、全メンバー参加による27thシングル『恋落ちフラグ』のリリースに伴い全メンバーがブログの対象となったのを機に、28thシングル『あの頃の君を見つけた』以降も全メンバーを対象とする様改められた[注釈 7][65][66]。
- SKE48 Mail - 全メンバーが対象。登録したメンバーのメッセージをメールで配信する会員制の「プライベートメール」[67]。
- 755 - SNSの一種。参加は任意。
- X（旧Twitter） - SNSの一種。2025年6月1日現在、12期生までの正規メンバー[注釈 8]が個人アカウントを開設している[注釈 9]。
- Instagram - 画像共有をメインとするSNSの一種。参加は任意[68] だが研究生はアカウントを開設出来ない。
- SHOWROOM - ストリーミングサービスの一種。日本国内のAKB48グループ、およびJKT48のメンバー全員が対象。個人での生配信が可能である。ただし、年齢により配信時間に制限が設けられている[69][70]。

この他にGoogle+も利用されていたが、2019年4月2日をもってサービスを終了した。
ブログに関しては、選抜と関係なく限られたメンバーのみブログを持つAKB48とは制度が異なる。
YouTubeでは2021年5月現在、日高優月が個人としての公式チャンネル『ドラ女ゆづきのスクイズTV』 を開設しているほか、青木詩織と荒井優希がユニット『おしゆき』として共同で公式チャンネル『おしゆきチャンネル』を開設している。
TikTokでは2022年3月、斉藤真木子と倉島杏実が個人としての公式アカウントを開設した ほか、青木詩織と荒井優希がユニット『おしゆき』として共同でアカウントを開設した。それ以外はメンバー個人ではなくチーム毎（S・KII・E・研究生）に公式アカウントが開設されている。2025年5月以降、多数の個人メンバーのアカウントが開設されている。
また、料理レシピサービス『クックパッド』では、髙畑結希が『はたごはん〜はたごんの褒めらレシピ〜』 を、荒野姫楓が『限界げきせまキッチン飯』 を開設している。
「オフィシャルファンクラブ」として『二本柱の会』を運営するAKB48とは呼称が異なるが、SKE48の「公式モバイルファンクラブ」として、携帯電話向けの『SKE48 Mobile』がある。さらに、2019年10月5日に開催されたSKE48劇場デビュー11周年記念公演に於いてSKE48のオフィシャルファンクラブ設立が発表された。2020年1月16日、ファンクラブの名称が『SKE48 Family』であると発表され、同年2月1日に入会受け付けが開始された。

### 握手会
AKB48グループは、シングルごとに、シングル封入のイベント参加券（握手券）を使用した発売記念イベントを本拠地を含めた主要都市で開催している。記念イベントは多くが握手会で、2010年ごろから握手会会場でミニライブも行われたが、2014年夏からは原則としてミニライブはなくなり、代替のステージイベントが催されている。開催地は、本拠地および人口が多い関東地方が中心で、SKE48は名古屋と関東地方（東京・神奈川・千葉・埼玉）を中心に、それ以外では宮城県仙台市、静岡、大阪、京都、福岡などで開催したことがある。
SKE48のシングル発売記念の握手会は現在2種類ある。まず、シングルには3種類のパッケージがあり、店頭やネットで通常発売される「初回限定版」および「通常盤」と、キャラアニやmu-mo限定で数回に分けて発売される「劇場盤」がある。通常盤にはイベント参加券が付いていない。初回限定版は、「全国握手会」と称する、1枚につきいずれか1人または数人のメンバーとの握手になる。劇場盤は、「個別握手会」と称する、購入時に指定したメンバー1人との握手になる。初期には、会場が異なるだけでいずれも握手券1枚につき複数メンバーとの握手だった。またこれとは別に不定期に、中小都市の商業施設のイベントスペースなどを利用した「ミニ握手会」が開催されることがある。
なお、以前はSKE48などの地方の姉妹グループのメンバーは自グループのシングルの握手会（年間3枚程度）に加えて、AKB48のシングル・アルバムの一部の握手会（撮影会やサイン会、「夏祭り」などのアトラクションイベントの場合もある）にも参加していた。
2020年以降、新型コロナウイルス(COVID-19)感染拡大および各グループが異なる事務所に所属するようになった影響から、AKB48のシングル・アルバムの握手会への参加は行われていない。

### AKB48や姉妹グループとの比較
- メジャー・デビューは初お披露目から11か月後でAKB48やNMB48とほぼ同じだが[80][81]、オリコン1位獲得は1年6か月後でAKB48（3年10か月）より早くNMB48（9か月）より遅い[82]。
- 各チームのまとめ役を担うメンバーは「リーダー」、それを補佐するメンバーは「副リーダー」と呼ばれており、それぞれの役割を「キャプテン」「副キャプテン」と呼ぶAKB48・NMB48・HKT48・NGT48とは異なる。
- メンバー全員がゼストに所属している[注釈 11]。
- 5thシングル以降、シングルのジャケットに入るタイトルロゴは、毎回メンバーのデザインの中から選ばれたものを原案に作成されていた時期があった。
- メンバーが自ら立ち上げた二次元同好会やアイドル研究会やラーメン部など多数のサークルが存在する。複数のサークルに加入しているメンバーもおり、中でも二次元同好会はインターネットラジオ「K'z Station」で（過去にはニコニコ動画でも）配信されている。これらのサークルには、SKE48以外の姉妹グループのメンバーが参加しているものもある。
- SKE48の公演では、AKB48・NMB48・HKT48と違い冒頭の「overture」の際にファンはMIX（合いの手）を打たない[83]。
- ファンが使用するサイリウム・ペンライトは、メンバーごとに色の組み合わせが決まっているため応援するメンバーの色を使うことが多い。これはファンの間では「推しサイリウム」「推しサイ」（=推しているメンバーのサイリウム）と呼ばれている。ただし、2012年のリクエストアワーでは1位になった「羽豆岬」に合わせて青色[84]、2014年にナゴヤドームで開催されたコンサートでは2日目アンコールの際にオレンジ色（両者とも有志のファンによる立案で、特にナゴヤドームのものは『未来とは?』のMVにも収録された）など[85]、イベントでは場面に応じて統一カラーが使われることがある。推しサイは、AKB48グループではSKE48が始めた独自の文化であったが、他のグループでも一部使われるようになっている。
- 選抜総選挙、じゃんけん大会、TOKYO DOME CITY HALL公演（各グループの劇場公演を集中的に行うイベント。過去「見逃した君たちへ」「思い出せる君たちへ」のタイトルがつけられている）、ユニット祭りは、全ての姉妹グループが総参加（完全な平等ではなく、じゃんけん大会におけるAKB48メンバーの優先などがある）する形で年1回行われる。一方、リクエストアワー、シングル、コンサート、握手会に関しては、2015年時点ではAKB48名義のものの多くにSKE48やNMB48・HKT48のメンバーが参加する一方、SKE48やNMB48・HKT48のリクエストアワー（HKT48除く）、シングル、コンサート、握手会にAKB48のメンバーが参加することはない（兼任メンバーを除く）[注釈 12][49][86]。
- 1stから15thシングルまでの約5年間、表題曲のセンターポジションは松井珠理奈単独、あるいは松井珠理奈と松井玲奈の2人[注釈 13]で、長い期間センター交代を経験していなかった。
- NMB48・HKT48と同様、2014年春までシングルの選抜人数は基本的に（4th - 14thシングルは16人に）固定されていて、毎回変動するAKB48とは異なっていた[87]。
- 旧劇場『SUNSHINE STUDIO』時代の公演では、ステージが狭かったため、各メンバーの立ち位置の間隔が60センチメートルと狭かった（他の姉妹グループは90センチメートル）[88]。
- SKE48名義で発売されるCDの劇場盤の販売は1stシングルから5thシングルまでキャラアニ・チャンスで扱われていたが、6thシングルからavex traxレーベルになるとともにmu-moショップに変更された。

### 運営会社
サンシャイン栄を運営する京楽栄開発が投資や同ビルの活性化を狙って協力し、子会社ピタゴラス・プロモーションを設立、SKE48の運営を行うこととなった。
2011年に運営会社はAKSに移るが、同時期に京楽産業.からAKSへ出資や役員の輩出を行うなど資本関係が維持されている。2019年3月にはKeyHolderが新設した関連会社「株式会社SKE」がAKSからSKE48事業を承継した。同年7月1日、「株式会社SKE」が「株式会社ゼスト」へ名称変更した。

## 来歴

### 2008年
- 5月30日、AKB48オフィシャルブログにて、AKB48の名古屋進出として名古屋・栄に「SKE48」を創設することを発表[92]。
- 6月1日、第1期生オーディションの受付を開始。7月12日締切[2][93]。
- 6月5日、サンシャイン栄のリニューアルオープン会見に併せてSKE48プロジェクトの記者会見が行われ、「AKB48およびSKE48総合プロデューサー」として秋元康がプロジェクトおよびオーディションの概要、同ビル2階の「SUNSHINE STUDIO」を拠点として活動していくこと、10月上旬にデビュー予定であることなどを発表[2][94][95]。
- 7月30日、第1期生22名が決定[8]。
- 8月23日、日比谷野外大音楽堂で行われた『ライブDVDは出るだろうけど、やっぱり生に限るぜ! AKB48夏祭り』に特別出演、お披露目ライブとなった[4][5]。また、同ライブにおいてAKB48研究生であった中西優香のSKE48への移籍を発表[96]。
- 10月2日、オフィシャルサイト上にて、劇場公演を行う16名の選抜メンバー（後のチームS）が決定したことを報告[97]。
- 10月5日、選抜メンバーによるSKE48初の劇場公演『PARTYが始まるよ』を開始。以降、定期的に公演を行う[43]。
- 10月22日、AKB48の10thシングル「大声ダイヤモンド」において、松井珠理奈がSKE48メンバーとして初の選抜入り[17] し、センターポジションを務める。

### 2009年
- 2月1日、第2期生オーディションの受付を開始。3月12日締切[98]。
- 2月14日、初のSKE48オリジナル公演『手をつなぎながら』を選抜メンバー（後のチームS）で開始[38]。
- 3月、選抜メンバーによりチームSを結成[47]。
- 4月26日、日本国外では初となる香港にて、ライブ『C3 in Hong Kong 2009』を開催[35]。
- 5月24日、劇場以外では初の単独コンサート『初めての課外授業』を開催[26]。
- 5月25日、第2期合格者と昇格した研究生により「チームKII」を結成。
- 6月13日、チームKIIが劇場公演『会いたかった』を開始[39]。
- 7月8日（6月23日から投票）、『AKB48 13thシングル 選抜総選挙「神様に誓ってガチです」』（第1回選抜総選挙）で、松井珠理奈が19位となり選抜入り、松井玲奈が29位でアンダーガールズ入り[99]。
- 8月5日、1stシングル「強き者よ」でCDデビュー[19]。
- 9月1日、第3期生オーディションの受付を開始。9月30日締切[100]。
- 9月19日、初の冠番組『SKE48学園』（衛星(CS)放送）が放送開始[101]。
- 12月、『第60回NHK紅白歌合戦』に初めてAKB48として出場（松井珠理奈、松井玲奈、矢神久美）[102]。

### 2010年
- 6月9日（5月25日から投票）、『AKB48 17thシングル 選抜総選挙「母さんに誓って、ガチです」』（第2回選抜総選挙）で、松井珠理奈が当時SKE48歴代最高の10位となり、松井玲奈（11位）ともにSKE48から初のメディア選抜入り。また、大矢真那（24位）、高柳明音（35位）、矢神久美（38位）がアンダーガールズ入り[103]。
- 7月20日、第4期生オーディションの受付を開始。8月20日締切[104]。
- 7月31日、SKE48としては初めて、ファン投票により楽曲の人気投票を行う「リクエストアワー」として、『SKE48 リクエストアワーセットリストベスト30 2010〜神曲はどれだ?〜』を開催[105]。
- 10月3日 - 17日、初めて愛知県外の会場を含む単独ツアーコンサート『汗の量はハンパじゃない』を開催[31]。
- 12月6日、昇格した研究生16名により「チームE」を結成[106]。

### 2011年
- 1月16日、チームEが劇場公演『パジャマドライブ』を開始[107]。
- 3月9日、5thシングル「バンザイVenus」をリリース。初のオリコンウィークリーチャート1位となる[20]。
- 6月9日（5月24日から投票）、『AKB48 22ndシングル 選抜総選挙「今年もガチです」』（第3回選抜総選挙） で、松井玲奈が当時SKE48歴代最高順位に並ぶ10位となり、14位の松井珠理奈とともに選抜入り。また、高柳明音（23位）、大矢真那（30位）、秦佐和子（33位）、須田亜香里（36位）がアンダーガールズ入り[108]。
- 6月27日 - 7月10日、初の全国ツアーコンサート『真夏の上方修正』を開催[32]。
- 9月5日、第5期生オーディションの受付を開始。9月30日締切[109]。
- 9月20日、日本武道館で『AKB48 24thシングル選抜じゃんけん大会』が開催され、SKE48からは桑原みずきが選抜入り[110]。
- 10月1日、チームKII初のオリジナル公演『ラムネの飲み方』を開始[111]。
- 10月12日、在京キー局初の冠番組『SKE48のマジカル・ラジオ』が放送開始[112]。
- 11月1日、SKE48メンバーおよびSKE48事業に携わっていたスタッフが、ピタゴラス・プロモーションからAKSに転籍[113]。
- 11月13日、千葉市幕張メッセにて開催された7thシングル「オキドキ」発売記念全国握手会にて、SKE48単独で初めて1万人以上の動員を記録[114]。
- 12月8日、Googleとの協力によりGoogle+上で「AKB48 on Google+」の開始を発表、SKE48も参加[3]。

### 2012年
- 1月27日、8thシングル「片想いFinally」でテレビ朝日系列『ミュージックステーション』にSKE48として初出演。48プロジェクトのAKB以外の姉妹グループとしては初めてとなる[115]。
- 3月1日、中国・南京市で文化交流イベント『南京ジャパンウイーク』に出演する計画があったが、イベント自体が中止となっていたことが報道された[注釈 14][116][117]。
- 3月19日、SKE48チケットセンターがオープン[118]。
- 3月24日、コンサート『業務連絡。頼むぞ、片山部長! inさいたまスーパーアリーナ』にて、松井珠理奈のAKB48チームKとの期間限定兼任を発表[119]。SKE48のメンバーによる他のグループとの兼任は初となった。
- 3月25日、コンサート『業務連絡。頼むぞ、片山部長! inさいたまスーパーアリーナ』にて、松井玲奈、矢神久美、高柳明音がSKE48メンバーとしては初めて事務所移籍を打診されたことが発表[120]。
- 4月14日 - 15日、日本ガイシホールにおいてコンサート『SKE専用劇場は秋までにできるのか?』を開催、2日間で自己最多の1万6千人を動員[29]。
- 5月14日、チームEが劇場公演『逆上がり』を開始[121]。
- 6月6日（5月22日から投票）、『AKB48 27thシングル 選抜総選挙〜ファンが選ぶ64議席〜』（第4回選抜総選挙）で、松井珠理奈が当時SKE48歴代最高の9位となり、10位の松井玲奈とともに選抜入り。また、8名がアンダーガールズ入りしたほか、新設されたネクストガールズに3名が、フューチャーガールズに2名が入り、SKE48からは計15名が選出[122][123]。
- 7月27日、チームS公演で、SKE48劇場が専用劇場化に向けて同年9月から改修工事に入ること、改修期間中は出張公演を行うことを発表[44]。
- 8月15日、第6期生オーディションの受付を開始。9月30日締切[124]。
- 8月24日、東京ドームでのコンサート『AKB48 in TOKYO DOME 〜1830mの夢〜』初日公演において、チームKIIの石田安奈のAKB48チームBとの兼任、AKB48チームBの北原里英のチームSとの兼任を発表[125]。AKB48のメンバーがSKE48との掛け持ちで籍を置くのは初の例となった。
- 8月29日、SKE48劇場改修前最終特別公演を実施[126]。
- 9月18日、日本武道館で『AKB48 29thシングル選抜じゃんけん大会』が開催され、SKE48からは木本花音と上野圭澄が選抜入り[127]。
- 9月19日、1stアルバム『この日のチャイムを忘れない』と10thシングル「キスだって左利き」を同時リリース[128]。シングルは初動売上が51.1万枚を記録し、2007年以降にシングル初動50万以上を記録した歌手としては嵐、AKB48に続く3組目となった[129]。
- 12月9日、改修工事中だったSKE48専用劇場がオープン初日を迎え、全メンバー出演による特別公演を開催[45]。
- 12月31日、「パレオはエメラルド」で『第63回NHK紅白歌合戦』にSKE48として単独で、研究生を含む総勢62名で出演。曲中に器械体操やクラシックバレエ、ラインダンスのパフォーマンスを取り入れた。SKE48としての単独出場は、AKB48の姉妹グループとしては初となった[33][130][131]。

### 2013年
- 1月25日、『AKB48 リクエストアワーセットリストベスト100 2013』2日目公演において、48グループ支配人人事異動と信任投票の実施を発表。AKB48チームKマネージャー芝智也がSKE48劇場新支配人に指名され、投票の結果信任され、27日に新支配人に就任した。
- 1月30日、11thシングル「チョコの奴隷」をリリース。初動売上は約53万9000枚で、女性アーティストとしては宇多田ヒカル、浜崎あゆみ、AKB48に続く4組目となる2作品連続初動売り上げ50万枚超えとなった[132]。また、通算売上でも約67万2000枚を記録しSKE48最多となり、同年のオリコン年間シングルランキングでもSKE48過去最高の7位となった。
- 4月6日、高柳明音がエフエム東京で「高柳明音（SKE48）の暗黙の了解」担当開始。ラジオレギュラー番組として関東圏初進出。また、グループとしても5月6日からベイエフエムで「もちろんSKE!!」を放送。
- 4月13日、『SKE48春コン2013「変わらないこと。ずっと仲間なこと」』1日目公演において、「組閣」と称したチーム再編を発表[133][134]。
- 4月14日、『SKE48春コン2013「変わらないこと。ずっと仲間なこと」』2日目昼公演において、松村香織がSKE48のメンバーでは初めてインディーズレーベルからCDソロデビューすることを発表[135]。
- 4月25日、『AKB48グループ臨時総会 〜白黒つけようじゃないか!〜』（日本武道館）1日目公演で、SKE48単独公演を開催。
- 4月28日、『AKB48グループ臨時総会 〜白黒つけようじゃないか!〜』（日本武道館）4日目公演で、北原里英がSKE48チームSとの兼任解除、石田安奈がAKB48チームBとの兼任解除、また新たに、AKB48チームBの大場美奈がチームKIIとの兼任、チームEの古畑奈和がAKB48チームKとの兼任を発表。
- 6月5日、「AKB48グループ研究生コンサート『推しメン早い者勝ち』」を日本武道館で開催[注釈 15]。
- 6月8日（5月21日から投票）、『AKB48 32ndシングル 選抜総選挙〜夢は一人じゃ見られない〜』（第5回選抜総選挙）で、松井珠理奈がSKE48歴代最高の6位となり、7位の松井玲奈、16位の須田亜香里とともに選抜入り。他に7名がアンダーガールズに、5名がネクストガールズに、3名がフューチャーガールズにそれぞれ入り、SKE48からは過去最多となる計18名が選出[137]。
- 6月13日 - 15日、「SKE48 新チーム公演 セレクション投票」と題して、既存のAKB48グループの公演からメンバーが選んだ各チーム3つずつの候補の中からファン投票で新チームの公演を選ぶイベントを開催[138]。
- 7月17日、新チーム体制に移行開始。および、12thシングル「美しい稲妻」発売。シングルは初動売り上げ約51万1000枚で、女性アーティストではAKB48に続く2組目となる3作品連続初動売り上げ50万枚超えとなったほか[21]、2週目も約9万5000枚でAKB48グループでは初めて2週連続1位を記録した[139]。
- 7月23日、新体制のチームSが劇場公演『RESET』を開始[140]。
- 7月24日、新体制のチームEが劇場公演『僕の太陽』を開始[141]。
- 7月25日、新体制のチームKIIが劇場公演『シアターの女神』を開始[142]。
- 8月2日、愛知県美浜町小野浦海岸で行われる「美浜海遊祭」において、SKE48単独では初の野外ライブを開催[143]。
- 10月26日、SKE48単独ツアー第1弾『SKE党決起集会。「箱で推せ!」』（神戸ワールド記念ホール）開催。
- 11月10日、姉妹グループと合同で『AKB48グループ ドラフト会議』を開催し、SKE48の各チームは計9名を指名[144]。
- 12月5日 - 12月6日、SKE48単独ツアー第2弾『SKE党決起集会。「箱で推せ!」』（横浜アリーナ）開催。
- 12月31日、「賛成カワイイ!」で『第64回NHK紅白歌合戦』に、中学生以下のメンバーらを除いた54名で出演。曲中によさこい（名古屋のにっぽんど真ん中祭りに由来）やチアリーディングのパフォーマンスを取り入れた。

### 2014年

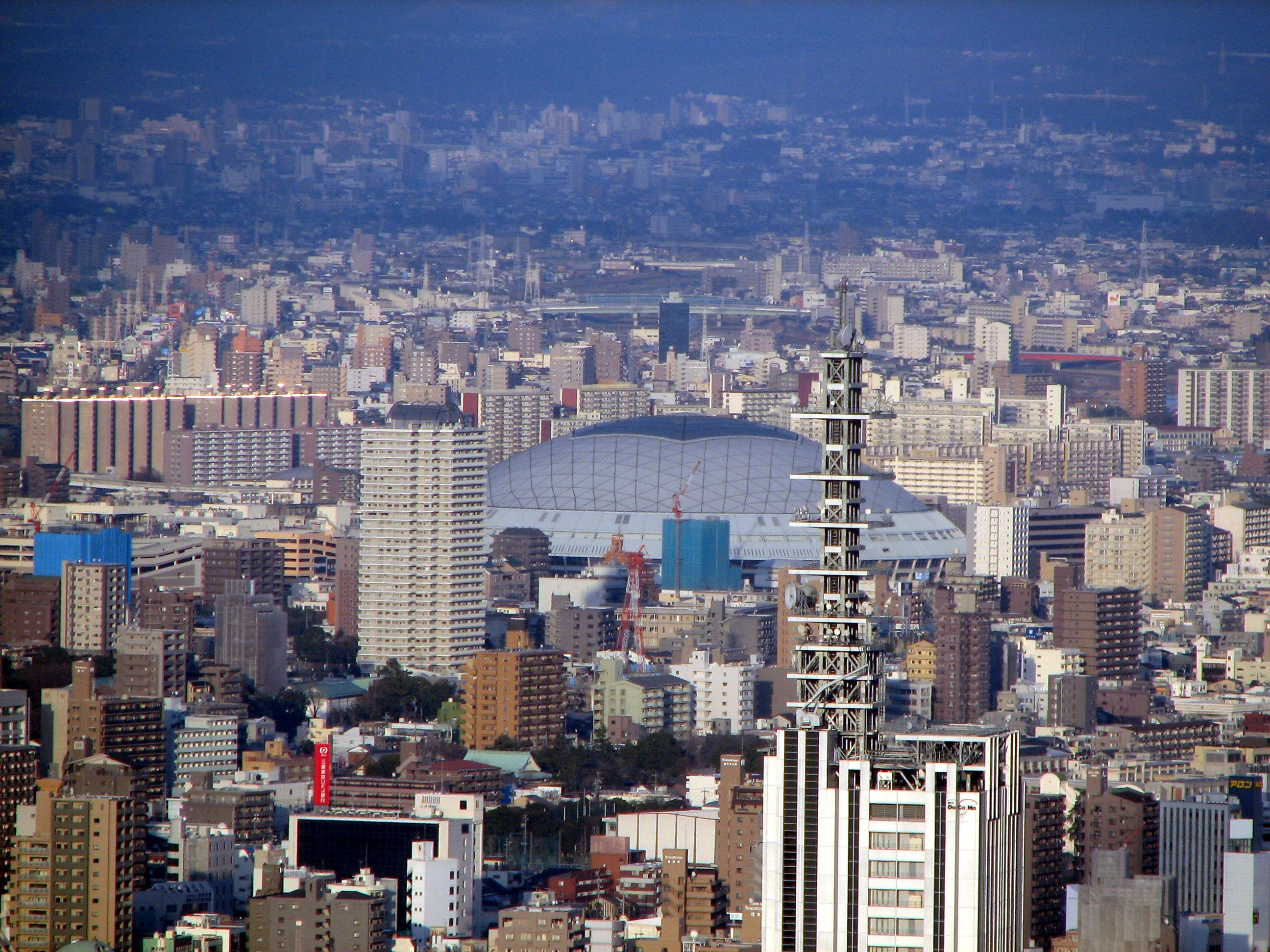
2014年2月に2Daysコンサートを開催したナゴヤドーム

- 2月1日 - 2月2日、SKE48単独ツアー第3弾『SKE党決起集会。「箱で推せ!」』（ナゴヤドーム）を開催し、2日間で観客66,000人を動員。ドームでの単独公演はAKB48も含めてAKB48グループ初となった（2011年のAKB48西武ドーム公演、2012年のAKB48東京ドーム公演は姉妹グループも参加）。
- 2月24日 - Zepp DiverCity Tokyoにて開催された「AKB48グループ大組閣祭り」で姉妹グループとの入替を伴うチーム再編を発表（2月27日に確定）。木﨑ゆりあがAKB48に移籍する一方、山内鈴蘭と佐藤すみれがAKB48から移籍、谷真理佳がHKT48から移籍、大場美奈がAKB48から完全移籍、NMB48から渡辺美優紀と山田菜々が、HKT48から田中菜津美が、SNH48から宮澤佐江がそれぞれ元のグループと兼任として加入することが発表された。また、松井玲奈が乃木坂46と、高柳明音がNMB48と、木本花音がHKT48とそれぞれ兼任になることも発表された。また、SKE48では初めてAKB48グループを統括する肩書きとして松村香織が「AKB48グループ研究生会会長」となったほか、劇場支配人だった芝智也が劇場支配人「研究生」になると同時に映像ディレクターの今村悦朗が劇場支配人「候補生」となった[145][146][147]。
- 4月25日、新チーム体制に移行開始（公式サイトのプロフィールが変更）、および新体制のチームSが劇場公演『制服の芽』を開始。
- 4月30日、新体制のチームKIIが劇場公演『ラムネの飲み方』を開始。
- 5月2日、新体制のチームEが劇場公演『手をつなぎながら』を開始。
- 6月7日（5月20日から投票）、『AKB48 37thシングル 選抜総選挙 夢の現在地〜ライバルはどこだ?〜』（第6回選抜総選挙）で、松井珠理奈が4位、松井玲奈が5位、須田亜香里が10位、宮澤佐江が12位、柴田阿弥が15位と、過去最多の5名が選抜入り。他に5名がアンダーガールズに、5名がネクストガールズに、4名がフューチャーガールズに、6名が新設のアップカミングガールズにそれぞれ入り、80名の枠にSKE48からは計25名（兼任による加入者を含む）が選出[148]。
- 6月29日、セットリストの選考に初めてメンバー自身が参加する、研究生の劇場公演『アップカミング公演〜夏〜』を開始。
- 7月19日、第7期生オーディションの受付を開始。審査は第一興商のSNS「DAM★とも」を使用して行われ[149]、48グループ初のファン投票による審査も行われた。
- 7月30日、15thシングル「不器用太陽」の発売日かつSKE48結成6周年を記念し、地元名古屋の円頓寺商店街でサプライズライブを行う[59]。
- 11月18日、初の47都道府県ツアー「SKE48 47都道府県全国ツアー〜機は熟した。全国へ行こう!〜」がアイプラザ豊橋よりスタート。
- 12月、名古屋市千種区今池の名古屋ボトムライン裏手の公園に、松井珠理奈の金属製足形が設置される。CBCテレビ「SKE48の火曜アルバイト劇場」の企画によるもの。
- 12月31日、「不器用太陽」で『第65回NHK紅白歌合戦』に3回目の出演。サビの部分で衣装が鮮やかなオレンジ色に染まる早替えの演出が施された[150]。

### 2015年
- 2月27日、グループ単独では初のドキュメンタリー映画『アイドルの涙 DOCUMENTARY of SKE48』が公開。
- 3月14日 - 3月15日、キャスト全員をSKE48メンバーが演じる舞台『AKB49〜恋愛禁止条例〜』が名古屋市の中日劇場で上演。
- 3月26日、AKB48のコンサートで「春の人事異動」が発表。松井珠理奈以外の7人の兼任が解かれ、北川綾巴が新たにAKB48チーム4兼任となる予定（実施未定）。
- 3月27日、姉妹グループ初のカバーによるシングル表題曲として、JKT48が"Pareo adalah Emerald - Pareo wa emerald"（パレオはエメラルド）をリリース。
- 3月31日、17thシングル「コケティッシュ渋滞中」をリリース。NMB48との間で、姉妹グループ間では初めてのシングル同日リリースとなる。また7期生と同日卒業した荻野利沙を除き、「終身名誉研究生」だった松村香織を含む研究生6人が正規メンバーに昇格。
- 4月1日、姉妹グループを含めたスタッフ人事異動が発効。湯浅洋がSKE48劇場支配人に復帰し、SKE48劇場支配人研究生だった芝智也はAKB48劇場支配人への異動を断り「SKE48劇場副支配人」となる。今村悦朗は新設される「NGT48」劇場支配人に転出。
- 5月10日、第2回AKB48グループドラフト会議を開催。SKE48は5名を指名。
- 6月6日（5月19日から投票）、『AKB48 41stシングル 選抜総選挙 〜順位予想不可能、大荒れの一夜〜』（第7回選抜総選挙）で、松井珠理奈が5位、宮澤佐江が8位、松村香織が13位、高柳明音が14位、柴田阿弥が15位と5名が選抜入り。他に5名がアンダーガールズに、3名がネクストガールズに、7名がフューチャーガールズに、7名がアップカミングガールズにそれぞれ入った。80名の枠にSKE48から計27名（兼任による加入者を含む）が選出され、計23名のAKB48を上回りグループ別で最多となった[151]。
- 8月29日 - 8月30日、豊田スタジアムで『松井玲奈・SKE48卒業コンサートin豊田スタジアム〜2588DAYS〜』を開催し、2日目にグループ史上最多の観客45,000人を動員。
- 10月5日、劇場デビュー7周年記念特別公演において、5組の派生ユニット（ラブ・クレッシェンド、キャラメルキャッツ、トランジットガールズ、フルマリオン、デッドストックダイヤモンド）の結成と11月25日のCDデビューが発表された[152]。

### 2016年
- 3月3日 - 3月4日、日本ガイシホールで『みんな、泣くんじゃねえぞ。宮澤佐江卒業コンサート in 日本ガイシホール』を開催し、連日8000人を動員した[153]。
- 6月18日（5月31日から投票）、『AKB48 45thシングル 選抜総選挙 〜僕たちは誰について行けばいい〜』（第8回選抜総選挙）で、松井珠理奈が3位、須田亜香里が7位となり2名が選抜入り。他に5名がアンダーガールズに、1名がネクストガールズに、5名がフューチャーガールズに、7名がアップカミングガールズにそれぞれ入った[154]。80名の枠にSKE48から計20名が選出された[155]。
- 8月10日、第8期生オーディションの受付を開始。9月9日締切。
- 11月19日 - 20日、愛知県芸術劇場で『みんなが主役!SKE48 59人のソロコンサート〜未来のセンターは誰だ?〜』を開催[156]。全体を4ブロックに分け、1人あたり10分の持ち時間でソロコンサートを行うという企画だった[156]。

### 2017年
- 2月22日、2ndアルバム『革命の丘』を発売。発売に際し地元名古屋と首都圏など全国規模で多くのメンバーを動員し同時多発のプロモーション活動を展開。
- 6月17日（5月30日から投票）、『AKB48 49thシングル 選抜総選挙〜まずは戦おう!話はそれからだ〜』（第9回選抜総選挙）で、松井珠理奈が3位となったのを始め、須田亜香里が6位、惣田紗莉渚が8位、古畑奈和が14位、高柳明音が15位となり、選抜メンバー16名のうち5名をSKE48勢が占めた。他に3名がアンダーガールズに、3名がネクストガールズに、4名がフューチャーガールズに、4名がアップカミングガールズにそれぞれ入った[157]。80名の枠にSKE48から計19名が選出された。
- 7月19日、21stシングル「意外にマンゴー」を発売[158]。

### 2018年
- 1月10日、22ndシングル「無意識の色」を発売[159]。
- 6月18日、『AKB48 53rdシングル 世界選抜総選挙〜世界のセンターは誰だ?〜』(第10回記念AKB48選抜総選挙)で松井珠理奈の1位を筆頭に須田亜香里の2位、大場美奈の8位、惣田沙莉渚の11位、古畑奈和の15位までと選抜16名に6人がランクインして特に珠理奈と亜香里の2人でのSKEワンツーフィニッシュも有名に。
- 7月4日、23rdシングル「いきなりパンチライン」を発売[160]。
- 9月15日・16日、SKE48リクエストアワーセットリストベスト100 2018 〜メンバーの数だけ神曲はある〜 を名古屋国際会議場 センチュリーホールにて開催[161]。
- 11月13日、AKSのSKE48事業がJトラストグループの株式会社KeyHolderに承継されることが発表される[89]。
- 12月12日、24thシングル「Stand by you」を発売[162]。

### 2019年
- 3月1日、KeyHolderの関連会社として新設された「株式会社SKE」がSKE48事業をAKSより承継[90]。
- 7月1日、運営会社「株式会社SKE」が「株式会社ゼスト」に名称変更[91]。
- 7月5日、キャプテンの斉藤真木子が湯浅洋のJKT48スペシャルアドバイザー就任に伴い、劇場支配人を兼務することを発表。
- 7月24日、25thシングル「FRUSTRATION」を発売[163]。
- 10月5日、2020年2月よりオフィシャルファンクラブをスタートすると発表。同時にファンクラブ専用メールマガジン（原則として、毎週金曜日配信）の登録も開始。臨時配信された20年1月16日配信分”vol.15”にて、ファンクラブの詳細を発表。2月1日より、入会申込みの受付を開始。

### 2020年
- 1月15日、26thシングル「ソーユートコあるよね?」を発売[164]。
- 2月15日、エコパアリーナでのコンサート、10期生初パフォーマンス。
- 2月26日、新型コロナウイルスの感染拡大を受け、SKE48劇場公演の中止が発表される[165]。
- 7月8日、配信限定で劇場公演を再開[166]。
- 10月3日・4日・5日、12th Anniversary Fes 2020 〜12公演一挙披露祭〜が行われると発表[167]。
- 10月26日、2月25日以来8か月ぶりに劇場での有観客公演を再開[168]。
- 12月27日、福士奈央の新型コロナウイルスへの感染が公表される[169]。メンバー15人（赤堀君江、杉山愛佳、竹内ななみ、都築里佳、野村実代、松本慈子、太田彩夏、大場美奈、白井友紀乃、藤本冬香、池田楓、佐藤佳穂、末永桜花、谷真理佳、深井ねがい）が濃厚接触者に該当し、年内の公演が全て中止となる[169]。

### 2021年
- 1月2日、PCR検査陰性が確認された濃厚接触者メンバーの順次活動再開を発表[170]。
- 1月7日、福士奈央が活動再開[171]。
- 2月3日、27thシングル「恋落ちフラグ」を発売[172]。
- 8月23日、9月25・26日に日本ガイシホールで開催を予定していたグループ13周年記念の『SKE48 13th Anniversary Festival 2021』を、新型コロナウイルスに対する「万全な感染対策の構築は現況下では非常に困難」であるとして中止することが発表される[173]。
- 8月27日、荒井優希・江籠裕奈・岡本彩夏・日高優月・林美澪（研究生）の新型コロナウイルス感染を公表[174]。メンバーの経過観察とSKE48劇場、レッスン場などの消毒・除菌対応のため、劇場公演は当面休止となり、8月30日に予定されていたカミングフレーバー2021 Tour「かみふれ！」ボトムライン名古屋公演は延期となった[174]。
- 9月1日、28thシングル「あの頃の君を見つけた」を発売[175]。
- 9月7日、林美澪、青木詩織、荒井優希、伊藤実希、入内嶋涼、江籠裕奈、岡本彩夏、西井美桜、古畑奈和、相川暖花が活動再開[176]。
- 9月10日、浅井裕華、鎌田菜月、日高優月、藤本冬香が活動再開[177]。
- 9月15日、SKE48劇場での公演を無観客・配信の形式で再開[178]。同日、川嶋美晴が活動再開[178]。
- 9月29日 - 10月5日、SKE48 13周年ウィークが行われると発表[179]。

### 2022年
- 1月7日に青海ひな乃[180]、8日に鈴木愛菜の新型コロナウイルス感染が公表された[181]。8日にSKE48劇場で開催を予定していた「2022年SKE48新成人メンバーイベント」、および18日までの劇場公演は中止または延期となった[181]。
- 1月14日に佐藤佳穂、菅原茉椰の新型コロナウイルス感染が公表された[182]。
- 3月9日、29thシングル「心にFlower」を発売[183][注釈 16]。
- 5月28日、チームSが小室哲哉プロデュースによる11年ぶりのオリジナル劇場公演「愛を君に、愛を僕に」を開始。
- 10月5日、30thシングル「絶対インスピレーション」を発売[184]。
- 12月11日、チームKIIがオリジナル劇場公演「時間がない」を開始。韓国人プロデューサー/DJのNight Tempo、48グループ作品で知られる俊龍などが楽曲提供。
- 12月25日、チームKIIの「時間がない」公演において一日限定で開催される予定だった企画「支払価格一任公演」[185] が、メンバーの太田彩夏の体調不良を理由に、当日になって延期が発表された[186]。

### 2023年
- 4月1日・2日・5月4日・5日、「SKE48 春のチームコンサートツアー2023」を開催[187]。
- 7月5日、31stシングル「好きになっちゃった」を発売[188][189]。
- 7月15日、チームEがオリジナル新公演「チームE 6th Stage「声出していこーぜ!!!」」を開始[190]。ヒャダイン、俊龍等が楽曲提供。
- 9月29日より3日間、SKE48リクエストアワーセットリストベスト100 2023、 SKE48 15th Anniversary Festival 2023 を開催。[191]。

### 2024年
- 2月28日、32ndシングル「愛のホログラム」を発売[192]。
- 3月7日、劇場支配人制度を廃止し、斉藤真木子が支配人を退任したことを発表[193]。
- 10月2日、33rdシングル「告白心拍数」を発売[194]。
- 10月12日 - 14日、「SKE48 16th Anniversary Festival 2024」が開催された[195]。最終日の14日、2025年1月1日に「新チーム体制への組閣」が行なわれることを発表[196][197]。

### 2025年
- 1月1日、SKE48劇場にて新チーム体制にともなうメンバー編成および、昇格メンバーの発表が行われる[198]。
- 3月12日、34thシングル「Tick tack zack」を発売[199]。
- 9月24日、35thシングル「Karma」を発売予定[200]。

## チーム

### 編組略史
SKE48の正規メンバーは、原則「チームS」「チームKII」「チームE」の3つのチームのうち、いずれか一つに所属し、劇場公演はチーム単位で行われる。このほかに正規メンバーではない「研究生」メンバーがおり、研究生は、バックダンサーや正規メンバーの不足・休演時の補充メンバー（アンダー）として各チームの公演に出演する他、研究生を中心とした研究生公演に出演するシステムとなっている。
SKE48発足 - 2013年7月
2008年7月30日（結成時）の第1期生オーディション合格者は、まずオリジナルメンバーとして活動を開始し、8月23日からはAKB48研究生から移籍した中西優香が加わって、合わせて1期生となった。そして2008年10月5日からの公演（S1st）開始に際して、オリジナルメンバーから選ばれた16名で「選抜メンバー」（後のチームSの母体）が発足。同時に選ばれなかったメンバーが「研究生」となり、その後は随時正規メンバーへ昇格する形をとった。
2009年3月29日の第2期生オーディション合格者（2期生）は、まずチームKII候補生として活動を開始し、その後チームKIIの発足によりチームKII発足メンバーと研究生に分かれ、その後随時正規メンバーへ昇格する形をとった。
2009年11月上旬の第3期生オーディション合格者（3期生）以降は、全員研究生として活動を開始し、その後随時正規メンバーへ昇格する形をとっている。
チームE以降は新しいチームは発足していない。正規メンバーの卒業や降格があれば、研究生を適宜昇格させるシステムだった。チームEが4期生が活動を開始した後に発足したため、結果として、チームSは1期生中心、チームKIIは2期生中心、チームEは4期生中心となり、3期生は3つのチームに分散した。
この体制ではリーダーが必置ではなく、チームSとチームKIIは途中でリーダーを決定したほか、チームSは2012年11月に平田璃香子が卒業して以降リーダー不在の期間があった。
- 初代チームS - 2009年2月14日からの「チームS 2nd Stage「手をつなぎながら」公演」開始後の同年3月中、選抜メンバーを一部入れ替えて選ばれた16名で発足。2013年7月10日の「チームS 3rd Stage「制服の芽」公演」千秋楽で終了。
- 初代チームKII - 2009年6月13日からの「チームKII 1st Stage「会いたかった」公演」に際して同年5月25日、チームKII候補生と研究生（1期生）から昇格した16名で発足。2013年7月12日の「チームKII 3rd Stage「ラムネの飲み方」公演」千秋楽で終了。
- 初代チームE - 2011年1月16日からの「チームE 1st Stage「パジャマドライブ」公演」に際して2010年12月6日、研究生から昇格した16名で発足。2013年7月11日の「チームE 2nd Stage「逆上がり」公演」千秋楽で終了。

2013年7月 - 2014年4月
2013年1月に発表された9人の同時卒業を契機として、2013年4月13日の日本ガイシホールでのコンサート『SKE48春コン2013「変わらないこと。ずっと仲間なこと」』にて『組閣』を発表。在籍メンバーの所属予定が発表された。その後9人を含めた13名が卒業・辞退、AKB48からの兼任メンバーが北原里英から大場美奈に入れ替わった後、新体制に移行した。
この体制から必置のリーダー制となり、中西優香がチームSリーダー兼SKE48キャプテンを務めた。またこの体制から、松村香織がSKE48終身名誉研究生となった。
- 中西チームS - 各初代チームの正規メンバーと研究生からの昇格者16名で発足。2013年7月23日の「チームS 4th Stage「RESET」公演」初日から2014年4月21日の同公演千秋楽まで。
- 高柳チームKII - 各初代チームの正規メンバーと研究生からの昇格者15名で発足。なお、『組閣』発表時の予定メンバーは16名で、AKB48との兼任メンバーも発表時から入れ替わった。2013年7月25日の「チームKII 4th Stage「シアターの女神」公演」初日から2014年4月18日の同公演千秋楽まで。
- 松井チームE - 各初代チームの正規メンバーと研究生からの昇格者16名で発足。2013年7月24日の「チームE 3rd Stage「僕の太陽」公演」初日から2014年4月22日の同公演千秋楽まで。

2014年4月 - 2025年3月31日
2014年2月24日にZepp DiverCity TOKYOで行われた「AKB48グループ 大組閣祭り 〜時代は変わる。だけど、僕らは前しか向かねえ!〜」にて、グループ間の移籍と兼任の増加を伴う新体制を発表。
この体制から副リーダー制度が導入された。また、各チーム2 - 5名が他グループとの兼任となり、特に松井玲奈は乃木坂46との兼任によりAKB48グループ史上初めてのAKB48グループ以外のグループへの兼任となった。
- 宮澤チームS - 各チームの正規メンバーと他グループからの移籍・兼任、研究生からの昇格者、ドラフト生からなる17名で発足。なお、『大組閣』発表時の予定メンバーは21名。2014年4月25日の「チームS 5th Stage「制服の芽」公演」初日から開始。
- 矢方チームS - 2016年3月の宮澤佐江卒業により、リーダーが交代。
- 北川チームS - 2017年2月の矢方美紀卒業により、リーダーが交代。
- 松本チームS - 2019年9月の北川綾巴卒業により、リーダーが交代。
- 古川チームKII - 各チームの正規メンバーと他グループからの移籍・兼任、研究生からの昇格者、ドラフト生からなる21名で発足。なお、『大組閣』発表時の予定メンバーは22名。2014年4月30日の「チームKII 5th Stage「ラムネの飲み方」公演」初日から開始。
- 大場チームKII - 2015年3月の古川愛李卒業により、リーダーが交代。
- 太田チームKII - 2022年4月の大場美奈卒業により、リーダーが交代。
- 須田チームE - 各チームの正規メンバーと他グループからの移籍、研究生からの昇格者、ドラフト生からなる20名で発足。なお、『大組閣』発表時の予定メンバーは21名。2014年5月2日の「チームE 4th Stage「手をつなぎながら」公演」初日から開始。
- 佐藤チームE - 2022年11月の須田亜香里卒業により、リーダーが交代。

2025年4月1日 -
2024年10月14日に名古屋国際会議場 センチュリーホールで行われた「SKE48 16th Anniversary Festival 2024」にて組閣をすることが発表され、2025年1月1日にSKE48劇場にて新チーム体制にともなうメンバー編成および、昇格メンバーの発表が行われる。
- 相川チームS - 各チームの正規メンバーと研究生からの昇格者からなる13名で発足。
- 伊藤チームKII - 各チームの正規メンバーと研究生からの昇格者からなる13名で発足。なお、新チーム体制発表時の予定メンバーは15名。
- 赤堀チームE - 各チームの正規メンバーと研究生からの昇格者からなる14名で発足。

| S                                                                      | KII           | E           |
| 初代チームS                                                            | ―             | ―           |
| 初代チームS                                                            | 初代チームKII | ―           |
| 初代チームS                                                            | 初代チームE   |             |
| 2013年組閣体制（2013年7月17日 - 2014年4月24日）                        |               |             |
| 中西チームS                                                            | 高柳チームKII | 松井チームE |
| 2014年「AKB48グループ大組閣祭り」体制（2014年4月25日 - 2025年3月31日） |               |             |
| 宮澤チームS                                                            | 古川チームKII | 須田チームE |
| 宮澤チームS                                                            | 大場チームKII | 須田チームE |
| 矢方チームS                                                            |               | 須田チームE |
| 北川チームS                                                            |               | 須田チームE |
| 松本チームS                                                            |               | 須田チームE |
| 太田チームKII                                                          |               | 須田チームE |
| 佐藤チームE                                                            |               |             |
| 2025年組閣体制（2025年4月1日 - ）                                      |               |             |
| 相川チームS                                                            | 伊藤チームKII | 赤堀チームE |

## メンバー

### 正規メンバー

#### チームS
チームカラーは■黄色。
| 名前       | よみ                | 生年月日               | 出身地   | 加入期      | 昇格日         | 所属事務所 | 備考 | 総選挙 最高 順位 |
| ---------- | ------------------- | ---------------------- | -------- | ----------- | -------------- | ---------- | --- | ---------------- |
| 相川暖花   | あいかわ ほのか     | 2003年10月22日（21歳） | 愛知県   | 7期         | 2017年10月5日  | ゼスト     | チームSリーダー 元チームE（佐藤）副リーダー 元チームE（須田・佐藤）                                          | -                |
| 石黒友月   | いしぐろ ゆづき     | 2003年10月11日（21歳） | 愛知県   | 8期         | 2018年9月16日  | ゼスト     | 元チームS（北川・松本）                                                                                      | -                |
| 伊藤虹々美 | いとう ここみ       | 2008年12月8日（16歳）  | 長野県   | 12期        | 2025年4月1日   | ゼスト     | | -                |
| 入内嶋涼   | いりうちじま さやか | 1999年5月13日（26歳）  | 神奈川県 | 9期         | 2020年10月10日 | ゼスト     | 姉は、入内嶋茜（元向日葵プリンセス） 元チームKII（大場・太田）                                               | -                |
| 熊崎晴香   | くまざき はるか     | 1997年8月10日（28歳）  | 愛知県   | 6期         | 2014年2月24日  | ゼスト     | チームS副リーダー 元チームE（松井・須田・佐藤）                                                              | 46位             |
| 倉島杏実   | くらしま あみ       | 2005年6月28日（20歳）  | 神奈川県 | 8期         | 2018年5月1日   | ゼスト     | 元チームE（須田・佐藤）                                                                                      | -                |
| 坂本真凛   | さかもと まりん     | 2002年2月2日（23歳）   | 愛知県   | 8期         | 2018年5月1日   | ゼスト     | Twinkleの元メンバー 元チームS（北川・松本）                                                                  | -                |
| 杉本りいな | すぎもと りいな     | 2008年9月20日（16歳）  | 愛知県   | 11期        | 2024年5月20日  | ゼスト     | ゼストミュージックスクール出身 父は杉本恵太 元チームS（松本）                                                | -                |
| 鈴木恋奈   | すずき ここな       | 2003年12月28日（21歳） | 岐阜県   | 9期         | 2020年10月10日 | ゼスト     | 元チームE（須田・佐藤）                                                                                      | -                |
| 中野愛理   | なかの あいり       | 2001年3月24日（24歳）  | 愛知県   | ドラフト3期 | 2018年9月16日  | ゼスト     | 2025年8月31日卒業予定 第3回ドラフト会議チームKII 1位指名 元チームKII（大場）研究生 元チームKII（大場・太田） | -                |
| 野村実代   | のむら みよ         | 2003年2月1日（22歳）   | 愛知県   | 8期         | 2017年10月5日  | ゼスト     | 姉は野村奈央（元AKB48） 元チームS（北川・松本）                                                              | -                |
| 原優寧     | はら ゆうね         | 2001年11月23日（23歳） | 福岡県   | 11期        | 2024年5月20日  | ゼスト     | 元チームS（松本）                                                                                            | -                |
| 松川みゆ   | まつかわ みゆ       | 2008年4月15日（17歳）  | 愛知県   | 12期        | 2025年6月1日   | ゼスト     | Dot Roseの元メンバー                                                                                         | -                |
| 山村さくら | やまむら さくら     | 2006年9月20日（18歳）  | 愛知県   | 11期        | 2024年5月20日  | ゼスト     | Twinkleの元メンバー 元チームKII（太田）                                                                      | -                |

#### チームKII
チームカラーは■赤色。
| 名前     | よみ              | 生年月日               | 出身地   | 加入期      | 昇格日         | 所属事務所 | 備考 | 総選挙 最高 順位 |
| -------- | ----------------- | ---------------------- | -------- | ----------- | -------------- | ---------- | --- | ---------------- |
| 荒野姫楓 | あらの ひめか     | 2002年1月9日（23歳）   | 神奈川県 | 9期         | 2020年3月1日   | ゼスト     | 元チームS（松本） | -                |
| 池田楓   | いけだ かえで     | 2000年7月5日（25歳）   | 長崎県   | 9期         | 2020年3月1日   | ゼスト     | 元チームE（須田・佐藤） | -                |
| 伊藤実希 | いとう みき       | 2002年8月11日（23歳）  | 愛知県   | 10期        | 2022年1月15日  | ゼスト     | チームKIIリーダー 元チームKII（大場・太田） | -                |
| 井上瑠夏 | いのうえ るか     | 2001年6月12日（24歳）  | 熊本県   | 8期         | 2017年10月5日  | ゼスト     | 元チームS（北川・松本） | -                |
| 奥野心羽 | おくの ここは     | 2005年2月20日（20歳）  | 広島県   | 12期        | 2025年4月1日   | ゼスト     | SPL∞ASHの元メンバー | -                |
| 鎌田菜月 | かまた なつき     | 1996年8月29日（28歳）  | 愛知県   | 6期         | 2015年3月31日  | ゼスト     | SKE48最年長 チームKII副リーダー 元チームE（松井・須田・佐藤）                                                                                             | 44位             |
| 北川愛乃 | きたがわ よしの   | 2001年1月24日（24歳）  | 大阪府   | 8期         | 2017年10月5日  | ゼスト     | 元劇団SOLA 元チームS（北川・松本） | -                |
| 佐藤佳穂 | さとう かほ       | 1997年5月16日（28歳）  | 愛知県   | 8期         | 2017年10月5日  | ゼスト     | 元チームE（佐藤）リーダー 元チームE（須田・佐藤） | -                |
| 篠原京香 | しのはら きょうか | 2004年6月3日（21歳）   | 兵庫県   | 11期        | 2024年5月20日  | ゼスト     | 元チームKII（太田） | -                |
| 菅原茉椰 | すがわら まや     | 2000年1月10日（25歳）  | 宮城県   | ドラフト2期 | 2015年11月28日 | ゼスト     | 2025年8月31日卒業予定 第2回ドラフト会議1位指名 元チームE（松井・須田）研究生 元チームE（須田・佐藤）                                                      | 29位             |
| 藤本冬香 | ふじもと ふゆか   | 1998年4月3日（27歳）   | 広島県   | 9期         | 2020年10月10日 | ゼスト     | 2025年9月30日卒業予定 元チームKII（大場・太田） | -                |
| 松本慈子 | まつもと ちかこ   | 1999年11月19日（25歳） | 大阪府   | ドラフト1期 | -              | ゼスト     | SKE48（3代目）キャプテン 第1回ドラフト会議1位指名 元チームS（矢方・北川）元副リーダー 元チームS（松本）リーダー 元チームS（中西・宮澤・矢方・北川・松本） | -                |

#### チームE
チームカラーは■緑色。
| 名前       | よみ            | 生年月日               | 出身地 | 加入期 | 昇格日         | 所属事務所 | 備考                                                                                           | 総選挙 最高 順位 |
| ---------- | --------------- | ---------------------- | ------ | ------ | -------------- | ---------- | ---------------------------------------------------------------------------------------------- | ---------------- |
| 青海ひな乃 | あおうみ ひなの | 2000年11月2日（24歳）  | 愛知県 | 9期    | 2020年3月1日   | ゼスト     | 2023年11月からQuadlipsメンバー 元チームS（松本）                                               | -                |
| 青木莉樺   | あおき りか     | 1999年9月2日（25歳）   | 大阪府 | 10期   | 2022年1月15日  | ゼスト     | チームE副リーダー 元チームKII（大場・太田）                                                    | -                |
| 赤堀君江   | あかほり きみえ | 2002年1月21日（23歳）  | 静岡県 | 9期    | 2020年3月1日   | ゼスト     | チームEリーダー 元チームS（松本）                                                              | -                |
| 浅井裕華   | あさい ゆうか   | 2003年11月10日（21歳） | 愛知県 | 7期    | 2016年12月1日  | ゼスト     | 従姉は木﨑ゆりあ（元SKE48→元AKB48） 元チームE（須田・佐藤）                                    | -                |
| 井田玲音名 | いだ れおな     | 1998年12月3日（26歳）  | 三重県 | 6期    | 2015年3月31日  | ゼスト     | 元チームE（松井・須田・佐藤）                                                                  | -                |
| 太田彩夏   | おおた あやか   | 2000年8月17日（25歳）  | 岐阜県 | 7期    | 2016年12月1日  | ゼスト     | 姉は太田里織菜（元愛乙女★DOLL、元NMB48） 元チームKII（太田）リーダー 元チームKII（大場・太田） | -                |
| 大村杏     | おおむら あんず | 2005年9月20日（19歳）  | 愛知県 | 11期   | 2024年5月20日  | ゼスト     | 元チームS（松本）                                                                              | -                |
| 河村優愛   | かわむら ゆあ   | 2006年1月31日（19歳）  | 愛知県 | 12期   | 2025年4月1日   | ゼスト     |                                                                                                | -                |
| 鈴木愛菜   | すずき えな     | 2004年1月9日（21歳）   | 愛知県 | 9期    | 2020年10月10日 | ゼスト     | 元チームKII（大場・太田）                                                                      | -                |
| 中坂美祐   | なかさか みゆ   | 2005年6月11日（20歳）  | 愛知県 | 9期    | 2020年10月10日 | ゼスト     | 元チームS（松本）                                                                              | -                |
| 仲村和泉   | なかむら いずみ | 2000年3月15日（25歳）  | 大阪府 | 8期    | 2018年5月1日   | ゼスト     | 元チームS（北川・松本）                                                                        | -                |
| 西井美桜   | にしい みお     | 2001年3月16日（24歳）  | 大阪府 | 10期   | 2022年1月15日  | ゼスト     | 元チームKII（大場・太田）                                                                      | -                |
| 長谷川雅   | はせがわ みやび | 2010年11月20日（14歳） | 愛知県 | 12期   | 2025年6月1日   | ゼスト     | ゼストミュージックスクール出身                                                                 | -                |
| 森本くるみ | もりもと くるみ | 2007年9月3日（17歳）   | 奈良県 | 11期   | 2024年5月20日  | ゼスト     | 元チームE（佐藤）                                                                              | -                |

### 研究生
| 名前       | よみ              | 生年月日               | 出身地   | 加入期 | 所属事務所 | 備考                                            |
| ---------- | ----------------- | ---------------------- | -------- | ------ | ---------- | ----------------------------------------------- |
| 倉本羽菜   | くらもと はな     | 2004年9月13日（20歳）  | 岐阜県   | 12期   | ゼスト     |                                                 |
| 高村紗弥   | たかむら さや     | 2004年7月4日（21歳）   | 神奈川県 | 12期   | ゼスト     | 2024年6月18日から体調不良により当面の間活動休止 |
| 南澤恋々   | みなみさわ ここ   | 2007年10月26日（17歳） | 長野県   | 12期   | ゼスト     |                                                 |
| 太田愛恵   | おおた まなえ     | 2007年12月16日（17歳） | 兵庫県   | 13期   | ゼスト     |                                                 |
| 川村昇子   | かわむら しょうこ | 2007年9月15日（17歳）  | 岐阜県   | 13期   | ゼスト     | ゼストミュージックスクール出身                  |
| 久保田怜   | くぼた れい       | 2009年11月23日（15歳） | 愛知県   | 13期   | ゼスト     |                                                 |
| 雲井紗菜   | くもい さな       | 2005年11月23日（19歳） | 愛知県   | 13期   | ゼスト     |                                                 |
| 桒原椿     | くわはら つばき   | 2006年2月25日（19歳）  | 佐賀県   | 13期   | ゼスト     |                                                 |
| 近藤海琴   | こんどう みこと   | 2003年11月25日（21歳） | 鳥取県   | 13期   | ゼスト     |                                                 |
| 桜井愛莉咲 | さくらい ありさ   | 2003年11月7日（21歳）  | 東京都   | 13期   | ゼスト     |                                                 |
| 佐々木希美 | ささき のぞみ     | 2010年10月19日（14歳） | 愛知県   | 13期   | ゼスト     | ゼストミュージックスクール出身                  |
| 立花菖     | たちばな あやめ   | 2009年6月24日（16歳）  | 東京都   | 13期   | ゼスト     |                                                 |
| 田村真悠   | たむら まゆ       | 2007年9月18日（17歳）  | 東京都   | 13期   | ゼスト     |                                                 |
| 聖遥花     | ひじり はるか     | 2007年2月4日（18歳）   | 東京都   | 13期   | ゼスト     |                                                 |
| 福原心春   | ふくはら こはる   | 2006年1月7日（19歳）   | 愛知県   | 13期   | ゼスト     |                                                 |
| 宮本倫花   | みやもと りんか   | 2007年9月10日（17歳）  | 熊本県   | 13期   | ゼスト     |                                                 |
| 横井志穂   | よこい しほ       | 2011年11月8日（13歳）  | 愛知県   | 13期   | ゼスト     | ゼストミュージックスクール出身 SKE48最年少      |

### 元メンバー

#### 元正規メンバー
| 名前         | よみ              | 生年月日               | 出身地   | 加入期      | 最終在籍日     | 最終 所属   | 現所属事務所                       | 備考 | 総選挙 最高 順位 |
| ------------ | ----------------- | ---------------------- | -------- | ----------- | -------------- | ----------- | ---------------------------------- | --- | ---------------- |
| 鈴木きらら   | すずき きらら     | 1993年7月31日（32歳）  | 神奈川県 | 1期         | 2008年11月24日 | S           | [ 注釈 18 ]                        | 元チームS（初代） | -                |
| 高井つき奈   | たかい つきな     | 1995年7月6日（30歳）   | 愛知県   | 1期         | 2009年8月31日  | S           | -                                  | 元チームS（初代） | -                |
| 前田栄子     | まえだ えいこ     | 1986年2月25日（39歳）  | 兵庫県   | 2期         | 2009年11月29日 | KII         | -                                  | SDN48へ移籍 元チームKII（初代） 現芸名:手束真知子 | -                |
| 市原佑梨     | いちはら ゆり     | 1987年5月15日（38歳）  | 愛知県   | 2期         | 2009年11月30日 | KII         | -                                  | 元チームKII（初代） 元ディスカバリー・エンターテインメント所属 元サンズエンタテインメント所属                                                                                          | -                |
| 山下もえ     | やました もえ     | 1992年10月27日（32歳） | 愛知県   | 1期         | 2009年12月25日 | S           | -                                  | 元チームS（初代） 元CAMOUFLAGEメンバー 元バースエンターテインメント所属 | -                |
| 新海里奈     | しんかい りな     | 1992年8月1日（33歳）   | 愛知県   | 1期         | 2010年5月8日   | 研          | -                                  | 元チームS（初代） 2010年4月1日に研究生降格 | -                |
| 森紗雪       | もり さゆき       | 1996年11月3日（28歳）  | 愛知県   | 1期         | 2010年5月8日   | 研          | -                                  | 元チームS（初代） 2010年4月1日に研究生降格 | -                |
| 松下唯       | まつした ゆい     | 1988年7月25日（37歳）  | 福岡県   | 1期         | 2011年9月30日  | S           | -                                  | 元チームS（初代） | -                |
| 中村優花     | なかむら ゆうか   | 1997年7月4日（28歳）   | 愛知県   | 4期         | 2011年12月31日 | E           | -                                  | 元チームE（初代） | -                |
| 小野晴香     | おの はるか       | 1987年11月24日（37歳） | 大分県   | 1期         | 2012年3月31日  | S           | -                                  | 元チームS（初代） | -                |
| 間野春香     | まの はるか       | 1995年4月27日（30歳）  | 愛知県   | 2期         | 2012年3月31日  | E           | -                                  | 元チームS（初代） | -                |
| 山田恵里伽   | やまだ えりか     | 1995年12月26日（29歳） | 岐阜県   | 3期         | 2012年3月31日  | E           | -                                  | 元チームE（初代） | -                |
| 若林倫香     | わかばやし ともか | 1996年4月23日（29歳）  | 愛知県   | 2期         | 2012年7月31日  | KII         | -                                  | 元チームKII（初代） | -                |
| 平田璃香子   | ひらた りかこ     | 1989年8月7日（36歳）   | 愛知県   | 1期         | 2012年11月30日 | S           | Mousa                              | 元チームS（初代） 元チームS（初代）リーダー 現芸名：璃香子 | -                |
| 北原里英     | きたはら りえ     | 1991年6月24日（34歳）  | 愛知県   | -           | 2013年4月28日  | S           | 太田プロダクション                 | 在籍時はAKB48チームK（大島）兼任 元チームS（初代）兼任 | 13位             |
| 桑原みずき   | くわばら みずき   | 1992年2月19日（33歳）  | 高知県   | 1期         | 2013年5月6日   | S           | -                                  | 元チームS（初代） 本名：桑原瑞希 | -                |
| 高田志織     | たかだ しおり     | 1990年7月19日（35歳）  | 愛知県   | 1期         | 2013年5月6日   | S           | -                                  | 姉は高田彩奈（元AKB48チームK・2期生） 元チームS（初代） 元ビッグ・パパ所属 | -                |
| 平松可奈子   | ひらまつ かなこ   | 1991年11月14日（33歳） | 愛知県   | 1期         | 2013年5月6日   | S           | オスカープロモーション             | 元チームS（初代） | -                |
| 矢神久美     | やがみ くみ       | 1994年6月13日（31歳）  | 愛知県   | 1期         | 2013年5月6日   | S           | Mousa                              | 元チームS（初代） | 28位             |
| 赤枝里々奈   | あかえだ りりな   | 1996年7月3日（29歳）   | 愛知県   | 2期         | 2013年5月6日   | KII         | -                                  | 元チームKII（初代） | -                |
| 小木曽汐莉   | おぎそ しおり     | 1992年9月15日（32歳）  | 愛知県   | 3期         | 2013年5月6日   | KII         | -                                  | 元チームKII（初代） | 32位             |
| 秦佐和子     | はた さわこ       | 1988年9月14日（36歳）  | 大阪府   | 3期         | 2013年5月6日   | KII         | マウスプロモーション               | 元チームKII（初代） | 25位             |
| 上野圭澄     | うえの かすみ     | 1994年6月29日（31歳）  | 岐阜県   | 3期         | 2013年5月6日   | E           | -                                  | 元チームE（初代） | -                |
| 原望奈美     | はら みなみ       | 1995年12月24日（29歳） | 愛知県   | 4期         | 2013年5月6日   | E           | -                                  | 元チームE（初代） 現芸名：原田乃叶美 | -                |
| 藤本美月     | ふじもと みつき   | 1995年9月21日（29歳）  | 愛知県   | 5期         | 2013年5月6日   | [ 注釈 20 ] | -                                  | 活動辞退 | -                |
| 新土居沙也加 | にいどい さやか   | 1994年2月21日（31歳）  | 愛知県   | 5期         | 2013年11月30日 | S           | -                                  | 元チームS（中西） | -                |
| 菅なな子     | すが ななこ       | 1996年11月11日（28歳） | 愛知県   | 5期         | 2014年2月23日  | E           | -                                  | 元チームS（初代） 元チームE（松井） | -                |
| 佐藤聖羅     | さとう せいら     | 1992年4月30日（33歳）  | 三重県   | 1期         | 2014年2月27日  | S           | エイジアプロモーション             | 元チームKII（初代） 元チームS（中西） | -                |
| 向田茉夏     | むかいだ まなつ   | 1996年5月10日（29歳）  | 愛知県   | 2期         | 2014年3月23日  | S           | -                                  | 元チームKII（初代） 元チームS（中西） | 35位             |
| 木﨑ゆりあ   | きざき ゆりあ     | 1996年2月11日（29歳）  | 愛知県   | 3期         | 2014年4月24日  | S           | am合同会社                         | AKB48チーム4（'14峯岸）へ移籍 元チームS（初代・中西） | 22位             |
| 出口陽       | でぐち あき       | 1988年3月14日（37歳）  | 三重県   | 1期         | 2014年4月29日  | S           | フローエンタテイメント（業務提携） | 元チームS（初代・中西） 元AKB48研究生（4期） 歌手としては「aki」名義でも活動 | -                |
| 松本梨奈     | まつもと りな     | 1993年9月3日（31歳）   | 愛知県   | 2期         | 2014年4月29日  | KII         | -                                  | 元チームKII（初代・高柳） | 41位             |
| 井口栞里     | いぐち しおり     | 1995年3月29日（30歳）  | 三重県   | 2期         | 2014年4月29日  | E           | スターエンジェリカプロダクション   | 元チームKII（初代） 元チームE（松井） 2010年12月6日研究生降格 | -                |
| 金子栞       | かねこ しおり     | 1995年6月13日（30歳）  | 埼玉県   | 4期         | 2014年4月29日  | E           | -                                  | 元チームE（初代・松井） | 63位             |
| 鬼頭桃菜     | きとう ももな     | 1993年8月16日（32歳）  | 愛知県   | 2期         | 2014年4月29日  | E           | 株式会社Miss                       | 元チームKII（初代） 元チームS（初代） 元チームE（松井） 2010年12月6日研究生降格 現芸名：三上悠亜                                                                                       | -                |
| 大脇有紗     | おおわき ありさ   | 1999年4月1日（26歳）   | 愛知県   | 5期         | 2014年7月30日  | E           | -                                  | 元チームE（須田） | -                |
| 加藤智子     | かとう ともこ     | 1987年4月28日（38歳）  | 愛知県   | 2期         | 2014年9月29日  | KII         | -                                  | 元チームKII（初代・高柳・古川） | -                |
| 木下有希子   | きのした ゆきこ   | 1993年12月20日（31歳） | 愛知県   | 3期         | 2014年11月27日 | KII         | -                                  | 元チームS（初代） 元チームE（松井） 元チームKII（古川） 旧芸名：木下ミシェル（卒業後）                                                                                                 | 40位             |
| 水埜帆乃香   | みずの ほのか     | 1995年9月1日（29歳）   | 愛知県   | 4期         | 2014年12月31日 | KII         | プラチナムプロダクション           | 元チームE（松井） 元チームKII（古川） 現芸名：honoka 旧芸名：帆乃香（フィット所属時） 元スターレイプロダクション所属 元フィット所属                                                    | -                |
| 山田澪花     | やまだ れいか     | 1995年7月28日（30歳）  | 岐阜県   | 2期         | 2014年12月31日 | E           | -                                  | 元チームKII（初代） 元チームE（松井・須田） 父は元競輪選手の山田裕仁 旧芸名：山田れいか（卒業後）                                                                                      | -                |
| 山田みずほ   | やまだ みずほ     | 1997年5月25日（28歳）  | 愛知県   | 5期         | 2015年1月31日  | KII         | -                                  | 元チームKII（高柳・古川） | 54位             |
| 岩永亞美     | いわなが つぐみ   | 1994年5月10日（31歳）  | 岐阜県   | 5期         | 2015年2月28日  | E           | -                                  | 元チームE（松井・須田） | 46位             |
| 佐藤実絵子   | さとう みえこ     | 1986年6月24日（39歳）  | 愛知県   | 1期         | 2015年3月31日  | S           | セントラルジャパン                 | 元チームKII（初代・高柳） 元チームS（宮澤） 元チームS（宮澤）副リーダー 2009年2月14日研究生降格                                                                                        | -                |
| 中西優香     | なかにし ゆうか   | 1989年1月24日（36歳）  | 愛知県   | -           | 2015年3月31日  | S           | ソリッド・キューブ                 | 元SKE48（初代）キャプテン 元チームS（初代・中西・宮澤） 元チームS（中西）リーダー 元AKB48研究生（4期）                                                                                 | 63位             |
| 古川愛李     | ふるかわ あいり   | 1989年12月13日（35歳） | 愛知県   | 2期         | 2015年3月31日  | KII         | Mousa                              | 元チームKII（初代・高柳・古川） 元チームKIIリーダー 旧芸名：春川瑠花 | 27位             |
| 小林亜実     | こばやし あみ     | 1993年1月12日（32歳）  | 愛知県   | 4期         | 2015年3月31日  | E           | エイジアプロモーション             | 元チームE（初代・須田） 元チームKII（高柳） | 47位             |
| 山田菜々     | やまだ なな       | 1992年4月3日（33歳）   | 大阪府   | -           | 2015年4月3日   | KII         | -                                  | 在籍時はNMB48チームM（山田）兼任 NMB48卒業に伴い兼任終了 元チームKII（古川・大場）兼任 旧芸名：中山菜々 元Showtitle所属                                                                | 28位             |
| 阿比留李帆   | あびる りほ       | 1993年7月17日（32歳）  | 愛知県   | 2期         | 2015年4月30日  | KII         | -                                  | 元チームKII（初代・古川・大場） 元チームS（中西） 旧芸名：あびる李帆（卒業後） 元Unieek所属 元スターレイプロダクション所属                                                             | 74位             |
| 渡辺美優紀   | わたなべ みゆき   | 1993年9月19日（31歳）  | 奈良県   | -           | 2015年5月21日  | S           | -                                  | 在籍時はNMB48チームBII（上枝）兼任 元チームS（宮澤）兼任 | 15位             |
| 田中菜津美   | たなか なつみ     | 2000年8月10日（25歳）  | 福岡県   | -           | 2015年5月28日  | S           | -                                  | 在籍時はHKT48チームH（穴井）兼任 元チームS（宮澤）兼任 | -                |
| 松井玲奈     | まつい れな       | 1991年7月27日（34歳）  | 愛知県   | 1期         | 2015年8月31日  | E           | A-PLUS                             | 元チームS（初代） 元チームE（松井・須田） 元チームE（松井）リーダー 元乃木坂46兼任 | 05位             |
| 神門沙樹     | ごうど さき       | 1996年1月29日（29歳）  | 島根県   | ドラフト1期 | 2015年11月19日 | KII         | -                                  | 第1回ドラフト会議1位指名 元チームKII（高柳・古川・大場） | -                |
| 磯原杏華     | いそはら きょうか | 1996年8月8日（29歳）   | 愛知県   | 2期         | 2016年1月31日  | E           | -                                  | 元チームE（初代・須田） 元チームS（中西） | 44位             |
| 梅本まどか   | うめもと まどか   | 1992年7月17日（33歳）  | 愛知県   | 4期         | 2016年2月29日  | E           | -                                  | 元チームE（初代・松井・須田） 元チームE（初代）リーダー 元チームE（須田）副リーダー | 39位             |
| 小石公美子   | こいし くみこ     | 1995年8月4日（30歳）   | 兵庫県   | ドラフト1期 | 2016年2月29日  | E           | -                                  | 第1回ドラフト会議1位指名 元チームE（松井・須田） | -                |
| 宮澤佐江     | みやざわ さえ     | 1990年8月13日（35歳）  | 東京都   | -           | 2016年3月31日  | S           | ホリプロ                           | 元チームS（宮澤）兼任 元チームS（宮澤）リーダー 元SNH48チームSII兼任 元AKB48チームK（初代・秋元・大島）                                                                                | 08位             |
| 山下ゆかり   | やました ゆかり   | 1996年3月12日（29歳）  | 愛知県   | 4期         | 2016年3月31日  | KII         | -                                  | 元チームE（初代） 元チームKII（高柳・古川・大場） | -                |
| 加藤るみ     | かとう るみ       | 1995年3月9日（30歳）   | 岐阜県   | 2期         | 2016年5月31日  | E           | サンミュージックプロダクション     | 元チームS（初代） 元チームKII（高柳） 元チームE（須田） | 62位             |
| 柴田阿弥     | しばた あや       | 1993年4月1日（32歳）   | 愛知県   | 4期         | 2016年8月31日  | E           | セント・フォース                   | 元チームE（初代・須田） 元チームKII（高柳） | 15位             |
| 宮前杏実     | みやまえ あみ     | 1997年9月9日（27歳）   | 愛知県   | 5期         | 2016年9月30日  | S           | スリー・エス・スタイルプロ         | 元チームE（松井） 元チームS（宮澤・矢方） | 45位             |
| 野口由芽     | のぐち ゆめ       | 1998年4月17日（27歳）  | 愛知県   | 6期         | 2017年2月28日  | S           | -                                  | 元チームS（宮澤・矢方） | 85位             |
| 矢方美紀     | やかた みき       | 1992年6月29日（33歳）  | 大分県   | 3期         | 2017年2月28日  | S           | ワンダースペース                   | 元チームKII（初代） 元チームS（宮澤・矢方） 元チームS（矢方）リーダー 元チームS（宮澤）副リーダー                                                                                      | 62位             |
| 東李苑       | あずま りおん     | 1996年11月13日（28歳） | 北海道   | 6期         | 2017年3月31日  | S           | ディープスキル                     | 元チームE（松井） 元チームS（宮澤・矢方・北川） 元CREATIVE OFFICE CUE所属 | 61位             |
| 酒井萌衣     | さかい めい       | 1997年12月13日（27歳） | 愛知県   | 4期         | 2017年3月31日  | E           | -                                  | 元チームE（初代・松井・須田） 元TRUSTAR所属 | 63位             |
| 竹内舞       | たけうち まい     | 1993年8月31日（31歳）  | 三重県   | 4期         | 2017年5月31日  | S           | -                                  | 元チームE（初代） 元チームKII（高柳） 元チームS（宮澤・矢方・北川） 元Am-bitioN所属 元ネクストドアーズインターナショナル所属 元G-STAR.PRO所属 元Faria Clownのメンバー                  | 54位             |
| 石田安奈     | いしだ あんな     | 1996年5月27日（29歳）  | 愛知県   | 2期         | 2017年5月31日  | KII         | ANNA24                             | 元チームKII（初代・古川・大場） 元チームS（中西） 元AKB48チームB（梅田）兼任 | 77位             |
| 二村春香     | ふたむら はるか   | 1996年5月14日（29歳）  | 愛知県   | 5期         | 2017年7月31日  | S           | -                                  | 元チームKII（高柳） 元チームS（宮澤・矢方・北川） | 34位             |
| 大矢真那     | おおや まさな     | 1990年11月6日（34歳）  | 愛知県   | 1期         | 2017年11月30日 | S           | -                                  | 元チームS（初代・中西・宮澤・矢方・北川） 元サン・オフィス所属 | 20位             |
| 木本花音     | きもと かのん     | 1997年8月11日（28歳）  | 愛知県   | 4期         | 2017年12月1日  | E           | -                                  | 元チームE（初代・松井・須田） 元HKT48チームKIV（多田）兼任 元ノックアウト所属 | 31位             |
| 後藤理沙子   | ごとう りさこ     | 1997年5月29日（28歳）  | 愛知県   | 3期         | 2017年12月31日 | S           | セントラルジャパン                 | 元チームKII（初代） 元チームS（中西・宮澤・矢方・北川） | 52位             |
| 佐藤すみれ   | さとう すみれ     | 1993年11月20日（31歳） | 埼玉県   | -           | 2017年12月31日 | E           | -                                  | 元チームE（松井・須田） 元AKB48チームB（柏木） 元AKB48チームA（'13横山） 2014年4月25日移籍加入 元ホリプロ所属                                                                          | 31位             |
| 髙寺沙菜     | たかてら さな     | 1999年11月15日（25歳） | 京都府   | ドラフト1期 | 2018年1月31日  | E           | MR8                                | 第1回ドラフト会議2位指名 元チームE（松井・須田） iiiidolllのメンバー | -                |
| 市野成美     | いちの なるみ     | 1999年4月14日（26歳）  | 愛知県   | 5期         | 2018年3月31日  | E           | -                                  | 元チームE（松井・須田） | 99位             |
| 髙塚夏生     | たかつか なつき   | 2000年8月29日（24歳）  | 大阪府   | ドラフト1期 | 2018年4月30日  | KII         | -                                  | 第1回ドラフト会議2位指名 元チームKII（高柳・古川・大場） | -                |
| 犬塚あさな   | いぬづか あさな   | 1994年3月19日（31歳）  | 愛知県   | 4期         | 2018年7月1日   | S           | 舞夢プロ                           | 元チームS（宮澤・矢方・北川） 元チームS（北川）副リーダー 2012年9月1日 - 9月21日謹慎                                                                                                   | -                |
| 矢作有紀奈   | やはぎ ゆきな     | 1995年3月13日（30歳）  | 埼玉県   | 8期         | 2018年11月10日 | KII         | -                                  | 元チームKII（大場） 妹は矢作萌夏（元AKB48） 旧芸名：矢作ゆきな 元カトレアプロモーション所属 元Le Petite Fleurie                                                                        | -                |
| 町音葉       | まち おとは       | 2001年11月6日（23歳）  | 岐阜県   | 7期         | 2018年11月30日 | S           | -                                  | 元チームS（矢方・北川） | -                |
| 一色嶺奈     | いっしき れな     | 2002年2月15日（23歳）  | 神奈川県 | ドラフト2期 | 2018年12月28日 | S           | -                                  | 第2回ドラフト会議2位指名 元チームS（宮澤・矢方）研究生 元チームS（矢方・北川） 元バイトAKB                                                                                             | 56位             |
| 山田樹奈     | やまだ じゅな     | 1998年5月25日（27歳）  | 愛知県   | 6期         | 2019年1月31日  | S           | -                                  | 元チームS（宮澤・矢方・北川） | -                |
| 小畑優奈     | おばた ゆな       | 2001年12月18日（23歳） | 愛知県   | 7期         | 2019年3月31日  | KII         | -                                  | 元チームKII（大場） | 34位             |
| 岡田美紅     | おかだ みく       | 1997年11月13日（27歳） | 徳島県   | 8期         | 2019年4月30日  | S           | -                                  | 元チームS（北川） | 78位             |
| 白雪希明     | しらゆき こはく   | 1998年8月30日（26歳）  | 愛知県   | 8期         | 2019年4月30日  | E           | -                                  | 元チームE（須田） | -                |
| 松村香織     | まつむら かおり   | 1990年1月17日（35歳）  | 埼玉県   | 3期         | 2019年5月2日   | KII         | -                                  | 元SKE48終身名誉研究生 元チームKII（大場） 元AKB48グループ研究生会会長 | 13位             |
| 内山命       | うちやま みこと   | 1995年11月14日（29歳） | 三重県   | 2期         | 2019年5月31日  | KII         | -                                  | 元チームKII（初代・高柳・古川・大場） 元チームE（初代） 元チームKII（大場）副リーダー 2010年12月6日研究生降格                                                                          | 42位             |
| 高木由麻奈   | たかぎ ゆまな     | 1993年8月23日（31歳）  | 愛知県   | 4期         | 2019年5月31日  | KII         | セントラルジャパン                 | 元チームE（初代） 元チームKII（高柳・古川・大場） | -                |
| 北川綾巴     | きたがわ りょうは | 1998年10月9日（26歳）  | 愛知県   | 6期         | 2019年9月30日  | S           | L&R                                | 元チームS（宮澤・矢方・北川） 元チームS（北川）リーダー 元AKB48チーム4（高橋朱里）兼任 元お願い‼︎フルハウスのメンバー                                                                   | 27位             |
| 後藤楽々     | ごとう らら       | 2000年7月23日（25歳）  | 愛知県   | 7期         | 2019年9月30日  | E           | セント・フォース sprout            | 元チームE（須田） | 46位             |
| 野々垣美希   | ののがき みき     | 1999年10月7日（25歳）  | 愛知県   | 8期         | 2019年11月30日 | E           | フレオマネジメント                 | 元チームE（須田） THE ENCOREのメンバー 現芸名:野々咲実希 | -                |
| 大芝りんか   | おおしば りんか   | 2001年10月29日（23歳） | 埼玉県   | 8期         | 2020年11月30日 | KII         | -                                  | 元チームKII（大場） 元:いちぜん!メンバー 旧芸名:姫月りんか | -                |
| 白井友紀乃   | しらい ゆきの     | 2000年9月28日（24歳）  | 愛知県   | 9期         | 2020年12月31日 | KII         | -                                  | 妹は白井琴望（元チームKII・ドラフト2期生） 元チームKII（大場） | -                |
| 片岡成美     | かたおか なるみ   | 2003年3月13日（22歳）  | 愛知県   | 7期         | 2021年1月20日  | KII         | -                                  | 元チームKII（大場） | -                |
| 白井琴望     | しらい ことの     | 2002年12月1日（22歳）  | 愛知県   | ドラフト2期 | 2021年1月31日  | KII         | スペースクラフト・エージェンシー   | 第2回ドラフト会議2位指名 姉は白井友紀乃（元チームKII・9期生） 元チームKII（大場）研究生 元チームKII（大場）                                                                            | -                |
| 西満里奈     | にし まりな       | 2000年1月16日（25歳）  | 神奈川県 | ドラフト3期 | 2021年3月31日  | E           | -                                  | 第3回ドラフト会議チームE 1位指名 元チームE（須田）研究生 元チームE（須田） | -                |
| 平田詩奈     | ひらた しいな     | 1999年8月22日（25歳）  | 愛知県   | ドラフト3期 | 2021年3月31日  | E           | -                                  | 第3回ドラフト会議チームE 2位指名 元チームE（須田）研究生 元チームE（須田） 元セントラルジャパン所属                                                                                    | -                |
| 松井珠理奈   | まつい じゅりな   | 1997年3月8日（28歳）   | 愛知県   | 1期         | 2021年4月30日  | S           | -                                  | 元チームS（平田・中西・宮澤・矢方・北川・松本） 元AKB48チームK（秋元・大島・横山・峯岸）兼任 元アービング所属                                                                          | 01位             |
| 高柳明音     | たかやなぎ あかね | 1991年11月29日（33歳） | 愛知県   | 2期         | 2021年4月30日  | KII         | エイベックス・マネジメント         | 元チームKII（高柳・古川・大場） 元チームKII（初代・高柳）リーダー 元NMB48チームBII（上枝）兼任                                                                                         | 14位             |
| 竹内彩姫     | たけうち さき     | 1999年11月24日（25歳） | 愛知県   | 6期         | 2021年5月31日  | KII         | -                                  | 元チームKII（高柳・古川・大場） | 31位             |
| 石川花音     | いしかわ かのん   | 1997年12月19日（27歳） | 千葉県   | 9期         | 2021年5月31日  | E           | -                                  | 元チームE（須田） | -                |
| 野島樺乃     | のじま かの       | 2001年9月6日（23歳）   | 愛知県   | 7期         | 2021年6月30日  | S           | ゼスト                             | 元チームS（宮澤・矢方・北川・松本） 元et-アンド-のメンバー | -                |
| 惣田紗莉渚   | そうだ さりな     | 1993年1月18日（32歳）  | 埼玉県   | ドラフト1期 | 2021年6月30日  | KII         | -                                  | 元チームKII（高柳・古川・大場） 第1回ドラフト会議5位指名 | 08位             |
| 山内鈴蘭     | やまうち すずらん | 1994年12月8日（30歳）  | 千葉県   | -           | 2021年11月30日 | S           | ホリプロ                           | 元チームS（宮澤・矢方・北川・松本） 元AKB48チーム4（初代） 元AKB48チームB（梅田） 2014年4月25日移籍加入                                                                                | 36位             |
| 杉山愛佳     | すぎやま あいか   | 2002年3月5日（23歳）   | 愛知県   | 7期         | 2021年12月31日 | S           | -                                  | 元チームS（平田・中西・宮澤・矢方・北川・松本） | 110位            |
| 深井ねがい   | ふかい ねがい     | 2003年1月16日（22歳）  | 大阪府   | 8期         | 2022年1月31日  | E           | Xrise                              | 元チームE（須田） | -                |
| 五十嵐早香   | いがらし はやか   | 2001年9月19日（23歳）  | 埼玉県   | 10期        | 2022年2月28日  | KII         | ゼロイチファミリア                 | 元チームKII（大場） | -                |
| 大場美奈     | おおば みな       | 1992年4月3日（33歳）   | 神奈川県 | -           | 2022年5月21日  | KII         | -                                  | 元AKB48チーム4（初代） 元AKB48チーム4キャプテン 元AKB48チームB（梅田） 2014年4月25日移籍加入 元チームKII（高柳・古川・大場） 元チームKII（古川）副リーダー 元チームKII（大場）リーダー | 08位             |
| 古畑奈和     | ふるはた なお     | 1996年9月15日（28歳）  | 愛知県   | 5期         | 2022年9月30日  | KII         | ゼスト                             | 元チームE（初代・松井） チームKII（古川・大場・太田） 元AKB48チームK（大島）兼任 元AKB48チームA（'14高橋）兼任                                                                         | 14位             |
| 須田亜香里   | すだ あかり       | 1991年10月31日（33歳） | 愛知県   | 3期         | 2022年11月1日  | E           | TWIN PLANET ENTERTAINMENT          | 元チームS（初代） 元チームKII（高柳） 元チームE（須田） 元チームE（須田）リーダー | 02位             |
| 田辺美月     | たなべ みづき     | 2001年1月2日（24歳）   | 新潟県   | 9期         | 2023年2月28日  | E           | LILY MARRY Production              | 元チームE（須田・佐藤） | -                |
| 石塚美月     | いしづか みづき   | 2002年12月2日（22歳）  | 愛知県   | 10期        | 2023年3月31日  | S           | -                                  | 元チームS（北川・松本） | -                |
| 都築里佳     | つづき りか       | 1995年11月8日（29歳）  | 愛知県   | 4期         | 2023年3月31日  | S           | サンミュージック名古屋             | 元チームE（初代） 元チームS（中西・宮澤・矢方・北川・松本） | -                |
| 杉山歩南     | すぎやま あなん   | 2006年7月22日（19歳）  | 愛知県   | 10期        | 2023年6月30日  | S           | -                                  | 元チームS（松本） | -                |
| 平野百菜     | ひらの ももな     | 2006年9月5日（18歳）   | 愛知県   | 9期         | 2023年6月30日  | S           | -                                  | 元チームS（松本） | -                |
| 日高優月     | ひだか ゆづき     | 1998年4月1日（27歳）   | 愛知県   | 6期         | 2023年10月31日 | KII         | -                                  | 元チームKII（古川・大場・太田） | -                |
| 江籠裕奈     | えご ゆうな       | 2000年3月29日（25歳）  | 愛知県   | 5期         | 2023年12月31日 | KII         | ゼスト                             | 元チームS（中西） 元チームKII（大場・太田） | 35位             |
| 大谷悠妃     | おおたに ゆうき   | 2004年7月29日（21歳）  | 愛知県   | ドラフト3期 | 2024年1月31日  | S           | -                                  | 第3回ドラフト会議チームS 2位指名 元チームS（北川）研究生 元チームS（北川・松本） 姉は大谷美咲（PiXMiX）                                                                                | -                |
| 竹内ななみ   | たけうち ななみ   | 2001年2月24日（24歳）  | 大阪府   | 9期         | 2024年1月31日  | S           | -                                  | 元チームS（北川・松本） SUPER☆GiRLSの現リーダー竹内ななみとは同姓同名の別人 | -                |
| 谷真理佳     | たに まりか       | 1996年1月5日（29歳）   | 福岡県   | -           | 2024年3月31日  | E           | ゼスト                             | 元HKT48 2期生 2014年4月25日移籍加入 元ワタナベエンターテインメント所属 BellemuleのメンバーAi 元チームE（松井・須田・佐藤）                                                             | 23位             |
| 福士奈央     | ふくし なお       | 1999年4月23日（26歳）  | 栃木県   | ドラフト1期 | 2024年4月30日  | E           | -                                  | 第1回ドラフト会議3位指名 元チームE（須田・佐藤）副リーダー 元チームE（松井・須田・佐藤）                                                                                               | 103位            |
| 川嶋美晴     | かわしま みはる   | 2002年12月17日（22歳） | 愛知県   | 9期         | 2024年6月30日  | KII         | ファーストサウンド                 | 元チームKII（大場・太田） | -                |
| 北野瑠華     | きたの るか       | 1999年5月25日（26歳）  | 岐阜県   | 6期         | 2024年6月30日  | KII         | ゼスト                             | 元チームKII（大場）副リーダー 元チームKII（大場・太田） | 93位             |
| 髙畑結希     | たかはた ゆうき   | 1995年7月18日（30歳）  | 香川県   | 7期         | 2024年6月30日  | E           | ゼスト                             | 元チームE（須田・佐藤） 現芸名:高畑結希 | 68位             |
| 林美澪       | はやし みれい     | 2009年3月10日（16歳）  | 愛知県   | 10期        | 2024年8月31日  | E           | -                                  | 元チームE（須田・佐藤） 元Seventeen専属モデル | -                |
| 水野愛理     | みずの あいり     | 2002年9月21日（22歳）  | 愛知県   | ドラフト2期 | 2024年9月30日  | KII         | imaginate                          | 第2回ドラフト会議1位指名 元チームKII（大場）研究生 元チームKII（大場・太田） 夜光性アミューズのメンバー 現芸名:水萌しゅる                                                              | 93位             |
| 青木詩織     | あおき しおり     | 1996年4月22日（29歳）  | 静岡県   | 6期         | 2024年11月30日 | KII         | -                                  | 元チームKII（太田）副リーダー 元チームKII（大場・太田） | 80位             |
| 斉藤真木子   | さいとう まきこ   | 1994年6月28日（31歳）  | 大阪府   | 2期         | 2024年12月31日 | E           | ゼスト                             | 元チームKII（初代） 元チームS（中西） 元チームE（初代・松井・須田・佐藤） 2010年12月6日研究生降格 元SKE48劇場支配人 元SKE48（2代目）キャプテン                                         | 42位             |
| 鬼頭未来     | きとう みくる     | 2003年8月1日（22歳）   | 愛知県   | 10期        | 2025年2月28日  | S           | -                                  | 元チームS（松本） | -                |
| 鈴木愛來     | すずき さら       | 2006年10月31日（18歳） | 千葉県   | 12期        | 2025年2月28日  | KII         | -                                  | 元チームKII（太田） | -                |
| 末永桜花     | すえなが おうか   | 2002年2月26日（23歳）  | 愛知県   | 7期         | 2025年2月28日  | E           | -                                  | 元チームE（須田・佐藤） | 45位             |
| 荒井優希     | あらい ゆき       | 1998年5月7日（27歳）   | 京都府   | ドラフト1期 | 2025年3月31日  | KII         | ゼスト                             | 元チームKII（太田）副リーダー 元チームKII（高柳・古川・大場・太田） 第1回ドラフト会議4位指名 2021年5月から東京女子プロレス参戦中                                                       | 28位             |
| 岡本彩夏     | おかもと あやか   | 2002年8月12日（23歳）  | 東京都   | 9期         | 2025年3月31日  | KII         | Xrise                              | 元チームKII（大場・太田） | -                |
| 澤田奏音     | さわだ かのん     | 2004年5月12日（21歳）  | 愛知県   | 10期        | 2025年6月30日  | KII         | -                                  | 元チームE（須田・佐藤） 元チームKII（伊藤） | -                |
| 上村亜柚香   | かみむら あゆか   | 2004年1月27日（21歳）  | 愛知県   | ドラフト2期 | 2025年6月30日  | E           | ゼスト                             | 元チームS（松本）副リーダー 第2回ドラフト会議1位指名 元チームS（宮澤・矢方）研究生 元チームS（矢方・北川・松本） 元チームE（赤堀）                                                     | -                |

#### 元研究生・候補生
| 名前       | よみ              | 生年月日               | 出身地                   | 加入期      | 最終在籍日        | 現所属事務所       | 備考 | 総選挙 最高 順位 |
| ---------- | ----------------- | ---------------------- | ------------------------ | ----------- | ----------------- | ------------------ | --- | ---------------- |
| 若生純奈   | わこう じゅんな   | 1990年1月25日（35歳）  | 愛知県                   | 2期         | 2009年4月25日以前 | -                  | 活動辞退 | -                |
| 稲垣ほなみ | いながき ほなみ   | 1989年3月25日（36歳）  | 愛知県                   | 1期         | 2009年4月30日     | -                  | [ 384 ] | -                |
| 尾関きはる | おぜき きはる     | 1994年12月24日（30歳） | 愛知県                   | 1期         | 2009年4月30日     | -                  | 本名：備前希日 | -                |
| 齋藤優菜   | さいとう ゆな     | 1992年9月9日（32歳）   | 埼玉県                   | 2期         | 2009年5月25日以前 | -                  | 活動辞退 元トヨタオフィス所属 | -                |
| 柴木愛子   | しばき あいこ     | 1990年10月18日（34歳） | 愛知県                   | 1期         | 2009年7月31日     | -                  | 8月17日正式発表 | -                |
| 大島風薫   | おおしま ふうか   | 1995年12月2日（29歳）  | 愛知県                   | 2期         | 2009年9月30日     | -                  | [ 386 ] | -                |
| 林星香     | はやし せいか     | 1996年11月21日（28歳） | 愛知県                   | 2期         | 2009年9月30日     | -                  | [ 386 ] | -                |
| 前川愛佳   | まえかわ あいか   | 1997年3月11日（28歳）  | 愛知県                   | 1期         | 2009年9月30日     | -                  | 10月6日挨拶 | -                |
| 橋本あゆみ | はしもと あゆみ   | 1989年2月5日（36歳）   | 福井県                   | 2期         | 2009年11月30日    | -                  | 2013年にプロマラソン選手(当時)の大迫傑と結婚し、 夫の姓である「大迫あゆみ」として活動。                                            | -                |
| 柳瀬愛子   | やなせ あいこ     | 1993年5月18日（32歳）  | 大阪府                   | 3期         | 2009年12月9日付   | -                  | 契約解除 元エスプロモーション所属 元axone所属（梁瀬愛子名義）                                                                      | -                |
| 半田礼音   | はんだ あやね     | 1993年1月18日（32歳）  | 静岡県                   | 3期         | 2010年5月8日      | -                  | [ 220 ] | -                |
| 野々山茉琳 | ののやま まりん   | 1994年1月31日（31歳）  | 愛知県                   | 4期         | 2011年2月23日     | -                  | [ 390 ] | -                |
| 今出舞     | いまで まい       | 1993年6月12日（32歳）  | 大阪府                   | 3期         | 2012年5月31日     | -                  | [ 391 ] | -                |
| 宮脇理子   | みやわき りこ     | 1995年8月18日（30歳）  | 愛知県                   | 6期         | 2013年3月11日     | -                  | 活動辞退 元みらいくーる所属 | -                |
| 小林絵未梨 | こばやし えみり   | 1994年4月14日（31歳）  | 愛知県                   | 4期         | 2013年5月6日      | -                  | | -                |
| 伊藤茜     | いとう あかね     | 1997年11月4日（27歳）  | 愛知県                   | 6期         | 2013年5月9日      | -                  | 活動辞退 | -                |
| 日置実希   | ひおき みき       | 1992年10月14日（32歳） | 愛知県                   | 5期         | 2013年6月1日      | -                  | 活動辞退 | -                |
| 北原侑奈   | きたはら ゆうな   | 1998年1月12日（27歳）  | 岐阜県                   | 6期         | 2013年11月22日    | -                  | 活動辞退 | -                |
| 矢野杏月   | やの あづき       | 1996年11月30日（28歳） | 岐阜県                   | 6期         | 2014年2月23日     | -                  | 活動辞退 | -                |
| 山本由香   | やまもと ゆか     | 1995年9月17日（29歳）  | 三重県                   | 6期         | 2014年3月22日     | LEAD               | 活動辞退 現芸名：神谷由香 | -                |
| 折戸愛彩   | おりと あいさ     | 1998年6月16日（27歳）  | 愛知県                   | 6期         | 2014年4月29日     | L&R                | 活動辞退 元お願い‼︎フルハウスのメンバー                                                                                             | -                |
| 空美夕日   | そら みゆか       | 1999年7月6日（26歳）   | 愛知県                   | 6期         | 2014年5月31日     | -                  | 活動辞退 元ジュネス所属 | -                |
| 後藤真由子 | ごとう まゆこ     | 1996年5月31日（29歳）  | 愛知県                   | 6期         | 2014年7月29日     | -                  | 活動辞退 | -                |
| 佐々木柚香 | ささき ゆか       | 1996年9月3日（28歳）   | 神奈川県                 | 6期         | 2015年2月28日     | -                  | バーレスク東京のダンサー | -                |
| 荻野利沙   | おぎの りさ       | 1996年1月28日（29歳）  | 愛知県                   | 5期         | 2015年3月31日     | -                  | [ 400 ] | -                |
| 辻のぞみ   | つじ のぞみ       | 1996年5月16日（29歳）  | 奈良県                   | 7期         | 2015年11月30日    | -                  | 活動辞退 | -                |
| 村井純奈   | むらい じゅんな   | 2000年1月8日（25歳）   | 愛知県                   | 7期         | 2016年9月30日     | -                  | 元ワンチャンアリーナのメンバー | -                |
| 川崎成美   | かわさき なるみ   | 1997年11月27日（27歳） | 愛知県                   | 7期         | 2016年12月31日    | -                  | 元delaのメンバー 元7☆3のメンバー                                                                                                   | -                |
| 小林佳乃   | こばやし かの     | 1997年12月28日（27歳） | 東京都                   | 8期         | 2017年1月16日     | -                  | 活動辞退 | -                |
| 川合杏奈   | かわい あんな     | 1999年3月20日（26歳）  | 愛知県                   | 8期         | 2017年4月12日     | -                  | 活動辞退 現芸名：白附あん 元Chou2Precedeのメンバー 旧芸名：川合杏 元純真アムレットのメンバー 旧芸名：白浜あんず リコリスのメンバー | -                |
| 石川咲姫   | いしかわ さき     | 2001年5月5日（24歳）   | 愛知県                   | 8期         | 2018年6月26日     | -                  | 活動辞退 元L・I・E・Pのメンバー 元BeppinSunのメンバー 元BANZAI JAPAN CENTRALのメンバー ふぁいなるえぴろ〜ぐのメンバー              | -                |
| 上妻ほの香 | こうづま ほのか   | 2004年11月19日（20歳） | 愛知県                   | ドラフト3期 | 2018年6月26日     | -                  | 活動辞退 第3回ドラフト会議チームS 1位指名 元チームS（北川）研究生 元イロハサクラのメンバー                                         | -                |
| 渥美彩羽   | あつみ あやは     | 2002年3月19日（23歳）  | 静岡県                   | 8期         | 2018年7月31日     | -                  | 活動辞退 | -                |
| 和田愛菜   | わだ あいな       | 2000年2月28日（25歳）  | 愛知県                   | 7期         | 2018年8月31日     | -                  | [ 409 ] | -                |
| 森平莉子   | もりひら りこ     | 2000年11月24日（24歳） | 広島県                   | 8期         | 2018年9月30日     | -                  | 現芸名：瀬戸りこ 元HIGH SPIRITSのメンバー どーぴんぐ疑惑のメンバー                                                                 | -                |
| 安達玲奈   | あだち れいな     | 2002年8月7日（23歳）   | 愛知県                   | 9期         | 2019年1月4日      | -                  | 活動辞退 元夢みるアドレセンスのメンバー                                                                                            | -                |
| 大場紗也加 | おおば さやか     | 1998年3月11日（27歳）  | 神奈川県                 | 9期         | 2019年5月13日     | -                  | 活動辞退 | -                |
| 杉山菜田里 | すぎやま なたりー | 2003年11月4日（21歳）  | アラブ首長国連邦・ドバイ | 9期         | 2019年6月30日     | -                  | 活動辞退 | -                |
| 大橋真子   | おおはし まこ     | 2004年5月24日（21歳）  | 東京都                   | 9期         | 2020年9月30日     | -                  | 活動辞退 | -                |
| 木内俐椛子 | きうち りかこ     | 2002年3月14日（23歳）  | 大阪府                   | 10期        | 2020年10月20日    | -                  | [ 416 ] | -                |
| 加藤結     | かとう ゆい       | 2001年7月17日（24歳）  | 大阪府                   | 10期        | 2020年12月31日    | ゼロイチファミリア | [ 418 ] | -                |
| 脇田葵     | わきた あおい     | 2008年11月7日（16歳）  | 愛知県                   | 11期        | 2022年4月30日     | -                  | 活動辞退 | -                |
| 加藤皐生   | かとう さつき     | 2010年5月27日（15歳）  | 愛知県                   | 12期        | 2024年11月30日    | -                  | 活動辞退 Dot Roseの元メンバー | -                |
| 柿元礼愛   | かきもと れな     | 2005年9月12日（19歳）  | 兵庫県                   | 12期        | 2025年6月30日     | -                  | 活動辞退 |                  |

## グループ編成

### 歴代リーダー・キャプテン
SKE48キャプテン
1. 中西優香（2013年 - 2014年4月）
2. 斉藤真木子（2016年3月4日 - 2024年7月3日）
3. 松本慈子（2025年7月5日 - ）

チームSリーダー
1. 平田璃香子（2009年4月19日 - 2012年11月30日）
2. 中西優香（2013年7月17日 - 2014年4月24日）
3. 宮澤佐江（2014年4月25日 - 2016年3月4日）
4. 矢方美紀（2016年3月5日 - 2017年2月28日）
5. 北川綾巴（2017年3月1日 - 2019年9月30日）
6. 松本慈子（2020年2月16日 - 2025年3月31日）
7. 相川暖花（2025年4月1日 - ）

チームKIIリーダー
1. 高柳明音（2010年6月9日 - 2014年4月24日）
  - 2010年6月9日 - 2013年7月16日（初代）
  - 2013年7月17日 - 2014年4月24日（2013年組閣体制）

2. 古川愛李（2014年4月25日 - 2015年3月30日）
3. 大場美奈（2015年3月31日 - 2022年4月30日）
4. 太田彩夏（2022年5月6日 - 2025年3月31日）
5. 伊藤実希（2025年4月1日 - ）

チームEリーダー
1. 梅本まどか（2010年12月6日 - 2013年7月16日）
2. 松井玲奈（2013年7月17日 - 2014年4月24日）
3. 須田亜香里（2014年4月25日 - 2022年11月1日）
4. 佐藤佳穂（2022年11月2日 - 2025年3月31日）
5. 赤堀君江（2025年4月1日 - ）

チームS副リーダー
1. 佐藤実絵子（2014年4月25日 - 2015年3月31日）
2. 矢方美紀（2015年4月1日 - 2016年3月4日）
3. 松本慈子（2016年3月5日 - 2017年2月28日）
4. 犬塚あさな（2017年3月1日 - 2018年7月1日）
5. 松本慈子（2019年2月9日 - 2020年2月15日）
6. 上村亜柚香（2020年7月19日 - 2025年3月31日）
7. 熊崎晴香（2025年4月16日 - ）

チームKII副リーダー
1. 大場美奈（2014年4月25日 - 2015年3月30日）
2. 内山命（2015年3月31日 - 2019年5月31日）
3. 北野瑠華（2019年9月2日 - 2022年4月30日）
4. 青木詩織（2022年5月6日 - 2024年11月30日 ）
5. 荒井優希（2024年12月1日 - 2025年3月31日）
6. 鎌田菜月（2025年4月11日 - ）

チームE副リーダー
1. 梅本まどか（2014年4月25日 - 2016年2月29日）
2. 福士奈央（2016年3月4日 - 2024年4月30日）
3. 相川暖花（2024年5月1日 - 2025年3月31日）
4. 青木莉樺（2025年4月18日 - ）

### メンバー構成推移
これまで12度のメンバーオーディションを実施し、姉妹グループから移籍・兼任およびドラフト生を除く全てのメンバーがこれらのオーディションを経て加入している。
| 年月日   | 出来事 | 増減 | 合計 | 合計 | チーム別 | チーム別 | チーム別 | チーム別 | 加入期別人数変動                                                        |
| 年月日   | 出来事 | 増減 | 全   | 正   | S        | KII      | E        | 研       | 加入期別人数変動                                                        |
| 2008年   | 出来事 | 増減 | 全   | 正   | S        | KII      | E        | 研       | 加入期別人数変動                                                        |
| -------- | --- | ---- | ---- | ---- | -------- | -------- | -------- | -------- | ----------------------------------------------------------------------- |
| 7月30日  | 第1期生オーディションで22名を選出 | +22  | 22   |      |          |          |          |          | 1期生22人                                                               |
| 8月23日  | SKE48お披露目 中西優香 AKB48から移籍 | +1   | 23   |      |          |          |          |          |                                                                         |
| 10月5日  | 1st公演初日 |      | 23   | 16   | 16       |          |          | 7        |                                                                         |
| 11月24日 | 1st選抜 鈴木きらら 卒業 | -1   | 22   | 15   | 15       |          |          | 7        | 1期生22人→21人                                                          |
| 11月29日 | 平松可奈子 選抜昇格 |      | 22   | 16   | 16       |          |          | 6        |                                                                         |
| 2009年   | 出来事 | 増減 | 全   | 正   | S        | KII      | E        | 研       | 加入期別人数変動                                                        |
| 2月14日  | 2nd公演初日 森紗雪 選抜昇格 佐藤実絵子 降格 |      | 22   | 16   | 16       |          |          | 6        |                                                                         |
| 3月      | 選抜メンバーをチームSへ移行 |      | 22   | 16   | 16       |          |          | 6        |                                                                         |
| 4月25日  | チームKII候補生（2期生）お披露目 | +24  | 46   | 16   | 16       | 24       |          | 6        | 2期生24人                                                               |
| 4月26日  | 2期生 若生純奈 辞退 | -1   | 45   | 16   | 16       | 23       |          | 6        | 2期生24人→23人                                                          |
| 4月30日  | 研究生 稲垣ほなみ・尾関きはる 卒業 | -2   | 43   | 16   | 16       | 23       |          | 4        | 1期生21人→19人                                                          |
| 5月25日  | チームKII結成 佐藤聖羅・佐藤実絵子 チームKII昇格 2期生 齋藤優菜 辞退 | -1   | 42   | 32   | 16       | 16       |          | 10       | 2期生23人→22人                                                          |
| 8月17日  | 研究生 柴木愛子 卒業 | -1   | 41   | 32   | 16       | 16       |          | 9        | 1期生19人→18人                                                          |
| 8月31日  | チームS 高井つき奈 卒業 | -1   | 40   | 31   | 15       | 16       |          | 9        | 1期生18人→17人                                                          |
| 9月30日  | 研究生 大島風薫・林星香・前川愛佳 卒業 | -3   | 37   | 31   | 15       | 16       |          | 6        | 1期生17人→16人 2期生22人→20人                                           |
| 11月14日 | 第3期研究生 お披露目 | +13  | 50   | 31   | 15       | 16       |          | 19       | 3期生13人                                                               |
| 11月29日 | チームKII 前田栄子（手束真知子） 卒業（SDN48へ移籍） | -1   | 49   | 30   | 15       | 15       |          | 19       | 2期生20人→19人                                                          |
| 11月30日 | チームKII 市原佑梨 研究生 橋本あゆみ 卒業 | -2   | 47   | 29   | 15       | 14       |          | 18       | 2期生19人→17人                                                          |
| 12月6日  | 若林倫香 チームKII昇格 |      | 47   | 30   | 15       | 15       |          | 17       |                                                                         |
| 12月9日  | 研究生 柳瀬愛子 契約解除 | -1   | 46   | 30   | 15       | 15       |          | 16       | 3期生13人→12人                                                          |
| 12月25日 | チームS 山下もえ 卒業 | -1   | 45   | 29   | 14       | 15       |          | 16       | 1期生16人→15人                                                          |
| 2010年   | 出来事 | 増減 | 全   | 正   | S        | KII      | E        | 研       | 加入期別人数変動                                                        |
| 2月25日  | 小木曽汐莉 チームKII昇格 |      | 45   | 30   | 14       | 16       |          | 15       |                                                                         |
| 2月27日  | 木下有希子・須田亜香里 チームS昇格 |      | 45   | 32   | 16       | 16       |          | 13       |                                                                         |
| 4月1日   | チームS 新海里奈・森紗雪 研究生へ降格 |      | 45   | 30   | 14       | 16       |          | 15       |                                                                         |
| 5月8日   | 研究生 新海里奈・森紗雪・半田礼音 卒業 | -3   | 42   | 30   | 14       | 16       |          | 12       | 1期生15人→13人 3期生12人→11人                                           |
| 6月23日  | 木﨑ゆりあ チームS昇格 |      | 42   | 31   | 15       | 16       |          | 11       |                                                                         |
| 8月21日  | 加藤るみ チームS昇格 |      | 42   | 32   | 16       | 16       |          | 10       |                                                                         |
| 10月5日  | 第4期研究生 お披露目 | +16  | 58   | 32   | 16       | 16       |          | 26       | 4期生16人                                                               |
| 12月6日  | チームE結成 研究生 阿比留李帆・後藤理沙子・秦佐和子・矢方美紀 チームKII昇格 チームKII 井口栞里・内山命・鬼頭桃菜・斉藤真木子 研究生へ降格 |      | 58   | 48   | 16       | 16       | 16       | 10       |                                                                         |
| 2011年   | 出来事 | 増減 | 全   | 正   | S        | KII      | E        | 研       | 加入期別人数変動                                                        |
| 2月23日  | 研究生 野々山茉琳 卒業 | -1   | 57   | 48   | 16       | 16       | 16       | 9        | 4期生16人→15人                                                          |
| 9月30日  | チームS 松下唯 卒業 | -1   | 56   | 47   | 15       | 16       | 16       | 9        | 1期生13人→12人                                                          |
| 11月26日 | 第5期研究生 お披露目 | +13  | 69   | 47   | 15       | 16       | 16       | 22       | 5期生13人                                                               |
| 12月31日 | チームE 中村優花 卒業 | -1   | 68   | 46   | 15       | 16       | 15       | 22       | 4期生15人→14人                                                          |
| 2012年   | 出来事 | 増減 | 全   | 正   | S        | KII      | E        | 研       | 加入期別人数変動                                                        |
| 3月31日  | チームS 小野晴香 チームE 間野春香・山田恵里伽 卒業 | -3   | 65   | 43   | 14       | 16       | 13       | 22       | 1期生12人→11人 2期生17人→16人 3期生11人→10人                            |
| 5月31日  | 研究生 今出舞 卒業 | -1   | 64   | 43   | 14       | 16       | 13       | 21       | 3期生10人→9人                                                           |
| 7月31日  | チームKII 若林倫香 卒業 | -1   | 63   | 42   | 14       | 15       | 13       | 21       | 2期生16人→15人                                                          |
| 8月24日  | 北原里英 AKB48との兼任で加入（チームは未定） | +1   | 64   | 43   | 14       | 15       | 13       | 21       |                                                                         |
| 8月29日  | 研究生 鬼頭桃菜・菅なな子 チームS昇格 研究生 井口栞里 チームKII昇格 研究生 内山命・斉藤真木子・古畑奈和 チームE昇格 |      | 64   | 49   | 16       | 16       | 16       | 15       |                                                                         |
| 11月30日 | チームS 平田璃香子 卒業 | -1   | 63   | 48   | 15       | 16       | 16       | 15       | 1期生11人→10人                                                          |
| 2013年   | 出来事 | 増減 | 全   | 正   | S        | KII      | E        | 研       | 加入期別人数変動                                                        |
| 1月29日  | 北原里英 チームSへの所属発表 |      | 63   | 48   | 16       | 16       | 16       | 15       |                                                                         |
| 2月28日  | 第6期研究生 お披露目 | +20  | 83   | 48   | 16       | 16       | 16       | 35       | 6期生20人                                                               |
| 3月11日  | 研究生 宮脇理子 辞退 | -1   | 82   | 48   | 16       | 16       | 16       | 34       | 6期生20人→19人                                                          |
| 4月13日  | 研究生 東李苑・市野成美・岩永亞美・江籠裕奈・新土居沙也加・二村春香・水埜帆乃香・宮前杏実・藤本美月 昇格発表 |      | 82   | 48   | 16       | 16       | 16       | 34       |                                                                         |
| 4月28日  | チームS 北原里英 兼任解除 AKB48チームB 大場美奈 兼任開始 |      | 82   | 48   | 15       | 16       | 16       | 34       |                                                                         |
| 5月6日   | チームS 桑原みずき・高田志織・平松可奈子・矢神久美 チームKII 赤枝里々奈・小木曽汐莉・秦佐和子 チームE 上野圭澄・原望奈美・研究生 小林絵未梨 卒業 昇格メンバー 藤本美月 辞退 | -11  | 71   | 39   | 11       | 13       | 14       | 32       | 1期生10人→6人 2期生15人→14人 3期生9人→6人 4期生14人→12人 5期生13人→12人 |
| 5月9日   | 研究生 伊藤茜 辞退 | -1   | 70   | 39   | 11       | 13       | 14       | 31       | 6期生19人→18人                                                          |
| 6月1日   | 研究生 日置実希 辞退 | -1   | 69   | 39   | 11       | 13       | 14       | 30       | 5期生12人→11人                                                          |
| 7月17日  | 新チーム体制に再編 |      | 69   | 47   | 16       | 15       | 16       | 22       |                                                                         |
| 10月26日 | 研究生 山田みずほ チームKII昇格 |      | 69   | 48   | 16       | 16       | 16       | 21       |                                                                         |
| 11月22日 | 研究生 北原侑奈 卒業 | -1   | 68   | 48   | 16       | 16       | 16       | 20       | 6期生18人→17人                                                          |
| 11月30日 | チームS 新土居沙也加 卒業 | -1   | 67   | 47   | 15       | 16       | 16       | 20       | 5期生11人→10人                                                          |
| 2014年   | 出来事 | 増減 | 全   | 正   | S        | KII      | E        | 研       | 加入期別人数変動                                                        |
| 2月23日  | チームE 菅なな子 卒業 研究生 矢野杏月 辞退 | -2   | 65   | 46   | 15       | 16       | 15       | 19       | 5期生10人→9人 6期生17人→16人                                            |
| 2月24日  | 研究生 大脇有紗・北川綾巴・北野瑠華・熊崎晴香・日高優月 昇格発表 |      | 65   | 46   | 15       | 16       | 15       | 19       |                                                                         |
| 2月26日  | チームE 小石公美子・髙寺沙菜・福士奈央 正式登録 | +3   | 68   | 49   | 15       | 16       | 18       | 19       | ドラフト1期生3人                                                        |
| 2月27日  | チームS 佐藤聖羅 卒業 | -1   | 67   | 48   | 14       | 16       | 18       | 19       | 1期生6人→5人                                                            |
| 3月11日  | チームS 松本慈子 チームKII 神門沙樹・髙塚夏生・荒井優希・惣田紗莉渚 正式登録 | +5   | 72   | 53   | 15       | 20       | 18       | 19       | ドラフト1期生3人→8人                                                    |
| 3月22日  | 研究生 山本由香 辞退 | -1   | 71   | 53   | 15       | 20       | 18       | 18       | 6期生16人→15人                                                          |
| 3月23日  | チームS 向田茉夏 卒業 | -1   | 70   | 52   | 14       | 20       | 18       | 18       | 2期生14人→13人                                                          |
| 4月24日  | チームS 木﨑ゆりあ AKB48チーム4へ移籍 | -1   | 69   | 51   | 13       | 20       | 18       | 18       | 3期生6人→5人                                                            |
| 4月25日  | 新チーム体制に再編 AKB48から山内鈴蘭がチームSへ移籍 AKB48から佐藤すみれがチームEへ移籍 HKT48から谷真理佳がチームEへ移籍 大場美奈がAKB48から完全移籍 NMB48チームBII 渡辺美優紀 HKT48チームH 田中菜津美 SNH48チームSII 宮澤佐江 チームSとの兼任開始 NMB48チームM 山田菜々 チームKIIとの兼任開始 | +7   | 76   | 63   | 18       | 22       | 23       | 13       |                                                                         |
| 4月29日  | チームS 出口陽 チームKII 松本梨奈 チームE 井口栞里・金子栞・鬼頭桃菜 研究生 折戸愛彩 卒業 | -6   | 70   | 58   | 17       | 21       | 20       | 12       | 1期生5人→4人 2期生13人→10人 4期生12人→11人 6期生15人→14人               |
| 5月31日  | 研究生 空美夕日 卒業 | -1   | 69   | 58   | 17       | 21       | 20       | 11       | 6期生14人→13人                                                          |
| 7月29日  | 研究生 後藤真由子 卒業 | -1   | 68   | 58   | 17       | 21       | 20       | 10       | 6期生13人→12人                                                          |
| 7月30日  | チームE 大脇有紗 卒業 | -1   | 67   | 57   | 17       | 21       | 19       | 10       | 5期生9人→8人                                                            |
| 8月4日   | 研究生 犬塚あさな・野口由芽 チームS昇格 |      | 67   | 59   | 19       | 21       | 19       | 8        |                                                                         |
| 9月29日  | チームKII 加藤智子 卒業 | -1   | 66   | 58   | 19       | 20       | 19       | 8        | 2期生10人→9人                                                           |
| 11月27日 | チームKII 木下有希子 卒業 | -1   | 65   | 57   | 19       | 19       | 19       | 8        | 3期生5人→4人                                                            |
| 12月31日 | チームKII 水埜帆乃香 チームE 山田澪花 卒業 | -2   | 63   | 55   | 19       | 18       | 18       | 8        | 2期生9人→8人 4期生11人→10人                                             |
| 2015年   | 出来事 | 増減 | 全   | 正   | S        | KII      | E        | 研       | 加入期別人数変動                                                        |
| 1月31日  | チームKII 山田みずほ 卒業 | -1   | 62   | 54   | 19       | 17       | 18       | 8        | 5期生8人→7人                                                            |
| 2月28日  | チームE 岩永亞美 研究生 佐々木柚香 卒業 | -2   | 60   | 53   | 19       | 17       | 17       | 7        | 5期生7人→6人 6期生12人→11人                                             |
| 3月15日  | 第7期研究生 合格者発表 | +15  | 75   | 53   | 19       | 17       | 17       | 22       | 7期生15人                                                               |
| 3月31日  | チームS 佐藤実絵子・中西優香 チームKII 古川愛李 チームE 小林亜実 研究生 荻野利沙 卒業 終身名誉研究生 松村香織 昇格 研究生 青木詩織、井田玲音名、鎌田菜月、竹内彩姫、山田樹奈 昇格 | -5   | 70   | 55   | 18       | 19       | 18       | 15       | 1期生4人→3人 2期生8人→7人 4期生10人→9人 5期生6人→5人                    |
| 4月3日   | チームKII 山田菜々 NMB48卒業に伴い兼任終了 | -1   | 69   | 54   | 18       | 18       | 18       | 15       |                                                                         |
| 4月30日  | チームKII 阿比留李帆 卒業 | -1   | 68   | 53   | 18       | 17       | 18       | 15       | 2期生7人→6人                                                            |
| 5月21日  | チームS 渡辺美優紀 兼任解除 | -1   | 67   | 52   | 17       | 17       | 18       | 15       |                                                                         |
| 5月28日  | チームS 田中菜津美 兼任解除 | -1   | 66   | 51   | 16       | 17       | 18       | 15       |                                                                         |
| 6月12日  | ドラフト2期生 お披露目 | +5   | 71   | 51   | 16 (18)  | 17 (19)  | 18 (19)  | 20       | ドラフト2期生5人                                                        |
| 8月31日  | チームE 松井玲奈 卒業 | -1   | 70   | 50   | 16 (18)  | 17 (19)  | 17 (18)  | 20       | 1期生3人→2人                                                            |
| 11月19日 | チームKII 神門沙樹 卒業 | -1   | 69   | 49   | 16 (18)  | 16 (18)  | 17 (18)  | 20       | ドラフト1期生8人→7人                                                    |
| 11月28日 | 研究生 杉山愛佳・野島樺乃 チームS昇格 研究生 小畑優奈・白井琴望 チームKII昇格 研究生 後藤楽々・菅原茉椰 チームE昇格 |      | 69   | 55   | 18 (20)  | 18 (19)  | 19       | 14       |                                                                         |
| 11月30日 | 研究生 辻のぞみ 辞退 | -1   | 68   | 55   | 18 (20)  | 18 (19)  | 19       | 13       | 7期生15人→14人                                                          |
| 2016年   | 出来事 | 増減 | 全   | 正   | S        | KII      | E        | 研       | 加入期別人数変動                                                        |
| 1月31日  | チームE 磯原杏華 卒業 | -1   | 67   | 54   | 18 (20)  | 18 (19)  | 18       | 13       | 2期生6人→5人                                                            |
| 2月29日  | チームE 梅本まどか・小石公美子 卒業 | -2   | 65   | 52   | 18 (20)  | 18 (19)  | 16       | 13       | 4期生9人→8人 ドラフト1期生7人→6人                                       |
| 3月31日  | チームS 宮澤佐江 チームKII 山下ゆかり 卒業 | -2   | 63   | 50   | 17 (19)  | 17 (18)  | 16       | 13       | 4期生8人→7人                                                            |
| 5月31日  | チームE 加藤るみ 卒業 | -1   | 62   | 49   | 17 (19)  | 17 (18)  | 15       | 13       | 2期生5人→4人                                                            |
| 8月31日  | チームE 柴田阿弥 卒業 | -1   | 61   | 48   | 17 (19)  | 17 (18)  | 14       | 13       | 4期生7人→6人                                                            |
| 9月30日  | チームS 宮前杏実 研究生 村井純奈 卒業 | -2   | 59   | 47   | 16 (18)  | 17 (18)  | 14       | 12       | 5期生5人→4人 7期生14人→13人                                             |
| 11月19日 | 第8期研究生 お披露目 | +19  | 78   | 47   | 16 (18)  | 17 (18)  | 14       | 31       | 8期生19人                                                               |
| 11月20日 | 研究生 町音葉・一色嶺奈・上村亜柚香 チームS昇格発表 研究生 太田彩夏・水野愛理 チームKII昇格発表 研究生 浅井裕華・末永桜花・髙畑結希 チームE昇格発表 |      | 78   | 47   | 16 (18)  | 17 (18)  | 14       | 31       |                                                                         |
| 12月1日  | 昇格メンバー チーム配属 |      | 78   | 55   | 19       | 19       | 17       | 23       |                                                                         |
| 12月31日 | 研究生 川崎成美 卒業 | -1   | 77   | 55   | 19       | 19       | 17       | 22       | 7期生13人→12人                                                          |
| 2017年   | 出来事 | 増減 | 全   | 正   | S        | KII      | E        | 研       | 加入期別人数変動                                                        |
| 1月16日  | 研究生 小林佳乃 辞退 | -1   | 76   | 55   | 19       | 19       | 17       | 21       | 8期生19人→18人                                                          |
| 2月28日  | チームS 野口由芽・矢方美紀 卒業 | -2   | 74   | 53   | 17       | 19       | 17       | 21       | 3期生4人→3人 6期生11人→10人                                             |
| 3月31日  | チームS 東李苑 チームE 酒井萌衣 卒業 | -2   | 72   | 51   | 16       | 19       | 16       | 21       | 4期生6人→5人 6期生10人→9人                                              |
| 4月12日  | 研究生 川合杏奈 卒業 | -1   | 71   | 51   | 16       | 19       | 16       | 20       | 8期生18人→17人                                                          |
| 5月31日  | チームS 竹内舞 チームKII 石田安奈 卒業 | -2   | 69   | 49   | 15       | 18       | 16       | 20       | 2期生4人→3人 4期生5人→4人                                               |
| 7月31日  | チームS 二村春香 卒業 | -1   | 68   | 48   | 14       | 18       | 16       | 20       | 5期生4人→3人                                                            |
| 10月5日  | 研究生 井上瑠夏・北川愛乃・野村実代 チームS昇格 研究生 片岡成美・矢作有紀奈 チームKII昇格 研究生 相川暖花・佐藤佳穂 チームE昇格 |      | 68   | 55   | 17       | 20       | 18       | 13       |                                                                         |
| 11月30日 | チームS 大矢真那 卒業 | -1   | 67   | 54   | 16       | 20       | 18       | 13       | 1期生2人→1人                                                            |
| 12月1日  | チームE 木本花音 卒業 | -1   | 66   | 53   | 16       | 20       | 17       | 13       | 4期生4人→3人                                                            |
| 12月31日 | チームS 後藤理沙子 チームE 佐藤すみれ 卒業 | -2   | 64   | 51   | 15       | 20       | 16       | 13       | 3期生3人→2人                                                            |
| 2018年   | 出来事 | 増減 | 全   | 正   | S        | KII      | E        | 研       | 加入期別人数変動                                                        |
| 1月31日  | チームE 髙寺沙菜 卒業 | -1   | 63   | 50   | 15       | 20       | 15       | 13       | ドラフト1期生6人→5人                                                    |
| 2月12日  | ドラフト3期生 お披露目 | +5   | 68   | 50   | 15 (17)  | 20 (21)  | 15 (17)  | 18       | ドラフト3期生5人                                                        |
| 3月31日  | チームE 市野成美 卒業 | -1   | 67   | 49   | 15 (17)  | 20 (21)  | 14 (16)  | 18       | 5期生3人→2人                                                            |
| 4月28日  | 研究生 岡田美紅・坂本真凛・仲村和泉 チームS昇格発表 研究生 大芝りんか チームKII昇格発表 研究生 倉島杏実・白雪希明・野々垣美希 チームE昇格発表 |      | 67   | 49   | 15 (17)  | 20 (21)  | 14 (16)  | 18       |                                                                         |
| 4月30日  | チームKII 髙塚夏生 卒業 | -1   | 66   | 48   | 15 (17)  | 19 (20)  | 14 (16)  | 18       | ドラフト1期生5人→4人                                                    |
| 5月1日   | 昇格メンバー チーム配属 |      | 66   | 55   | 18 (20)  | 20 (21)  | 17 (19)  | 11       |                                                                         |
| 6月26日  | 研究生 石川咲姫・上妻ほの香 卒業 | -2   | 64   | 55   | 18 (19)  | 20 (21)  | 17 (19)  | 9        | 8期生17人→16人 ドラフト3期生5人→4人                                     |
| 7月1日   | チームS 犬塚あさな 卒業 | -1   | 63   | 54   | 17 (18)  | 20 (21)  | 17 (19)  | 9        | 4期生3人→2人                                                            |
| 7月31日  | 研究生 渥美彩羽 卒業 | -1   | 62   | 54   | 17 (18)  | 20 (21)  | 17 (19)  | 8        | 8期生16人→15人                                                          |
| 8月31日  | 研究生 和田愛菜 卒業 | -1   | 61   | 54   | 17 (18)  | 20 (21)  | 17 (19)  | 7        | 7期生12人→11人                                                          |
| 9月16日  | 研究生 石黒友月・大谷悠妃 チームS昇格 研究生 中野愛理 チームKII昇格 研究生 深井ねがい・西満里奈・平田詩奈 チームE昇格 |      | 61   | 60   | 19       | 21       | 20       | 1        |                                                                         |
| 9月30日  | 研究生 森平莉子 卒業 | -1   | 60   | 60   | 19       | 21       | 20       | -        | 8期生15人→14人                                                          |
| 11月10日 | チームKII 矢作有紀奈 卒業 | -1   | 59   | 59   | 19       | 21       | 20       | -        | 8期生14人→13人                                                          |
| 11月30日 | チームS 町音葉 卒業 | -1   | 58   | 58   | 18       | 20       | 20       | -        | 7期生11人→10人                                                          |
| 12月28日 | チームS 一色嶺奈 卒業 | -1   | 57   | 57   | 17       | 20       | 20       | -        | ドラフト2期生5人→4人                                                    |
| 12月31日 | 第9期研究生 お披露目 | +20  | 77   | 57   | 17       | 20       | 20       | 20       | 9期生20人                                                               |
| 2019年   | 出来事 | 増減 | 全   | 正   | S        | KII      | E        | 研       | 加入期別人数変動                                                        |
| 1月4日   | 研究生 安達玲奈 卒業 | -1   | 76   | 57   | 17       | 20       | 20       | 19       | 9期生20人→19人                                                          |
| 1月31日  | チームS 山田樹奈 卒業 | -1   | 75   | 56   | 16       | 20       | 20       | 19       | 6期生9人→8人                                                            |
| 3月31日  | チームKII 小畑優奈 卒業 | -1   | 74   | 55   | 16       | 19       | 20       | 19       | 7期生10人→9人                                                           |
| 4月30日  | チームS 岡田美紅 チームE 白雪希明 卒業 | -2   | 72   | 53   | 15       | 19       | 19       | 19       | 8期生13人→11人                                                          |
| 5月2日   | チームKII 松村香織 卒業 | -1   | 71   | 52   | 15       | 18       | 19       | 19       | 3期生2人→1人                                                            |
| 5月13日  | 研究生 大場紗也加 卒業 | -1   | 70   | 52   | 15       | 18       | 19       | 18       | 9期生19人→18人                                                          |
| 5月31日  | チームKII 内山命・高木由麻奈 卒業 | -2   | 68   | 50   | 15       | 16       | 19       | 18       | 2期生3人→2人 4期生2人→1人                                               |
| 6月30日  | 研究生 杉山菜田里 卒業 | -1   | 67   | 50   | 15       | 16       | 19       | 17       | 9期生18人→17人                                                          |
| 9月30日  | チームS 北川綾巴 チームE 後藤楽々 卒業 | -2   | 65   | 48   | 14       | 16       | 18       | 17       | 6期生8人→7人 7期生9人→8人                                               |
| 11月30日 | チームE 野々垣美希 卒業 | -1   | 64   | 47   | 14       | 16       | 17       | 17       | 8期生11人→10人                                                          |
| 12月21日 | 第10期研究生 お披露目 | +11  | 75   | 47   | 14       | 16       | 17       | 28       | 10期生11人                                                              |
| 2020年   | 出来事 | 増減 | 全   | 正   | S        | KII      | E        | 研       | 加入期別人数変動                                                        |
| 2月15日  | 研究生 青海ひな乃・赤堀君江・荒野姫楓 チームS昇格発表 研究生 岡本彩夏・白井友紀乃 チームKII昇格発表 研究生 池田楓・田辺美月 チームE昇格発表 |      | 75   | 47   | 14       | 16       | 17       | 28       |                                                                         |
| 3月1日   | 昇格メンバー チーム配属 |      | 75   | 54   | 17       | 18       | 19       | 21       |                                                                         |
| 9月30日  | 研究生 大橋真子 卒業 | -1   | 75   | 54   | 17       | 18       | 19       | 20       | 9期生17人→16人                                                          |
| 10月5日  | 研究生 竹内ななみ・中坂美祐・平野百菜 チームS昇格発表 研究生 入内嶋涼・川嶋美晴・鈴木愛菜・藤本冬香 チームKII昇格発表 研究生 石川花音・鈴木恋奈 チームE昇格発表 |      | 75   | 54   | 17       | 18       | 19       | 20       |                                                                         |
| 10月10日 | 昇格メンバー チーム配属 |      | 74   | 63   | 20       | 22       | 21       | 11       |                                                                         |
| 10月20日 | 研究生 木内俐椛子 卒業 | -1   | 73   | 63   | 20       | 22       | 21       | 10       | 10期生11人→10人                                                         |
| 11月30日 | チームKII 大芝りんか 卒業 | -1   | 72   | 62   | 20       | 21       | 21       | 10       | 8期生10人→9人                                                           |
| 12月31日 | チームKII 白井友紀乃 研究生 加藤結 卒業 | -2   | 70   | 61   | 20       | 20       | 21       | 9        | 9期生16人→15人 10期生10人→9人                                           |
| 2021年   | 出来事 | 増減 | 全   | 正   | S        | KII      | E        | 研       | 加入期別人数変動                                                        |
| 1月20日  | チームKII 片岡成美 卒業 | -1   | 69   | 60   | 20       | 19       | 21       | 9        | 7期生8人→7人                                                            |
| 1月31日  | チームKII 白井琴望 卒業 | -1   | 68   | 59   | 20       | 18       | 21       | 9        | ドラフト2期生4人→3人                                                    |
| 3月31日  | チームE 西満里奈・平田詩奈 卒業 | -2   | 66   | 57   | 20       | 18       | 19       | 9        | ドラフト3期生4人→2人                                                    |
| 4月30日  | チームS 松井珠理奈 チームKII 高柳明音 卒業 | -2   | 64   | 55   | 19       | 17       | 19       | 9        | 1期生1人→0人 2期生2人→1人                                               |
| 5月31日  | チームKII 竹内彩姫 チームE 石川花音 卒業 | -2   | 62   | 53   | 19       | 16       | 18       | 9        | 6期生7人→6人 9期生16人→15人                                             |
| 6月30日  | チームS 野島樺乃 チームKII 惣田紗莉渚 卒業 | -2   | 60   | 51   | 18       | 15       | 18       | 9        | 7期生7人→6人 ドラフト1期生4人→3人                                       |
| 11月30日 | チームS 山内鈴蘭 卒業 | -1   | 59   | 50   | 17       | 15       | 18       | 9        |                                                                         |
| 12月18日 | 研究生 石塚美月・鬼頭未来・杉山歩南 チームS昇格発表 研究生 青木莉樺・五十嵐早香・伊藤実希・西井美桜 チームKII昇格発表 研究生 澤田奏音・林美澪 チームE昇格発表 |      | 59   | 50   | 17       | 15       | 18       | 9        |                                                                         |
| 12月31日 | チームS 杉山愛佳 卒業 | -1   | 58   | 49   | 16       | 15       | 18       | 9        | 7期生6人→5人                                                            |
| 2022年   | 出来事 | 増減 | 全   | 正   | S        | KII      | E        | 研       | 加入期別人数変動                                                        |
| 1月15日  | 10期 研究生 昇格メンバー チーム配属 |      | 58   | 58   | 19       | 19       | 20       | -        |                                                                         |
| 1月31日  | チームE 深井ねがい 卒業 | -1   | 57   | 57   | 19       | 19       | 19       | -        | 8期生9人→8人                                                            |
| 2月28日  | チームKII 五十嵐早香 卒業 | -1   | 56   | 56   | 19       | 18       | 19       | -        | 10期生9人→8人                                                           |
| 4月5日   | 第11期研究生 お披露目 | +7   | 63   | 56   | 19       | 18       | 19       | 7        | 11期生7人                                                               |
| 4月30日  | 研究生 脇田葵 辞退 | -1   | 62   | 56   | 19       | 18       | 19       | 6        | 11期生7人→6人                                                           |
| 5月21日  | チームKII 大場美奈 卒業 | -1   | 61   | 55   | 19       | 17       | 19       | 6        |                                                                         |
| 9月30日  | チームKII 古畑奈和 卒業 | -1   | 60   | 54   | 19       | 16       | 19       | 6        | 5期生2人→1人                                                            |
| 11月1日  | チームE 須田亜香里 卒業 | -1   | 59   | 53   | 19       | 16       | 18       | 6        | 3期生1人→0人                                                            |
| 2023年   | 出来事 | 増減 | 全   | 正   | S        | KII      | E        | 研       | 加入期別人数変動                                                        |
| 2月28日  | チームE 田辺美月 卒業 | -1   | 58   | 52   | 19       | 16       | 17       | 6        | 9期生15人→14人                                                          |
| 3月31日  | チームS 石塚美月・都築里佳 卒業 | -2   | 56   | 50   | 17       | 16       | 17       | 6        | 4期生1人→0人 10期生8人→7人                                              |
| 6月30日  | チームS 杉山歩南・平野百菜 卒業 | -2   | 54   | 48   | 15       | 16       | 17       | 6        | 9期生14人→13人 10期生7人→6人                                            |
| 10月1日  | 第12期研究生 お披露目 | +11  | 65   | 48   | 15       | 16       | 17       | 17       | 12期生11人                                                              |
| 10月31日 | チームKII 日高優月 卒業 | -1   | 64   | 47   | 15       | 15       | 17       | 17       | 6期生6人→5人                                                            |
| 12月31日 | チームKII 江籠裕奈 卒業 | -1   | 63   | 46   | 15       | 14       | 17       | 17       | 5期生1人→0人                                                            |
| 2024年   | 出来事 | 増減 | 全   | 正   | S        | KII      | E        | 研       | 加入期別人数変動                                                        |
| 1月31日  | チームS 大谷悠妃・竹内ななみ 卒業 | -2   | 61   | 44   | 13       | 14       | 17       | 17       | ドラフト3期生2人→1人 9期生13人→12                                       |
| 3月31日  | チームE 谷真理佳 卒業 | -1   | 60   | 43   | 13       | 14       | 16       | 17       |                                                                         |
| 4月21日  | 研究生 大村杏・杉本りいな・原優寧 チームS昇格発表 研究生 篠原京香・山村さくら・鈴木愛來 チームKII昇格発表 研究生 森本くるみ チームE昇格発表 |      | 60   | 43   | 13       | 14       | 16       | 17       |                                                                         |
| 4月30日  | チームE 福士奈央 卒業 | -1   | 59   | 42   | 13       | 14       | 15       | 17       | ドラフト1期生3人→2人                                                    |
| 5月20日  | 昇格メンバー チーム配属 |      | 59   | 49   | 16       | 17       | 16       | 10       |                                                                         |
| 6月30日  | チームKII 川嶋美晴・北野瑠華 チームE 髙畑結希 卒業 | -3   | 56   | 46   | 16       | 15       | 15       | 10       | 6期生5人→4人 7期生5人→4人 9期生12人→11人                                |
| 8月31日  | チームE 林美澪 卒業 | -1   | 55   | 45   | 16       | 15       | 14       | 10       | 10期生6人→5人                                                           |
| 9月30日  | チームKII 水野愛理 卒業 | -1   | 54   | 44   | 16       | 14       | 14       | 10       | ドラフト2期生3人→2人                                                    |
| 11月30日 | チームKII 青木詩織 卒業 研究生 加藤皐生 辞退 | -2   | 52   | 43   | 16       | 13       | 14       | 9        | 6期生4人→3人 12期生11人→10人                                            |
| 12月31日 | チームE 斉藤真木子 卒業 | -1   | 51   | 42   | 16       | 13       | 13       | 9        | 2期生1人→0人                                                            |
| 2025年   | 出来事 | 増減 | 全   | 正   | S        | KII      | E        | 研       | 加入期別人数変動                                                        |
| 1月1日   | 研究生 伊藤虹々美 チームS昇格発表 研究生 奥野心羽 チームKII昇格発表 研究生 河村優愛 チームE昇格発表 |      | 51   | 42   | 16       | 13       | 13       | 9        |                                                                         |
| 2月28日  | チームS 鬼頭未来 チームKII 鈴木愛來 チームE 末永桜花 卒業 | -3   | 48   | 39   | 15       | 12       | 12       | 9        | 7期生4人→3人 10期生5人→4人 12期生10人→9人                               |
| 3月15日  | 第13期研究生 お披露目 | +14  | 62   | 39   | 15       | 12       | 12       | 23       | 13期生14人                                                              |
| 3月31日  | チームKII 荒井優希、岡本彩夏 卒業 | -2   | 60   | 37   | 15       | 10       | 12       | 23       | ドラフト1期生2人→1人 9期生11人→10人                                     |
| 4月1日   | 新チーム体制に再編 昇格メンバー チーム配属 |      | 60   | 40   | 13       | 13       | 14       | 20       |                                                                         |
| 5月5日   | 研究生 松川みゆチームS昇格発表 研究生 長谷川雅 チームE昇格発表 |      | 60   | 40   | 13       | 13       | 14       | 20       |                                                                         |
| 6月1日   | 昇格メンバー チーム配属 |      | 60   | 42   | 14       | 13       | 15       | 18       |                                                                         |
| 6月30日  | チームKII 澤田奏音 チームE 上村亜柚香 卒業 研究生 柿元礼愛 辞退 | -3   | 57   | 40   | 14       | 12       | 14       | 17       | ドラフト2期生2人→1人 10期生4人→3人 12期生9人→8人                        |

### 研究生から正規メンバーへの昇格者
| 発表日   | 配属日        | 氏名         | 加入期      | 昇格先 | 備考 |
| 2008年   | 2008年        | 氏名         | 加入期      | 昇格先 | 備考 |
| -------- | ------------- | ------------ | ----------- | ------ | --- |
| 11月29日 | 11月29日      | 平松可奈子   | 1期         | S      | 正規メンバー昇格第1号。 2013年5月6日卒業。 |
| 2009年   | 2009年        | 氏名         | 加入期      | 昇格先 | 備考 |
| 2月14日  | 2月14日       | 森紗雪       | 1期         | S      | 最年少昇格（12歳102日、現役小学生初の昇格者）。 2010年3月30日降格、2010年5月8日卒業（昇格メンバー初の降格・卒業）。 |
| 5月25日  | 5月25日       | 佐藤聖羅     | 1期         | KII    | 1期生最後の昇格者かつチームKIIへの昇格第1号。 佐藤実は2009年2月14日以来、100日ぶりの正規メンバー復帰。 佐藤聖は2014年2月27日卒業。 2014年4月25日、佐藤実はチームSへ異動。 佐藤実は2015年3月31日卒業。 |
| 5月25日  | 5月25日       | 佐藤実絵子   | 1期         | KII    | 1期生最後の昇格者かつチームKIIへの昇格第1号。 佐藤実は2009年2月14日以来、100日ぶりの正規メンバー復帰。 佐藤聖は2014年2月27日卒業。 2014年4月25日、佐藤実はチームSへ異動。 佐藤実は2015年3月31日卒業。 |
| 12月6日  | 12月6日       | 若林倫香     | 2期         | KII    | チームKII発足時を除く2期生昇格第1号。 2012年7月31日卒業。 |
| 2010年   | 2010年        | 氏名         | 加入期      | 昇格先 | 備考 |
| 2月25日  | 2月25日       | 小木曽汐莉   | 3期         | KII    | 3期生昇格第1号。 2013年5月6日卒業。 |
| 2月27日  | 2月27日       | 木下有希子   | 3期         | S      | 2013年7月17日、木下はチームEへ、須田はチームKIIへそれぞれ異動。 2014年4月25日、木下はチームKIIへ、須田はチームEへそれぞれ異動。 木下は2014年11月27日、須田は2022年11月1日卒業。 |
| 2月27日  | 2月27日       | 須田亜香里   | 3期         | S      | 2013年7月17日、木下はチームEへ、須田はチームKIIへそれぞれ異動。 2014年4月25日、木下はチームKIIへ、須田はチームEへそれぞれ異動。 木下は2014年11月27日、須田は2022年11月1日卒業。 |
| 6月23日  | 6月23日       | 木﨑ゆりあ   | 3期         | S      | 2014年4月24日、AKB48へ移籍。 |
| 8月21日  | 8月21日       | 加藤るみ     | 2期         | S      | 2013年7月17日、チームKIIへ異動。 2014年4月25日、チームEへ異動。 2016年5月31日卒業。 |
| 12月6日  | 12月6日       | 阿比留李帆   | 2期         | KII    | 再昇格を除き、阿比留・磯原・間野は2期生の最後の昇格者。 梅本・金子・木本・小林・酒井・柴田・高木・竹内・都築・中村・原・山下は4期生昇格第1号。 中村は2011年12月31日、間野・山田は2012年3月31日、秦・上野・原は2013年5月6日卒業。 2013年7月17日、阿比留・後藤・矢方・磯原・都築はチームSへ、小林・柴田・高木・竹内・山下はチームKIIへそれぞれ異動。 木本は2014年4月23日よりHKT48と兼任。 2014年4月25日、阿比留はチームKIIへ、磯原・小林・柴田はチームEへ、竹内はチームSへそれぞれ異動。 金子は2014年4月29日、小林は2015年3月31日、阿比留は2015年4月30日、磯原は2016年1月31日、梅本は2016年2月29日、山下は2016年3月31日、柴田は2016年8月31日、矢方は2017年2月28日、酒井は2017年3月31日、竹内は2017年5月31日、木本は2017年12月1日、後藤は2017年12月31日、高木は2019年5月31日、都築は2023年3月31日卒業。 |
| 12月6日  | 12月6日       | 後藤理沙子   | 3期         | KII    | 再昇格を除き、阿比留・磯原・間野は2期生の最後の昇格者。 梅本・金子・木本・小林・酒井・柴田・高木・竹内・都築・中村・原・山下は4期生昇格第1号。 中村は2011年12月31日、間野・山田は2012年3月31日、秦・上野・原は2013年5月6日卒業。 2013年7月17日、阿比留・後藤・矢方・磯原・都築はチームSへ、小林・柴田・高木・竹内・山下はチームKIIへそれぞれ異動。 木本は2014年4月23日よりHKT48と兼任。 2014年4月25日、阿比留はチームKIIへ、磯原・小林・柴田はチームEへ、竹内はチームSへそれぞれ異動。 金子は2014年4月29日、小林は2015年3月31日、阿比留は2015年4月30日、磯原は2016年1月31日、梅本は2016年2月29日、山下は2016年3月31日、柴田は2016年8月31日、矢方は2017年2月28日、酒井は2017年3月31日、竹内は2017年5月31日、木本は2017年12月1日、後藤は2017年12月31日、高木は2019年5月31日、都築は2023年3月31日卒業。 |
| 12月6日  | 12月6日       | 秦佐和子     | 3期         | KII    | 再昇格を除き、阿比留・磯原・間野は2期生の最後の昇格者。 梅本・金子・木本・小林・酒井・柴田・高木・竹内・都築・中村・原・山下は4期生昇格第1号。 中村は2011年12月31日、間野・山田は2012年3月31日、秦・上野・原は2013年5月6日卒業。 2013年7月17日、阿比留・後藤・矢方・磯原・都築はチームSへ、小林・柴田・高木・竹内・山下はチームKIIへそれぞれ異動。 木本は2014年4月23日よりHKT48と兼任。 2014年4月25日、阿比留はチームKIIへ、磯原・小林・柴田はチームEへ、竹内はチームSへそれぞれ異動。 金子は2014年4月29日、小林は2015年3月31日、阿比留は2015年4月30日、磯原は2016年1月31日、梅本は2016年2月29日、山下は2016年3月31日、柴田は2016年8月31日、矢方は2017年2月28日、酒井は2017年3月31日、竹内は2017年5月31日、木本は2017年12月1日、後藤は2017年12月31日、高木は2019年5月31日、都築は2023年3月31日卒業。 |
| 12月6日  | 12月6日       | 矢方美紀     | 3期         | KII    | 再昇格を除き、阿比留・磯原・間野は2期生の最後の昇格者。 梅本・金子・木本・小林・酒井・柴田・高木・竹内・都築・中村・原・山下は4期生昇格第1号。 中村は2011年12月31日、間野・山田は2012年3月31日、秦・上野・原は2013年5月6日卒業。 2013年7月17日、阿比留・後藤・矢方・磯原・都築はチームSへ、小林・柴田・高木・竹内・山下はチームKIIへそれぞれ異動。 木本は2014年4月23日よりHKT48と兼任。 2014年4月25日、阿比留はチームKIIへ、磯原・小林・柴田はチームEへ、竹内はチームSへそれぞれ異動。 金子は2014年4月29日、小林は2015年3月31日、阿比留は2015年4月30日、磯原は2016年1月31日、梅本は2016年2月29日、山下は2016年3月31日、柴田は2016年8月31日、矢方は2017年2月28日、酒井は2017年3月31日、竹内は2017年5月31日、木本は2017年12月1日、後藤は2017年12月31日、高木は2019年5月31日、都築は2023年3月31日卒業。 |
| 12月6日  | 12月6日       | 磯原杏華     | 2期         | E      | 再昇格を除き、阿比留・磯原・間野は2期生の最後の昇格者。 梅本・金子・木本・小林・酒井・柴田・高木・竹内・都築・中村・原・山下は4期生昇格第1号。 中村は2011年12月31日、間野・山田は2012年3月31日、秦・上野・原は2013年5月6日卒業。 2013年7月17日、阿比留・後藤・矢方・磯原・都築はチームSへ、小林・柴田・高木・竹内・山下はチームKIIへそれぞれ異動。 木本は2014年4月23日よりHKT48と兼任。 2014年4月25日、阿比留はチームKIIへ、磯原・小林・柴田はチームEへ、竹内はチームSへそれぞれ異動。 金子は2014年4月29日、小林は2015年3月31日、阿比留は2015年4月30日、磯原は2016年1月31日、梅本は2016年2月29日、山下は2016年3月31日、柴田は2016年8月31日、矢方は2017年2月28日、酒井は2017年3月31日、竹内は2017年5月31日、木本は2017年12月1日、後藤は2017年12月31日、高木は2019年5月31日、都築は2023年3月31日卒業。 |
| 12月6日  | 12月6日       | 間野春香     | 2期         | E      | 再昇格を除き、阿比留・磯原・間野は2期生の最後の昇格者。 梅本・金子・木本・小林・酒井・柴田・高木・竹内・都築・中村・原・山下は4期生昇格第1号。 中村は2011年12月31日、間野・山田は2012年3月31日、秦・上野・原は2013年5月6日卒業。 2013年7月17日、阿比留・後藤・矢方・磯原・都築はチームSへ、小林・柴田・高木・竹内・山下はチームKIIへそれぞれ異動。 木本は2014年4月23日よりHKT48と兼任。 2014年4月25日、阿比留はチームKIIへ、磯原・小林・柴田はチームEへ、竹内はチームSへそれぞれ異動。 金子は2014年4月29日、小林は2015年3月31日、阿比留は2015年4月30日、磯原は2016年1月31日、梅本は2016年2月29日、山下は2016年3月31日、柴田は2016年8月31日、矢方は2017年2月28日、酒井は2017年3月31日、竹内は2017年5月31日、木本は2017年12月1日、後藤は2017年12月31日、高木は2019年5月31日、都築は2023年3月31日卒業。 |
| 12月6日  | 12月6日       | 上野圭澄     | 3期         | E      | 再昇格を除き、阿比留・磯原・間野は2期生の最後の昇格者。 梅本・金子・木本・小林・酒井・柴田・高木・竹内・都築・中村・原・山下は4期生昇格第1号。 中村は2011年12月31日、間野・山田は2012年3月31日、秦・上野・原は2013年5月6日卒業。 2013年7月17日、阿比留・後藤・矢方・磯原・都築はチームSへ、小林・柴田・高木・竹内・山下はチームKIIへそれぞれ異動。 木本は2014年4月23日よりHKT48と兼任。 2014年4月25日、阿比留はチームKIIへ、磯原・小林・柴田はチームEへ、竹内はチームSへそれぞれ異動。 金子は2014年4月29日、小林は2015年3月31日、阿比留は2015年4月30日、磯原は2016年1月31日、梅本は2016年2月29日、山下は2016年3月31日、柴田は2016年8月31日、矢方は2017年2月28日、酒井は2017年3月31日、竹内は2017年5月31日、木本は2017年12月1日、後藤は2017年12月31日、高木は2019年5月31日、都築は2023年3月31日卒業。 |
| 12月6日  | 12月6日       | 山田恵里伽   | 3期         | E      | 再昇格を除き、阿比留・磯原・間野は2期生の最後の昇格者。 梅本・金子・木本・小林・酒井・柴田・高木・竹内・都築・中村・原・山下は4期生昇格第1号。 中村は2011年12月31日、間野・山田は2012年3月31日、秦・上野・原は2013年5月6日卒業。 2013年7月17日、阿比留・後藤・矢方・磯原・都築はチームSへ、小林・柴田・高木・竹内・山下はチームKIIへそれぞれ異動。 木本は2014年4月23日よりHKT48と兼任。 2014年4月25日、阿比留はチームKIIへ、磯原・小林・柴田はチームEへ、竹内はチームSへそれぞれ異動。 金子は2014年4月29日、小林は2015年3月31日、阿比留は2015年4月30日、磯原は2016年1月31日、梅本は2016年2月29日、山下は2016年3月31日、柴田は2016年8月31日、矢方は2017年2月28日、酒井は2017年3月31日、竹内は2017年5月31日、木本は2017年12月1日、後藤は2017年12月31日、高木は2019年5月31日、都築は2023年3月31日卒業。 |
| 12月6日  | 12月6日       | 梅本まどか   | 4期         | E      | 再昇格を除き、阿比留・磯原・間野は2期生の最後の昇格者。 梅本・金子・木本・小林・酒井・柴田・高木・竹内・都築・中村・原・山下は4期生昇格第1号。 中村は2011年12月31日、間野・山田は2012年3月31日、秦・上野・原は2013年5月6日卒業。 2013年7月17日、阿比留・後藤・矢方・磯原・都築はチームSへ、小林・柴田・高木・竹内・山下はチームKIIへそれぞれ異動。 木本は2014年4月23日よりHKT48と兼任。 2014年4月25日、阿比留はチームKIIへ、磯原・小林・柴田はチームEへ、竹内はチームSへそれぞれ異動。 金子は2014年4月29日、小林は2015年3月31日、阿比留は2015年4月30日、磯原は2016年1月31日、梅本は2016年2月29日、山下は2016年3月31日、柴田は2016年8月31日、矢方は2017年2月28日、酒井は2017年3月31日、竹内は2017年5月31日、木本は2017年12月1日、後藤は2017年12月31日、高木は2019年5月31日、都築は2023年3月31日卒業。 |
| 12月6日  | 12月6日       | 金子栞       | 4期         | E      | 再昇格を除き、阿比留・磯原・間野は2期生の最後の昇格者。 梅本・金子・木本・小林・酒井・柴田・高木・竹内・都築・中村・原・山下は4期生昇格第1号。 中村は2011年12月31日、間野・山田は2012年3月31日、秦・上野・原は2013年5月6日卒業。 2013年7月17日、阿比留・後藤・矢方・磯原・都築はチームSへ、小林・柴田・高木・竹内・山下はチームKIIへそれぞれ異動。 木本は2014年4月23日よりHKT48と兼任。 2014年4月25日、阿比留はチームKIIへ、磯原・小林・柴田はチームEへ、竹内はチームSへそれぞれ異動。 金子は2014年4月29日、小林は2015年3月31日、阿比留は2015年4月30日、磯原は2016年1月31日、梅本は2016年2月29日、山下は2016年3月31日、柴田は2016年8月31日、矢方は2017年2月28日、酒井は2017年3月31日、竹内は2017年5月31日、木本は2017年12月1日、後藤は2017年12月31日、高木は2019年5月31日、都築は2023年3月31日卒業。 |
| 12月6日  | 12月6日       | 木本花音     | 4期         | E      | 再昇格を除き、阿比留・磯原・間野は2期生の最後の昇格者。 梅本・金子・木本・小林・酒井・柴田・高木・竹内・都築・中村・原・山下は4期生昇格第1号。 中村は2011年12月31日、間野・山田は2012年3月31日、秦・上野・原は2013年5月6日卒業。 2013年7月17日、阿比留・後藤・矢方・磯原・都築はチームSへ、小林・柴田・高木・竹内・山下はチームKIIへそれぞれ異動。 木本は2014年4月23日よりHKT48と兼任。 2014年4月25日、阿比留はチームKIIへ、磯原・小林・柴田はチームEへ、竹内はチームSへそれぞれ異動。 金子は2014年4月29日、小林は2015年3月31日、阿比留は2015年4月30日、磯原は2016年1月31日、梅本は2016年2月29日、山下は2016年3月31日、柴田は2016年8月31日、矢方は2017年2月28日、酒井は2017年3月31日、竹内は2017年5月31日、木本は2017年12月1日、後藤は2017年12月31日、高木は2019年5月31日、都築は2023年3月31日卒業。 |
| 12月6日  | 12月6日       | 小林亜実     | 4期         | E      | 再昇格を除き、阿比留・磯原・間野は2期生の最後の昇格者。 梅本・金子・木本・小林・酒井・柴田・高木・竹内・都築・中村・原・山下は4期生昇格第1号。 中村は2011年12月31日、間野・山田は2012年3月31日、秦・上野・原は2013年5月6日卒業。 2013年7月17日、阿比留・後藤・矢方・磯原・都築はチームSへ、小林・柴田・高木・竹内・山下はチームKIIへそれぞれ異動。 木本は2014年4月23日よりHKT48と兼任。 2014年4月25日、阿比留はチームKIIへ、磯原・小林・柴田はチームEへ、竹内はチームSへそれぞれ異動。 金子は2014年4月29日、小林は2015年3月31日、阿比留は2015年4月30日、磯原は2016年1月31日、梅本は2016年2月29日、山下は2016年3月31日、柴田は2016年8月31日、矢方は2017年2月28日、酒井は2017年3月31日、竹内は2017年5月31日、木本は2017年12月1日、後藤は2017年12月31日、高木は2019年5月31日、都築は2023年3月31日卒業。 |
| 12月6日  | 12月6日       | 酒井萌衣     | 4期         | E      | 再昇格を除き、阿比留・磯原・間野は2期生の最後の昇格者。 梅本・金子・木本・小林・酒井・柴田・高木・竹内・都築・中村・原・山下は4期生昇格第1号。 中村は2011年12月31日、間野・山田は2012年3月31日、秦・上野・原は2013年5月6日卒業。 2013年7月17日、阿比留・後藤・矢方・磯原・都築はチームSへ、小林・柴田・高木・竹内・山下はチームKIIへそれぞれ異動。 木本は2014年4月23日よりHKT48と兼任。 2014年4月25日、阿比留はチームKIIへ、磯原・小林・柴田はチームEへ、竹内はチームSへそれぞれ異動。 金子は2014年4月29日、小林は2015年3月31日、阿比留は2015年4月30日、磯原は2016年1月31日、梅本は2016年2月29日、山下は2016年3月31日、柴田は2016年8月31日、矢方は2017年2月28日、酒井は2017年3月31日、竹内は2017年5月31日、木本は2017年12月1日、後藤は2017年12月31日、高木は2019年5月31日、都築は2023年3月31日卒業。 |
| 12月6日  | 12月6日       | 柴田阿弥     | 4期         | E      | 再昇格を除き、阿比留・磯原・間野は2期生の最後の昇格者。 梅本・金子・木本・小林・酒井・柴田・高木・竹内・都築・中村・原・山下は4期生昇格第1号。 中村は2011年12月31日、間野・山田は2012年3月31日、秦・上野・原は2013年5月6日卒業。 2013年7月17日、阿比留・後藤・矢方・磯原・都築はチームSへ、小林・柴田・高木・竹内・山下はチームKIIへそれぞれ異動。 木本は2014年4月23日よりHKT48と兼任。 2014年4月25日、阿比留はチームKIIへ、磯原・小林・柴田はチームEへ、竹内はチームSへそれぞれ異動。 金子は2014年4月29日、小林は2015年3月31日、阿比留は2015年4月30日、磯原は2016年1月31日、梅本は2016年2月29日、山下は2016年3月31日、柴田は2016年8月31日、矢方は2017年2月28日、酒井は2017年3月31日、竹内は2017年5月31日、木本は2017年12月1日、後藤は2017年12月31日、高木は2019年5月31日、都築は2023年3月31日卒業。 |
| 12月6日  | 12月6日       | 高木由麻奈   | 4期         | E      | 再昇格を除き、阿比留・磯原・間野は2期生の最後の昇格者。 梅本・金子・木本・小林・酒井・柴田・高木・竹内・都築・中村・原・山下は4期生昇格第1号。 中村は2011年12月31日、間野・山田は2012年3月31日、秦・上野・原は2013年5月6日卒業。 2013年7月17日、阿比留・後藤・矢方・磯原・都築はチームSへ、小林・柴田・高木・竹内・山下はチームKIIへそれぞれ異動。 木本は2014年4月23日よりHKT48と兼任。 2014年4月25日、阿比留はチームKIIへ、磯原・小林・柴田はチームEへ、竹内はチームSへそれぞれ異動。 金子は2014年4月29日、小林は2015年3月31日、阿比留は2015年4月30日、磯原は2016年1月31日、梅本は2016年2月29日、山下は2016年3月31日、柴田は2016年8月31日、矢方は2017年2月28日、酒井は2017年3月31日、竹内は2017年5月31日、木本は2017年12月1日、後藤は2017年12月31日、高木は2019年5月31日、都築は2023年3月31日卒業。 |
| 12月6日  | 12月6日       | 竹内舞       | 4期         | E      | 再昇格を除き、阿比留・磯原・間野は2期生の最後の昇格者。 梅本・金子・木本・小林・酒井・柴田・高木・竹内・都築・中村・原・山下は4期生昇格第1号。 中村は2011年12月31日、間野・山田は2012年3月31日、秦・上野・原は2013年5月6日卒業。 2013年7月17日、阿比留・後藤・矢方・磯原・都築はチームSへ、小林・柴田・高木・竹内・山下はチームKIIへそれぞれ異動。 木本は2014年4月23日よりHKT48と兼任。 2014年4月25日、阿比留はチームKIIへ、磯原・小林・柴田はチームEへ、竹内はチームSへそれぞれ異動。 金子は2014年4月29日、小林は2015年3月31日、阿比留は2015年4月30日、磯原は2016年1月31日、梅本は2016年2月29日、山下は2016年3月31日、柴田は2016年8月31日、矢方は2017年2月28日、酒井は2017年3月31日、竹内は2017年5月31日、木本は2017年12月1日、後藤は2017年12月31日、高木は2019年5月31日、都築は2023年3月31日卒業。 |
| 12月6日  | 12月6日       | 都築里佳     | 4期         | E      | 再昇格を除き、阿比留・磯原・間野は2期生の最後の昇格者。 梅本・金子・木本・小林・酒井・柴田・高木・竹内・都築・中村・原・山下は4期生昇格第1号。 中村は2011年12月31日、間野・山田は2012年3月31日、秦・上野・原は2013年5月6日卒業。 2013年7月17日、阿比留・後藤・矢方・磯原・都築はチームSへ、小林・柴田・高木・竹内・山下はチームKIIへそれぞれ異動。 木本は2014年4月23日よりHKT48と兼任。 2014年4月25日、阿比留はチームKIIへ、磯原・小林・柴田はチームEへ、竹内はチームSへそれぞれ異動。 金子は2014年4月29日、小林は2015年3月31日、阿比留は2015年4月30日、磯原は2016年1月31日、梅本は2016年2月29日、山下は2016年3月31日、柴田は2016年8月31日、矢方は2017年2月28日、酒井は2017年3月31日、竹内は2017年5月31日、木本は2017年12月1日、後藤は2017年12月31日、高木は2019年5月31日、都築は2023年3月31日卒業。 |
| 12月6日  | 12月6日       | 中村優花     | 4期         | E      | 再昇格を除き、阿比留・磯原・間野は2期生の最後の昇格者。 梅本・金子・木本・小林・酒井・柴田・高木・竹内・都築・中村・原・山下は4期生昇格第1号。 中村は2011年12月31日、間野・山田は2012年3月31日、秦・上野・原は2013年5月6日卒業。 2013年7月17日、阿比留・後藤・矢方・磯原・都築はチームSへ、小林・柴田・高木・竹内・山下はチームKIIへそれぞれ異動。 木本は2014年4月23日よりHKT48と兼任。 2014年4月25日、阿比留はチームKIIへ、磯原・小林・柴田はチームEへ、竹内はチームSへそれぞれ異動。 金子は2014年4月29日、小林は2015年3月31日、阿比留は2015年4月30日、磯原は2016年1月31日、梅本は2016年2月29日、山下は2016年3月31日、柴田は2016年8月31日、矢方は2017年2月28日、酒井は2017年3月31日、竹内は2017年5月31日、木本は2017年12月1日、後藤は2017年12月31日、高木は2019年5月31日、都築は2023年3月31日卒業。 |
| 12月6日  | 12月6日       | 原望奈美     | 4期         | E      | 再昇格を除き、阿比留・磯原・間野は2期生の最後の昇格者。 梅本・金子・木本・小林・酒井・柴田・高木・竹内・都築・中村・原・山下は4期生昇格第1号。 中村は2011年12月31日、間野・山田は2012年3月31日、秦・上野・原は2013年5月6日卒業。 2013年7月17日、阿比留・後藤・矢方・磯原・都築はチームSへ、小林・柴田・高木・竹内・山下はチームKIIへそれぞれ異動。 木本は2014年4月23日よりHKT48と兼任。 2014年4月25日、阿比留はチームKIIへ、磯原・小林・柴田はチームEへ、竹内はチームSへそれぞれ異動。 金子は2014年4月29日、小林は2015年3月31日、阿比留は2015年4月30日、磯原は2016年1月31日、梅本は2016年2月29日、山下は2016年3月31日、柴田は2016年8月31日、矢方は2017年2月28日、酒井は2017年3月31日、竹内は2017年5月31日、木本は2017年12月1日、後藤は2017年12月31日、高木は2019年5月31日、都築は2023年3月31日卒業。 |
| 12月6日  | 12月6日       | 山下ゆかり   | 4期         | E      | 再昇格を除き、阿比留・磯原・間野は2期生の最後の昇格者。 梅本・金子・木本・小林・酒井・柴田・高木・竹内・都築・中村・原・山下は4期生昇格第1号。 中村は2011年12月31日、間野・山田は2012年3月31日、秦・上野・原は2013年5月6日卒業。 2013年7月17日、阿比留・後藤・矢方・磯原・都築はチームSへ、小林・柴田・高木・竹内・山下はチームKIIへそれぞれ異動。 木本は2014年4月23日よりHKT48と兼任。 2014年4月25日、阿比留はチームKIIへ、磯原・小林・柴田はチームEへ、竹内はチームSへそれぞれ異動。 金子は2014年4月29日、小林は2015年3月31日、阿比留は2015年4月30日、磯原は2016年1月31日、梅本は2016年2月29日、山下は2016年3月31日、柴田は2016年8月31日、矢方は2017年2月28日、酒井は2017年3月31日、竹内は2017年5月31日、木本は2017年12月1日、後藤は2017年12月31日、高木は2019年5月31日、都築は2023年3月31日卒業。 |
| 2012年   | 2012年        | 氏名         | 加入期      | 昇格先 | 備考 |
| 8月29日  | 8月29日       | 鬼頭桃菜     | 2期         | S      | 鬼頭・井口・内山・斉藤は2010年12月6日の降格以来632日ぶりの正規メンバー復帰。 菅・古畑は5期生昇格第1号。 古畑は2013年4月28日よりAKB48と兼任。 2013年7月17日、斉藤はチームSへ、内山はチームKIIへ、鬼頭・井口・菅はチームEへそれぞれ異動。 菅は2014年2月23日卒業。 2014年4月25日、斉藤はチームEへ、古畑はチームKIIへそれぞれ異動。 鬼頭・井口は2014年4月29日、内山は2019年5月31日、古畑は2022年9月30日、斉藤は2024年12月31日卒業。 |
| 8月29日  | 8月29日       | 菅なな子     | 5期         | S      | 鬼頭・井口・内山・斉藤は2010年12月6日の降格以来632日ぶりの正規メンバー復帰。 菅・古畑は5期生昇格第1号。 古畑は2013年4月28日よりAKB48と兼任。 2013年7月17日、斉藤はチームSへ、内山はチームKIIへ、鬼頭・井口・菅はチームEへそれぞれ異動。 菅は2014年2月23日卒業。 2014年4月25日、斉藤はチームEへ、古畑はチームKIIへそれぞれ異動。 鬼頭・井口は2014年4月29日、内山は2019年5月31日、古畑は2022年9月30日、斉藤は2024年12月31日卒業。 |
| 8月29日  | 8月29日       | 井口栞里     | 2期         | KII    | 鬼頭・井口・内山・斉藤は2010年12月6日の降格以来632日ぶりの正規メンバー復帰。 菅・古畑は5期生昇格第1号。 古畑は2013年4月28日よりAKB48と兼任。 2013年7月17日、斉藤はチームSへ、内山はチームKIIへ、鬼頭・井口・菅はチームEへそれぞれ異動。 菅は2014年2月23日卒業。 2014年4月25日、斉藤はチームEへ、古畑はチームKIIへそれぞれ異動。 鬼頭・井口は2014年4月29日、内山は2019年5月31日、古畑は2022年9月30日、斉藤は2024年12月31日卒業。 |
| 8月29日  | 8月29日       | 内山命       | 2期         | E      | 鬼頭・井口・内山・斉藤は2010年12月6日の降格以来632日ぶりの正規メンバー復帰。 菅・古畑は5期生昇格第1号。 古畑は2013年4月28日よりAKB48と兼任。 2013年7月17日、斉藤はチームSへ、内山はチームKIIへ、鬼頭・井口・菅はチームEへそれぞれ異動。 菅は2014年2月23日卒業。 2014年4月25日、斉藤はチームEへ、古畑はチームKIIへそれぞれ異動。 鬼頭・井口は2014年4月29日、内山は2019年5月31日、古畑は2022年9月30日、斉藤は2024年12月31日卒業。 |
| 8月29日  | 8月29日       | 斉藤真木子   | 2期         | E      | 鬼頭・井口・内山・斉藤は2010年12月6日の降格以来632日ぶりの正規メンバー復帰。 菅・古畑は5期生昇格第1号。 古畑は2013年4月28日よりAKB48と兼任。 2013年7月17日、斉藤はチームSへ、内山はチームKIIへ、鬼頭・井口・菅はチームEへそれぞれ異動。 菅は2014年2月23日卒業。 2014年4月25日、斉藤はチームEへ、古畑はチームKIIへそれぞれ異動。 鬼頭・井口は2014年4月29日、内山は2019年5月31日、古畑は2022年9月30日、斉藤は2024年12月31日卒業。 |
| 8月29日  | 8月29日       | 古畑奈和     | 5期         | E      | 鬼頭・井口・内山・斉藤は2010年12月6日の降格以来632日ぶりの正規メンバー復帰。 菅・古畑は5期生昇格第1号。 古畑は2013年4月28日よりAKB48と兼任。 2013年7月17日、斉藤はチームSへ、内山はチームKIIへ、鬼頭・井口・菅はチームEへそれぞれ異動。 菅は2014年2月23日卒業。 2014年4月25日、斉藤はチームEへ、古畑はチームKIIへそれぞれ異動。 鬼頭・井口は2014年4月29日、内山は2019年5月31日、古畑は2022年9月30日、斉藤は2024年12月31日卒業。 |
| 2013年   | 2013年        | 氏名         | 加入期      | 昇格先 | 備考 |
| 4月13日  | 7月17日       | 江籠裕奈     | 5期         | S      | 東は6期生昇格第1号・SKE48およびAKB48グループ研究生史上最速昇格（お披露目から44日）。 水埜はチームE発足時を除く4期生昇格第1号。 藤本は2013年5月6日辞退。 新土居は2013年11月30日卒業。 2014年4月25日、江籠・水埜はチームKIIへ、二村・東・宮前はチームSへそれぞれ異動。 水埜は2014年12月31日、岩永は2015年2月28日、宮前は2016年9月30日、東は2017年3月31日、二村は2017年7月31日、市野は2018年3月31日卒業、江籠は2023年12月31日卒業。 |
| 4月13日  | 7月17日       | 新土居沙也加 | 5期         | S      | 東は6期生昇格第1号・SKE48およびAKB48グループ研究生史上最速昇格（お披露目から44日）。 水埜はチームE発足時を除く4期生昇格第1号。 藤本は2013年5月6日辞退。 新土居は2013年11月30日卒業。 2014年4月25日、江籠・水埜はチームKIIへ、二村・東・宮前はチームSへそれぞれ異動。 水埜は2014年12月31日、岩永は2015年2月28日、宮前は2016年9月30日、東は2017年3月31日、二村は2017年7月31日、市野は2018年3月31日卒業、江籠は2023年12月31日卒業。 |
| 4月13日  | 7月17日       | 藤本美月     | 5期         | KII    | 東は6期生昇格第1号・SKE48およびAKB48グループ研究生史上最速昇格（お披露目から44日）。 水埜はチームE発足時を除く4期生昇格第1号。 藤本は2013年5月6日辞退。 新土居は2013年11月30日卒業。 2014年4月25日、江籠・水埜はチームKIIへ、二村・東・宮前はチームSへそれぞれ異動。 水埜は2014年12月31日、岩永は2015年2月28日、宮前は2016年9月30日、東は2017年3月31日、二村は2017年7月31日、市野は2018年3月31日卒業、江籠は2023年12月31日卒業。 |
| 4月13日  | 7月17日       | 二村春香     | 5期         | KII    | 東は6期生昇格第1号・SKE48およびAKB48グループ研究生史上最速昇格（お披露目から44日）。 水埜はチームE発足時を除く4期生昇格第1号。 藤本は2013年5月6日辞退。 新土居は2013年11月30日卒業。 2014年4月25日、江籠・水埜はチームKIIへ、二村・東・宮前はチームSへそれぞれ異動。 水埜は2014年12月31日、岩永は2015年2月28日、宮前は2016年9月30日、東は2017年3月31日、二村は2017年7月31日、市野は2018年3月31日卒業、江籠は2023年12月31日卒業。 |
| 4月13日  | 7月17日       | 水埜帆乃香   | 4期         | E      | 東は6期生昇格第1号・SKE48およびAKB48グループ研究生史上最速昇格（お披露目から44日）。 水埜はチームE発足時を除く4期生昇格第1号。 藤本は2013年5月6日辞退。 新土居は2013年11月30日卒業。 2014年4月25日、江籠・水埜はチームKIIへ、二村・東・宮前はチームSへそれぞれ異動。 水埜は2014年12月31日、岩永は2015年2月28日、宮前は2016年9月30日、東は2017年3月31日、二村は2017年7月31日、市野は2018年3月31日卒業、江籠は2023年12月31日卒業。 |
| 4月13日  | 7月17日       | 市野成美     | 5期         | E      | 東は6期生昇格第1号・SKE48およびAKB48グループ研究生史上最速昇格（お披露目から44日）。 水埜はチームE発足時を除く4期生昇格第1号。 藤本は2013年5月6日辞退。 新土居は2013年11月30日卒業。 2014年4月25日、江籠・水埜はチームKIIへ、二村・東・宮前はチームSへそれぞれ異動。 水埜は2014年12月31日、岩永は2015年2月28日、宮前は2016年9月30日、東は2017年3月31日、二村は2017年7月31日、市野は2018年3月31日卒業、江籠は2023年12月31日卒業。 |
| 4月13日  | 7月17日       | 岩永亞美     | 5期         | E      | 東は6期生昇格第1号・SKE48およびAKB48グループ研究生史上最速昇格（お披露目から44日）。 水埜はチームE発足時を除く4期生昇格第1号。 藤本は2013年5月6日辞退。 新土居は2013年11月30日卒業。 2014年4月25日、江籠・水埜はチームKIIへ、二村・東・宮前はチームSへそれぞれ異動。 水埜は2014年12月31日、岩永は2015年2月28日、宮前は2016年9月30日、東は2017年3月31日、二村は2017年7月31日、市野は2018年3月31日卒業、江籠は2023年12月31日卒業。 |
| 4月13日  | 7月17日       | 宮前杏実     | 5期         | E      | 東は6期生昇格第1号・SKE48およびAKB48グループ研究生史上最速昇格（お披露目から44日）。 水埜はチームE発足時を除く4期生昇格第1号。 藤本は2013年5月6日辞退。 新土居は2013年11月30日卒業。 2014年4月25日、江籠・水埜はチームKIIへ、二村・東・宮前はチームSへそれぞれ異動。 水埜は2014年12月31日、岩永は2015年2月28日、宮前は2016年9月30日、東は2017年3月31日、二村は2017年7月31日、市野は2018年3月31日卒業、江籠は2023年12月31日卒業。 |
| 4月13日  | 7月17日       | 東李苑       | 6期         | E      | 東は6期生昇格第1号・SKE48およびAKB48グループ研究生史上最速昇格（お披露目から44日）。 水埜はチームE発足時を除く4期生昇格第1号。 藤本は2013年5月6日辞退。 新土居は2013年11月30日卒業。 2014年4月25日、江籠・水埜はチームKIIへ、二村・東・宮前はチームSへそれぞれ異動。 水埜は2014年12月31日、岩永は2015年2月28日、宮前は2016年9月30日、東は2017年3月31日、二村は2017年7月31日、市野は2018年3月31日卒業、江籠は2023年12月31日卒業。 |
| 10月26日 | 10月26日      | 山田みずほ   | 5期         | KII    | 2015年1月31日卒業。 |
| 2014年   | 2014年        | 氏名         | 加入期      | 昇格先 | 備考 |
| 2月24日  | 4月25日       | 北川綾巴     | 6期         | S      | 大脇は5期生最後の昇格者。 大脇は2014年7月30日、北川は2019年9月30日、日高は2023年10月31日、北野は2024年6月30日卒業。 2025年4月1日、熊崎はチームSへ異動。 |
| 2月24日  | 4月25日       | 北野瑠華     | 6期         | KII    | 大脇は5期生最後の昇格者。 大脇は2014年7月30日、北川は2019年9月30日、日高は2023年10月31日、北野は2024年6月30日卒業。 2025年4月1日、熊崎はチームSへ異動。 |
| 2月24日  | 4月25日       | 日高優月     | 6期         | KII    | 大脇は5期生最後の昇格者。 大脇は2014年7月30日、北川は2019年9月30日、日高は2023年10月31日、北野は2024年6月30日卒業。 2025年4月1日、熊崎はチームSへ異動。 |
| 2月24日  | 4月25日       | 大脇有紗     | 5期         | E      | 大脇は5期生最後の昇格者。 大脇は2014年7月30日、北川は2019年9月30日、日高は2023年10月31日、北野は2024年6月30日卒業。 2025年4月1日、熊崎はチームSへ異動。 |
| 2月24日  | 4月25日       | 熊崎晴香     | 6期         | E      | 大脇は5期生最後の昇格者。 大脇は2014年7月30日、北川は2019年9月30日、日高は2023年10月31日、北野は2024年6月30日卒業。 2025年4月1日、熊崎はチームSへ異動。 |
| 8月4日   | 8月4日        | 犬塚あさな   | 4期         | S      | 犬塚は4期生最後の昇格者。 野口は2017年2月28日、犬塚は2018年7月1日卒業。 |
| 8月4日   | 8月4日        | 野口由芽     | 6期         | S      | 犬塚は4期生最後の昇格者。 野口は2017年2月28日、犬塚は2018年7月1日卒業。 |
| 2015年   | 2015年        | 氏名         | 加入期      | 昇格先 | 備考 |
| 3月26日  | 3月31日       | 松村香織     | 3期         | KII    | 3期生最後の昇格者で、SKE48およびAKB48グループ最年長昇格（25歳73日）。 SKE48およびAKB48グループ研究生史上、最も遅い昇格（お披露目から1964日）。 2019年5月2日卒業。 |
| 3月31日  | 3月31日       | 山田樹奈     | 6期         | S      | 6期生最後の昇格者。 山田は2019年1月31日、竹内は2021年5月31日、青木は2024年11月30日卒業。 2025年4月1日、鎌田はチームKIIへ異動。 |
| 3月31日  | 3月31日       | 青木詩織     | 6期         | KII    | 6期生最後の昇格者。 山田は2019年1月31日、竹内は2021年5月31日、青木は2024年11月30日卒業。 2025年4月1日、鎌田はチームKIIへ異動。 |
| 3月31日  | 3月31日       | 竹内彩姫     | 6期         | KII    | 6期生最後の昇格者。 山田は2019年1月31日、竹内は2021年5月31日、青木は2024年11月30日卒業。 2025年4月1日、鎌田はチームKIIへ異動。 |
| 3月31日  | 3月31日       | 井田玲音名   | 6期         | E      | 6期生最後の昇格者。 山田は2019年1月31日、竹内は2021年5月31日、青木は2024年11月30日卒業。 2025年4月1日、鎌田はチームKIIへ異動。 |
| 3月31日  | 3月31日       | 鎌田菜月     | 6期         | E      | 6期生最後の昇格者。 山田は2019年1月31日、竹内は2021年5月31日、青木は2024年11月30日卒業。 2025年4月1日、鎌田はチームKIIへ異動。 |
| 11月28日 | 11月28日      | 杉山愛佳     | 7期         | S      | それぞれ7期生・AKB48グループドラフト2期生昇格第1号。 小畑は2019年3月31日、後藤は2019年9月30日、白井は2021年1月31日、野島は2021年6月30日、杉山は2021年12月31日卒業。 2025年4月1日、菅原はチームKIIへ異動。 |
| 11月28日 | 11月28日      | 野島樺乃     | 7期         | S      | それぞれ7期生・AKB48グループドラフト2期生昇格第1号。 小畑は2019年3月31日、後藤は2019年9月30日、白井は2021年1月31日、野島は2021年6月30日、杉山は2021年12月31日卒業。 2025年4月1日、菅原はチームKIIへ異動。 |
| 11月28日 | 11月28日      | 小畑優奈     | 7期         | KII    | それぞれ7期生・AKB48グループドラフト2期生昇格第1号。 小畑は2019年3月31日、後藤は2019年9月30日、白井は2021年1月31日、野島は2021年6月30日、杉山は2021年12月31日卒業。 2025年4月1日、菅原はチームKIIへ異動。 |
| 11月28日 | 11月28日      | 白井琴望     | ドラフト2期 | KII    | それぞれ7期生・AKB48グループドラフト2期生昇格第1号。 小畑は2019年3月31日、後藤は2019年9月30日、白井は2021年1月31日、野島は2021年6月30日、杉山は2021年12月31日卒業。 2025年4月1日、菅原はチームKIIへ異動。 |
| 11月28日 | 11月28日      | 後藤楽々     | 7期         | E      | それぞれ7期生・AKB48グループドラフト2期生昇格第1号。 小畑は2019年3月31日、後藤は2019年9月30日、白井は2021年1月31日、野島は2021年6月30日、杉山は2021年12月31日卒業。 2025年4月1日、菅原はチームKIIへ異動。 |
| 11月28日 | 11月28日      | 菅原茉椰     | ドラフト2期 | E      | それぞれ7期生・AKB48グループドラフト2期生昇格第1号。 小畑は2019年3月31日、後藤は2019年9月30日、白井は2021年1月31日、野島は2021年6月30日、杉山は2021年12月31日卒業。 2025年4月1日、菅原はチームKIIへ異動。 |
| 2016年   | 2016年        | 氏名         | 加入期      | 昇格先 | 備考 |
| 11月20日 | 12月1日       | 町音葉       | 7期         | S      | 一色・上村・水野はSKE48ドラフト2期生最後の昇格者。 町は2018年11月30日、一色は2018年12月28日、髙畑は2024年6月30日、水野は2024年9月30日、末永は2025年2月28日卒業。 2025年4月1日、上村・太田はチームEへ異動。 上村は2025年6月30日卒業。 |
| 11月20日 | 12月1日       | 一色嶺奈     | ドラフト2期 | S      | 一色・上村・水野はSKE48ドラフト2期生最後の昇格者。 町は2018年11月30日、一色は2018年12月28日、髙畑は2024年6月30日、水野は2024年9月30日、末永は2025年2月28日卒業。 2025年4月1日、上村・太田はチームEへ異動。 上村は2025年6月30日卒業。 |
| 11月20日 | 12月1日       | 上村亜柚香   | ドラフト2期 | S      | 一色・上村・水野はSKE48ドラフト2期生最後の昇格者。 町は2018年11月30日、一色は2018年12月28日、髙畑は2024年6月30日、水野は2024年9月30日、末永は2025年2月28日卒業。 2025年4月1日、上村・太田はチームEへ異動。 上村は2025年6月30日卒業。 |
| 11月20日 | 12月1日       | 太田彩夏     | 7期         | KII    | 一色・上村・水野はSKE48ドラフト2期生最後の昇格者。 町は2018年11月30日、一色は2018年12月28日、髙畑は2024年6月30日、水野は2024年9月30日、末永は2025年2月28日卒業。 2025年4月1日、上村・太田はチームEへ異動。 上村は2025年6月30日卒業。 |
| 11月20日 | 12月1日       | 水野愛理     | ドラフト2期 | KII    | 一色・上村・水野はSKE48ドラフト2期生最後の昇格者。 町は2018年11月30日、一色は2018年12月28日、髙畑は2024年6月30日、水野は2024年9月30日、末永は2025年2月28日卒業。 2025年4月1日、上村・太田はチームEへ異動。 上村は2025年6月30日卒業。 |
| 11月20日 | 12月1日       | 浅井裕華     | 7期         | E      | 一色・上村・水野はSKE48ドラフト2期生最後の昇格者。 町は2018年11月30日、一色は2018年12月28日、髙畑は2024年6月30日、水野は2024年9月30日、末永は2025年2月28日卒業。 2025年4月1日、上村・太田はチームEへ異動。 上村は2025年6月30日卒業。 |
| 11月20日 | 12月1日       | 末永桜花     | 7期         | E      | 一色・上村・水野はSKE48ドラフト2期生最後の昇格者。 町は2018年11月30日、一色は2018年12月28日、髙畑は2024年6月30日、水野は2024年9月30日、末永は2025年2月28日卒業。 2025年4月1日、上村・太田はチームEへ異動。 上村は2025年6月30日卒業。 |
| 11月20日 | 12月1日       | 髙畑結希     | 7期         | E      | 一色・上村・水野はSKE48ドラフト2期生最後の昇格者。 町は2018年11月30日、一色は2018年12月28日、髙畑は2024年6月30日、水野は2024年9月30日、末永は2025年2月28日卒業。 2025年4月1日、上村・太田はチームEへ異動。 上村は2025年6月30日卒業。 |
| 2017年   | 2017年        | 氏名         | 加入期      | 昇格先 | 備考 |
| 10月5日  | 10月5日       | 井上瑠夏     | 8期         | S      | 片岡・相川は7期生最後の昇格者。 井上・野村・矢作・佐藤は8期生昇格第1号。 矢作は2018年11月10日、片岡は2021年1月20日卒業。 2025年4月1日、井上・北川・佐藤はチームKIIへ、相川はチームSへそれぞれ異動。 |
| 10月5日  | 10月5日       | 北川愛乃     | 8期         | S      | 片岡・相川は7期生最後の昇格者。 井上・野村・矢作・佐藤は8期生昇格第1号。 矢作は2018年11月10日、片岡は2021年1月20日卒業。 2025年4月1日、井上・北川・佐藤はチームKIIへ、相川はチームSへそれぞれ異動。 |
| 10月5日  | 10月5日       | 野村実代     | 8期         | S      | 片岡・相川は7期生最後の昇格者。 井上・野村・矢作・佐藤は8期生昇格第1号。 矢作は2018年11月10日、片岡は2021年1月20日卒業。 2025年4月1日、井上・北川・佐藤はチームKIIへ、相川はチームSへそれぞれ異動。 |
| 10月5日  | 10月5日       | 片岡成美     | 7期         | KII    | 片岡・相川は7期生最後の昇格者。 井上・野村・矢作・佐藤は8期生昇格第1号。 矢作は2018年11月10日、片岡は2021年1月20日卒業。 2025年4月1日、井上・北川・佐藤はチームKIIへ、相川はチームSへそれぞれ異動。 |
| 10月5日  | 10月5日       | 矢作有紀奈   | 8期         | KII    | 片岡・相川は7期生最後の昇格者。 井上・野村・矢作・佐藤は8期生昇格第1号。 矢作は2018年11月10日、片岡は2021年1月20日卒業。 2025年4月1日、井上・北川・佐藤はチームKIIへ、相川はチームSへそれぞれ異動。 |
| 10月5日  | 10月5日       | 相川暖花     | 7期         | E      | 片岡・相川は7期生最後の昇格者。 井上・野村・矢作・佐藤は8期生昇格第1号。 矢作は2018年11月10日、片岡は2021年1月20日卒業。 2025年4月1日、井上・北川・佐藤はチームKIIへ、相川はチームSへそれぞれ異動。 |
| 10月5日  | 10月5日       | 佐藤佳穂     | 8期         | E      | 片岡・相川は7期生最後の昇格者。 井上・野村・矢作・佐藤は8期生昇格第1号。 矢作は2018年11月10日、片岡は2021年1月20日卒業。 2025年4月1日、井上・北川・佐藤はチームKIIへ、相川はチームSへそれぞれ異動。 |
| 2018年   | 2018年        | 氏名         | 加入期      | 昇格先 | 備考 |
| 4月28日  | 5月1日        | 岡田美紅     | 8期         | S      | 岡田・白雪は2019年4月30日、野々垣は2019年11月30日、大芝は2020年11月30日卒業。 2025年4月1日、仲村はチームEへ、倉島はチームSへそれぞれ異動。 |
| 4月28日  | 5月1日        | 坂本真凛     | 8期         | S      | 岡田・白雪は2019年4月30日、野々垣は2019年11月30日、大芝は2020年11月30日卒業。 2025年4月1日、仲村はチームEへ、倉島はチームSへそれぞれ異動。 |
| 4月28日  | 5月1日        | 仲村和泉     | 8期         | S      | 岡田・白雪は2019年4月30日、野々垣は2019年11月30日、大芝は2020年11月30日卒業。 2025年4月1日、仲村はチームEへ、倉島はチームSへそれぞれ異動。 |
| 4月28日  | 5月1日        | 大芝りんか   | ８期        | KII    | 岡田・白雪は2019年4月30日、野々垣は2019年11月30日、大芝は2020年11月30日卒業。 2025年4月1日、仲村はチームEへ、倉島はチームSへそれぞれ異動。 |
| 4月28日  | 5月1日        | 倉島杏実     | 8期         | E      | 岡田・白雪は2019年4月30日、野々垣は2019年11月30日、大芝は2020年11月30日卒業。 2025年4月1日、仲村はチームEへ、倉島はチームSへそれぞれ異動。 |
| 4月28日  | 5月1日        | 白雪希明     | 8期         | E      | 岡田・白雪は2019年4月30日、野々垣は2019年11月30日、大芝は2020年11月30日卒業。 2025年4月1日、仲村はチームEへ、倉島はチームSへそれぞれ異動。 |
| 4月28日  | 5月1日        | 野々垣美希   | 8期         | E      | 岡田・白雪は2019年4月30日、野々垣は2019年11月30日、大芝は2020年11月30日卒業。 2025年4月1日、仲村はチームEへ、倉島はチームSへそれぞれ異動。 |
| 9月16日  | 9月16日       | 石黒友月     | 8期         | S      | 石黒・深井は8期生最後の昇格者。 ドラフト3期生は一斉に昇格。 AKB48グループドラフト3期生昇格第1号。 西・平田は2021年3月31日、深井は2022年1月31日、大谷は2024年1月31日卒業。 2025年4月1日、中野はチームSへ異動。 |
| 9月16日  | 9月16日       | 大谷悠妃     | ドラフト3期 | S      | 石黒・深井は8期生最後の昇格者。 ドラフト3期生は一斉に昇格。 AKB48グループドラフト3期生昇格第1号。 西・平田は2021年3月31日、深井は2022年1月31日、大谷は2024年1月31日卒業。 2025年4月1日、中野はチームSへ異動。 |
| 9月16日  | 9月16日       | 中野愛理     | ドラフト3期 | KII    | 石黒・深井は8期生最後の昇格者。 ドラフト3期生は一斉に昇格。 AKB48グループドラフト3期生昇格第1号。 西・平田は2021年3月31日、深井は2022年1月31日、大谷は2024年1月31日卒業。 2025年4月1日、中野はチームSへ異動。 |
| 9月16日  | 9月16日       | 深井ねがい   | 8期         | E      | 石黒・深井は8期生最後の昇格者。 ドラフト3期生は一斉に昇格。 AKB48グループドラフト3期生昇格第1号。 西・平田は2021年3月31日、深井は2022年1月31日、大谷は2024年1月31日卒業。 2025年4月1日、中野はチームSへ異動。 |
| 9月16日  | 9月16日       | 西満里奈     | ドラフト3期 | E      | 石黒・深井は8期生最後の昇格者。 ドラフト3期生は一斉に昇格。 AKB48グループドラフト3期生昇格第1号。 西・平田は2021年3月31日、深井は2022年1月31日、大谷は2024年1月31日卒業。 2025年4月1日、中野はチームSへ異動。 |
| 9月16日  | 9月16日       | 平田詩奈     | ドラフト3期 | E      | 石黒・深井は8期生最後の昇格者。 ドラフト3期生は一斉に昇格。 AKB48グループドラフト3期生昇格第1号。 西・平田は2021年3月31日、深井は2022年1月31日、大谷は2024年1月31日卒業。 2025年4月1日、中野はチームSへ異動。 |
| 2020年   | 2020年        | 氏名         | 加入期      | 昇格先 | 備考 |
| 2月15日  | 3月1日        | 青海ひな乃   | 9期         | S      | 9期生昇格第1号。 白井は2020年12月31日、田辺は2023年2月28日、岡本は2025年3月31日卒業。 2025年4月1日、青海・赤堀はチームEへ、荒野・池田はチームKIIへそれぞれ異動。 |
| 2月15日  | 3月1日        | 赤堀君江     | 9期         | S      | 9期生昇格第1号。 白井は2020年12月31日、田辺は2023年2月28日、岡本は2025年3月31日卒業。 2025年4月1日、青海・赤堀はチームEへ、荒野・池田はチームKIIへそれぞれ異動。 |
| 2月15日  | 3月1日        | 荒野姫楓     | 9期         | S      | 9期生昇格第1号。 白井は2020年12月31日、田辺は2023年2月28日、岡本は2025年3月31日卒業。 2025年4月1日、青海・赤堀はチームEへ、荒野・池田はチームKIIへそれぞれ異動。 |
| 2月15日  | 3月1日        | 岡本彩夏     | 9期         | KII    | 9期生昇格第1号。 白井は2020年12月31日、田辺は2023年2月28日、岡本は2025年3月31日卒業。 2025年4月1日、青海・赤堀はチームEへ、荒野・池田はチームKIIへそれぞれ異動。 |
| 2月15日  | 3月1日        | 白井友紀乃   | 9期         | KII    | 9期生昇格第1号。 白井は2020年12月31日、田辺は2023年2月28日、岡本は2025年3月31日卒業。 2025年4月1日、青海・赤堀はチームEへ、荒野・池田はチームKIIへそれぞれ異動。 |
| 2月15日  | 3月1日        | 池田楓       | 9期         | E      | 9期生昇格第1号。 白井は2020年12月31日、田辺は2023年2月28日、岡本は2025年3月31日卒業。 2025年4月1日、青海・赤堀はチームEへ、荒野・池田はチームKIIへそれぞれ異動。 |
| 2月15日  | 3月1日        | 田辺美月     | 9期         | E      | 9期生昇格第1号。 白井は2020年12月31日、田辺は2023年2月28日、岡本は2025年3月31日卒業。 2025年4月1日、青海・赤堀はチームEへ、荒野・池田はチームKIIへそれぞれ異動。 |
| 10月5日  | 10月10日      | 竹内ななみ   | 9期         | S      | 9期生最後の昇格者。 石川は2021年5月31日、平野は2023年6月30日、竹内は2024年1月31日、川嶋は2024年6月30日卒業。 2025年4月1日、中坂・鈴木愛はチームEへ、入内嶋・鈴木恋はチームSへそれぞれ異動。 |
| 10月5日  | 10月10日      | 中坂美祐     | 9期         | S      | 9期生最後の昇格者。 石川は2021年5月31日、平野は2023年6月30日、竹内は2024年1月31日、川嶋は2024年6月30日卒業。 2025年4月1日、中坂・鈴木愛はチームEへ、入内嶋・鈴木恋はチームSへそれぞれ異動。 |
| 10月5日  | 10月10日      | 平野百菜     | 9期         | S      | 9期生最後の昇格者。 石川は2021年5月31日、平野は2023年6月30日、竹内は2024年1月31日、川嶋は2024年6月30日卒業。 2025年4月1日、中坂・鈴木愛はチームEへ、入内嶋・鈴木恋はチームSへそれぞれ異動。 |
| 10月5日  | 10月10日      | 入内嶋涼     | 9期         | KII    | 9期生最後の昇格者。 石川は2021年5月31日、平野は2023年6月30日、竹内は2024年1月31日、川嶋は2024年6月30日卒業。 2025年4月1日、中坂・鈴木愛はチームEへ、入内嶋・鈴木恋はチームSへそれぞれ異動。 |
| 10月5日  | 10月10日      | 川嶋美晴     | 9期         | KII    | 9期生最後の昇格者。 石川は2021年5月31日、平野は2023年6月30日、竹内は2024年1月31日、川嶋は2024年6月30日卒業。 2025年4月1日、中坂・鈴木愛はチームEへ、入内嶋・鈴木恋はチームSへそれぞれ異動。 |
| 10月5日  | 10月10日      | 鈴木愛菜     | 9期         | KII    | 9期生最後の昇格者。 石川は2021年5月31日、平野は2023年6月30日、竹内は2024年1月31日、川嶋は2024年6月30日卒業。 2025年4月1日、中坂・鈴木愛はチームEへ、入内嶋・鈴木恋はチームSへそれぞれ異動。 |
| 10月5日  | 10月10日      | 藤本冬香     | 9期         | KII    | 9期生最後の昇格者。 石川は2021年5月31日、平野は2023年6月30日、竹内は2024年1月31日、川嶋は2024年6月30日卒業。 2025年4月1日、中坂・鈴木愛はチームEへ、入内嶋・鈴木恋はチームSへそれぞれ異動。 |
| 10月5日  | 10月10日      | 石川花音     | 9期         | E      | 9期生最後の昇格者。 石川は2021年5月31日、平野は2023年6月30日、竹内は2024年1月31日、川嶋は2024年6月30日卒業。 2025年4月1日、中坂・鈴木愛はチームEへ、入内嶋・鈴木恋はチームSへそれぞれ異動。 |
| 10月5日  | 10月10日      | 鈴木恋奈     | 9期         | E      | 9期生最後の昇格者。 石川は2021年5月31日、平野は2023年6月30日、竹内は2024年1月31日、川嶋は2024年6月30日卒業。 2025年4月1日、中坂・鈴木愛はチームEへ、入内嶋・鈴木恋はチームSへそれぞれ異動。 |
| 2021年   | 2021年        | 氏名         | 加入期      | 昇格先 | 備考 |
| 12月18日 | 2022年1月15日 | 石塚美月     | 10期        | S      | 10期生は一斉に昇格。 五十嵐は2022年2月28日、石塚は2023年3月31日、杉山は2023年6月30日、林は2024年8月31日、鬼頭は2025年2月28日卒業。 2025年4月1日、青木・西井はチームEへ、澤田はチームKIIへそれぞれ異動。 澤田は2025年6月30日卒業。 |
| 12月18日 | 2022年1月15日 | 鬼頭未来     | 10期        | S      | 10期生は一斉に昇格。 五十嵐は2022年2月28日、石塚は2023年3月31日、杉山は2023年6月30日、林は2024年8月31日、鬼頭は2025年2月28日卒業。 2025年4月1日、青木・西井はチームEへ、澤田はチームKIIへそれぞれ異動。 澤田は2025年6月30日卒業。 |
| 12月18日 | 2022年1月15日 | 杉山歩南     | 10期        | S      | 10期生は一斉に昇格。 五十嵐は2022年2月28日、石塚は2023年3月31日、杉山は2023年6月30日、林は2024年8月31日、鬼頭は2025年2月28日卒業。 2025年4月1日、青木・西井はチームEへ、澤田はチームKIIへそれぞれ異動。 澤田は2025年6月30日卒業。 |
| 12月18日 | 2022年1月15日 | 青木莉樺     | 10期        | KII    | 10期生は一斉に昇格。 五十嵐は2022年2月28日、石塚は2023年3月31日、杉山は2023年6月30日、林は2024年8月31日、鬼頭は2025年2月28日卒業。 2025年4月1日、青木・西井はチームEへ、澤田はチームKIIへそれぞれ異動。 澤田は2025年6月30日卒業。 |
| 12月18日 | 2022年1月15日 | 五十嵐早香   | 10期        | KII    | 10期生は一斉に昇格。 五十嵐は2022年2月28日、石塚は2023年3月31日、杉山は2023年6月30日、林は2024年8月31日、鬼頭は2025年2月28日卒業。 2025年4月1日、青木・西井はチームEへ、澤田はチームKIIへそれぞれ異動。 澤田は2025年6月30日卒業。 |
| 12月18日 | 2022年1月15日 | 伊藤実希     | 10期        | KII    | 10期生は一斉に昇格。 五十嵐は2022年2月28日、石塚は2023年3月31日、杉山は2023年6月30日、林は2024年8月31日、鬼頭は2025年2月28日卒業。 2025年4月1日、青木・西井はチームEへ、澤田はチームKIIへそれぞれ異動。 澤田は2025年6月30日卒業。 |
| 12月18日 | 2022年1月15日 | 西井美桜     | 10期        | KII    | 10期生は一斉に昇格。 五十嵐は2022年2月28日、石塚は2023年3月31日、杉山は2023年6月30日、林は2024年8月31日、鬼頭は2025年2月28日卒業。 2025年4月1日、青木・西井はチームEへ、澤田はチームKIIへそれぞれ異動。 澤田は2025年6月30日卒業。 |
| 12月18日 | 2022年1月15日 | 澤田奏音     | 10期        | E      | 10期生は一斉に昇格。 五十嵐は2022年2月28日、石塚は2023年3月31日、杉山は2023年6月30日、林は2024年8月31日、鬼頭は2025年2月28日卒業。 2025年4月1日、青木・西井はチームEへ、澤田はチームKIIへそれぞれ異動。 澤田は2025年6月30日卒業。 |
| 12月18日 | 2022年1月15日 | 林美澪       | 10期        | E      | 10期生は一斉に昇格。 五十嵐は2022年2月28日、石塚は2023年3月31日、杉山は2023年6月30日、林は2024年8月31日、鬼頭は2025年2月28日卒業。 2025年4月1日、青木・西井はチームEへ、澤田はチームKIIへそれぞれ異動。 澤田は2025年6月30日卒業。 |
| 2024年   | 2024年        | 氏名         | 加入期      | 昇格先 | 備考 |
| 4月21日  | 5月20日       | 大村杏       | 11期        | S      | 11期生は一斉に昇格。 鈴木は12期生昇格第1号。 鈴木は2025年2月28日卒業。 2025年4月1日、山村はチームSへ、大村はチームEへそれぞれ異動。 |
| 4月21日  | 5月20日       | 杉本りいな   | 11期        | S      | 11期生は一斉に昇格。 鈴木は12期生昇格第1号。 鈴木は2025年2月28日卒業。 2025年4月1日、山村はチームSへ、大村はチームEへそれぞれ異動。 |
| 4月21日  | 5月20日       | 原優寧       | 11期        | S      | 11期生は一斉に昇格。 鈴木は12期生昇格第1号。 鈴木は2025年2月28日卒業。 2025年4月1日、山村はチームSへ、大村はチームEへそれぞれ異動。 |
| 4月21日  | 5月20日       | 篠原京香     | 11期        | KII    | 11期生は一斉に昇格。 鈴木は12期生昇格第1号。 鈴木は2025年2月28日卒業。 2025年4月1日、山村はチームSへ、大村はチームEへそれぞれ異動。 |
| 4月21日  | 5月20日       | 山村さくら   | 11期        | KII    | 11期生は一斉に昇格。 鈴木は12期生昇格第1号。 鈴木は2025年2月28日卒業。 2025年4月1日、山村はチームSへ、大村はチームEへそれぞれ異動。 |
| 4月21日  | 5月20日       | 鈴木愛來     | 12期        | KII    | 11期生は一斉に昇格。 鈴木は12期生昇格第1号。 鈴木は2025年2月28日卒業。 2025年4月1日、山村はチームSへ、大村はチームEへそれぞれ異動。 |
| 4月21日  | 5月20日       | 森本くるみ   | 11期        | E      | 11期生は一斉に昇格。 鈴木は12期生昇格第1号。 鈴木は2025年2月28日卒業。 2025年4月1日、山村はチームSへ、大村はチームEへそれぞれ異動。 |
| 2025年   | 2025年        | 氏名         | 加入期      | 昇格先 | 備考 |
| 1月1日   | 4月1日        | 伊藤虹々美   | 12期        | S      | |
| 1月1日   | 4月1日        | 奥野心羽     | 12期        | KII    | |
| 1月1日   | 4月1日        | 河村優愛     | 12期        | E      | |
| 5月5日   | 6月1日        | 松川みゆ     | 12期        | S      | |
| 5月5日   | 6月1日        | 長谷川雅     | 12期        | E      | |

### チーム体制
- 太字：結成時のメンバー
- ■：チーム活動期間中にグループの活動を終了（卒業など）したメンバー
- ▲：チーム活動期間中にチームの異動、あるいは兼任解除、グループ移籍となったメンバー
- ▼：チーム活動期間中に研究生に降格したメンバー
- ※：初代チームS結成前の選抜としての活動時のみ在籍したメンバー
- (L)：チームリーダー
- (V)：チーム副リーダー

| 旧体制 （ - 2013年7月16日）                      | 初代チームS | 初代チームKII | 初代チームE |
| ------------------------------------------------ | --- | --- | --- |
| 旧体制 （ - 2013年7月16日）                      | - 大矢真那 - 小野晴香 ■ - 桑原みずき ■ - 佐藤実絵子 ※▼ - 新海里奈 ▼ - 鈴木きらら ※■ - 高井つき奈 ■ - 高田志織 ■ - 出口陽 - 中西優香 - 平田璃香子 (L) ■ - 松井珠理奈 - 松井玲奈 - 松下唯 ■ - 矢神久美 ■ - 山下もえ ■ - 平松可奈子 ■ - 森紗雪 ▼ - 木下有希子 - 須田亜香里 - 木﨑ゆりあ - 加藤るみ - 鬼頭桃菜 - 菅なな子 - 北原里英 ▲ | - 赤枝里々奈 ■ - 井口栞里 ▼ - 石田安奈 - 市原佑梨 ■ - 内山命 ▼ - 加藤智子 - 鬼頭桃菜 ▼ - 斉藤真木子 ▼ - 佐藤聖羅 - 佐藤実絵子 - 高柳明音 (L) - 古川愛李 - 前田栄子 ▲ - 松本梨奈 - 向田茉夏 - 山田澪花 - 若林倫香 ■ - 小木曽汐莉 ■ - 阿比留李帆 - 後藤理沙子 - 秦佐和子 ■ - 矢方美紀 | - 磯原杏華 - 上野圭澄 ■ - 梅本まどか (L) - 金子栞 - 木本花音 - 小林亜実 - 酒井萌衣 - 柴田阿弥 - 高木由麻奈 - 竹内舞 - 都築里佳 - 中村優花 ■ - 原望奈美 ■ - 間野春香 ■ - 山下ゆかり - 山田恵里伽 ■ - 内山命 - 斉藤真木子 - 古畑奈和 |
| 2013年組閣体制 （2013年7月17日 - 2014年4月24日） | 中西チームS | 高柳チームKII | 松井チームE |
| 2013年組閣体制 （2013年7月17日 - 2014年4月24日） | - 阿比留李帆 - 石田安奈 - 磯原杏華 - 江籠裕奈 - 大矢真那 - 木﨑ゆりあ ▲ - 後藤理沙子 - 斉藤真木子 - 佐藤聖羅 ■ - 都築里佳 - 出口陽 - 中西優香 (L) - 新土居沙也加 ■ - 松井珠理奈 - 向田茉夏 ■ - 矢方美紀 - 松本慈子 | - 内山命 - 大場美奈 - 加藤智子 - 加藤るみ - 小林亜実 - 佐藤実絵子 - 柴田阿弥 - 須田亜香里 - 高木由麻奈 - 高柳明音 (L) - 竹内舞 - 二村春香 - 古川愛李 - 松本梨奈 - 山下ゆかり - 山田みずほ - 荒井優希 - 神門沙樹 - 惣田紗莉渚 - 髙塚夏生 | - 東李苑 - 井口栞里 - 市野成美 - 岩永亞美 - 梅本まどか - 金子栞 - 鬼頭桃菜 - 木下有希子 - 木本花音 - 酒井萌衣 - 菅なな子 ■ - 古畑奈和 - 松井玲奈 (L) - 水埜帆乃香 - 宮前杏実 - 山田澪花 - 小石公美子 - 髙寺沙菜 - 福士奈央 |
| 大組閣体制 （2014年4月25日 - 2024年3月31日）     | 宮澤チームS 矢方チームS 北川チームS 松本チームS | 古川チームKII 大場チームKII 太田チームKII | 須田チームE 佐藤チームE |
| 大組閣体制 （2014年4月25日 - 2024年3月31日）     | - 東李苑 ■ - 大矢真那 ■ - 北川綾巴 (L/第3次) ■ - 後藤理沙子 ■ - 佐藤実絵子 (V/第1次) ■ - 竹内舞 ■ - 田中菜津美 ▲ - 都築里佳 ■ - 中西優香 ■ - 二村春香 ■ - 松井珠理奈 ■ - 松本慈子 (V/第3次→V/第5次→L/第4次) - 宮澤佐江 (L/第1次) ■ - 宮前杏実 ■ - 矢方美紀 (V/第2次→L/第2次) ■ - 山内鈴蘭 ■ - 渡辺美優紀 ▲ - 犬塚あさな (V/第4次) ■ - 野口由芽 ■ - 山田樹奈 ■ - 杉山愛佳 ■ - 野島樺乃 ■ - 一色嶺奈 ■ - 上村亜柚香 (V/第6次) - 町音葉 ■ - 井上瑠夏 - 北川愛乃 - 野村実代 - 岡田美紅 ■ - 坂本真凛 - 仲村和泉 - 石黒友月 - 大谷悠妃 ■ - 青海ひな乃 - 赤堀君江 - 荒野姫楓 - 竹内ななみ ■ - 中坂美祐 - 平野百菜 ■ - 石塚美月 ■ - 鬼頭未来 ■ - 杉山歩南 ■ | - 阿比留李帆 ■ - 荒井優希 (V/第5次) ■ - 石田安奈 ■ - 内山命 (V/第2次) ■ - 江籠裕奈 ■ - 大場美奈 (V/第1次→L/第2次) ■ - 加藤智子 ■ - 北野瑠華 (V/第3次) ■ - 木下有希子 ■ - 神門沙樹 ■ - 惣田紗莉渚 ■ - 高木由麻奈 ■ - 髙塚夏生 ■ - 高柳明音 ■ - 日高優月 ■ - 古川愛李 (L/第1次) ■ - 古畑奈和 ■ - 水埜帆乃香 ■ - 山下ゆかり ■ - 山田菜々 ▲ - 松村香織 ■ - 青木詩織 (V/第4次) ■ - 竹内彩姫 ■ - 小畑優奈 ■ - 白井琴望 ■ - 太田彩夏 (L/第3次) - 水野愛理 ■ - 片岡成美 ■ - 矢作有紀奈 ■ - 大芝りんか ■ - 中野愛理 - 岡本彩夏 ■ - 白井友紀乃 ■ - 入内嶋涼 - 川嶋美晴 ■ - 鈴木愛菜 - 藤本冬香 - 青木莉樺 - 五十嵐早香 ■ - 伊藤実希 - 西井美桜 - 鈴木愛來 ■ | - 磯原杏華 ■ - 市野成美 ■ - 岩永亞美 ■ - 梅本まどか (V/第1次) ■ - 大脇有紗 ■ - 加藤るみ ■ - 木本花音 ■ - 熊崎晴香 - 小石公美子 ■ - 小林亜実 ■ - 斉藤真木子 ■ - 酒井萌衣 ■ - 佐藤すみれ ■ - 柴田阿弥 ■ - 須田亜香里 (L/第1次) ■ - 髙寺沙菜 ■ - 谷真理佳 ■ - 福士奈央 (V/第2次) ■ - 松井玲奈 ■ - 山田澪花 ■ - 井田玲音名 - 鎌田菜月 - 後藤楽々 ■ - 菅原茉椰 - 浅井裕華 - 末永桜花 ■ - 髙畑結希 ■ - 相川暖花 - 佐藤佳穂 (L/第2次) - 倉島杏実 - 白雪希明 ■ - 野々垣美希 ■ - 西満里奈 ■ - 平田詩奈 ■ - 深井ねがい ■ - 池田楓 - 田辺美月 ■ - 石川花音 ■ - 鈴木恋奈 - 澤田奏音 - 林美澪 ■ |
| 2025年組閣体制 （2025年4月1日 - ）               | 相川チームS | 伊藤チームKII | 赤堀チームE |
| 2025年組閣体制 （2025年4月1日 - ）               | - 相川暖花 (L) - 石黒友月 - 伊藤虹々美 - 入内嶋涼 - 熊崎晴香 (V) - 倉島杏実 - 坂本真凛 - 杉本りいな - 鈴木恋奈 - 中野愛理 - 野村実代 - 原優寧 - 山村さくら - 松川みゆ | - 荒野姫楓 - 池田楓 - 伊藤実希 (L) - 井上瑠夏 - 奥野心羽 - 鎌田菜月 (V) - 北川愛乃 - 佐藤佳穂 - 澤田奏音 ■ - 篠原京香 - 菅原茉椰 - 藤本冬香 - 松本慈子 | - 青海ひな乃 - 青木莉樺 (V) - 赤堀君江 (L) - 浅井裕華 - 井田玲音名 - 太田彩夏 - 大村杏 - 上村亜柚香 ■ - 河村優愛 - 鈴木愛菜 - 中坂美祐 - 仲村和泉 - 西井美桜 - 森本くるみ - 長谷川雅 |
| 2025年組閣体制 （2025年4月1日 - ）               | 研究生 | | |
| 2025年組閣体制 （2025年4月1日 - ）               | - 柿元礼愛 ■、倉本羽菜、高村紗弥、南澤恋々 太田愛恵、川村昇子、久保田怜、雲井紗菜、桒原椿、近藤海琴、桜井愛莉咲、 佐々木希美、立花菖、田村真悠、聖遥花、福原心春、宮本倫花、横井志穂 | | |

## 作品

### シングル
1. 強き者よ（2009年）
2. 青空片想い（2010年）
3. ごめんね、SUMMER（2010年）
4. 1!2!3!4! ヨロシク!（2010年）
5. バンザイVenus（2011年）
6. パレオはエメラルド（2011年）
7. オキドキ（2011年）
8. 片想いFinally（2012年）
9. アイシテラブル!（2012年）
10. キスだって左利き（2012年）
11. チョコの奴隷（2013年）
12. 美しい稲妻（2013年）
13. 賛成カワイイ!（2013年）
14. 未来とは?（2014年）
15. 不器用太陽（2014年）
16. 12月のカンガルー（2014年）
17. コケティッシュ渋滞中（2015年）
18. 前のめり（2015年）
19. チキンLINE（2016年）
20. 金の愛、銀の愛（2016年）
21. 意外にマンゴー（2017年）
22. 無意識の色（2018年）
23. いきなりパンチライン（2018年）
24. Stand by you（2018年）
25. FRUSTRATION（2019年）
26. ソーユートコあるよね?（2020年）
27. 恋落ちフラグ（2021年）
28. あの頃の君を見つけた（2021年）
29. 心にFlower（2022年）
30. 絶対インスピレーション（2022年）
31. 好きになっちゃった（2023年）
32. 愛のホログラム（2024年）
33. 告白心拍数（2024年）
34. Tick tack zack（2025年）
35. Karma（2025年）

### アルバム
1. この日のチャイムを忘れない（2012年）
2. 革命の丘（2017年）

## センターポジション
シングル表題曲のセンターポジションは下表のとおり。各シングルメンバーにおけるメンバーについては当該項目を参照（SKE48の楽曲一覧）。
備考欄において、★は初のセンターポジション、■はグループ在籍時最後のシングル表題曲のセンターポジションを示す。
|    | シングル               | センター   | 備考 | 出典 |
| -- | ---------------------- | ---------- | ---- | ---- |
| 1  | 強き者よ               | 松井珠理奈 | ★    |      |
| 2  | 青空片想い             | 松井珠理奈 |      |      |
| 3  | ごめんね、SUMMER       | 松井珠理奈 |      |      |
| 3  | ごめんね、SUMMER       | 松井玲奈   | ★    |      |
| 4  | 1!2!3!4! ヨロシク!     | 松井珠理奈 |      |      |
| 4  | 1!2!3!4! ヨロシク!     | 松井玲奈   |      |      |
| 5  | バンザイVenus          | 松井珠理奈 |      |      |
| 5  | バンザイVenus          | 松井玲奈   |      |      |
| 6  | パレオはエメラルド     | 松井珠理奈 |      |      |
| 7  | オキドキ               | 松井珠理奈 |      |      |
| 8  | 片想いFinally          | 松井玲奈   |      |      |
| 8  | 片想いFinally          | 松井珠理奈 |      |      |
| 9  | アイシテラブル!        |            |      |      |
| 10 | キスだって左利き       | 松井玲奈   |      |      |
| 10 | キスだって左利き       | 松井珠理奈 |      |      |
| 11 | チョコの奴隷           |            |      |      |
| 12 | 美しい稲妻             |            |      |      |
| 12 | 美しい稲妻             | 松井玲奈   |      |      |
| 13 | 賛成カワイイ!          | 松井珠理奈 |      |      |
| 13 | 賛成カワイイ!          | 松井玲奈   |      |      |
| 14 | 未来とは?              | 松井珠理奈 |      |      |
| 15 | 不器用太陽             | 松井珠理奈 |      |      |
| 16 | 12月のカンガルー       | 北川綾巴   | ★◼︎   |      |
| 16 | 12月のカンガルー       | 宮前杏実   | ★◼︎   |      |
| 17 | コケティッシュ渋滞中   | 松井玲奈   |      |      |
| 17 | コケティッシュ渋滞中   | 松井珠理奈 |      |      |
| 18 | 前のめり               | 松井玲奈   | ◼︎    |      |
| 19 | チキンLINE             | 松井珠理奈 |      |      |
| 20 | 金の愛、銀の愛         | 松井珠理奈 |      |      |
| 21 | 意外にマンゴー         | 小畑優奈   | ★    |      |
| 22 | 無意識の色             | 小畑優奈   | ◼︎    |      |
| 23 | いきなりパンチライン   | 松井珠理奈 |      |      |
| 24 | Stand by you           | 松井珠理奈 |      |      |
| 25 | FRUSTRATION            | 古畑奈和   | ★◼︎   |      |
| 26 | ソーユートコあるよね?  | 須田亜香里 | ★◼︎   |      |
| 27 | 恋落ちフラグ           | 松井珠理奈 | ◼︎    |      |
| 28 | あの頃の君を見つけた   | 林美澪     | ★    |      |
| 29 | 心にFlower             | 林美澪     | ◼︎    |      |
| 30 | 絶対インスピレーション | 青海ひな乃 | ★    |      |
| 31 | 好きになっちゃった     | 末永桜花   | ★    |      |
| 32 | 愛のホログラム         | 末永桜花   | ◼︎    |      |
| 33 | 告白心拍数             | 熊崎晴香   | ★    |      |
| 34 | Tick tack zack         | 熊崎晴香   |      |      |
| 35 | Karma                  | 熊崎晴香   |      |      |
| 35 | Karma                  | 佐藤佳穂   | ★    |      |

## 選抜メンバー
SKE48では、AKB48同様グループが大人数であること、通常はそれぞれのチームに分かれて公演を行っていることなどから、シングルをリリースする際、または写真集・雑誌のグラビア写真などには一部のメンバーが選抜され、レコーディング、CDジャケット、ミュージック・ビデオ（「強き者よ」を除く）およびプロモーション活動には選抜メンバーのみが起用される。ただし、テレビ出演の場合は全員が出演、あるいは一部メンバーが入れ替わって出演するなどのケースがある。なお、新しいシングル毎に選抜メンバーは多少の入れ替わりがある。AKB48と違い、シングル表題曲の選抜人数は固定されており、2nd・3rdの7人、15thの20人、16thの22人、17thの21人、18thの19人、19th・24thの17人、20th・25th・26th・28th・29th・30th・31st・32nd・33rdの18人、34thの12人、27thの68人を除く全てのシングルで16人となっている。
さらに、AKB48シングルの選抜メンバーにSKE48のメンバーが選出されることがある。そのメンバーを選出する「選抜総選挙」には第1回から研究生を含めた全メンバーが参加。また「じゃんけん大会」では第2回から予備戦を勝ち抜いたメンバーのみが参加できるようになった。
シングルCD関連の選抜メンバーについてはSKE48の関連作品から、AKB48シングルの選抜メンバーについてはAKB48の関連作品からそれぞれ各シングルCDの記事を参照

### カップリング曲のメンバー
当初はAKB48と同様にシングルのカップリング曲を歌うために、選抜に準じた「アンダーガールズ」が結成されていたが、4thシングル以降はSKE48独自の「白組」「紅組」が結成され、白組はTYPE-Aの、紅組はTYPE-Bのカップリング曲を担当している（9thのみそれぞれTYPE-B、TYPE-Cを担当）。当初は選抜メンバーも「白組」「紅組」に入っていたが、5thからは松井珠理奈と松井玲奈以外の表題曲の選抜メンバーが除かれ、さらに9thから松井珠理奈、10thから松井玲奈がそれぞれ除かれて、10th以降は完全に表題曲の選抜に入らなかったメンバーで構成されている。
選抜と同様にメンバーはその都度選ばれ、人数も一定ではない。各シングルにおけるメンバーについては当該項目を参照。
また、通常盤が3タイプリリースされるようになった6thシングルからは、選抜よりも少人数の8人で構成される「セレクション8」が結成され、8thまではTYPE-C、9thからはTYPE-Aのカップリング曲を担当している。このユニットは1stアルバムでも採用されている。8thシングルまでおよび1stアルバム（対象表題曲は同日発売の10thシングル）ではほとんど表題曲の選抜メンバーから選ばれていたが、9thは「歌唱力選抜」、12thはグラビア企画「出口陽セレクション8」、13thは2013年夏に研究生から昇格した8人のメンバーである。
|       | タイトル                   | アンダーガールズA                           | アンダーガールズB                               | セレクション8                  | チーム                          | 全員                                                        | その他                                          |
| ----- | -------------------------- | ------------------------------------------- | ----------------------------------------------- | ------------------------------ | ------------------------------- | ----------------------------------------------------------- | ----------------------------------------------- |
| 1st   | 強き者よ                   | カップリング曲なし                          | カップリング曲なし                              | カップリング曲なし             | カップリング曲なし              | カップリング曲なし                                          | カップリング曲なし                              |
| 2nd   | 青空片想い                 | -                                           | -                                               | -                              | -                               | -                                                           | チームB.L.T.                                    |
| 3rd   | ごめんね、SUMMER           | ○                                           | ○                                               | -                              | -                               | -                                                           | シアターガールズ                                |
|       | タイトル                   | 紅組                                        | 白組                                            | セレクション8                  | チーム                          | 全員                                                        | その他                                          |
| 4th   | 1!2!3!4! ヨロシク!         | ○                                           | ○                                               | -                              | -                               | ○                                                           | キネクト                                        |
| 5th   | バンザイVenus              | ○                                           | ○                                               | -                              | KII                             | -                                                           | -                                               |
| 6th   | パレオはエメラルド         | ○                                           | ○                                               | ○                              | -                               | ○                                                           | -                                               |
| 7th   | オキドキ                   | ○                                           | ○                                               | ○                              | -                               | ○                                                           | -                                               |
| 8th   | 片想いFinally              | ○                                           | ○                                               | ○                              | -                               | ○                                                           | -                                               |
| 9th   | アイシテラブル!            | ○                                           | ○                                               | ○                              | 研究生                          | -                                                           | -                                               |
| 10th  | キスだって左利き           | ○                                           | ○                                               | -                              | -                               | ○                                                           | 公演頑張った組 （1期生）                        |
| 1stAL | この日のチャイムを忘れない | -                                           | -                                               | ○                              | S・KII・E・研究生               | -                                                           | -                                               |
| 11th  | チョコの奴隷               | ○                                           | ○                                               | -                              | -                               | -                                                           | セブンダンサーズ 14カラット 旅立ち卒業組        |
| 12th  | 美しい稲妻                 | -                                           | -                                               | ○                              | S・KII・E・研究生               | -                                                           | マジカルバンド ボートピア選抜                   |
| 13th  | 賛成カワイイ!              | ○                                           | ○                                               | ○                              | -                               | -                                                           | だ〜す〜&つ〜ま〜 愛知トヨタ選抜 セレクション18 |
|       | タイトル                   | ユニット                                    | カップリング選抜                                | 卒業ソング                     | チーム                          | タイアップ                                                  | その他                                          |
| 14th  | 未来とは?                  | 九龍嬢 （2期生）                            | -                                               | -                              | S・KII・E                       | GALAXY of DREAMS                                            | -                                               |
| 15th  | 不器用太陽                 | セレクション10 だ〜す〜、つ〜ま〜&に〜た〜  | -                                               | -                              | S・KII・E                       | ボートピア選抜                                              |                                                 |
| 16th  | 12月のカンガルー           | -                                           | -                                               | -                              | S・KII・E                       | 愛知トヨタ選抜 フォーカード                                 | -                                               |
| 17th  | コケティッシュ渋滞中       | -                                           | -                                               | 佐藤実絵子、中西優香、古川愛李 | S・KII・E                       | DOCUMENTARY of SKE48 セレクション17 “AKB49〜恋愛禁止条例〜” | -                                               |
| 18th  | 前のめり                   | ドリーミング ガールズ                       | -                                               | 松井玲奈                       | S・KII・E                       | -                                                           | -                                               |
| 19th  | チキンLINE                 | -                                           | -                                               | 宮澤佐江と仲間たち             | S・KII・E                       | Passion For You 選抜                                        | -                                               |
| 20th  | 金の愛、銀の愛             | ランクインガールズ2016 ラブ・クレッシェンド | ネクストポジション やんちゃな天使とやさしい悪魔 | 柴田阿弥と4期生                | -                               | -                                                           |                                                 |
| 21st  | 意外にマンゴー             | -                                           | -                                               | 大矢真那                       | S・KII・E・研究生               | Passion For You選抜                                         | -                                               |
| 22nd  | 無意識の色                 | ラブ・クレッシェンド                        | サクララブレター32 名前呼ばれ隊 コサンガー7     | -                              | -                               | 愛知トヨタ選抜 サガミチェーン選抜                           | -                                               |
| 23rd  | いきなりパンチライン       | B・ラヴィエール                             | -                                               | -                              | S・KII・E・研究生&ドラフト3期生 | Passion For You選抜                                         | -                                               |
| 24th  | Stand by you               | -                                           | -                                               | 松村香織                       | S・KII・E・研究生               | 愛知トヨタ選抜                                              | -                                               |
| 25th  | FRUSTRATION                | カミングフレーバー                          | 紅組 白組                                       | -                              | 研究生                          | Passion For You選抜                                         | 野島樺乃                                        |
| 26th  | ソーユートコあるよね?      | カミングフレーバー                          | ジュエルボックス ハイウェイガールズ             | 高柳明音                       | （10期生）                      | -                                                           | 松井珠理奈                                      |
| 27th  | 恋落ちフラグ               | カミングフレーバー                          | Black Pearl                                     | 松井珠理奈                     | -                               | Passion For You選抜                                         | -                                               |
| 28th  | あの頃の君を見つけた       | プリマステラ                                | -                                               | -                              | -                               | 世界の山ちゃんの応援ソング                                  | 江籠裕奈                                        |
| 29th  | 心にFlower                 | プリマステラ                                | -                                               | 大場美奈                       | -                               | FC岐阜選抜メンバー                                          | -                                               |
| 30th  | 絶対インスピレーション     | -                                           | -                                               | 須田亜香里                     | -                               | -                                                           | 林美澪                                          |
| 31st  | 好きになっちゃった         | -                                           | -                                               | -                              | S・KII・E・研究生               | -                                                           | -                                               |
| 32nd  | 愛のホログラム             | -                                           | -                                               | -                              | S・KII・E・研究生               | -                                                           | -                                               |
| 33rd  | 告白心拍数                 | SKE48 ミミフィーユ                          | -                                               | -                              | S・KII・E                       | -                                                           | -                                               |
| 34th  | Tick tack zack             | SKE48 ミミフィーユ                          | -                                               | -                              | S・KII・E                       | -                                                           | -                                               |
| 35th  | Karma                      | -                                           | -                                               | -                              | S・KII・E                       | -                                                           | -                                               |

## 派生ユニット
メンバーに関しては結成時の者を記載している。
| ユニット名                   | メンバー                                                                                   | 備考                            |
| ---------------------------- | ------------------------------------------------------------------------------------------ | ------------------------------- |
| ラブ・クレッシェンド         | 小畑優奈、江籠裕奈、北川綾巴、熊崎晴香、後藤楽々、菅原茉椰、松井珠理奈                     | 2015年10月5日に結成を発表       |
| キャラメルキャッツ           | 大場美奈、木本花音、佐藤すみれ、惣田紗莉渚、二村春香                                       | 2015年10月5日に結成を発表       |
| トランジットガールズ         | 梅本まどか、大矢真那、柴田阿弥、須田亜香里、高柳明音、宮澤佐江                             | 2015年10月5日に結成を発表       |
| フルマリオン                 | 東李苑、古畑奈和                                                                           | 2015年10月5日に結成を発表       |
| デッドストックダイヤモンド   | 斉藤真木子、谷真理佳、松村香織、山内鈴蘭                                                   | 2015年10月5日に結成を発表       |
| カミングフレーバー           | 野村実代、大谷悠妃、中野愛理、西満里奈、平田詩奈、青海ひな乃、赤堀君江、鈴木愛菜、田辺美月 | 2019年7月24日結成               |
| プリマステラ                 | 坂本真凛、末永桜花、浅井裕華、上村亜柚香、水野愛理、岡本彩夏                               | 2021年7月30日結成（名称発表日） |
| 空の青さに理由（わけ）はない | 青木莉樺、水野愛理                                                                         | 2023年5月26日結成（名称発表日） |
| SKE48 ミミフィーユ           | 倉島杏実、中坂美祐、大村杏、森本くるみ、篠原京香、山村さくら、杉本りいな                   | 2024年7月20日結成（名称発表日） |

### 期間限定ユニット・企画ユニット
実質活動休止のユニットも含む。所属は結成当時。
| ユニット名                    | メンバー | 備考 |
| ----------------------------- | --- | --- |
| ケロロガールズ                | 松下唯、矢神久美、向田茉夏 | 映画『超劇場版ケロロ軍曹 誕生!究極ケロロ 奇跡の時空島であります!!』出演。応援及びPR活動も行う。                                                           |
| ゼブラ天使 キュインキュイ〜ン | 高田志織、小野晴香、出口陽、平田璃香子、古川愛李 | KYORAKUマスコットユニット。応援及びPR活動を行う。前者3名はゼブラ戦隊としても活動していた。                                                                |
| キネクト                      | 松井珠理奈、松井玲奈 | 「1!2!3!4! ヨロシク!」のカップリング「TWO ROSES」を歌う。（CMテーマソング）Xbox 360のゲームシステム「Kinect」のCMに出演。                                 |
| チームZ                       | 平松可奈子、松井玲奈、高柳明音 （以下AKB48）倉持明日香、高城亜樹、松原夏海、秋元才加、大島優子、宮澤佐江、米沢瑠美、北原里英、佐藤亜美菜、佐藤夏希 （以下SDN48）穐田和恵、大堀恵、佐藤由加理                  | パチンコ『CRびっくりぱちんこ銭形平次withチームZ』テーマソング「恋のお縄」を歌うAKB48姉妹ユニット混成型ユニット。                                          |
| スケバンGirls                 | 松井玲奈 （以下AKB48）大島優子、河西智美 | パチンコ「CRびっくりぱちんこスケバン刑事」のスペシャルユニット                                                                                            |
| NO NAME                       | 矢神久美、秦佐和子 （以下AKB48）仲谷明香、石田晴香、佐藤亜美菜、佐藤すみれ、渡辺麻友、岩田華怜 （NMB48）三田麻央                                                                                              | アニメ「AKB0048」の声優選抜によるユニット。 |
| ゼブラエンジェル              | 桑原みずき、高田志織、出口陽、佐藤聖羅、古川愛李、梅本まどか、小林亜実、鬼頭桃菜 | KYORAKUマスコットユニット。「ゼブラ天使 キュインキュイ〜ン」から改名。                                                                                    |
| チームサプライズ              | 松井玲奈 （以下AKB48）小嶋陽菜、指原莉乃、篠田麻里子、高城亜樹、高橋みなみ、前田敦子、板野友美、大島優子、峯岸みなみ、宮澤佐江、横山由依、柏木由紀、北原里英、渡辺麻友、島崎遥香                              | パチンコ『CRぱちんこAKB48』内で行われる「重力シンパシー公演」のために結成された特別チーム。                                                               |
| マジカルラジオバンド          | 小木曽汐莉、木﨑ゆりあ、北原里英、木本花音、高柳明音、秦佐和子、松井珠理奈、松井玲奈、矢神久美 | 日本テレビ「SKE48のマジカル・ラジオ3」の番組内で結成。 |
| SKE48ボートピア選抜           | 大矢真那、須田亜香里、松井玲奈、高柳明音、古川愛李、矢方美紀 | 2013年度ボートピア名古屋イメージキャラクター。前述メンバーに松村香織を加えボートピア名古屋のCM出演、イベント出演のほか「青春の水しぶき」を歌う。          |
| てんとうむChu!                | 北川綾巴 （以下AKB48）岡田奈々、小嶋真子、西野未姫、 （NMB48）渋谷凪咲 （以下HKT48）朝長美桜、田島芽瑠 | 『AKB48・2013真夏のドームツアー』札幌ドーム公演において結成された48グループ研究生7人によるユニット。新曲「君だけにChu!Chu!Chu!」を歌う。                  |
| GALAXY of DREAMS              | 木﨑ゆりあ、松井珠理奈、柴田阿弥、須田亜香里、高柳明音、古川愛李、木本花音、古畑奈和、松井玲奈、北川綾巴 | スマートフォン「GALAXY」とのコラボ企画のために結成されたユニット。                                                                                        |
| 第2期SKE48ボートピア選抜      | 大場美奈、高柳明音、古川愛李、柴田阿弥、須田亜香里、松井玲奈 | 2014年度ボートピア名古屋イメージキャラクター。前述メンバーに佐藤すみれ・松村香織を加えボートピア名古屋のCM出演、イベント出演のほか「Coming soon」を歌う。 |
| 新チームサプライズ            | 渡辺美優紀、須田亜香里、松井玲奈 （以下AKB48）入山杏奈、川栄李奈、小嶋陽菜、島崎遥香、高橋みなみ、北原里英、横山由依、柏木由紀、渡辺麻友、木﨑ゆりあ、峯岸みなみ （NMB48）山本彩 （HKT48）指原莉乃            | TVCMラブラドール・レトリバー(Team SURPRISE ver.)を歌う。                                                                                                  |
| ゼブラエンジェル2014          | 竹内舞、矢方美紀、古川愛李、山下ゆかり、梅本まどか、小林亜実、斉藤真木子、山内鈴蘭、辻のぞみ | KYORAKUマスコットユニット。山内・辻は2015年に加入。「旅打ちエンジェル!ゼブラのぱちんこ珍道中」に出演。                                                    |
| チームサプライズ2014          | 渡辺美優紀、松井玲奈 （以下AKB48）小嶋陽菜、島崎遥香、高橋みなみ、北原里英、横山由依、柏木由紀、高城亜樹、渡辺麻友、峯岸みなみ （NMB48）山本彩 （HKT48）指原莉乃 （以下卒業生）板野友美、大島優子、篠田麻里子 | パチンコ『CRぱちんこAKB48 バラの儀式』内で行われる「バラの儀式公演」のために結成された特別チーム。                                                        |
| ゼブラエンジェル2016          | 竹内舞、矢方美紀、斉藤真木子、山内鈴蘭、石田安奈、須田亜香里、谷真理佳 | KYORAKUマスコットユニット。石田・須田・谷は2016年に加入。「SKE48・ゼブラエンジェルのぱちばん!!」に出演。                                                  |
| 虫かご                        | 小畑優奈、後藤楽々 （以下AKB48）込山榛香、後藤萌咲、坂口渚沙、福岡聖菜 （以下NMB48）植村梓、薮下柊 （以下HKT48）荒巻美咲、今村麻莉愛 （以下NGT48）小熊倫実、高倉萌香                                          | 48グループから選出された12人からなるユニット。新曲「さっきまではアイスティー」を歌う。                                                                    |
| ゼブラエンジェル2017          | 山内鈴蘭、大場美奈、木本花音、斉藤真木子、須田亜香里、谷真理佳、佐藤佳穂 | KYORAKUマスコットユニット。大場・木本・佐藤佳は2017年6月に加入。「SKE48・ゼブラエンジェルのぱちばん!!」に出演。                                           |
| B・ラヴィエール               | 岡田美紅、都築里佳、山内鈴蘭、山田樹奈、青木詩織、荒井優希、内山命、高木由麻奈、松村香織、矢作有紀奈、斉藤真木子、髙畑結希、谷真理佳                                                                          | 「いきなりパンチライン」カップリング曲「大人の世界」を歌唱                                                                                                |

| エントリーしたユニット | エントリーしたユニット            | エントリーしたユニット                   | エントリーしたユニット           |
| No.                    | ユニット名                        | セイサクテーマ                           | メンバー                         |
| ---------------------- | --------------------------------- | ---------------------------------------- | -------------------------------- |
| 1                      | Team 狼とプライド                 | 小悪魔とプライド                         | 加藤るみ、木﨑ゆりあ、矢神久美   |
| 2                      | Team 万華鏡                       | キラキラgirl                             | 小野晴香、平田璃香子             |
| 3                      | Team ざ・まついれな               | PARIS Color                              | 松井玲奈                         |
| 4                      | Team ざ・まついじゅりな           | ハードロック                             | 松井珠理奈                       |
| 5                      | Team 思い出以上                   | おしゃれ                                 | 木下有希子、平松可奈子           |
| 6                      | Team ウィンブルドンへ連れて行って | これを履いてウィンブルドンへ連れて行って | 高柳明音、若林倫香               |
| 7                      | Team チョコの行方                 | チョコのように甘いくつ                   | 大矢真那、小木曽汐莉             |
| 8                      | Team 女の子の第六感               | 靴も私たちも長く愛されますように。       | 桑原みずき、須田亜香里、高田志織 |
| 9                      | Team 歴女                         | 新撰組                                   | 平松可奈子、古川愛李             |
| 10                     | Team Glory days                   | ギャップ!!                               | 石田安奈、向田茉夏、山田恵里伽   |
| 11                     | Team KII                          | Simple is Best! CoolなKIIシューズ☆       | 高柳明音、向田茉夏               |
| 12                     | Team S                            | 輝け                                     | 松井珠理奈、松井玲奈             |

## タイアップ
| 楽曲                       | タイアップ | 収録作品 |
| -------------------------- | --- | --- |
| 強き者よ                   | テレビ東京 アニメ『真マジンガー 衝撃! Z編 on television』エンディング・テーマ テレビ東京『アニソンぷらす』8月度テーマソング 第90回全国高校ラグビー大会入場行進曲                                                         | 1stシングル「強き者よ」 |
| 青空片想い                 | TBSテレビ『笑撃!ワンフレーズ』3月・4月度エンディング・テーマ | 2ndシングル「青空片想い」 |
| バンジー宣言               | フジテレビ『クイズ!ヘキサゴンII』「みんなで跳ぼう! 縄跳びクイズ!」使用曲 | 2ndシングル「青空片想い」 |
| ごめんね、SUMMER           | TBSテレビ『ウンナンのラフな感じで。』6月・7月度エンディング・テーマ | 3rdシングル「ごめんね、SUMMER」 |
| 1!2!3!4! ヨロシク!         | CM：日本マイクロソフト『Kinect』 東海テレビ ドラマ『モウソウ刑事!』主題歌 CM：アジアル びっくりドンキー「SKE48篇」 | 4thシングル「1!2!3!4! ヨロシク!」 |
| TWO ROSES                  | Microsoft『Kinect』タイアップソング | 4thシングル「1!2!3!4! ヨロシク!」 |
| バンザイVenus              | CM：日本ケンタッキー・フライド・チキン ピザハット『SKE48×ピザハット』「ハットバリュー新登場!」篇 CM：モビリティランド「鈴鹿に一番のり!篇」 CM：ジーフット ASBee                                                          | 5thシングル「バンザイVenus」 |
| 愛の数                     | CBCテレビプロ野球中継『燃えよドラゴンズ2011』テーマソング CBCテレビ『サンデードラゴンズ』テーマソング CBCラジオプロ野球中継『CBCドラゴンズナイター』テーマソング                                                         | 5thシングル「バンザイVenus」 |
| パレオはエメラルド         | テレビ朝日『お願い!ランキング』7月度エンディング・テーマ CM：ジーフット ASBee『ASBee×SKE48』「SUMMER SALE篇」 | 6thシングル「パレオはエメラルド」 |
| 初恋の踏切                 | BeeTV ドラマ『オシャレに恋したシンデレラ〜おかりえが夢を叶えるまで〜』主題歌 | 7thシングル「オキドキ」 |
| 歌おうよ、僕たちの校歌     | 映画：『ギャルバサラ -戦国時代は圏外です-』主題歌 | 7thシングル「オキドキ」 |
| 片想いFinally              | TBSテレビ『ツボ娘』2月度エンディング・テーマ | 8thシングル「片想いFinally」 |
| ウイニングボール           | CBCテレビプロ野球中継『燃えよドラゴンズ2012』テーマソング CBCテレビ『サンデードラゴンズ』テーマソング CBCラジオプロ野球中継『CBCドラゴンズナイター』テーマソング                                                         | 公演アルバム『ラムネの飲み方』 |
| チョコの奴隷               | TBSテレビ『ツボ娘』2013年1月度エンディング・テーマ CBCテレビプロ野球中継『燃えよドラゴンズ2013』テーマソング CBCテレビ『サンデードラゴンズ』テーマソング CBCラジオプロ野球中継『CBCドラゴンズナイター』テーマソング      | 11thシングル「チョコの奴隷」 |
| 美しい稲妻                 | CM：GMOクリック証券『競泳日本代表応援CM(2013)』男子篇・女子篇 | 12thシングル「美しい稲妻」 |
| 青春の水しぶき             | CM：日本モーターボート競走会 ボートピア名古屋「疾走篇」 | 12thシングル「美しい稲妻」 |
| 賛成カワイイ!              | CM：アイア『SKE48 Passion For You』 | 13thシングル「賛成カワイイ!」 |
| ここで一発                 | CM：壱番屋「SKE48×カレーハウスCoCo壱番屋 推しトッピン具対決!!」 | 13thシングル「賛成カワイイ!」 |
| 道は なぜ続くのか?         | CM：愛知トヨタ自動車『愛知トヨタ×SKE48 でぃすかば愛知!』 | 13thシングル「賛成カワイイ!」 |
| ずっとずっと先の今日       | CM：教育企画「名進研」『夢に向かって走り出せ』 | 13thシングル「賛成カワイイ!」 |
| Escape                     | CM：リラィアブル コーチャンフォー | AKB48 34thシングル「鈴懸の木の道で 「君の微笑みを夢に見る」と言ってしまったら 僕たちの関係はどう変わってしまうのか、 僕なりに何日か考えた上での やや気恥ずかしい結論のようなもの」 |
| 未来とは?                  | CM：GMOインターネット『お名前.com』SKE48.nagoya篇 CM：ジーフット ASBee『ASBee×SKE48』「モテキュン!マッドフット」「ネオビッグタン モテコーデ!」「通快クールビズシューズ」「デッキシューズでデッキル男子!」 CM：famima.com | 14thシングル「未来とは?」 |
| Mayflower                  | CBCテレビプロ野球中継『燃えよドラゴンズ2014』テーマソング CBCラジオプロ野球中継『CBCドラゴンズナイター』テーマソング | 14thシングル「未来とは?」 |
| GALAXY of DREAMS           | CM：サムスン電子ジャパン「My First GALAXY」 | 14thシングル「未来とは?」 |
| 待ち合わせたい             | CM：ハウステンボス「チューリップ祭」 | 14thシングル「未来とは?」 |
| 不器用太陽                 | 日本テレビ『SKE48 エビショー!』テーマソング CM：第一興商「SKE48 7期生オーディション」 | 15thシングル「不器用太陽」 |
| 放課後レース               | CM：長島観光開発 ナガシマスパーランド「ナガシマジャンボ海水プール 2014年 ブーメランツイスト・フリーフォール・サーフヒル編」                                                                                              | 15thシングル「不器用太陽」 |
| Coming soon                | CM：日本モーターボート競走会 ボートピア名古屋「おいでよ・春篇」 | 15thシングル「不器用太陽」 |
| 友達のままで               | CM：三重県信用農業協同組合連合会 JAバンクサマーキャンペーン2014「ちょきんぎょランチコンテナ」篇 | 15thシングル「不器用太陽」 |
| バナナ革命                 | CM：ジーフット ASBee『ASBee×SKE48』「SKE48はMADFOOT!推し!」「インヒールボアブーツ」 | 15thシングル「不器用太陽」 |
| 恋よりもDream              | CM：壱番屋「SKE48×カレーハウスCoCo壱番屋 推しトッピン具対決!!2014」 | 15thシングル「不器用太陽」 |
| 12月のカンガルー           | CM：アイア『SKE48 Passion For You』 CM：リラィアブル コーチャンフォー「北海道編」「若葉台店編」 | 16thシングル「12月のカンガルー」 |
| 消せない炎                 | CM：ナガシマリゾート「なばなの里 ウインターイルミネーション」 | 16thシングル「12月のカンガルー」 |
| I love AICHI               | CM：愛知トヨタ自動車『愛知トヨタ×SKE48 でぃすかば愛知!』「2014 FUN!FUN!FUN!カーライフ篇」「2014 ドライブへ出かけよう♪篇」                                                                                                | 16thシングル「12月のカンガルー」 |
| DA DA マシンガン           | 日本テレビ『SKE48 エビカルチョ!』テーマソング CM：ジーフット ASBee『ASBee×SKE48』「Coleman スノーブーツ」 | 16thシングル「12月のカンガルー」 |
| 青春カレーライス           | CM：壱番屋「SKE48×カレーハウスCoCo壱番屋 第2弾『うちココ!』キャンペーン」「SKE48×カレーハウスCoCo壱番屋 推しトッピン具対決!!FINAL」                                                                                      | 16thシングル「12月のカンガルー」 |
| 愛のルール                 | CM：丸美屋『こだわり食感ふりかけ』「こだわり食感ヒーローショー」篇 | 16thシングル「12月のカンガルー」 |
| コケティッシュ渋滞中       | CM：ジーフット ASBee『SKE48×ASBee』「Meet you MADFOOT!」「夏男子!サマーシューズ」「アスビーバーゲン」 CM：ディ･エー･アイ 豚旨(とんこく) うま屋ラーメン「私の元気の源」篇                                                 | 17thシングル「コケティッシュ渋滞中」 |
| 僕は知っている             | 映画：『アイドルの涙 DOCUMENTARY of SKE48』主題歌 CBCテレビプロ野球中継『燃えよドラゴンズ2015』テーマソング CBCラジオプロ野球中継『CBCドラゴンズナイター』テーマソング                                                   | 17thシングル「コケティッシュ渋滞中」 |
| 前のめり                   | CM：長島観光開発 ナガシマスパーランド「ナガシマジャンボ海水プール」 CM：リラィアブル『コーチャンフォー』 CM：ジーフット ASBee『SKE48×ASBee』「ひと足ちがう、秋のマッドフット」                                           | 18thシングル「前のめり」 |
| コップの中の木漏れ日       | CM：ジーフット ASBee『SKE48×ASBee』「コールマンスノーブーツ」 CM：壱番屋「SKE48×カレーハウスCoCo壱番屋 3周年感謝のプレゼントキャンペーン」                                                                               | 1stユニットシングル / ラブ・クレッシェンド 1stシングル 「コップの中の木漏れ日」 |
| あの先の未来まで           | CM：エイチ・アイ・エス「H.I.S.クルーズ」 | 1stユニットシングル / ラブ・クレッシェンド 1stシングル 「コップの中の木漏れ日」 |
| お楽しみは明日から         | CM：愛知トヨタ自動車『愛知トヨタ×SKE48 FUN!FUN!FUN!カーライフ』「安心のかたち」篇「変身」篇「東李苑の免許取得への道」篇                                                                                                  | 1stユニットシングル / ラブ・クレッシェンド 1stシングル 「コップの中の木漏れ日」 |
| チキンLINE                 | 映画：『映画「プリパラ み〜んなのあこがれ♪レッツゴー☆プリパリ」』主題歌 CM：エスカ『ESCA』 | 19thシングル「チキンLINE」 |
| 望遠鏡のない天文台         | CM：アイア『SKE48 Passion For You』 | 19thシングル「チキンLINE」 |
| 金の愛、銀の愛             | TBSテレビ テッペン! 水ドラ!!『死幣-DEATH CASH-』主題歌 CM：リラィアブル『コーチャンフォー』 | 20thシングル「金の愛、銀の愛」 |
| ホライズン                 | CM：愛知トヨタ自動車『愛知トヨタ×SKE48 FUN!FUN!FUN!カーライフ』「私のFUNカーライフ!」篇「私のFUNカーライフ!躍動感」篇「私のFUNカーライフ!寝言」篇                                                                        | 2ndアルバム『革命の丘』 |
| パーティーには行きたくない | CM：アイア「COCODEAL × SKE48 大矢真那」「RD × SKE48 後藤理沙子」 | 21stシングル「意外にマンゴー」 |
| 奇跡の流星群               | CM：アイア『SKE48 Passion For You』 | 21stシングル「意外にマンゴー」 |
| 円を描く                   | CM：アイア「RENAI KEIKAKU × SKE48 荒井優希」 | 21stシングル「意外にマンゴー」 |
| オレトク                   | CM：アイア「Stola. × SKE48 菅原茉椰」 | 21stシングル「意外にマンゴー」 |
| 無意識の色                 | CM：ラグーナテンボス「SKE48 360°3DシアターがラグナシアにOPEN!」 | 22ndシングル「無意識の色」 |
| We're Growing Up           | CM：愛知トヨタ自動車『愛知トヨタ×SKE48 FUN!FUN!FUN!カーライフ』「続・マジカーエンジニア」篇・「セール開催中・変装中」篇・「驚きの大きさ」篇                                                                              | 22ndシングル「無意識の色」 |
| 夜明けのコヨーテ           | CM：サガミチェーン「あなたは塩派?タレ派? サガミ×SKE48 手羽先対決キャンペーン」 | 22ndシングル「無意識の色」 |
| いきなりパンチライン       | CM：ラグーナテンボス「SKE48 プール篇」「SKE48 ナイトプール篇」「ファミリー篇」 CM：イオンクレジットサービス「SKE48 10周年記念 イオンカード（SKE48）、デビュー」                                                          | 23rdシングル「いきなりパンチライン」 |
| Parting shot               | CM：ディ・エー・アイ 豚旨うま屋ラーメン | 23rdシングル「いきなりパンチライン」 |
| 花の香りのシンフォニー     | CM：アイア『SKE48 Passion For You』ビュッフェ篇・パーティ篇 | 23rdシングル「いきなりパンチライン」 |
| 君はラムネ                 | CM：サガミチェーン「サガミ48th×SKE48 10thキャンペーン」 | 23rdシングル「いきなりパンチライン」 |
| Stand by you               | CM：ラグーナテンボス CM：サガミレストランツ CM：イオンクレジットサービス「イオンカード（SKE48）」 | 24thシングル「Stand by you」 |
| 地元民たちよ               | CM：愛知トヨタ自動車「卒業は、次へのスタート」篇 | 24thシングル「Stand by you」 |
| FRUSTRATION                | 日本テレビ『凄技!仮スマ動画』テーマソング | 25thシングル「FRUSTRATION」 |
| せ〜ので言おうぜ！         | CM：サガミレストランツ 和食麺処サガミ | 25thシングル「FRUSTRATION」 |
| ゲームしませんか?          | CM：アイア『SKE48 Passion For You』 | 25thシングル「FRUSTRATION」 |
| 恋の根拠                   | 中日本高速道路 / 中日本エクシス タイアップソング | 26thシングル「ソーユートコあるよね?」 |
| 好きになっちゃった         | テレビ埼玉『マチコミ』8月度エンディングテーマ | 31stシングル「好きになっちゃった」 |
| Tick tack zack             | 日本テレビ『バズリズム02』2025年3月オープニングテーマ | 34thシングル「Tick tack zack」 |

## 公演

### 劇場公演

#### SKE48劇場
2012年8月までは旧SUNSHINE STUDIO、2012年12月以降はSKE48劇場がオープンし公演を行っている。2012年4月時点で、人気のある公演ではチケットの倍率が50倍程度に達している。
初代のチーム体制での公演は、初期はAKB48のチームKやBと同様、既存のAKB48の公演を用いた「お下がり」公演を行った後適宜「オリジナル」公演に移行する形だった。チームS（初代）は初公演から半年でオリジナル公演を開始している。これに対し、チームKII（初代）は初公演から2年3か月経過後の開始となった ほか、チームE（初代）は初公演から2年半のチーム体制の間1度もオリジナル公演が行われなかった。チームS（初代）の「制服の芽」公演はAKB48グループでは最長の3年9か月間にわたる長期公演となった。公演長期化や新公演の遅れはAKB48グループに共通する傾向で、2010年ごろから現れており、背景として、グループ内で姉妹グループ・派生ユニット・ソロなどの提供楽曲数が急増して秋元康ら制作陣が繁忙となったことが挙げられている。
2013年7月からのチーム体制での公演は、最初の公演については、既存のAKB48グループ全公演からメンバーやスタッフが各チーム3公演に絞りこんだ後、ファンの投票で決定したものを行っている。同年8月23日に開催された「AKB48・2013真夏のドームツアー〜まだまだ、やらなきゃいけないことがある〜」にて次の新公演の初日が発表されており、チームSが2013年11月30日、チームEが2014年5月28日、チームKIIが2014年6月25日から開始する予定 となっていた。しかし、制作上の遅れから各チーム公演の初日が延期されており、新たにチームSは2014年2月27日開始予定、KIIとEに関しては日程調整のため開始日未定 となったが、大組閣祭り開催のためチームSの新公演は2度目の延期が発表された。その後、各チームとも既存の楽曲によるセットリストの公演が行われており、オリジナル楽曲による新公演は長らく未開催であったが、チームSは2022年5月28日より、チームKIIは同年12月11日より、チームEは2023年7月15日よりオリジナル楽曲による新公演が開始されている。
チームS
- チームS（初代）

1. PARTYが始まるよ：2008年10月5日 - 2009年2月8日（34公演）
2. 手をつなぎながら：2009年2月14日 - 10月16日（97公演）
3. 制服の芽：2009年10月25日 - 2013年7月10日（244公演）

- チームS（中西）

1.  RESET：2013年7月23日 - 2014年4月21日（48公演）

- チームS（宮澤→矢方→北川→松本）

1.  制服の芽：2014年4月25日 - 2016年6月7日（135公演）
2. 重ねた足跡：2016年6月14日 - 2022年5月7日
3. 愛を君に、愛を僕に：2022年5月28日 - 2025年4月6日

- チームS（相川）

1.  僕の太陽：2025年4月16日 -

チームKII
- チームKII（初代）

1. 会いたかった：2009年6月13日 - 11月29日（61公演）
  - リバイバル公演：2011年2月13日（1公演）

2. 手をつなぎながら：2009年12月6日 - 2010年9月22日（84公演）
  - リバイバル公演：2011年4月5日 - 9月1日（23公演）

3. ラムネの飲み方：2011年10月1日 - 2013年7月12日（115公演）

- チームKII（高柳）

1. シアターの女神：2013年7月25日 - 2014年4月18日（47公演）

- チームKII（古川→大場→太田）

1.  ラムネの飲み方：2014年4月30日 - 2016年5月24日（176公演）
2. 0start：2016年6月3日 - 2018年6月24日
3. 最終ベルが鳴る：2018年6月30日 - 2022年11月26日
4. 時間がない：2022年12月11日 - 2025年4月5日（103公演）

- チームKII（伊藤実）

1. シアターの女神：2025年4月11日 -

チームE
- チームE（初代）

1. パジャマドライブ：2011年1月16日 - 2012年3月28日（78公演）
2. 逆上がり：2012年5月14日 - 2013年7月11日（84公演）

- チームE（松井）

1.  僕の太陽：2013年7月24日 - 2014年4月22日（46公演）

- チームE（須田→佐藤）

1.  手をつなぎながら：2014年5月2日 - 2016年9月1日（184公演）
2. SKEフェスティバル：2016年9月9日 - 2023年6月25日（344公演）
3. 声出して行こーぜ!!!：2023年7月15日 - 2025年3月29日（77公演）

- チームE（赤堀）

1.  RESET：2025年4月18日  -

正規メンバー公演
1. SKE48「青春ガールズ」公演：2018年3月2日 - 2019年10月26日
2. SKE48 「手をつなぎながら」公演：2019年7月9日 - 2025年5月30日

全メンバー共通の公演
- 「制服の芽」：2025年6月1日 -

研究生
1. PARTYが始まるよ：2010年2月16日 - 2012年8月12日、2015年7月6日 - 2017年4月8日
2. 会いたかった：2012年2月27日 - 2013年12月23日
3. 制服の芽：2014年1月5日 - 4月19日
4. SKE48 アップカミング公演
  - 〜夏〜：2014年6月29日 - 9月22日（7公演）
  - 〜秋〜：2014年10月24日 - 12月15日（4公演）
  - 〜冬〜：2015年1月27日 - 4月28日（9公演）

5.  青春ガールズ：2017年4月14日 - 2018年2月27日、2019年11月2日 - 2021年4月19日
6. We're Growing Up：2021年2月27日 - 2023年2月19日
7. We're Growing Up 2nd：2023年2月26日 - 12月16日
8. 制服の芽：2024年1月28日 - 2025年5月24日
9. 可能性こそが未来：2025年6月15日 -

#### 2021年年末特別公演
- ユニット曲特別公演：2021年11月26日 - 12月8日[472][473]。
  - チーム青木詩織「僕らのくじ引きヴィクトリー」：2021年12月8日[473]
  - チーム北野瑠華「シークレットトレイン」：2021年12月2日[473]
  - チーム日高優月「すいーとむーん」：2021年12月4日[473]
  - チーム井田玲音名「3年I組井田先生〜！」：2021年11月29日[473]
  - チーム鎌田菜月「すてきなわたしたち」：2021年11月26日[473]
  - チーム熊崎晴香「にぎやかポケット」：2021年12月6日[473]

#### 2024年シャッフル公演
- チームKII「愛を君に、愛を僕に」公演：2024年12月17日[474]
- チームE「時間がない」公演：2024年12月18日[474]
- チームS「声出していこーぜ!!!」公演：2024年12月19日[474]
- チームE「愛を君に、愛を僕に」公演：2024年12月20日[474]
- チームS「時間がない」公演：2024年12月21日[474]
- チームKII「声出していこーぜ!!!」公演：2024年12月22日[474]

#### 出張公演
AKB48劇場（東京都千代田区）
- SKE48「PARTYが始まるよ」（2008年11月22日・12月19日）
- TeamS 「手をつなぎながら」（2009年6月6日・7日）
- TeamKII「手をつなぎながら」（2010年6月8日）
- TeamKII「ラムネの飲み方」（2012年2月7日・8日）
- TeamE「逆上がり」（2012年9月23日）
- TeamS「制服の芽」（2012年9月27日）
- TeamKII「ラムネの飲み方」（2012年9月28日）
- AKB48 研究生公演「パジャマドライブ」へのサプライズ出演（2013年5月12日）
- TeamS「RESET」（2013年12月21日）
- TeamS「制服の芽」（2014年6月14日）
- SKE48 研究生「PARTYが始まるよ」（2015年9月3日）

NMB48劇場（大阪市中央区）
- TeamS「制服の芽」（2012年2月15日）
- TeamKII「ラムネの飲み方」（2012年2月16日）
- SKE48 研究生「会いたかった」（2012年8月5日）
- TeamE「逆上がり」（2012年9月29日）

HKT48劇場（福岡市中央区）
- TeamS「手をつなぎながら」（2012年2月21日）
- TeamS「制服の芽」（2012年2月22日）
- SKE48 研究生「会いたかった」（2012年8月4日）
- HKT48 TeamH「手をつなぎながら」公演へのサプライズ出演（2012年9月4日 - 28日）

東京 Shibuya DUO MUSIC EXCHANGE（東京都渋谷区）
- TeamS「制服の芽」（2010年4月12日・7月17日）

大阪 HEP HALL（大阪市北区）
- TeamS「制服の芽」（2010年5月21日）

大阪 BIG CAT（大阪市中央区）
- TeamKII「手をつなぎながら」（2010年8月16日）
- TeamS「制服の芽」（2010年8月17日）

福岡 イムズホール（福岡市中央区）
- TeamS「制服の芽」（2010年9月24日）

名古屋 ダイアモンドホール（名古屋市中区）
- TeamE「逆上がり」（2012年10月22日）
- TeamS「制服の芽」（2012年10月23日）
- TeamKII「ラムネの飲み方」（2012年10月24日）
- SKE48 研究生「会いたかった」（2012年10月25日）

東京 TOKYO DOME CITY HALL（東京都文京区）
- 「見逃した君たちへ」〜AKB48グループ全公演〜（2011年5月24日 - 6月12日）

1. A2nd「会いたかった」公演（5月28日）
2. B3rd「パジャマドライブ」公演（5月29日）
3. S2nd「手をつなぎながら」公演（6月10日）
4. S3rd「制服の芽」公演（6月11日）
  - ※中西はA4th「ただいま恋愛中」公演（6月2日）にも出演。

- 「見逃した君たちへ2」〜AKB48グループ全公演〜（2012年5月3日 - 5月24日）

1. A2nd「会いたかった」公演（5月10日） - チームKII
2. KII 3rd「ラムネの飲み方」公演（5月11日） - チームKII
3. S2nd「手をつなぎながら」公演（5月21日） - チームS
4. S3rd「制服の芽」公演（5月22日） - チームS
5. K4th「逆上がり」公演（5月23日） - チームE
  - ※中西はB3rd「パジャマドライブ」公演（5月6日）、A4th「ただいま恋愛中」公演（5月9日）にも出演。

- 「思い出せる君たちへ」〜AKB48グループ全公演〜（2013年5月2日 - 5月25日）

1. S2nd「手をつなぎながら」公演（5月3日） - チームS
2. S3rd「制服の芽」公演（5月4日） - チームS
3. K4th「逆上がり」公演（5月23日） - チームE
4. KII 3rd「ラムネの飲み方」公演（5月24日） - チームKII
  - ※中西はA4th「ただいま恋愛中」公演（5月9日）にも出演。松井珠はAKB48 チームKウェイティング公演（5月10日）、K6th「RESET」公演（5月22日）にも出演。

千葉 舞浜アンフィシアター（浦安市舞浜）
- 「AKB48グループ 冬だ!ライブだ!ごった煮だ!〜遠征出来なかった君たちへ〜」（2014年11月22日 - 12月4日）

1. 「制服の芽」公演（11月22日） - チームS
2. SKE48研究生「アップカミング」公演（11月26日） - 研究生
3. 「ラムネの飲み方」公演（11月30日） - チームKII
4. チームE特別公演（12月4日） - チームE

海外 シンガポール *SCAPE「AKB48シンガポール定期公演」
- 第5弾 SKE48（2011年7月27日） - チームS、チームKII
- 第7弾 TeamKII「手をつなぎながら」（2011年9月4日）

### コンサート

#### 単独公演
| 年          | タイトル                                                                                            | 規模・月日・会場 | 備考                                                                                           |
| ----------- | --------------------------------------------------------------------------------------------------- | --- | ---------------------------------------------------------------------------------------------- |
| 2009年      | 「初めての課外授業」                                                                                | 1会場1公演 5月24日 ボトムライン | [ 26 ]                                                                                         |
| 2009年      | 「天下を取るぜ!!」                                                                                  | 1会場1公演 7月30日 名古屋ダイアモンドホール | [ 7 ]                                                                                          |
| 2009年      | 「名古屋一揆 supported by LAWSON」                                                                  | 1会場1公演 12月25日 Zepp Nagoya | [ 27 ] [ 496 ]                                                                                 |
| 2010年      | 「SKE48伝説、始まる」                                                                               | 1会場1公演 4月29日 Zepp Nagoya | [ 497 ]                                                                                        |
| 2010年      | 「汗の量はハンパじゃない」                                                                          | 3会場3公演 10月3日 SHIBUYA-AX 10月5日 Zepp Nagoya 10月17日 神戸国際会館こくさいホール | [ 31 ]                                                                                         |
| 2010年      | 「Kinect for Xbox 360 Presents 1! 2! 3! 4! ヨロシク! 勝負は、これからだ! supported by LAWSON」      | 1会場2公演 11月27日（昼・夜） 愛知県芸術劇場大ホール | [ 28 ]                                                                                         |
| 2011年      | 「SKE48に、今、できること supported by HP」                                                         | 2会場3公演 4月29日（昼・夜） Zepp Nagoya 5月2日 赤坂BLITZ | 「誰かのために」プロジェクトの一環として開催。                                                 |
| 2011年      | SKE48 全国ツアー「真夏の上方修正」                                                                  | 6会場9公演 6月27日 Zepp Nagoya（チームS・チームE ） 6月28日 Zepp Nagoya（チームS・チームKII） 7月2日（昼・夜） Zepp Tokyo（チームS・チームE） 7月3日 Zepp Sendai（チームS・チームE） 7月5日 Zepp Sapporo（チームS・チームKII） 7月9日（昼・夜） Zepp Osaka（チームKII・チームE） 7月10日 Zepp Fukuoka（チームKII・チームE） | [ 32 ]                                                                                         |
| 2012年      | SKE48 春コン2012「SKE専用劇場は秋までにできるのか?」                                                | 1会場2公演 4月14日 日本ガイシホール 4月15日 日本ガイシホール | [ 29 ]                                                                                         |
| 2012年      | 「劇場デビュー4周年記念公演」                                                                       | 1会場1公演 10月5日 Zepp Nagoya | [ 499 ]                                                                                        |
| 2013年      | SKE48 春コン2013「変わらないこと。ずっと仲間なこと」                                                | 1会場3公演 4月13日 日本ガイシホール 4月14日（昼・夜） 日本ガイシホール | [ 500 ]                                                                                        |
| 2013-2014年 | SKE党決起集会。「箱で推せ!」                                                                        | 3会場6公演 10月26日（昼・夜） ワールド記念ホール 12月5日 横浜アリーナ 12月6日 横浜アリーナ 2月1日 バンテリンドーム ナゴヤ 2月2日 バンテリンドーム ナゴヤ | [ 501 ] [ 502 ]                                                                                |
| 2014年      | AKB48グループ 春コン in さいたまスーパーアリーナ 〜思い出は全部ここに捨てていけ!〜（SKE48単独公演） | 1会場1公演 4月4日 さいたまスーパーアリーナ | [ 500 ]                                                                                        |
| 2014-2017年 | SKE48 47都道府県全国ツアー〜機は熟した。全国へ行こう!〜                                             | 25会場26公演（2017年5月現在） 2014年 11月18日 アイプラザ豊橋（チームS+松井玲+研究生） 12月2日 米子コンベンションセンター（チームE） 12月11日 三重県文化会館（チームKII+研究生） 12月21日 やまぎんホール（チームE） 2015年 1月11日 神戸国際会館こくさいホール（チームKII） 1月27日 福岡サンパレスホテル＆ホール（チームE） 2月1日 旭川市民文化会館（チームS） 2月16日 オリックス劇場（チームE） 2月21日 佐賀市文化会館（チームS） 2月22日 山口市民会館（チームS） 2月26日 仙台サンプラザホール（チームKII） 3月21日 本多の森ホール（チームKII） 3月31日 沖縄市民会館（チームE） 4月11日 長崎ブリックホール（チームKII） 5月24日 栃木県総合文化センター（チームE） 6月13日 松山市民会館（チームKII） 6月20日 岩手県民会館（チームS） 2016年 2月19日 静岡市清水文化会館 2月20日 ひたちなか市文化会館 3月18日 広島市文化交流会館 4月2日 青森市文化会館 4月3日 秋田県民会館 2017年 2月18日 千葉県文化会館 4月7日 サンポートホール高松 4月8日 高知県立県民文化ホール 5月6日 滋賀県立芸術劇場 びわ湖ホール 5月7日 なら100年会館 | [ 506 ] [ 507 ] [ 508 ] [ 509 ] [ 510 ] [ 511 ]                                                |
| 2015年      | 松井玲奈・SKE48卒業コンサートin豊田スタジアム〜2588DAYS〜                                           | 1会場2公演 8月29日 豊田スタジアム 8月30日 豊田スタジアム | [ 512 ] [ 513 ]                                                                                |
| 2015年      | SKE48冬コン2015名古屋再始動。〜珠理奈が帰って来た〜                                                 | 1会場4公演 11月28日（昼・夜） 名古屋国際会議場センチュリーホール 11月29日（昼・夜） 名古屋国際会議場センチュリーホール | 28日「ひと足お先にXmas!ユニット祭り」・29日「SKE48リクエストアワー セットリストベスト30 2015」 |
| 2016年      | みんな、泣くんじゃねえぞ。宮澤佐江卒業コンサートin 日本ガイシホール                                 | 1会場2公演 3月3日 日本ガイシホール 3月4日 日本ガイシホール | [ 515 ]                                                                                        |
| 2016年      | 柴田阿弥 卒業大感謝祭〜でも阿弥ちゃんからは卒業しません!〜                                          | 1会場1公演 8月26日 Zepp Nagoya | [ 516 ]                                                                                        |
| 2016年      | みんなが主役! SKE48 59人のソロコンサート〜未来のセンターは誰だ?〜                                   | 1会場4公演 11月19日（昼・夜） 愛知県芸術劇場大ホール 11月20日（昼・夜） 愛知県芸術劇場大ホール | [ 156 ]                                                                                        |
| 2017年      | SKE48大矢真那卒業コンサート in 日本ガイシホール〜みんなみんなありがとう!〜                          | 1会場1公演 9月24日 日本ガイシホール | [ 517 ]                                                                                        |
| 2017年      | 第1回 SKE48 ユニット対抗戦                                                                          | 1会場2公演 11月12日（昼・夜） 名古屋国際会議場 センチュリーホール | [ 518 ]                                                                                        |
| 2018年      | AKB48グループ 春のスーパーアリーナ祭 SKE48単独コンサート 〜サカエファン入学式〜                     | 1会場1公演 3月31日 さいたまスーパーアリーナ | [ 519 ] [ 520 ]                                                                                |
| 2018年      | SKE48単独コンサート 10周年突入 春のファン祭り!〜友達100人できるかな?〜                              | 1会場2公演 4月28日（昼・夜） 日本ガイシホール | [ 521 ]                                                                                        |
| 2019年      | かおたんのSKE48リクエストアワーセットリストベスト25                                                 | 1会場2公演 2月5日（昼・夜） 大宮ソニックシティ | [ 522 ]                                                                                        |
| 2019年      | SKE48 松村香織 卒業コンサート〜これで終わると思うなよ?〜                                            | 1会場2公演 2月5日（昼・夜） 大宮ソニックシティ | [ 522 ] [ 523 ]                                                                                |
| 2019年      | SKEBINGO! PRESENTS SKE48コンサート 炎の関東ツアー2019〜みなさん長らくお待たせしました〜             | 6会場14公演 2月28日（夜）・3月1日（昼・夜） 市川市文化会館 4月8日（夜）・9日（昼・夜） 江戸川区総合文化センター 4月12日 （昼・夜）ウェスタ川越 4月26日 （昼・夜）神奈川県民ホール （追加公演）5月9日（昼・夜） 岐阜・長良川国際会議場 （追加公演）5月29日 （昼・夜）愛知・名古屋国際会議場 センチュリーホール | [ 524 ]                                                                                        |
| 2019年      | 47都道府県全国ツアー"令和元年再開" 〜機は熟しすぎた！？                                             | 4会場6公演 9月6日（夜） 福島県・けんしん郡山文化センター 10月22日（夜） 長野県・ホクト文化ホール大ホール 11月3日 （昼・夜）長良川国際会議場 メインホール 12月22日 （昼・夜）福井県・フェニックスプラザ | [ 525 ] [ 526 ]                                                                                |
| 2020年      | 2020.02.15 SKE48 Valentine’s Day Live 2020 〜CHOCOLATE〜                                            | 1会場2公演 2月15日（昼・夜） 静岡エコパアリーナ | [ 527 ] [ 528 ]                                                                                |
| 2020年      | SKE48 47都道府県全国ツアー "令和元年 再開" 〜機は熟しすぎた!?〜                                     | 2会場2公演 2月23日 宮崎市民文化ホール 2月24日 iichikoグランシアタ | [ 529 ]                                                                                        |
| 2023年      | SKE48「春のチームコンサートツアー2023」                                                             | 2会場 2023年4月1日・2日 名古屋特殊陶業市民会館フォレストホール 2023年5月4日・5日 LINE CUBE SHIBUYA（渋谷公会堂） | [ 187 ]                                                                                        |
| 2024年      | SKE48 SUMMER Tour 2024                                                                              | 全公演 - 7月6日：愛知 Zepp Nagoya - （チームE） - 7月7日：愛知 Zepp Nagoya - （チームKII） - 7月13日：大阪 Zepp Namba（OSAKA） - （チームE） - 7月15日：福岡 Zepp Fukuoka - （チームS） - 7月21日：北海道 Zepp Sapporo - （チームKII） - 7月28日：東京 Zepp Haneda（TOKYO） - （チームS） - 8月3日：宮城 SENDAI GIGS - （チームE） | [ 530 ]                                                                                        |
| 2025年      | SKE48 SUMMER Tour 2025                                                                              | 全公演 - 7月5日：愛知 Zepp Nagoya - （チームKII） - 7月6日：愛知 Zepp Nagoya - （チームS） - 7月13日：大阪 Zepp Osaka Bayside - （チームE） - 7月21日：北海道 Zepp Sapporo - （チームS） - 7月27日：東京 Zepp DiverCity（TOKYO） - （チームE） - 8月3日：福岡 Zepp Fukuoka - （チームS） - 8月9日：宮城 SENDAI GIGS - （チームKII） - 8月26日：熊本 市民会館シアーズホーム夢ホール - （チームKII） | [ 531 ] [ 532 ]                                                                                |

#### SKE48リクエストアワー
2010年から開催。SKE48名義の楽曲、およびSKE48の劇場公演で使用された公演曲を対象とした人気投票である。2010年は7月開催で全30曲、2011年からは秋季開催で全50曲、2014年・2018年は全100曲（101位以下も全曲の順位を発表）、2015年は劇場公演楽曲とシングル・アルバムなどの収録楽曲に分け、それぞれ30曲の全60曲となっている。全50曲となってからはAKB48のリクエストアワーと同様に25曲ずつ、2日間かけてランキング形式で発表するコンサートイベント。AKB48がグループ全体の楽曲を対象としているのに対し、こちらはSKE48のみを対象としている。
| 年     | サブタイトル                                                                   | 月日・会場 | ベスト3楽曲                                                                 | 備考                |
| ------ | ------------------------------------------------------------------------------ | --- | --------------------------------------------------------------------------- | ------------------- |
| 2010年 | 〜神曲はどれだ?〜                                                              | 7月31日 名古屋国際会議場センチュリーホール                                                                                          | 1.「枯葉のステーション」 2.「青空片想い」 3.「あなたとクリスマスイブ」      | [ 105 ] [ 534 ]     |
| 2011年 | 〜ファンそれぞれの神曲たち〜                                                   | 11月26日 名古屋国際会議場センチュリーホール 11月27日 名古屋国際会議場センチュリーホール                                             | 1.「枯葉のステーション」 2.「お待たせSet list」 3.「パレオはエメラルド」    | [ 534 ] [ 535 ]     |
| 2012年 | 〜神曲かもしれない〜                                                           | 10月11日 Zepp Nagoya 10月12日 Zepp Nagoya                                                                                           | 1.「羽豆岬」 2.「思い出以上」 3.「枯葉のステーション」                      | [ 499 ] [ 534 ]     |
| 2013年 | 〜あなたの好きな曲を神曲と呼ぶ。だから、リクエストアワーは神曲祭り。〜         | 10月10日 愛知県芸術劇場大ホール 10月11日 愛知県芸術劇場大ホール                                                                     | 1.「あなたとクリスマスイブ」 2.「枯葉のステーション」 3.「思い出以上」      |                     |
| 2014年 | 〜1位は?最下位は?曲推し集合!〜                                                 | 11月1日 名古屋国際会議場センチュリーホール 11月2日 名古屋国際会議場センチュリーホール                                               | 1.「虫のバラード」 2.「少女は真夏に何をする?」 3.「目が痛いくらい晴れた空」 |                     |
| 2015年 | 〜劇場公演楽曲ベスト30〜                                                       | 11月29日:昼 名古屋国際会議場センチュリーホール                                                                                      | 1.「虫のバラード」 2.「思い出以上」 3.「クロス」                            | [ 注釈 34 ] [ 514 ] |
| 2015年 | 〜シングル曲・シングルカップリング曲・アルバム収録曲・その他楽曲ベスト30〜     | 11月29日:夜 名古屋国際会議場センチュリーホール                                                                                      | 1.「夕立の前」 2.「12月のカンガルー」 3.「神々の領域」                      | [ 注釈 34 ] [ 514 ] |
| 2018年 | SKE48リクエストアワーセットリストベスト100 2018 〜メンバーの数だけ神曲はある〜 | 9月15日 名古屋国際会議場 センチュリーホール 9月16日 名古屋国際会議場 センチュリーホール                                             | 1.「ここで一発」 2.「夢の階段を上れ!」 3.「赤いピンヒールとプロフェッサー」 | [ 536 ]             |
| 2023年 | SKE48リクエストアワーセットリストベスト100 2023                                | 9月29日 名古屋国際会議場 センチュリーホール 9月30日 名古屋国際会議場 センチュリーホール 10月1日 名古屋国際会議場 センチュリーホール | 1.「あの頃のロッカー」 2.「片想いフォーエバー」 3.「プレシャス」            |                     |

#### AKB48・AKB48グループ名義
2008年
- ライブDVDは出るだろうけど、やっぱり生に限るぜ! AKB48夏祭り（2008年8月23日、日比谷野外大音楽堂） - 特別出演（中西はAKB48研究生としても出演）
- AKB48 まさか、このコンサートの音源は流出しないよね?（2008年11月23日、NHKホール） - AKB48 with SKE48名義（高井除く）
- 年忘れ感謝祭 シャッフルするぜ、AKB! SKEもよろしくね（2008年12月20日、JCBホール） - AKB48 with SKE48名義（高井除く）

2009年
- AKB48 リクエストアワーセットリストベスト100 2009（2009年1月18日 - 21日、SHIBUYA-AX） - AKB48 with SKE48 - 20日：大矢・尾関・小野・桑原・佐藤実・新海・高田・出口・中西・平田・平松・前川・松井珠・松下・森紗・矢神 21日：松井珠・松井玲
- 「神公演予定」*諸般の事情により、神公演にならない場合もありますので、ご了承ください。（2009年4月25日・26日、NHKホール） - AKB48 with SKE48名義 - 25日：チームS・稲垣・佐藤実・佐藤聖・チームKII 26日：桑原・中西・松井珠・松井玲・松下・山下も
- AKB48 分身の術ツアー 大阪 / 名古屋公演（2009年8月11日・12日、なんばHatch・Zepp Nagoya） - 両日共通：桑原・新海・高田・中西・平田・松井珠・松井玲・矢神・石田・井口・斉藤・高柳・古川・松本・向田・山田澪
- AKB104選抜メンバー組閣祭り（2009年8月22日・23日（23日は2回公演）、日本武道館） - AKB48 with SKE48・SDN48名義（チームSのみ。また、松井珠は22日のみ）
- サウンドコニファー229 AKB48 夏のサルオバサン祭り（2009年9月13日、富士急ハイランド コニファーフォレスト） - 松井珠・松井玲

2010年
- AKB48 リクエストアワーセットリストベスト100 2010 with アメーバピグ（2010年1月21日 - 24日、SHIBUYA-AX） - AKB48 with SKE48 & SDN48名義
- AKB48 満席祭り希望 賛否両論（2010年3月24日・25日（25日は2回公演）、横浜アリーナ） - AKB48 with SKE48 & SDN48名義
- AKB48 コンサート「サプライズはありません」（2010年7月10日・11日（11日は2回公演）、代々木体育館） - AKB48 with SKE48&SDN48名義
- KYORAKU presents AKB48 SKE48 LIVE IN ASIA supported by スカパー!（2010年11月16日、マカオ・Sands Theater） - 大矢・木﨑・桑原・須田・平松・松井珠・松井玲・矢神・石田・高柳・向田・木本

2011年
- AKB48 リクエストアワーセットリストベスト100 2011（2011年1月20日 - 23日、SHIBUYA-AX） - AKB48 with SKE48, SDN48 & NMB48名義
- AKB48 コンサート よっしゃぁ〜行くぞぉ〜!in西武ドーム（2011年7月22日 - 24日、西武ドーム）
- AKB48 紅白対抗歌合戦（12月20日、TOKYO DOME CITY HALL） - 大矢・小野・木﨑・木下・桑原・須田・平松・松井珠・松井玲・矢神・小木曽・高柳・秦・金子・木本・原

2012年
- AKB48 リクエストアワーセットリストベスト100 2012（2012年1月19日 - 22日、TOKYO DOME CITY HALL） - AKB48 with SKE48 , SDN48 , NMB48 , HKT48 & JKT48名義
- AKB48 ユニット祭り（2012年1月23日、TOKYO DOME CITY HALL）
- 業務連絡。頼むぞ、片山部長! inさいたまスーパーアリーナ（2012年3月23日 - 25日、さいたまスーパーアリーナ）
- AKB48 in TOKYO DOME 〜1830mの夢〜（2012年8月24日 - 26日、東京ドーム）
- 第2回 AKB48 紅白対抗歌合戦（12月17日、TOKYO DOME CITY HALL） - 大矢・木﨑・北原里・菅・須田・松井珠・松井玲・矢神・石田・小木曽・高柳・秦・古川・向田・矢方・上野・木本・古畑

2013年
- AKB48ユニット祭り2013（2013年1月23日、TOKYO DOME CITY HALL） - 木﨑・北原里・菅・松井珠・松井玲・向田・木本・古畑・藤本
- AKB48 リクエストアワーセットリストベスト100 2013（2013年1月24日 - 27日、TOKYO DOME CITY HALL） - AKB48 with SKE48 , SDN48 , NMB48 , HKT48 & JKT48名義
- AKB48グループ臨時総会 〜白黒つけようじゃないか!〜（2013年4月25日（SKE48単独公演）・4月28日（2回公演）、日本武道館）
- AKB48グループ研究生コンサート「推しメン早い者勝ち」（2013年6月5日、日本武道館） - 研究生
- AKB48スーパーフェスティバル〜 日産スタジアム、小（ち）っちぇっ! 小（ち）っちゃくないし!! 〜（2013年6月8日、日産スタジアム
- AKB48・2013真夏のドームツアー 〜まだまだ、やらなきゃいけないことがある〜
  - 2013年7月20日・21日、福岡 ヤフオク!ドーム - シングル選抜メンバー+総選挙圏内メンバー+じゃんけん大会出場メンバー（20日のみ）
  - 2013年7月31日、札幌ドーム - シングル選抜メンバー+総選挙圏内メンバー+東・北川綾
  - 2013年8月7日・8日、京セラドーム大阪 - シングル選抜メンバー+総選挙圏内メンバー+北川綾（7日のみ）
  - 2013年8月16日・17日、ナゴヤドーム - 正規メンバー+研究生全員
  - 2013年8月22日 - 25日、東京ドーム - 正規メンバー+研究生全員（新土居は22日のみ）

- 第3回 AKB48 紅白対抗歌合戦（12月17日、TOKYO DOME CITY HALL） - 石田・大矢・木﨑・中西・松井珠・大場・柴田・須田・高柳・古川・東・梅本・木本・古畑・松井玲・北川綾

2014年
- AKB48 リクエストアワーセットリストベスト200 2014（2014年1月23日 - 26日、TOKYO DOME CITY HALL・4月6日、さいたまスーパーアリーナ）
- AKB48ユニット祭り2014（2014年1月27日、TOKYO DOME CITY HALL） - 木﨑・松井珠・大場・柴田・高柳・古川・木本・古畑・松井玲・北川綾・熊崎・松村
- AKB48グループ 大組閣祭り〜時代は変わる。だけど、僕らは前しか向かねえ!〜（2014年2月24日、Zepp DiverCity TOKYO）
- AKB48単独&グループ 春コン in 国立競技場〜思い出は全部ここに捨てていけ!〜（2014年3月29日、国立競技場） - 木﨑・松井珠・大場・須田・木本・古畑・松井玲・北川綾
- 大島優子 卒業コンサート in 味の素スタジアム〜6月8日の降水確率56%（5月16日現在）、てるてる坊主は本当に効果があるのか?〜 （6月8日、味の素スタジアム）
- AKB48グループ東京ドームコンサート〜するなよ?するなよ?絶対卒業発表するなよ?〜（8月19日・20日、東京ドーム）
- 第4回 AKB48 紅白対抗歌合戦（2015年12月16日、TOKYO DOME CITY HALL） - 東・北川綾・松井珠・宮澤・宮前・山内・渡辺・内山・江籠・大場・高柳・古川・古畑・山下ゆ・木本・佐藤す・柴田・須田・谷・松井玲・松村

2015年
- AKB48 リクエストアワー セットリストベスト1035 2015（2015年1月22日 - 25日、TOKYO DOME CITY HALL）
- AKB48春の単独コンサート〜ジキソー未だ修行中!〜（2015年3月26日、さいたまスーパーアリーナ） - 東・大矢・北川綾・二村・松井珠・宮澤・宮前・渡辺・江籠・大場・神門・惣田・高柳・古畑・磯原・木本・佐藤す・柴田・須田・谷・松井玲・松村
- AKB48 41stシングル 選抜総選挙・後夜祭〜あとのまつり〜（2015年6月7日、福岡 ヤフオク!ドーム）
- AKB48真夏の単独コンサート in さいたまスーパーアリーナ〜川栄さんのことが好きでした〜（2015年8月1日・2日、さいたまスーパーアリーナ） - 松井珠・宮澤・柴田・高柳・松村（2日のみ、山内・大場・古畑）
- バイトル×AKB48 スペシャルライブ2015（2015年8月10日、幕張メッセ） - 東・大矢・北川綾・松井珠・宮澤・江籠・大場・惣田・高柳・古畑・松村・柴田・須田・谷・松井玲・後藤楽
- 第5回 AKB48 紅白対抗歌合戦（2015年12月15日、TOKYO DOME CITY HALL） - 東・北川綾・松井珠・宮澤・山内・大場・惣田・高柳・古畑・松村・後藤楽・柴田・須田・谷

2016年
- AKB48単独リクエストアワー セットリストベスト100 2016（2016年1月18日、TOKYO DOME CITY HALL） - 松井珠・宮澤
- 高城亜樹・永尾まりや 卒業コンサート（2016年1月21日、TOKYO DOME CITY HALL） - 山内・大場
- AKB48グループ リクエストアワー セットリストベスト100 2016（2016年1月22日 - 24日、TOKYO DOME CITY HALL）
- 祝 高橋みなみ卒業“148.5cmの見た夢”in 横浜スタジアム（2016年3月27日、横浜スタジアム）
  - 第1回AKB48グループ 東西対抗歌合戦
  - AKB48グループ 高橋みなみ卒業コンサート

- AKB48SHOW presents「AKB48 FES 2016」（2016年7月14日、NHKホール） - 東・大矢・北川綾・二村・松井珠・江籠・大場・惣田・高柳・日高・古畑・木本・熊崎・後藤楽・須田・谷（矢方・竹内舞 - 前座）
- AKB48グループ同時開催コンサートin横浜（2016年9月15日）
  - 今年はランクインできました祝賀会（横浜アリーナ） - AKB48 45thシングル 選抜総選挙ランクインメンバー
  - 来年こそランクインするぞ決起集会（神奈川県民ホール） - 同・圏外メンバー

2017年
- AKB48グループ感謝祭（2017年10月8日）
  - 〜ランクインコンサート〜（幕張メッセ 国際展示場4-5ホール） - AKB48 49thシングル 選抜総選挙ランクインメンバー
  - 〜ランク外コンサート〜（幕張メッセ 国際展示場3ホール） - 同・圏外メンバー

2018年
- 法定速度と優越感 フレッシュオールスターズコンサート〜ゼロポジションの未来〜（2018年1月14日、TOKYO DOME CITY HALL） - 小畑・後藤楽・菅原
- AKB48グループ成人式コンサート〜大人になんかなるものか〜（2018年1月14日、TOKYO DOME CITY HALL） - 日高・熊崎・佐藤佳・岡田

## 出演
SKE48がグループとして出演するメディア作品を挙げる。メンバー個人での出演については各メンバーの記事を参照。

### テレビドラマ
- トミカヒーローレスキューファイアー（2010年1月16日、テレビ愛知） - 女子高校生 役[548]
- マジすか学園シリーズ
  - マジすか学園（2010年1月8日 - 3月26日、テレビ東京） - 松井珠・松井玲・矢神
  - マジすか学園2（2011年4月15日 - 7月1日、テレビ東京） - 松井珠・松井玲・矢神・木本
  - マジすか学園3（2012年7月13日 - 10月5日、テレビ東京） - 木﨑・矢神・木本・松井珠・高柳
  - マジすか学園4（2015年1月20日 - 3月31日、日本テレビ） - 須田・谷・松村・渡辺
  - マジすか学園5（2015年8月25日、日本テレビ）[注釈 36] - 松井珠・須田・谷・松村・古畑
  - キャバすか学園（2016年10月30日 - 2017年1月15日、日本テレビ） - 二村・松井珠・惣田・高柳・古畑・松村・須田[注釈 37]
- ストライク・ラブ第21・22話（2010年8月11日・12日、フジテレビTWO他） - 木﨑・桑原・若林[551]
- モウソウ刑事!（2011年1月12日 - 3月30日、東海テレビ） - 主演・松井珠（主にチームSメンバー出演）[552]
- 明日の光をつかめ2（2011年7月27日・28日、東海テレビ） - 木﨑・山田澪・間野
- スマホラー劇場「ロストソウル」（2014年3月31日、BS-TBS・スマートフォン連動） - 柴田・高柳・古川
- AKBホラーナイト アドレナリンの夜（2015年10月8日 - 2016年3月17日、テレビ朝日・ビデオパス・テレ朝動画） - 大場美・柴田・須田・高柳・古畑・松井珠[553]
- AKBラブナイト 恋工場（2016年4月21日 - 9月29日、テレビ朝日・ビデオパス・テレ朝動画） - 江籠・大場美・須田・惣田・高柳・古畑・松井珠[554]
- 金の殿〜バック・トゥ・ザ・NAGOYA〜 第1話（2017年1月14日、CBCテレビ） - 高柳・日高・竹内彩・江籠・北野・松本慈・小畑・菅原・髙寺・一色（NGYガールズ 役）[555][556]
- 豆腐プロレス（2017年1月22日 - 7月2日、テレビ朝日） - 松井珠・高柳・古畑・松村・須田[557]
- ショクバの王子様（2017年3月28日 - 3月30日、東海テレビ） - 第一夜：谷・二村、第二夜：鎌田・竹内彩、第三夜：高柳[558]

### 特別番組
過去の出演番組
- 第60回NHK紅白歌合戦（2009年12月31日、NHK総合・ラジオ第1） - AKB48として出演。松井珠・松井玲・矢神
- 24時間テレビ 「愛は地球を救う」『ありがとう〜今、あの人に伝えたい〜』（2010年8月28日・29日、中京テレビ） - 中京地区サポートメンバー
- 第61回NHK紅白歌合戦（2010年12月31日、NHK総合・ラジオ第1） - AKB48として48名が友情出演
- 第62回NHK紅白歌合戦（2011年12月31日、NHK総合・ラジオ第1） - AKB48として48名が友情出演
- 震災から1年 "明日へ"コンサート（2012年3月10日、NHK BSP・総合）
- 第63回NHK紅白歌合戦（2012年12月31日、NHK総合・ラジオ第1） - 単独出場。研究生含む62名が出演
- 震災から2年 "明日へ"コンサート（2013年3月9日、NHK BSP・総合）
- 第64回NHK紅白歌合戦（2013年12月31日、NHK総合・ラジオ第1） - 単独出場。研究生含む54名が出演
- 震災から3年 "明日へ"コンサート（2014年3月10日、NHK BSP・総合） - 木﨑・松井珠・須田・高柳・木本・古畑・松井玲
- 第65回NHK紅白歌合戦（2014年12月31日、NHK総合・ラジオ第1） - 単独出場。研究生含む63名が出演
- 第66回NHK紅白歌合戦（2015年12月31日、NHK総合・ラジオ第1） - AKB48として3名（北川綾・松井珠・宮澤）が出演
- 第67回NHK紅白歌合戦（2016年12月31日、NHK総合・ラジオ第1） - AKB48 夢の紅白選抜として8名（北川綾・松井珠・大場美・惣田・高柳・古畑・松村・須田）が出演
- 第68回NHK紅白歌合戦（2017年12月31日、NHK総合・ラジオ第1） - AKB48として7名（北川綾・松井珠・大場美・惣田・高柳・古畑・須田）が出演
- 第69回NHK紅白歌合戦（2018年12月31日、NHK総合・ラジオ第1） - AKB48として2名（松井珠・須田）が出演

### バラエティ・情報番組
現在のレギュラー番組
- AKB48 ネ申テレビ（2009年8月28日 - 不定期出演、ファミリー劇場）
- Digった!（2024年4月13日 -、名古屋テレビ） - 青木莉・太田・鎌田・佐藤佳
- 村上佳菜子の週刊愛ちっち（2024年5月2日 -、東海テレビ） - 特別編集部員として不定期出演
- SKE48 真夜中のウナギたち（2025年4月14日 -、テレビ愛知）
- 愛知あたりまえ俱楽部（2025年7月5日 -、テレビ愛知） - 坂本・浅井・大村・河村

過去のレギュラー番組
- SAKAE TA☆RO（2008年7月4日 - 2009年6月30日、中京テレビ）
- AKBINGO!（2008年10月9日 - 2019年9月25日 不定期出演、日本テレビ）
- 地元応援バラエティ このへん!!トラベラー 名古屋版（2009年7月8日 - 2012年9月25日、中京テレビ）
  - 地元応援バラエティ このへん!!トラベラー 各地域版（脚注参照）

- 週刊AKB（2009年7月10日 - 2012年11月30日 不定期出演、テレビ東京）
- ボニータ!ボニータ!! 〜名古屋ガールズコレクション〜（2009年10月11日 - 2010年3月28日、テレビ愛知） - 大矢・桑原・松井珠・松井玲
- 知って解決!SKEっとネット（2010年4月5日 - 2013年3月30日、NHK総合） - 名古屋放送局制作・東海3県ローカル
- でらSKE〜夜明け前の国盗り48番勝負（2010年4月6日 - 2011年5月5日、TBS） - 関東広域圏で放送されたミニ番組
- アナアナ商会（2010年4月8日 - 9月30日、中京テレビ） - 高田・平田・秦
- ぶっつけ!!（2010年6月11日 - 2011年6月10日、東海テレビ）
- 3時のつボッ!（2010年6月28日 - 9月27日、テレビ愛知） - 出口・中西（月曜レギュラー）
- どですか!（2010年8月18日 - 2011年3月26日、名古屋テレビ） - 水曜日の「SKE48の社会科見学」に出演
- スター姫さがし太郎（2010年9月11日 - 2011年9月24日、テレビ東京） - メンバー2名が交替でMCとして出演
- SKE48の世界征服女子（2011年10月4日 - 2012年9月27日、中京テレビ）
- ana-ana girl's（2010年10月7日 - 2011年3月31日、中京テレビ） - 高田・平田+メンバー1名
- SKE48のアイドル×アイドル（2010年12月7日 - 12月28日、中京テレビ）
- 昼まで待てない!（2011年4月2日 - 2016年4月2日、名古屋テレビ） - 斉藤・加藤る（2013年12月 - 2016年4月）・佐藤聖（ - 2014年2月）・岩永（2013年12月 - 2015年2月）・木下（2014年5月 - 2014年11月）・佐藤実（ - 2015年3月）・中西（ - 2015年3月）
- SKE48大学ナビ（2011年4月7日 - 9月29日、名古屋テレビ） - メンバー2名が東海地方の大学を紹介
- 声優バラエティー SAY!YOU!SAY!ME!（2011年4月8日 - 9月30日、テレビ愛知） - 松下・秦+メンバー1名が月替わり
- AKBと××!（2011年4月22日 - 不定期出演、読売テレビ）
- イッテ♡恋48（2011年5月1日 - 9月25日、テレビ神奈川）
- 突撃!SKE48リポート（2011年5月8日 - 5月29日、毎日放送） - 木﨑・小木曽・高柳・向田
- SKE48 ムスメにいかが!?（2011年7月9日 - 2013年3月9日、東海テレビ）
- アゲぽよボウル48（2011年9月25日・10月30日・11月27日、テレビ愛知）
- SKE48のマジカル・ラジオ（2011年10月12日 - 12月28日、日本テレビ）
- ひかりTV presents AKB48 コント びみょ〜（2011年11月17日 - 2012年2月23日 不定期出演、ひかりTV）
- SKE48のマジカル・ラジオ2（2012年4月4日 - 6月27日、日本テレビ）
- なるほどプレゼンター!花咲かタイムズ（2012年4月7日 - 7月28日、CBCテレビ） - 小木曽・高柳・古川・小林亜・柴田・原
- SKE48 野球場へようこそ! → 燃竜（もえどら）ナイト（2012年3月30日 - 2015年、CBCテレビ）
- SKE48のマジカル・ラジオ3（2013年1月21日 - 4月8日、日本テレビ）
- SKE48のおやすみ名言道場（2013年4月2日 - 9月28日、中京テレビ）
- SKE48の世界征服女子 season2（2013年4月3日 - 2014年3月26日、中京テレビ）
- AKB48のあんた、誰?（2013年4月18日 - 不定期出演、NOTTV）
- AKB映像センター（2013年4月22日 - 9月30日 不定期出演、フジテレビ） - 大場美・北川綾・木本・須田・松井玲・松井珠・松村
- SKE48のよくばり課外授業!（2013年4月29日 - 9月30日、東海テレビ） - 古川+メンバー4名
- AKB子兎道場（2013年7月5日 - 2014年3月28日、テレビ東京）
- NEWS 5 PLUS → Station! → ぎふサテ!（2013年8月5日 - 2020年9月29日）、岐阜放送） - 水曜日の「SKE48の岐阜県だって地元ですっ!」に出演
- アイチ☆ポリス SEASON3（2013年8月6日 - 2014年2月4日、名古屋テレビ） - 松井玲+メンバー1〜2名
- Rの法則（2013年9月16日 - 2018年 不定期出演、NHK Eテレ） - 佐藤す・木本・江籠・宮前
- AKB48 SHOW!（2013年10月5日 - 2019年3月24日 不定期出演、NHK BSプレミアム）
- SKE48のエビフライデーナイト（2013年10月5日 - 12月21日、日本テレビ）
- 日曜なもんで!（2013年10月20日 - 2014年3月30日、テレビ愛知） - 大矢・木﨑・柴田・木下・山田み（二村・東・北野・熊崎）
- 高柳明音（SKE48）の「翼をください」（2013年11月21日 - 2014年9月25日、BSフジ） - 高柳+ゲストメンバー2名
- SKE48のリア住（2014年1月4日 - 8月23日、テレビ愛知） - メンバー2名
- DANCE KINGDOM（NOTTV）
  - SKE48 ROAD OF THE DANCE IDOL（2014年4月17日 - 9月25日） - 竹内舞・石田・木下・斉藤
  - 〜Season-2 SKE48ダンス底力〜（2014年10月23日 - 2015年6月28日）

- SKE48の火曜アルバイト劇場（2014年7月2日 - 12月24日、CBCテレビ）
- SKE48 エビショー!（2014年7月14日 - 9月30日、日本テレビ）
- SKE48 エビカルチョ!（2014年10月12日 - 2015年1月4日、日本テレビ）
- 高柳明音(SKE48)のもっと翼をください（2014年10月28日 - 2015年1月27日、BSフジ） - 高柳+ゲストメンバー2名
- SKE48の恋するドラコン（2015年4月2日 - 9月30日、TOKYO MX） - 山内・梅本・石田
- SKE48のなるほどトレイン（2015年7月3日 - 9月25日、テレビ愛知） - メンバー2名が月替わり
- AKB48の今夜はお泊まりッ（2015年10月6日 - 12月22日、日本テレビ） - 東・熊崎・後藤楽・惣田・谷・辻・水野
- マギー&SKE48のハナタカ（2017年4月1日 - 2018年3月1日、ケーブル4K・CNCi） - 江籠・小畑・菅原
- SKE48 むすびのイチバン!（2017年4月25日 - 2019年3月27日、東海テレビ）
- SKE48のFUN!FUN!ドライブ（2017年7月17日 - 10月9日、東海テレビ）
- SKE48ヲ科学セヨ（2017年12月27日 - 2018年2月11日、ディスカバリーチャンネル）
- SKE48がひとっ風呂浴びさせて頂きます!（2018年3月22日 - 3月30日・4月3日 - 6月26日・9月4日 - 12月25日・2019年2月6日 - 3月27日、テレビ東京）
- PRODUCE 48（2018年6月15日 - 8月31日、Mnet / BSスカパー!） - 松井珠・浅井
- とれたてキス（2019年1月9日 - 3月27日、TBS）
- SKEBINGO! ガチでお芝居やらせて頂きます!（2019年1月22日 - 4月2日、日本テレビ）
- Fun x Fun Japan!（2019年11月23日 - 2020年1月4日、タイGMM 25／2020年2月10日 - 24日、東海テレビ）
- SKE48のあいちテル!（2011年4月2日 - 2020年3月19日、東海テレビ）
- SKE48のバズらせます!!（2019年4月3日 - 2020年9月30日、東海テレビ）
- SKE48は君と歌いたい（2019年7月2日 - 2021年6月22日、東海テレビ）
- SKE48 ガチでアレ!?始めちゃいました〜涙の1年間ダンス修行〜（2020年4月17日 - 2021年3月20日、名古屋テレビ）
- SKE48のスマホ風呂（2019年6月12日 - 2019年6月25日、テレビ東京）
- SKE48の名古屋デカ盛り!（2020年10月17日 - 2021年3月31日、テレビ愛知）
- お宝ちゃん（2020年10月3日 - 2022年3月19日、テレビ愛知） - リポーター：古畑・鎌田・谷
- ぎふナビ!（2020年10月9日 - 2022年3月25日、岐阜放送） - 「SKE48のおねだりギフト」に出演
- SKE48のタクシーグルメ（2017年10月23日 - 2023年5月15日<不定期>、大垣ケーブルテレビ）
- SKE48 ZERO POSITION 〜チームスパルタ!能力別アンダーバトル〜（2014年10月4日 - 2023年9月23日、TBSチャンネル1）
- SKE48学園（2009年10月3日 - 2024年3月1日、アイドル専門チャンネルPigoo）
- SKE48とちょっとそこまで（2021年7月6日 - 2024年6月25日、東海テレビ）
- SKE48の未完全TV（2022年1月16日 - 2025年3月24日、テレビ愛知）

過去の単発番組
- 24時間テレビ 真夏の興奮チャリティーライブ（2008年9月1日【8月31日深夜】、中京テレビ） - 柴木除く
- 石田純一VS加藤晴彦 中京テレビ大感ちゃ祭（2008年10月19日、中京テレビ）
- 〜東京・大阪・名古屋〜 ドドーンと見せます 有名人のグルメ店最強ガイド!（2009年6月6日、テレビ愛知）
- 世界コスプレサミット2009〜真夏だぜ!クールジャポン爆笑祭〜（2009年8月8日、テレビ愛知）
- BOMBER-E秋まつりSPライブ（2009年10月13日、名古屋テレビ）
- SKE48が超劇場版ケロロ軍曹の声優に挑戦であります!!（2010年2月19日、エンタ!371） - 松下・矢神・向田
- どれどれトーク SKE48 名古屋発のアイドルです（2010年6月18日、日テレG+） - 松井玲・松井珠・向田
- AKB48 ネ申テレビ SP版（ファミリー劇場）
  - AKB48 ネ申テレビスペシャル2009（2009年12月28日） - 桑原・矢神
  - AKB48 ネ申テレビスペシャル〜チーム対抗!春のボウリング大会〜（2010年4月30日） - 桑原・松井珠・松井玲・小木曽・高柳・向田
  - ネ申テレビ番外編〜SKE48学院修学旅行〜（2010年9月23日）

- 金とく『SKE48の新・明るい農村』（2011年9月16日、NHK総合） - 大矢・桑原・加藤る・磯原・間野・山田恵
- SKE48のヒット商品けんきゅ〜女学園（2011年10月21日、中京テレビ）
- SKE48が行く!S再生K可能Eエネルギー探しの旅（2012年3月3日、中京テレビ） - 小野・加藤る・木下・中西・梅本・柴田
- Uta-Tubeスペシャル SKE48全チーム大集合!（2012年8月24日、NHK総合）
- Uta-Tube SKE48 紅白歌合戦密着スペシャル（2013年1月14日、NHK総合）
- NHKプレマップ『岐阜発ドラマ「父の花、咲く春」もっと楽しみ隊!』（2013年3月15日 - 3月17日、NHK総合） - 加藤る・古川
- もっと楽しみ隊 「父の花、咲く春」 〜岐阜の魅力&ドラマの舞台裏SP〜（2013年3月21日、NHK総合） - 加藤る・古川
- MJ presents AKB48 ドキュメント3.11（2013年3月21日、NHK総合） - 松井玲・松井珠
- キャッチ!×名古屋市長選（2013年4月21日、中京テレビ） - 大矢・佐藤実・古川
- SKE48×美浜海遊祭2013 初の単独野外ライブ盛り上げますSP（2013年7月15日・22日・29日、東海テレビ）
- 金とく『SKE48の未来教室〜過疎高齢化を考えます!〜』（2013年7月19日、NHK総合） - 斉藤・柴田・高柳・古川・山下ゆ・金子・菅・松井玲
- 真夏の全力投球!初の単独野外ライブ 美浜海遊祭2013×SKE48 SPECIAL LIVE SHOW（2013年8月11日、東海テレビ）
- MJ presents SKE48リクエストスペシャル（2013年9月21日、NHK BSプレミアム）
- AKB48選抜総選挙スペシャル（2013年9月28日、NHK BSプレミアム）
- Uta-Tube SKE48 紅白歌合戦密着スペシャル（2014年1月13日、NHK総合）
- 美浜海遊祭2014×SKE48ライブ 夏の乱（2014年8月17日、東海テレビ）
- Uta-Tube SKE48 紅白歌合戦密着スペシャル（2015年1月17日、NHK総合）
- BSフジ×SKE48 〜神対測定〜（2015年3月29日、BSフジ）
- まるナツ2015 SKE48 めざせ!美浜の観光大使〜美浜海遊祭直前スペシャル〜（2015年7月17日・24日・8月7日、東海テレビ）
- 「ドラゴンボールで科学する!」夏休み!! 摩訶不思議スペシャル（2015年7月19日、関西テレビ） - 加藤る・竹内舞
- 美浜海遊祭2015×SKE48 汗と青春の全力ライブ! 松井玲奈 新たな未来へ（2015年8月31日、東海テレビ）
- たかの友梨CUP 第38回平尾昌晃チャリティゴルフ（2015年12月27日、テレビ東京） - 東・山内・古畑
- SKE48が行く!まんが王国とっとり観光ツアー（2016年1月10日、中海テレビ放送ほか） - 矢方・加藤る
- まるナツ2016 謎解きクイズで美浜海遊祭盛り上げますSP（2016年7月26日・8月2日・9日、東海テレビ）
- 美浜海遊祭2016×SKE48 君の心に届けたい! 元気になれる全力ソング（2016年9月6日、東海テレビ）
- 発表!Nコン2017課題曲〜第84回NHK全国学校音楽コンクールに向けて〜（2017年3月11日、NHK Eテレ） - 松井珠・高柳・古畑・後藤楽・須田
- SKE48を一斉逮捕!?〜ニセアイドル撲滅大作戦〜（2017年3月28日、東海テレビ）
- SKE48ドキュメント 受け継がれる誇り 〜ゼロポジ公演の舞台裏〜（2017年7月27日、TBS）
- 美浜海遊祭×SKE48 真夏のニセアイドル撲滅大作戦!（2017年7月29日・8月5日・12日、東海テレビ）
- SKE48×美浜海遊祭2017 汗と情熱の全力ライブ!（2017年9月9日、東海テレビ）
- 謎解きバラエティー SKE48の「救出せよ!!」（2017年9月28日、東海テレビ） - 北川綾・松井珠・小畑・惣田・高柳・古畑・松村・斉藤・菅原・谷
- ささしま魂 イマドキ新名所! ささしまライブ イコマイQ（2017年10月7日、中京テレビ） - 北野・斉藤
- 第84回NHK全国学校音楽コンクール 全国コンクール「中学校の部」〜（2017年10月9日、NHK Eテレ） - 松井珠・古畑・後藤楽・須田
- LIVE MANIA〜SKE48×BOYS AND MEN〜（2017年11月24日、東海テレビ） - 大場美・小畑・高柳・後藤楽
- SKE48のホームパーティー!! でら騒ぎだぎゃ2時間SP（2017年11月26日、テレ朝チャンネル1） - 松井珠・北川綾・松井珠・大場美・小畑・熊崎・後藤楽・須田
- SKE48のめざせ!インスタ女王（2018年11月26日 - 30日、12月3日 - 7日、2019年4月22日、2019年9月9日、2020年1月13日、大垣ケーブルテレビ）
- SKE48予算100万円（2020年12月15日 、2021年3月3日、中京テレビ）
- SKE48のはじたび〜旅の恥はかき捨て!!〜（2024年2月1日、東海テレビ） - 熊崎・菅原・福士
- SKE48のはじたび〜旅の恥はかき捨て!!〜in下呂温泉（2024年11月27日、東海テレビ） - 鎌田・熊崎・菅原
- SKE48のはじたび〜旅の恥はかき捨て!!〜in神戸（2025年1月30日、東海テレビ） - 相川・熊崎・菅原
- SKE48のはじたび〜旅の恥はかき捨て!!〜in福井（2025年8月15日、東海テレビ） - 相川・篠原・仲村

### 映画
- 超劇場版ケロロ軍曹 誕生!究極ケロロ 奇跡の時空島であります!!（2010年2月27日、角川映画） - 松下・矢神・向田
- SKE48 3Dシネマライブvol.1制服の芽公演2011（2011年2月26日、アジョンス・ドゥ・原生林） - チームS（松下除く）・矢方[586]
- WAYA! 宇宙一のおせっかい大作戦（2011年10月22日、企画：なごや下町商店街ムービー製作委員会、監督：古波津陽） - 矢神・松井珠
- ギャルバサラ -戦国時代は圏外です-（2011年11月26日、角川映画、監督：佐藤太） - 木﨑・小木曽・チームE（梅本・木本・柴田・高木除く）
- アイドルの涙 DOCUMENTARY of SKE48（2015年2月27日、東宝）[587]
- アイドル（2018年10月19日、TBSテレビ / キグー）[588]

### ラジオ
現在のレギュラー番組
- SKE48♥1+1は2じゃないよ!（2010年11月9日 -、東海ラジオ）
- SKE48♥1+1+1は3じゃないよ!（2011年4月17日 -、東海ラジオ）
- SKE48の岐阜県だって地元ですっ!（2013年7月1日 -、ぎふチャン） - 赤堀+ゲストメンバー数名
- SKE48 なるべくしゃべりたい（2022年1月3日 -、CBCラジオ）
- FAIR NEXT INNOVATION ICONIC MOMENTS（2023年7月8日 -、ZIP-FM）
- キャプテン☆kazukiの「SKE48とアッセンブル」（2024年5月4日 -、MID-FM） - 相川・浅井
- DD HIGH SCHOOL☆トライーネ！（2025年2月3日 -、FM愛知）

過去のレギュラー番組
- 神田朱未のわたしのすきなこと。（2009年11月1日 - 2013年3月31日、FM愛知）
- SUNSHINE SAKAE presents RADIO SPLASH（2010年4月1日 - 2015年12月31日、FM愛知）
- SKE48放課後倶楽部（2010年7月7日 - 2013年1月30日、FMわっち） - 加藤る・山田澪・上野・山田恵
- AKB48の"私たちの物語"（2011年6月24日 - 2019年3月9日 不定期出演、NHK-FM）
- 高柳明音（SKE48）の暗黙の了解（2013年4月7日 - 2015年3月29日、TOKYO FM） - 高柳+ゲストメンバー数名
- わたしのすきなこと。2nd（2013年4月7日 - 2015年3月29日、FM愛知） - 江籠・野口・磯原
- AKB48のオールナイトニッポン（2013年4月27日 - 2019年2月21日 不定期出演、ニッポン放送）
- もちろんSKE!!（2013年5月7日 - 2015年9月29日、bayfm）
- アイアプレゼンツ SKE48&HKT48のアイアイトーク（2013年10月2日 - 2018年3月28日、ニッポン放送） - 隔週で2名出演
- ナガオカ×スクランブル（2014年4月3日 - 2016年3月31日、CBCラジオ） - 竹内舞・内山・惣田・谷
- もっと!わたしのすきなこと。（2015年4月5日 - 2019年10月27日、FM愛知） - 相川・太田・北川愛
- らじらー! サンデー（2015年4月12日 - 2018年3月25日、NHKラジオ第1放送） - 隔週出演
- ラジカルNEOナイト 100%SKE48（2015年12月1日 - 2019年12月25日、Radio NEO）
- SKE48 みこってぃ れおなのラジオの時間やに!（2016年1月9日 - 2019年5月25日、いなべエフエム） - 内山・井田+ゲストメンバー
- SKE48♡ねねの!カウントダウン3・2・1!!!（2016年10月1日 - 2017年9月30日、東海ラジオ）
- SKE48の!これであなたもなうぃいねぇぇぇ!（2017年10月4日 - 2019年3月27日、東海ラジオ）
- オールタイムリクエスト TRI-ON（2020年11月8日 - 2021年2月28日、東海ラジオ）
- オールナイトニッポン0(ZERO)〜エンタメナイト〜（2021年5月1日 -2021年10月2日、ニッポン放送）- 毎月第1土曜日に放送
- SKE48 観覧車へようこそ!!（2009年4月6日 - 2021年12月27日、CBCラジオ）
- SKE48♥1×1は1じゃないよ!（2014年10月2日 - 2022年3月27日、東海ラジオ）
- はたごん＆まりかのじょんならんラジオ♥（2021年4月2日 - 2024年3月29日、FM香川） - 髙畑・谷
- SKE48のドリームクルーズ（2023年4月1日 - 2024年9月28日、CBCラジオ） - 井上・北川愛・池田・原
- SKE48ゆうねと千成工業がものづくりやってみた！（2024年9月12日 - 2025年2月27日、愛知北エフエム放送） - 原+ゲストメンバー

過去の単発番組
- SKE48のオールナイトニッポンR（2010年7月9日・2011年11月11日、2012年1月20日・6月2日・10月6日、2013年1月26日、2014年3月22日、2016年1月23日、ニッポン放送）
- SKE48のオールナイトニッポン（2011年7月26日、ニッポン放送）
- wktkラヂオ学園（2012年12月15日、2013年3月17日・12月21日、2014年3月8日・4月26日・5月31日・9月13日・10月18日、NHKラジオ第1放送）
- SKE48のオールナイトニッポンGOLD（2013年7月26日、ニッポン放送）
- オールナイトニッポンGOLD〜魚街（うおまち）静岡県焼津市スペシャル〜（2016年11月11日、ニッポン放送） - 青木・松村
- LINE LIVE × SKE48（2016年12月1日、CBCラジオ） - 江籠・市野・福士

### ラジオドラマ
- 青春アドベンチャー「逢沢りく」（2016年5月2日 - 5月13日 全10回、NHK-FM） - 野島・髙塚・髙寺・町

### 舞台
- ミュージカル「AKB49〜恋愛禁止条例〜」（2014年9月11日 - 16日、AiiA Theater Tokyo） - 宮澤・須田・内山・山下ゆ・松村・谷[597]
- ミュージカル「AKB49〜恋愛禁止条例〜」SKE48単独公演（2015年3月14日 - 15日[598] / 再演：2016年4月21日 - 26日[599]、中日劇場）
- AiiA presents' 舞台「刀使ノ巫女」（2018年11月10日 - 14日、天王洲 銀河劇場） - 斉藤・谷・北川愛・竹内彩・北川綾[600]
- SKE48版「ハムレット」（2019年4月18日 - 21日、品川プリンスホテル クラブeX） - 松井珠・古畑・鎌田・高柳・佐藤佳・野島・熊崎・北川愛[601]
- SKE48 Passion For You Presents SKE48 x 大人のカフェ 特別コント公演「今夜、あの橋の下で。」（2019年7月25日 - 27日、原宿クエストホール）[602]
- 博多座開場20周年記念公演「仁義なき戦い〜彼女（おんな）たちの死闘編〜」（2019年11月9日 - 14日・16日 - 24日、博多座）[注釈 87][603]
- 舞台「LIAR GAME murder mystery」（2023年3月11日、飛行船シアター） - 青木莉・岡本・日高・鎌田・谷・林美・原優寧[604]

### ネット配信
現在のレギュラー番組
- 東海ラジオ SKE48 2じゃないよ!and 3じゃないよ!（2015年6月30日 -、YouTube）
- SKE48の非公式ちゃんねる（2021年1月27日 -、ニコニコ生放送）
- SKE48・⼆次元同好会 好きが⾼じて少し暴⾛してしまうこともあるかもしれません!（2024年7月10日 -、HiBiKi Radio Station）

過去のレギュラー番組
- おしゃべりやってまーす 第48放送（2010年3月24日 - 2011年5月4日、K'z Station） - 中西・平松・古川
- ブロードバンド東海ラジオ SKE48 1+1は2じゃないよ!（2010年11月9日 - 2015年7月31日、東海ラジオHP上でのストリーミング配信）
- SKE48の私立SPA!学園（2011年1月27日 - 2012年10月22日、ニコニコ生放送）
- おしゃべりやってまーす 第48放送2nd（2011年5月16日 - 2013年3月25日、K'z Station） - 加藤る・佐藤実・上野
- おしゃべりつづけまーす ハピ☆ホリ〜Happy Holic Days〜（2011年5月18日 - 2013年3月27日、K'z Station） - 中西・平松・古川
- ノブコブ&ゼブラ天使のキュイン×2バラエティ（2012年1月12日 - 2012年8月30日、サプライズチャンネル） - 小野・高田・出口・平田・古川
- ゼブラ天使&ノブコブのキュイ生（2012年6月5日 - 2012年7月3日、ニコニコ動画） - 高田・出口
- ゼブラエンジェル&ノブコブのキュイ生（2012年7月31日 - 2013年4月9日、ニコニコ動画） - 桑原・高田・出口・佐藤聖・古川・梅本・小林亜・鬼頭
- ノブコブ&ゼブラエンジェルのキュイン×2バラエティ（2012年9月6日 - 2013年4月25日、サプライズチャンネル） - 桑原・高田・出口・佐藤聖・古川・梅本・小林亜・鬼頭
- おしゃべりやってまーす 第48放送3rd（2013年4月1日 - 2014年3月31日、K'z Station） - 佐藤実・斉藤
- おしゃべりつづけまーす ハピ☆ホリ → おしゃべりつづけまーす ゆる☆ふる（2013年4月3日 - 2014年4月2日、K'z Station） - 加藤る・中西・古川・古畑
- ノブコブとゼブラエンジェルの友ぱち3on3（2013年5月16日 - 2014年2月27日、サプライズチャンネル） - 出口・佐藤聖・古川・梅本・小林亜・鬼頭
- 旅打ちエンジェル!!ゼブラの旅打ち珍道中（2014年8月7日 - 2016年3月17日、サプライズチャンネル）
- 二次元同好会総本部（2014年4月9日 - 2015年03月25日、K'z Stationでのストリーミング配信） - 二次元同好会メンバー（毎月2、3名交代で出演）
- おしゃべりやってまーす 第48放送4th（2014年4月14日 - 2014年3月30日、K'z Stationでのストリーミング配信） - 佐藤実・斉藤+ゲストメンバー2名
- ブロードバンド東海ラジオ SKE48 1+1+1は3じゃないよ!（2014年4月24日 - 2015年7月31日、東海ラジオHP上でのストリーミング配信）
- SKE48の愛ドルPRIDE（2015年2月12日 - 6月28日、AmebaStudio）
- おしゃべりやってまーす 第48放送5th（2015年5月18日 - 2017年11月30日、K'z Stationでのストリーミング配信） - 大矢・斉藤+ゲストメンバー
- SKE48のマグレの缶詰（2015年5月31日 - 10月29日、ニコニコ生放送） - 柴田+ゲストメンバー3名
- マジすか学園5（2015年8月25日 - 10月27日、Hulu） - 松井珠・須田・谷・松村・古畑
- SKE48のはつのり!（2015年12月25日 - 2016年7月20日、ニコニコ生放送） - 柴田+ゲストメンバー3名
- すみれと鈴蘭!トークの掟48 （2015年12月25日 - 2017年12月29日、SMART USEN） - 山内・佐藤す
- SKE48ゼブラエンジェルのガチバトル ぱちばん!!（2016年5月5日 - 2019年3月21日、サプライズチャンネル） - 山内・荒井・大場美・斉藤・佐藤佳・須田・谷
- コレカケルアレ（2016年6月30日〈パイロット版〉・2016年7月5日 - 2018年3月27日、LINE LIVE）
- SKE48のダシヌキ（2016年9月16日、ニコニコ生放送） - 荒井+ゲストメンバー
- SKE48の裏むすび!（2017年7月24日 - 9月11日、SHOWROOM）
- SKE48のおしゃべりマンガサロン（2018年5月29日 - 2020年10月27日、FRESH LIVE）
- おしゃべりやってまーす 第48放送6th（2017年12月11日 - 2019年9月30日、K'z Station） - 北川綾・斉藤
- SKE48 金のおむすび（2018年4月3日 - 2019年3月26日、SHOWROOM）
- SKE48の楽屋ばなし（2019年1月22日 - 4月2日、Hulu）
- めちゃんこSKEEEEEEEEEE!!（2019年2月16日 - 4月13日、dTV）
- 4方8方美人（2019年3月29日 - 4月19日、大阪チャンネル） - 北川綾・鎌田・菅原
- SKE48・ゼブラエンジェルのガチばん!!（2019年5月30日・6月6日 - 11月21日、YouTube KYOURAKU CHANNEL） - ゼブラエンジェル
- SKE48の名古屋4局のアナウンサーを8週連続で呼び出したった。（2020年10月30日 - 12月18日、Locipo）
- SKE48の栄ちんちこちん（2019年5月7日 - 2021年3月31日、SHOWROOM） - 隔週平日
- おしゃべりやってまーす 第48放送7th〜支配人面談（2019年10月21日 - 2020年6月29日、チアーるTV） - 相川・斉藤
- SKE48の #レッツ STAY HOME（2020年4月22日 - 6月12日、Locipo）
- SKE48月曜日の元気魂!（2020年6月1日 - 2021年5月10日、Locipo、GYAO!） - 毎週月曜日
- カミングフレーバーのかわいい+（2020年8月1日 - 2021年1月31日、Locipo、GYAO!）
- SKE48のへーきん! → SKE48×東海テレビB面（2020年9月28日 - 11月9日【第1シリーズ】、2021年1月25日 - 4月19日【第2シリーズ】　ひかりTV、2020年11月9日 - 2021年1月18日【第1シリーズ】、2021年4月3日 - 7月3日【第2シリーズ】東海テレビ、2021年8月20日 - 2023年1月6日、東海テレビＢ面、Locipo）
- カミングフレーバーの全力プラス3分感!（2021年2月6日 - 5月8日、Locipo、GYAO!）

過去の単発番組
- ノブコブとゼブラエンジェルの友ぱち3on3 生とも募集スペシャル!!（2013年9月24日、ニコニコ動画） - 小林亜・古川
- ノブコブとゼブラエンジェルの友ぱち3on3 チームメイト5000人いかなきゃ即終了スペシャル!!（2013年11月19日、ニコニコ動画） - 小林亜・梅本
- ゼブラエンジェル&ノブコブの2014ゼブラエンジェル大改造生会議（2014年1月14日、ニコニコ動画） - 出口・佐藤聖・古川
- ゼブラエンジェル&ノブコブのニコ生 せぇ〜らパ〜プル卒業スペシャル!!（2014年2月11日、ニコニコ動画） - 出口・佐藤聖・小林亜
- ゼブラエンジェル&ノブコブのニコ生 〜新メンバーオーディション〜（2014年3月13日、ニコニコ動画） - 小林亜・古川・梅本
- 古柳の不安定でいきませう。（2014年3月18日、ニコニコ動画） - 高柳・古川
- ゼブラエンジェル&ノブコブのニコ生 〜新生活、新たな一歩を踏み出そうスペシャル!〜（2014年4月8日、ニコニコ動画） - 小林亜・古川・梅本
- 新生ゼブラエンジェル発表生会見 〜ゼブラエンジェルの未来とは?〜（2014年7月1日、ニコニコ動画） - 竹内舞・矢方・古川・山下・梅本・小林亜・斉藤
- ゼブラエンジェルのぱちんこ夏期講習スペシャル（2014年9月1日、ニコニコ動画） - 竹内舞・矢方・斉藤
- ゼブラエンジェル&ノブコブのニコ生 ぱちんこ秋季講習スペシャル〜居残りもあるよ〜（2014年11月4日、ニコニコ動画） - 矢方・梅本・小林亜
- SKE48 16thSG「12月のカンガルー」発売SP 24H走り抜け!!生放送で欲しがってもいいですか?（2014年12月9日 - 10日、ニコニコ生放送）
- 美奈・すみれ・明音・愛李 女だけのSPクリスマスNIGHT（2014年12月24日、AmebaStudio） - 大場美・佐藤す・高柳・古川
- ゼブラエンジェル&ノブコブのニコ生 〜もう20日だけどあけおめスペシャル〜（2015年1月20日、ニコニコ動画） - 竹内舞・矢方・古川・山下・梅本・小林亜・斉藤
- ゼブラエンジェル&ノブコブのニコ生! 緊急開催!あいりん&こあみ まさかの大卒業SP! 〜サプライズパーティーもあるよ〜（2015年3月10日、ニコニコ動画） - 竹内舞・矢方・古川・山下・梅本・小林亜・斉藤
- SKE48 17thシングル「コケティッシュ渋滞中」発売記念!笑いあり、涙あり、スベり無し!生放送17時間ぶっとおしSP!!（2015年3月21日 - 22日、ニコニコ生放送）
- ゼブラエンジェル&ノブコブのニコ生 新メンバー大発表!〜もちろんサプライズもあるよSP〜（2015年6月15日、ニコニコ動画） - 竹内舞・矢方・山内・山下・梅本・斉藤・辻
- SKE48冬のユニット祭り ラブ・クレッシェンドリリース記念 〜ウチらにもチャンスをくれッシェンド〜（2015年11月14日、ニコニコ生放送）
- SKE48 19thシングル「チキンLINE」発売記念特番!（2016年3月29日、LINE LIVE）
- SKE48 あなたの期待に応えまSHOWROOM特番（2016年9月20日、SHOWROOM） - 北川綾・江籠・熊崎
- SKE48の旅好き!powered by HotelsCombined（2016年11月11日、FRESH!） - 大場美・江籠・二村・荒井
- LINE LIVE × SKE48（2016年12月1日、LINE LIVE ） - 江籠・市野・福士
- SKE48 MV COLLECTION〜箱推しの中身〜発売記念特番（2016年12月9日、LINE LIVE）
- SKE48のThe NIGHT（2017年1月20日、AbemaTV ） - 大場美・松村・須田
- SKE48のモテる男子製作委員会（2017年4月15日、AbemaTV） - 北川綾・江籠・大場美・竹内彩
- SKE48の虫かご（2017年7月19日、LINE LIVE）
- SKE48×ESCA 46hワンダーエスカ!!みんなでつくる46th（2017年8月4日、SHOWROOM） - 大矢・北川綾・斉藤

### 携帯配信
- 学校の怪談（2012年7月20日 - 9月1日、BeeTV）
- アルイテラブル!again（2014年6月15日 -、Walker47）東海ウォーカーで連載中の「アルイテラブル!」のバックナンバー配信。スマートフォンで配信。
- SKE48の初恋のおにぎり〜ご当地おにぎりNo.1決定戦〜（2014年8月1日 - 12月26日、Walker47）毎週金曜日、スマートフォンで配信。

### CM・広告
- ハマっちゃいなよ! 中京テレビ（2009年4月 -、中京テレビ）
- 京楽栄開発
  - SUNSHINE SAKAE（2009年4月 - ）
  - サンシャインKYORAKU『ぱち好きみんなゼブラー』「それぞれのゼブラー 小野晴香」篇、「それぞれのゼブラー 桑原みずき」篇、「それぞれのゼブラー 高田志織」篇、「それぞれのゼブラー 出口陽」篇（2011年10月 - ） - 小野・桑原・高田・出口
- 四谷大塚 全国統一小学生テスト（2009年5月、CBC「なるほどプレゼンター!花咲かタイムズ」コラボレーションCM）
- びっくりドンキー（2010年5月17日 - 24日、テレビ愛知限定で7回のみの放送）[612] - 木下・松井玲・矢神・小木曽・高柳・向田
- 愛知県選挙管理委員会『参議院議員通常選挙』（2010年6月 - ） - 小野・出口・中西・平田・加藤智・佐藤実・古川・秦
- 花王 アタックNeo 〜日本全国水でECO〜「岐阜・節水の知恵があふれる水の町」（2010年8月14日、日本テレビ系「ズームイン!!サタデー」内にて放送） - 松井珠・斉藤・佐藤聖
- マイクロソフト『Kinect』（2010年10月4日 - ） - 松井珠・松井玲（スペシャルデュオ「キネクト」）
- ジーフット
  - ASBee×SKE48 ASBee100店舗達成記念「ASBee党 演説」篇（2010年10月 - ） - 大矢・木﨑・桑原・須田・高田・平田・平松・松井珠・松井玲・矢神・石田・小木曽・高柳・古川・向田・木本
  - ASBee×SKE48 HAPPY XMAS（2010年12月 -、ポスター） - 松井珠・松井玲・矢神・高柳・向田
  - ASBee×SKE48 初売り「ASBee党 記者会見」篇（2010年12月 - ） - 松井珠・松井玲・矢神・高柳・向田
  - ASBee×SKE48 GO!GO!フレッシャーズ（ポスター） - 大矢・木﨑・桑原・須田・高田・平田・平松・松井珠・松井玲・矢神・石田・小木曽・高柳・古川・向田・木本
  - ASBee×SKE48 SUMMER SALE「SUMMER SALE」篇（2011年7月 - ） - 松井珠・松井玲
  - ASBee×SKE48（2014年3月14日 -、ポスター） - 木﨑・松井珠・須田・高柳・山田み・東・古畑・木本・松井玲・北川綾・松村
  - ASBee×SKE48「モテキュン!マッドフット」（2014年3月14日 - ） - 石田・大矢・木﨑・松井珠・大場・柴田・須田・高柳・古川・山田み・東・梅本・古畑・木本・松井玲・北川綾
  - ASBee×SKE48「ネオビッグタン モテコーデ!」（2014年4月24日 - ） - 東・松井珠・古畑・山田み・須田・松井玲
  - ASBee×SKE48「通快クールビズシューズ」（2014年4月24日 - ） - 松井珠・高柳・柴田・須田・松井玲
  - ASBee×SKE48「デッキシューズでデッキル男子!」（2014年6月19日 - ） - 松井珠・松井玲
  - ASBee×SKE48「Meet you MADFOOT!」（2015年3月19日 - ） - 北川綾・松井珠・宮澤・古畑・須田
  - ASBee×SKE48「夏男子!サマーシューズ」（2015年6月18日 - ） - 北川綾・松井珠・宮澤・須田
  - ASBee×SKE48「ひと足ちがう、秋のマッドフット」（2015年9月17日 - ） - 北川綾・松井珠・宮澤・高柳・須田
  - ASBee×SKE48「Coleman スノーブーツ」（2015年11月9日 - ） - 北川綾・松井珠・宮澤・須田
- SKE48×ピザハット「ハットバリュー新登場!」篇（2011年3月上旬 -、日本ケンタッキー・フライド・チキン） - 「バンザイVenus」選抜メンバー16人
- Cook Do 香味ペースト「SKE100 作る」篇、「SKE100 食べる」篇（2011年10月24日 -、味の素）
- 日本モーターボート競走会 ボートピア名古屋
  - 「疾走篇」、「シゲキ篇」（2013年4月 -、） - 大矢・須田・松井玲・高柳・古川・矢方・松村
  - 「おいでよ・春篇」（2014年4月25日 - ） - 大場美・高柳・古川・佐藤す・柴田・須田・松井玲・松村
- 愛知トヨタ自動車（2013年8月 - 2019年3月）
  - 愛知トヨタ × SKE48 でぃすかば愛知！
    - 「出発」篇（2013年8月31日 - ） - 大矢・木﨑・松井珠・向田・柴田・須田・高柳・古川・木本・古畑・松井玲・北川綾
    - 「エンジン全開」篇（2013年12月24日 - ） - 木﨑・松井珠・須田・高柳・松井玲・北川綾
    - 「ドライブ」篇（2014年4月3日 - ） - 大矢・松井珠・大場美・柴田・須田・高柳・古川・東・木本・古畑・松井玲・北川綾

  - 愛知トヨタ × SKE48 FUN!FUN!FUN!カーライフ
    - 「MAKE FUN」篇（2015年6月5日 - ） - 東・北川綾・松井珠・宮澤・高柳・古畑・木本・佐藤す・柴田・須田・谷・松井玲
    - 「安心のかたち」篇（2015年10月25日 - ） - 東・北川綾・松井珠・宮澤・高柳・古畑・木本・佐藤す・柴田・須田・谷・後藤楽
    - 「変身」篇（2016年5月 - ） - 東・北川綾・松井珠・江籠・大場美・惣田・高柳・古畑・木本・熊崎・後藤楽・須田
    - 「東李苑の免許取得への道」篇（2016年5月 - ） - 東
    - 「私のFUNカーライフ!」篇（2016年11月 - ） - 東・北川・松井珠・江籠・大場美・惣田・高柳・古畑・木本・熊崎・後藤楽・須田
    - 「私のFUNカーライフ!躍動感」篇（2016年11月 - ） - 東・北川綾・松井珠・江籠・大場美・惣田・高柳・古畑・木本・熊崎・後藤楽・須田
    - 「私のFUNカーライフ!寝言」篇（2016年11月 - ） - 東・北川綾・松井珠・江籠・大場美・惣田・高柳・古畑・木本・熊崎・後藤楽・須田
    - 「マジカーエンジニア」篇（2017年5月 - ） - 北川綾・松井珠・江籠・大場美・小畑・惣田・高柳・古畑・木本・熊崎・後藤楽・須田
    - 「続・マジカーエンジニア A」篇（2017年11月 - ） - 小畑・松井珠・高柳・北川綾・江籠・大場美・惣田・古畑・熊崎・後藤楽・菅原・須田
    - 「続・マジカーエンジニア B」篇（2017年11月 - ） - 北川綾・須田・松井珠・江籠・大場美・小畑・惣田・高柳・古畑・熊崎・後藤楽・菅原
    - 「セール開催中・変装中」篇（2018年6月 - ）
    - 「驚きの大きさ」篇（2018年6月 - ）
    - 「卒業は、次へのスタート」篇（2019年1月27日 - ）
- 壱番屋 カレーハウスCoCo壱番屋
  - SKE48コラボキャンペーン第1弾推しトッピング対決!!（2013年10月16日 - 11月30日） - 大矢・木﨑・中西・松井珠・柴田・須田・高柳・古川・木本・松井玲・北川綾・松村
  - SKE48コラボキャンペーン第2弾スープカレーキャンペーン!（2013年10月1日 - 2014年1月16日）
  - SKE48コラボキャンペーン第1弾推しトッピン具対決!!2014（2014年9月16日 - 11月16日） - 大矢・二村・松井珠・宮澤・矢方・山内・阿比留・大場美・木下・高柳・古川・古畑・山田み・磯原・岩永・梅本・木本・小林亜・斉藤・柴田・須田・谷・松井玲・松村
  - うちココ!キャンペーン（2014年11月17日 - 12月31日）
    - 「うちココキャンペーン」篇（2014年11月17日 - ）[613]

  - SKE48コラボキャンペーン 推しトッピン具対決!!FINAL（2015年10月1日 - 11月15日） - 東・大矢・北川・後藤理・竹内舞・二村・松井珠・宮澤・宮前・山内・石田・大場美・惣田・高柳・古畑・松村・磯原・梅本・加藤る・鎌田・木本・熊崎・斉藤・佐藤す・柴田・須田・谷
  - SKE48×カレーハウスCoCo壱番屋 3周年感謝のプレゼントキャンペーン（2015年11月16日 - 2016年1月16日） - 松井珠・宮澤・高柳・松村・柴田
- アイア
  - SKE48 Passion For You
    - 楽屋トーク篇、ダンス篇（2013年11月13日 - ） - 「賛成カワイイ!」選抜メンバー16人+山田み
    - 12月のカンガルー（2014年）松井玲・山田み・大矢・小林亜・鎌田・大場美・松井珠・竹内彩・高柳・磯原・古畑・江籠・柴田・須田・宮前
    - 望遠鏡のない天文台（2016年3月30日 - ） - 大矢・後藤理・野口・二村・松井珠・荒井・江籠・白井琴・高柳・竹内彩・市野・加藤る・鎌田・木本・酒井・須田
    - 奇跡の流星群（2017年） - 江籠・大矢・鎌田・古畑・二村・須田・松井珠・大場美・高柳・竹内彩・後藤理・荒井・白井琴・青木・太田・松本慈
    - ビュッフェ篇、パーティ篇（2018年6月 - ）
    - ゲームしませんか?（2019年6月14日 - ） - 江籠・大場美・荒井・熊崎・鎌田・竹内彩・菅原・後藤楽・青木・太田・高柳・白井琴・野島・日高・坂本・松本[614]

  - COCODEAL（2017年8月・11月） - 大矢 / 一色
  - Stola.（2017年8月・11月） - 菅原 / 高木
  - RENAI KEIKAKU（2017年8月・11月） - 荒井 / 白井琴
  - RD（2017年8月・11月） - 後藤理 / 北川綾
- 名進研「夢に向かって走り出せ」篇（2013年11月14日 - 、教育企画） - 木﨑・松井珠・向田・木本・北川綾
- サムスン電子ジャパン「My First GALAXY」（2014年1月24日 - ） - 木﨑・松井珠・柴田・須田・高柳・古川・木本・古畑・松井玲・北川
- お名前.com×SKE48「SKE48.nagoya篇」（2014年3月19日 - 、GMOインターネット） - 木﨑・山田み・東・木本・北川綾[615]
- ディップ「バイトル」
  - バイトの探し方篇（2014年5月10日 - ） - 松井珠・松井玲
  - ご当地グルメのバイト篇（2014年6月22日 - ） - 北川・二村・松井珠・宮澤・岩永・須田・松井玲
- JAバンクサマーキャンペーン2014「ちょきんぎょランチコンテナ」篇（2014年6月2日 - 、三重県信用農業協同組合連合会） - 東・北川綾・松井珠・大場美・高柳・古川・古畑・木本・須田・松井玲
- SKE48×famima.com（2014年6月18日 -、ファミマ・ドット・コム） - 東・大矢・北川綾・二村・松井珠・宮澤・山内・石田・大場美・高柳・古川・古畑・山田み・岩永・梅本・木本・佐藤す・柴田・須田・松井玲・松村
- 長島観光開発
  - ナガシマスパーランド「ジャンボ海水プール」（2014年8月13日 - ） - 二村・松井珠・大場美・古畑・岩永・須田・松井玲
  - なばなの里「ウインターイルミネーション」（2014年12月16日 - ） - 松井珠・高柳・須田・松井玲
- 丸美屋「こだわり食感ヒーローショー」篇（2014年10月28日 - ） - フォーカード（大場美・高柳・古川・佐藤す）
- メガワールド（2015年6月28日 -、メガネ流通センター） - 東・江籠・熊崎
- 消灭都市（2015年11月12日 - 、上海东方明珠迪尔希） - 松井珠・松村・須田
- エスカ
  - SKE48×ESCA 45th「ワクワク!エスカレーション」（2016年4月26日 -、テレビCMあり） - 東・北川・松井珠・古畑・熊崎・後藤楽・須田
  - SKE48×ESCA 46th「ワンダーエスカ!!」（2017年4月 - ）
  - SKE48×ESCA 47th「吸引力エスカ」（2018年4月 - ）[616]
- 第24回参議院議員通常選挙（2016年6月 - 7月、愛知県選挙管理委員会） - 二村・松井珠・古畑・木本・熊崎[617]
  - 「選挙へ行こう」ドキュメントムービー[618]
    - #1「はじめての選挙」篇、#2「どうやって投票する?」篇、#3「期日前投票」篇、#4「投票へ行こう」篇

  - オフィシャル啓発ムービー[618]
    - 「私は行きます」篇、「初めての選挙」篇（ダイジェスト版）
- ローソン
  - SKE48 ローソンにいらっしゃいキャンペーン（中部地区限定）[619]
    - 第1弾 萌えよ!燃えよ!ドラゴンズ企画（2016年7月5日 - 7月18日） - 北川・松井珠・熊崎・後藤楽[619]
    - 第2弾 ガッツけ!ガッツだ!中部応援企画（2016年9月13日 - 9月26日） - 北川・松井珠・江籠・古畑・熊崎・後藤楽[620]
    - スペシャルパッケージ SKE48の恵方巻（3本入）（2016年12月 - 2017年2月） - 江籠・北川綾・熊崎・古畑[621]
    - Special Package SKE48純生クリームチョコレート9粒（2017年1月17日 - 2月14日） - 江籠・北川綾・熊崎・古畑[622]

  - SKE48×ローソン ずーっと、ほっと。キャンペーン（2017年11月14日 - 2018年1月5日、中部地区限定） - 井上・野村・松井珠・小畑[623]
- サガミチェーン → サガミレストランツ
  - あなたは塩派?タレ派? サガミ×SKE48 手羽先対決キャンペーン（2017年12月1日 - 2018年2月19日） - 塩派：須田・北川綾・江籠・大場美・惣田・矢作、タレ派：松井珠・小畑・古畑・高柳・後藤楽・熊崎[624][625]
  - サガミ48th×SKE48 10th キャンペーン（2018年4月8日 - ）[626]
- SKE48×JINROマッコリ（2018年3月7日 -、眞露） - 大場美・松村・惣田[627]
- GATSBY ギャツビー × SKE48ガチ勢サポーター「#ガチ勢応援」キャンペーン（2018年3月20日 -、マンダム） - 松村・須田・古畑[628]
- au「SKE48 のメンバーからメールが届いちゃう!」キャンペーン（2018年3月26日 - 4月30日、KDDI） - au NAGOYA、および愛知県内のauショップ[629]
- ラグーナテンボス（2018年4月 - ）[630]
- 豚旨うま屋ラーメン（2018年5月6日 -、ディ・エー・アイ） - 松井珠・古畑・鎌田[631]
- SKE48×ラーメンWalkerダブル10周年特別企画「明星 SKE48ラーメン部監修 進化系名古屋らーめん シビ辛鶏白湯」（2018年11月12日 -、明星食品 / KADOKAWA） - SKE48ラーメン部（高柳・須田・松村・高木・竹内彩・相川）[632]
- イオンカード（SKE48）（2018年11月13日 -、イオンクレジットサービス） - 松井珠・須田・大場美・惣田・古畑[633]
- 第25回参議院議員通常選挙（2019年7月、愛知県選挙管理委員会） - イメージキャラクター「ミライミツメ隊」（松井珠、須田、後藤楽）[634]
- レコチョク dヒッツ® powered by レコチョク SKE48新曲「FRUSTRATION」配信記念！myヒッツキャンペーン（2019年7月24日 - ）[635]
  - 「FRUSTRATION」発散ソングselected by 高柳明音（SKE48）
  - 夏のアゲアゲDANCE TUNE selected by 松本慈子（SKE48）
  - 騒げ！踊りたくなるPARTY TUNE selected by 野島樺乃（SKE48）
- セブンネットショッピング セブンネット文庫フェア「SKE48文庫」キャンペーン
  - 第一弾（2019年11月 - ）[636]
  - 第二弾（2019年12月 - ）[637]
- パートナーエージェント × SKE48（2020年） - 古畑・熊崎・高畑
  - #SKE48 高望みキャンペーン（2020年4月1日 - ）[638]
  - スペシャルムービー「SKE48 婚活体験記」（2020年7月 - ）[639]
    - #1 婚活業界「Study」篇
- ロキ・コンサルティング「SKE48 × I Check プロジェクト」篇（2020年9月 - ）[640][注釈 94][641] - 須田、古畑、熊崎、惣田、佐藤佳、井上
- 大垣共立銀行 コラボレーションユニット「OKB5」 - 太田・北野・鎌田・熊崎・佐藤佳[642]
  - 「みんなで踊ろうOKBソング」篇（2020年11月13日 - ）[643]
  - 「フラッグシップ」篇（2020年12月1日 - ）
- マルサンアイ / ベルク 「SKE48のおみそ汁リベンジャーズ〜マルサンアイ、覚えていてくれ〜」（2022年2月13日 - ）[644]
- SKE48の未完全TVタイアップCM
  - 第1弾 アズビル株式会社（2024年5月12日 - ） - 原[645]
  - 第2弾 ひだまりこころクリニック（2024年6月9日 - ） - 相川・上村・井上・倉島・坂本[646]
  - 第3弾 三井食品工業（2024年8月10日 - ） - 石黒・井上・北川愛・坂本・仲村・野村・倉島・佐藤佳・末永[647]
  - 第4弾 ひだまりこころクリニック（2024年12月23日 - ） - 荒野・大村・北川愛・野村・青木莉・中野・末永[648]

### イベント
2008年
- 24時間テレビチャリティーライブ（2008年8月30日、名古屋市・栄） - 柴木除く
- キャラホビ2008 C3×HOBBY SUNSHINE SAKAE出展ブース「AKB48×SKE48」（2008年8月31日、幕張メッセ国際展示場） - 松井珠・柴木除く
- メ〜テレ秋まつり2008（2008年9月27日・28日、名古屋市・久屋大通公園）
- 石田純一VS加藤晴彦 中京テレビ大感ちゃ祭 チュウキョ〜くんアイランド ガールズ ライヴステージ（2008年10月19日、名古屋市・久屋大通公園）
- 東海テレビ大感謝祭（2008年11月1日、名古屋市・久屋大通公園）

2009年
- SAKAEクリーン大作戦 with SKE48
  - 2009年2月28日、4月18日、6月20日、12月20日、2010年2月20日、3月13日、5月8日、11月14日 - 久屋大通公園内「久屋広場」
  - 2009年9月22日、11月28日、2011年4月17日 - 若宮広場
  - 2010年12月26日、2011年9月24日、12月10日、2012年6月10日、2016年6月25日、10月10日、2017年4月29日、10月1日 - 白川公園
  - 2011年7月11日 - 愛知県美浜町 小野浦海水浴場

- 広小路生誕事業イベント〜わくわく!ぞくぞく!広ぶらエコぶら350〜（2009年3月20日・21日、栄広場）
- 春コレ!2009オフィシャルサポーター（2009年3月20日・21日、オアシス21）
- なごや商業フェスタ2009オフィシャルサポーター（2009年4月9日、愛知県芸術劇場大ホール）
- キャラホビc3 in Hong Kong（2009年4月26日、中国・香港） - 桑原・中西・松井珠・松井玲・松下・山下も除く
- でらホビなごや（2009年5月5日 - 6日、名古屋市千種区吹上ホール）
- 母の日フェア（2009年5月7日 - 9日、SUNSHINE SAKAE B1Fグランドキャニオン広場）
- 一宮七夕祭り（2009年7月26日、一宮市）
- 世界コスプレサミット2009（2009年8月1日・2日） - チームKII、中西
- まるナツ!ガーデン2009（2009年8月1日、久屋大通り・久屋広場） - チームS
- 『KYORAKU モアサプライズ!!ナイター』サプライズステージ（2009年8月14日、クリネックススタジアム宮城） - 桑原・新海・高田・中西・平田・松井珠・松井玲・矢神・斉藤・高柳・古川・向田
- GO!SHIODOMEジャンボリー ワッショイ!2009（2009年8月24日、汐留 日テレプラザ） - チームS
- 24時間テレビチャリティーライブ（2009年8月29日）
- キャラホビ2009（2009年8月29日 - 30日、幕張メッセ国際展示場）
- 天白警察署一日警察官委嘱式・交通安全キャンペーン（2009年9月18日、平針運転免許試験場） - 大矢・小野・古川・前田
- Super★Premium vol.2（2009年9月19日、ダイアモンドホール）
- 環境デーなごや2009（2009年9月20日、久屋大通公園一帯）
- 久屋大通映像フェスティバル Sakae Movie Award 2009 表彰式（2009年9月20日、久屋大通公園、作品上映：名古屋テレビ塔4F特設上映室） - 松井珠・桑原
- メ〜テレ秋まつり2009 BOMBER-E秋まつりSP（2009年9月26日、久屋大通公園 久屋広場 - エンゼル広場） - チームKII
- 名古屋まつり（2009年10月4日、久屋大通公園 エンゼル広場） - チームKII（前田除く）
- 地域安全・暴力追放イベント（2009年10月17日、名古屋市立原小学校） - 大矢・平田・平松・森・石田・加藤智
- 名古屋文理大学 学園祭（2009年10月30日） - チームKII

2010年
- ぱちんこ・パチスロあしたのジョーファンフェスティバル〜あしたのために、打つべし!〜（2010年1月24日、東京ビッグサイト）
- セントレア・チャレンジキャンペーンwithSKE48&セグウェイ（2010年3月6日、中部国際空港） - 大矢・小野・高田・平田
- ふれ愛フェスタ2010（2010年3月20日、オアシス21銀河の広場） - チームS
- CBC GREEN LIVE（2010年3月21日、CBCホール） - 松井珠・松井玲
- 2010モータースポーツファン感謝デー（2010年3月7日、鈴鹿サーキット） - 大矢・小野・桑原・新海・須田・高田・中西・平田・平松・森・石田・斉藤・佐藤実・古川・松本梨・山田澪
- なごや水フェスタ（2010年6月6日、CBCホール） - チームKII
- 上海万博日本産業館「WCSスペシャルステージ」（2010年6月20日、日本産業館JALステージ） - 中西・松井玲・赤枝
- 第22回参議院議員通常選挙投票啓発広報部員（愛知県選挙管理委員会） - 小野・出口・中西・平田・加藤智・佐藤実・古川・秦
- スカパー!×PigooHD SPECIAL SKE48学園♥祭 バンドしちゃおうLIVE!!（2010年7月17日、渋谷DUO MUSIC EXCHANGE）
- まるナツ2010スペシャルライブ（2010年7月21日、SUNSHINE STUDIO）
- BIG WAVE 2010（2010年7月25日、オアシス21）
- 世界コスプレサミット2010（2010年7月31日・8月1日）
- 『KYORAKU モアサプライズ!!ナイター』サプライズステージ（2010年8月12日、クリネックススタジアム宮城） - チームKII
- 2010神宮外苑花火大会（2010年8月19日、明治神宮外苑）
- キャラホビ2010（2010年8月28日 - 29日、幕張メッセ国際展示場）
- 第12回日本ど真ん中祭り（2010年8月29日、名古屋市中心部）
- アイドルユニットサマーフェスティバル2010（2010年8月30日 - 31日、渋谷C.C.Lemonホール）
- 第一興商Presents「DAMスペシャルナイター」（2010年9月10日、福岡Yahoo! Japanドーム）
- SEOUL INTERNATIONAL DRAMA AWARDS 2010（2010年9月10日、韓国ソウル特別市・KBSホール） - 木﨑・松井玲・石田・小木曽・高柳・向田・若林
- 鈴鹿医療科学大学 学園祭（2010年11月7日） - チームKII
- 愛知県高校生フェスティバル「BIGフェスティバル」（2010年11月14日、愛知県体育館） - チームS
- AGESTOCK 2010（2010年11月23日、横浜アリーナ）

2011年
- JTB SKE48と行く! 2泊3日 楽園沖縄ツアー（2011年1月5日 - 7日および6日 - 8日）
- TOKYO GIRLS COLLECTION in NAGOYA（2011年2月19日、ナゴヤドーム） - 大矢・木﨑・木下・桑原・須田・高田・平田・平松・松井珠・松井玲・矢神・石田・小木曽・高柳・古川・向田・木本・山下ゆ・山田恵
- 第64回日本選手権競輪イベント（2011年3月1日 - 6日、名古屋市・名古屋競輪場）1日 - 大矢・平田・古川、2日 - 大矢・出口・中西、3日 - 高田・佐藤実・秦、4日 - 小野・出口・中西、6日 - 小野・出口・中西・加藤智・秦
- AKB48&SKE48合同握手会&SKE48ミニライブ（2011年3月11日、香港・西九龍中心）
- C3 in HONG KONG 2011（C3日本動玩博覧2011）SKE48 LIVE in Hong Kong 2011（2011年3月12日、香港会議展覧センター） - Team E
- ファミリーマート・東海テレビpresents SPRING STAGE 2011（2011年5月18日、中京大学文化市民会館・オーロラホール）
- “コカコーラ ゼロ”鈴鹿8時間耐久レース前夜祭（2011年7月30日、鈴鹿サーキット） - チームE
- “コカコーラ ゼロ”鈴鹿8時間耐久レース オープニングセレモニー（2011年7月31日、鈴鹿サーキット）
- めざましライブ2011（2011年8月2日、東京 台場 お台場合衆国 MUSICスタジアム）
- a-nation 10th Anniversary for Life Charge ▶ Go! ウイダーinゼリー（2011年8月13日、名古屋市・ポートメッセなごや野外特設会場）
- キャラホビ2011（2011年8月27日 - 28日、幕張メッセ国際展示場）
- 全国うまいもんまつりスペシャル（2011年11月6日、金沢市・石川県産業展示館3号館） - 磯原・上野・梅本・小林亜・酒井・柴田・高木・竹内舞・都築・中村・間野・山下ゆ・山田恵・今出・内山・斉藤
- 「とこなめもっと×2盛り上げ隊!!」トークショー（2011年11月19日、常滑市・ボートレースとこなめマーメイドホール）
- 中日ドラゴンズV2パレード・優勝報告会（2011年12月3日、名古屋市・久屋大通公園光の広場） - 中西・加藤智・菅・新土居・古畑
- セントレアあったかクリスマス2011（2011年12月10日、中部国際空港 セントレア4Fイベントプラザ） - 市野・今出・岩永・江籠・大脇・荻野・鬼頭・斉藤・菅・新土居・日置・藤本美・二村・古畑・宮前・山田み

2012年
- 「とこなめもっと×2盛り上げ隊!!」トークショー（2012年1月3日、2月25日、常滑市・ボートレースとこなめマーメイドホール）
- 中部パック2012（2012年4月14日、名古屋市・ポートメッセなごや エントランスホール内特設ステージ） - 岩永・鬼頭・新土居・藤本・松村
- つなげよう、ecoハート。〜幸せのカタチ〜ecoステージ（2012年6月9日、東京・汐留・日本テレビB2F特設ステージ）
- 天白警察署天白区防犯協議会定例総会（2012年6月12日、名古屋市文化小劇場） - 大矢・高田・出口・梅本・小林亜・柴田・新土居
- めざましライブ2012（2012年7月23日、東京・お台場・合衆国 MY BEAT スタジアム）
- 世界コスプレサミット2012（2012年8月4日） - 金子・竹内舞・鬼頭
- TOKYO IDOL FESTIVAL 2012（2012年8月4日、東京・お台場・晴海特設会場）
- 2012神宮外苑花火大会（2012年8月10日、東京・秩父宮ラグビー場）
- a-nation musicweek Charge Go! ウイダーinゼリー 〜IDOL NATION〜（2012年8月11日、東京・国立代々木競技場）
- TOKYO GIRLS COLLECTION in NAGOYA 2012（2012年9月1日、ナゴヤドーム）
- メ〜テレ秋祭り2012 BOMBER-E SPライブ（2012年9月29日、名古屋市・久屋広場 特設ステージ）
- 第17回炎の祭典（2012年9月8日、豊橋市・豊橋球場周辺特設ステージ）
- 東海テレビわんだほ感謝祭 SKE48 ムスメにいかが!?公開収録&ライブSP（2012年11月4日、名古屋市・久屋広場 特設ステージ） - チームKII
- SKE48メンバーと一緒に学べるAED講習会（2012年11月7日、日本赤十字社愛知県支部） - 木﨑・木本
- 岐阜県安全・安心フェア（2012年11月25日、各務原市・イオンモール各務原サニーコート） - 山田澪・上野・岩永
- 天白区一斉青色防犯パトロール出発式（2012年12月20日、名城大学） - 出口・加藤智・佐藤実・佐藤聖・梅本

2013年
- SUNSHINE SAKAEバレンタインイベント（2013年2月17日、SUNSHINE SAKAE B1F グランドキャニオン広場） - 大矢・菅・出口・中西・内山・梅本・金子・山下ゆ・江籠・二村
- 水上警察署・港警察署 防犯・交通安全広報キャンペーン（2013年2月20日、名古屋市港区） - 高柳・石田・向田・梅本・小林亜・柴田
- 17th TOYOTA BIG AIR in SAPPORO DOME（2013年2月24日、札幌市・札幌ドーム） - 大矢・木﨑・鬼頭・菅・須田・出口・中西・阿比留・井口・石田・高柳・秦・古川・松本梨・向田・矢方
- マジカルラジオ シークレットLIVE（2013年3月26日、東京・下北沢GARDEN）
- 春のPON!祭り（2013年3月29日、東京・汐留・日本テレビB2F 特設ステージ） - チームE
- 「春の全国交通安全運動」出発式・啓発キャンペーン（2013年4月5日、愛知県庁本庁舎） - 大矢・松本梨・小林亜
- 第29回共同通信社杯イベント（2013年4月29日、福井市・福井競輪場） - 大矢・須田・出口・中西・加藤智・佐藤聖・佐藤実・古川・矢方・梅本・小林亜・柴田
- ボートピア名古屋「ボートピア選抜スペシャルイベント!」（名古屋市・ボートピア名古屋）
  - 2013年5月19日 - 須田・矢方・松村
  - 2013年9月28日 - 大矢・矢方・松村
  - 2014年1月13日 - 大矢・古川・松村
  - 2014年3月8日 - 高柳・古川・松村
  - 2014年6月14日 - 大場美・古川・松村
  - 2014年9月27日 - 佐藤す・柴田・松村
  - 2015年1月12日 - 大場美・高柳・古川・松村
  - 2015年3月7日 - 柴田・須田・松村

- 名古屋けいりん「e-SHINBUN杯」ガールズケイリントークショー（2013年5月26日、名古屋市・名古屋競輪場） - 出口・中西・小林亜
- 第48回交通安全子ども自転車大会（2013年7月25日、名古屋市・名古屋市国際展示場） - 中西・岩永・梅本
- 美浜海遊祭2013 SKE48 SPECIAL LIVE SHOW（2013年8月2日、美浜町・小野浦海水浴場前特設ステージ） - 正規メンバー+北川綾+松村+山田み
- a-nation island powered by ウイダーinゼリー 〜IDOL NATION 2013〜（2013年8月10日、東京・国立代々木競技場第一体育館） - 石田・大矢・木﨑・新土居・松井珠・向田・矢方・大場美・須田・高柳・古川・木下・木本・菅・古畑・松井玲
- 三重県フェア（2013年8月18日、名古屋市・イオンモールナゴヤドーム前 1階セントラルコート） - 佐藤聖・出口・内山
- お台場合衆国2013「SKE48 めざましライブ」（2013年8月26日、東京都港区・お台場合衆国 Open Summer スタジアム） - 石田・磯原・大矢・木﨑・向田・矢方・大場美・柴田・須田・高柳・梅本・木下・木本・菅・古畑・松井玲
- ラグビートップリーグ開幕戦イベント（2013年9月1日、豊田市・豊田スタジアム） - 佐藤聖・出口・中西
- 御園座主催「錦秋名古屋 顔見世〜先生、『歌舞伎のイロハ』を教えて!!〜」トークショー（2013年9月24日、名古屋市・名古屋能楽堂） - 柴田・須田
- 天白警察署 防犯交通安全キャンペーン（2013年10月15日、名古屋市・名古屋自動車学校天白校） - 矢方・小林亜・佐藤実・梅本・木下
- 東京国際ミュージックマーケット ショーケース・ライブ（2013年10月22日、東京都港区・ホテル グランパシフィック LE DAIBA B1F） - 石田・磯原・大矢・木﨑・斉藤・中西・矢方・加藤る・小林亜・柴田・高柳・二村・古川・山下ゆ・梅本・木下
- 読書フェスティバル（2013年11月4日、名古屋市・名古屋市公会堂） - 磯原・江籠・鎌田
- 三重県警察音楽隊定期演奏会（2013年11月16日、三重県津市白山町・津市白山総合文化センター） - 内山・竹内舞・山本
- 名古屋高速道路全線開通記念 わくわくサンキューウォーク（2013年11月17日、名古屋市・名古屋高速4号東海線） - 大矢・柴田・古畑
- セントレアイルミネーション2013点灯式（2013年11月17日、中部国際空港 セントレア） - 磯原・小林亜・木本
- ユアエルム presents with you AUTUMN FESTIVAL（2013年11月30日、八千代市・ユアエルム八千代台店4階屋上特設ステージ） - 小林亜・二村・古川・松本梨・山田み・梅本・木本・宮前
- ウィンタービスタイルミネーション2013点灯式（2013年12月21日、東京・国営昭和記念公園） - 宮前・松村・北川綾

2014年
- 天白署・緑署 事件・事故緊急事案は110番キャンペーン（2014年1月10日、名古屋市・ヒルズウォーク徳重ガーデンズ） - 中西・小林亜・竹内舞・岩永・梅本
- 愛知県警察防犯対策授与式（2014年2月10日、津島市・愛知県立津島東高等学校） - 高柳・梅本
- SUNSHINE SAKAEチョコフォンデュ手渡しイベント（2014年2月15日、SUNSHINE SAKAE B1F グランドキャニオン広場） - 阿比留・石田・江籠・後藤理・斉藤・内山・高木・竹内舞・二村・山下ゆ
- SUNSHINE SAKAE PRESENTS SKE48 LIVE IN C3 HK 2014（2014年3月16日、香港・香港会議展覧中心） - 二村・岩永・木下
- 愛知県警察 春の交通安全運動キャンペーン「SKE48と交通安全を学ぼう!」（2014年4月8日、蒲郡市・ラグーナ蒲郡） - 柴田・高木
- 「未来とは? - 封入特典Special Zepp Event」
  - チームS（4月14日 Zepp DiverCity、5月12日 Zepp Nagoya）
  - チームKII（4月17日 Zepp Fukuoka、5月13日 Zepp Namba）
  - チームE（4月15日 Zepp Tokyo、5月15日 Zepp Sapporo）

- ViVi Night in TOKYO 2014 GIRL'S DREAM（2014年4月23日、Zepp Diver City TOKYO） - 石田・磯原・大矢・松井珠・柴田・須田・高柳・二村・東・岩永・梅本・木下・松井玲・水埜・宮前・北川綾
- あいち・なごや ESDフェスタ（2014年5月11日、長久手市・愛・地球博記念公園） - 梅本・柴田・須田
- ファミリーマート×東海テレビpresents BURN the LIVE!2014（2014年5月30日、名古屋市・日本特殊陶業市民会館）
- 東海ラジオ SKE48 1+1は2じゃないよ!公開録音 〜この番組はもうすぐ放送1000回だぜぇぇぇ!500+500は!1000じゃないよっ!inナゴヤドーム〜（2014年6月14日、名古屋市・ナゴヤドーム特設ステージ） - チームKII
- アイアSKE48スペシャルライブ2014（2014年6月16日、東京都渋谷区・アイア シアタートーキョー） - チームS・チームKII
- 中京競馬場 トヨタ賞中京記念ジョッキーイベント（2014年7月27日、豊明市・中京競馬場） - 大矢・矢方
- 徳川宗春道中&世界コスプレサミット 錦通りレッドカーペットパレード（2014年8月2日、名古屋市中区） - 石田・磯原・小林亜
- 美浜海遊祭2014 SKE48 SPECIAL LIVE SHOW（2014年8月4日、愛知県美浜町・小野浦海水浴場前特設ステージ） - 正規メンバー（竹内舞除く）+研究生
- 犬山扶桑地域安全大会（2014年8月21日、扶桑町・扶桑文化会館） - 高木・梅本・小林亜
- 海上自衛隊「砕氷艦しらせイベント」1日本部長（2014年10月3日、名古屋市・名古屋港） - 岩永・梅本・柴田
- ESDユネスコ世界会議PR壁面広告お披露目式（2014年10月10日、名古屋市・名古屋駅） - 東・梅本・木本・柴田・須田
- 千種警察署「一日女性警察官」（2014年10月11日、名古屋市・東山動物園） - 高木・山下ゆ・梅本
- 公益社団法人 半田青年会議所主催「創立50周年記念講演」イベント（2014年10月18日、半田市・半田市福祉文化会館） - 石田・江籠・大場美・日高・古川
- 2014 なばなの里 ウインターイルミネーション「冬華の競演」点灯式（2014年10月25日、桑名市・なばなの里） - 石田・惣田・山下ゆ
- あいち・なごやESD交流フェスタ「SKE48の未来をよくするのは、私たちひとりひとり」（2014年11月11日、名古屋市・オアシス21銀河の広場） - 東・古畑・梅本・木本・柴田・須田・山田み
- ナガシマリゾート開業50周年 スペシャルイベント（2014年11月11日、桑名市・ナガシマスパーランド） - チームS
- ナガシマリゾート広報イベント（2014年11月20日、桑名市・ナガシマスパーランド） - 佐藤実・惣田
- SUNSHINE SAKAE クリスマスツリー点灯式（2014年11月21日、SUNSHINE SAKAE） - 大場美・古川・惣田
- CBCラジオ「CBCラジオ秋まつり2014」（2014年11月22日、安城市・安城産業文化公園デンパーク） - 佐藤実・矢方・古川・松村
- なばなの里イルミネーションオープニング点灯式（2014年12月20日、桑名市・なばなの里） - 内山・加藤る・熊崎・酒井
- ボッチ★ボウル（2014年12月24日、名古屋市・名古屋グランドボウル） - 江籠・北野・竹内彩

2015年
- 成田山萬福院 節分追儺豆まき式（名古屋市・成田山萬福院）
  - 2015年2月3日 - 大矢・矢方・須田
  - 2016年2月3日 - 大矢・二村・内山

- SUNSHINE SAKAEチョコフォンデュ手渡しイベント（2015年2月14日、SUNSHINE SAKAE B1F グランドキャニオン広場） - 後藤・竹内舞・野口・二村・矢方・石田・内山・北野・神門・日高
- なごや環境大学オープンキャンパス10周年イベント（2015年3月1日、名古屋市・アスナル金山） - 石田・古川・髙寺
- 東スポ主催イベント「中京スポーツ杯レース予想会」（2015年3月15日、豊明市・中京競馬場） - 大矢・惣田
- 「チームラボ 学ぶ!未来の遊園地ふしぎ体験inナガシマスパーランド」オープニングセレモニー（2015年3月21日、桑名市・ナガシマスパーランド） - 二村・宮前・柴田
- SKE48 "コケティッシュ渋滞中”発売記念 リリースイベント@オアシス21（2015年3月22日、名古屋市・オアシス21）
- SKE48 in TOSまつり（2015年5月16日、大分市・テレビ大分本社） - 矢方・松村・木本・谷
- アイアSKE48スペシャルライブ2015（2015年7月22日、東京都渋谷区・アイア シアタートーキョー）
- 「フライングコースター アクロバット」オープニングセレモニー（2015年7月18日、桑名市・ナガシマスパーランド） - 東・北川綾・松本慈・髙寺
- CBCラジオ夏まつり2015（2015年7月25日、名古屋・栄 久屋大通公園） - 浅井・太田・小畑・片岡・川崎・後藤楽・杉山愛・髙畑・辻・野島・町・村井・上村・水野・白井琴・菅原
- SKE48×MADFOOT!ダブルダッチガチバトル（2015年7月26日、千葉市・イオンモール幕張新都心） - 東・北川綾・江籠・古畑・須田
- 世界コスプレサミット2015「錦通りレッドカーペットパレード」（2015年8月1日、名古屋市中区） - 石田・熊崎・髙寺
- TOKYO IDOL FESTIVAL 2015（2015年8月1日、東京都江東区・Zepp DiverCity）
- 美浜海遊祭2015 SKE48 SPECIAL LIVE SHOW（2015年8月13日、愛知県美浜町・小野浦海水浴場前特設ステージ）
- キャラホビ2015 SUNSHINE SAKAE 「SKE48」スペシャルステージ（2015年8月23日、幕張メッセ国際展示場） - 北川綾・二村・矢方・石田・内山・江籠・神門・斉藤・小畑・後藤楽・野島・一色・上村・白井琴・菅原・水野
- アニメイト栄一日宣伝大使トークイベント（2015年9月18日、名古屋市・名古屋パルコ） - 竹内舞・都築・熊崎・酒井・一色
- 愛フェス2015（2015年9月19日、長久手市・愛・地球博記念公園 大芝生広場） - 浅井・太田・小畑・川崎・後藤楽・末永・杉山愛・髙畑・辻・野島・町・村井・上村・白井琴・水野・菅原
- 2015 なばなの里ウインターイルミネーション点灯式（2015年10月23日、桑名市・なばなの里） - 大場美・江籠・熊崎
- 東海テレビ感謝祭2015（2015年10月24日、名古屋市中区・久屋大通公園） - 竹内舞・矢方
- すこやか交通宣言!フェスタ（2015年11月3日、名古屋市・名古屋自動車学校天白校） - 江籠・古畑
- とよた消防フェスタ2015（2015年11月7日、豊田市消防本部・中消防署） - 石田・大場美・高木・竹内彩
- 伊勢志摩サミット開催200日前イベント〜三重県フェア〜（2015年11月8日、東員町・イオンモール東員） - 竹内舞・内山・井田
- ぐでたまクリスマスツリー点灯式（2015年11月11日、SUNSHINE SAKAE B1F グランドキャニオン広場） - 江籠・小畑・菅原
- 岐阜北警察署1日警察署長（2015年12月11日、岐阜市・マーサ21） - 磯原・加藤る・斉藤
- ボッチボウル 怒りのデス・レーン（2015年12月24日、名古屋市・名古屋グランドボウル） - 松本慈・髙寺・福士

2016年
- ニッポン全国鍋グランプリ2016（2016年1月30日、和光市・和光市役所） - 青木・松村・福士
- SUNSHINE SAKAEバレンタインフェア チョコフォンデュ会（SUNSHINE SAKAE B1F グランドキャニオン広場）
  - 2016年2月12日、- 加藤る・後藤楽・町
  - 2016年2月18日、- 後藤理・二村・福士

- C3 in Hong Kong 2016「SUNSHINE SAKAE SKE48 Special Stage」（2016年2月19日、香港会議展覧センター） - 大矢・北川綾・野島・江籠・後藤楽・柴田
- 2016ジュニア・サミットin三重（2016年3月23日、東京都中央区・三重テラス） - 古畑・熊崎・柴田
- 伊勢志摩サミット「世界に届けたい日本フォトコンテスト」表彰式（2016年3月24日、総理大臣官邸） - 北川綾・松井珠・古畑・熊崎・後藤楽
- 焼津みなとまつり（焼津市・焼津港内港特設ステージ）
  - 2016年4月10日、- 青木・松村・福士
  - 2017年4月9日、- 青木・松村・福士

- NHKスポーツFes「じょしバス」（2016年4月17日、郡山市・郡山西部体育館） - 北川綾・二村
- SKE48 MORE SURPRISE CUP 2016 PRトークショー（2016年5月3日、SUNSHINE SAKAE B1F グランドキャニオン広場） - 青木・荒井・石田
- ボートピア名古屋 「築地口クライマックス 本間朋晃のパワーパーティー!」（名古屋市・ボートピア名古屋）
  - 2016年5月14日、- 加藤る・斉藤
  - 2016年8月21日、- 松村・斉藤

- 参議院議員通常選挙における巡回啓発用広報車出発式（2016年6月27日、愛知県庁本庁舎玄関前） - 後藤理・野口・山田樹・石田
- 参議院議員通常選挙啓発イベント 〜7/10は投票へ行こう!〜（2016年7月5日、名古屋市・アスナル金山） - 二村・古畑・木本
- 第15回 Kobe Love Port・みなとまつり（2016年7月18日、神戸市中央区・新港第二突堤） - 後藤理・野口・野島・松本慈・矢方・山田樹・荒井・石田・内山・小畑・北野・井田・市野・菅原・髙寺・福士
- 「時をかける少女」公開10周年リバイバル上映ミニトークショー（2016年7月24日、東京都新宿区・角川シネマ新宿 シネマ1） - 鎌田・谷・一色
- 未来展2016（2016年7月27日・28日、名古屋市・吹上ホール） - 惣田・後藤楽
- CBCラジオ夏まつり2016（2016年7月31日、名古屋・栄 久屋大通公園） - 松本慈・山田樹・青木・荒井・江籠・北野・竹内彩・日高・井田・市野・鎌田・福士
- 速達生カンパイ広報部 夏の大宴会（2016年8月2日、名古屋・中区 金山ソウル） - 斉藤・松村
- a-nation island IDOL NATION 〜CASE OF YOYOGI “16”〜（2016年8月3日、国立代々木競技場第二体育館） - 東・大矢・北川綾・二村・松井珠・江籠・大場美・惣田・高柳・竹内彩・日高・古畑・木本・熊崎・後藤楽・斉藤・須田・谷
- 世界コスプレサミット2016「錦通りレッドカーペットパレード」（2016年8月6日、名古屋市中区） - 町・一色・上村
- TOKYO IDOL FESTIVAL 2016（2016年8月7日、お台場・青海周辺エリア） - 東・大矢・北川綾・二村・江籠・大場美・惣田・高柳・竹内彩・古畑・木本・熊崎・後藤楽・菅原・須田・谷
- さの秀郷まつり（2016年8月7日、佐野市・佐野市役所） - 青木・松村・福士
- 名古屋城宵祭り（2016年8月9日、名古屋市・名古屋城） - 矢方・石田・小畑・市野
- ローソンナイター!ミニライブ&始球式（2016年8月16日、名古屋市・ナゴヤドーム）
- SKE48 20thシングル「金の愛、銀の愛」商品お渡し会（2016年8月16日・17日・19日、SKE48劇場ロビー）
- 美浜海遊祭2016 SKE48 SPECIAL LIVE SHOW（2016年8月23日、愛知県美浜町・小野浦海水浴場前特設ステージ）
- 「やり過ぎ!サマーLIVE」at USJ（2016年8月24日、大阪市・ユニバーサル・スタジオ・ジャパン） - 犬塚・後藤理・杉山愛・野口・野島・松本慈・矢方・山田樹・青木・荒井・石田・内山・小畑・白井琴・髙塚・松村
- a-nation stadium fes. powered by dTV（2016年8月28日、味の素スタジアム） - 東・大矢・北川・二村・江籠・大場美・惣田・高柳・竹内彩・日高・古畑・木本・熊崎・後藤楽・斉藤真・谷
- C3TOKYO2016（2016年8月28日、幕張メッセ国際展示場） - 野口・松本慈・荒井・北野・市野・鎌田
- アイアSKE48スペシャルライブ2016（2016年8月30日、東京都渋谷区・アイア シアタートーキョー）
- 愛フェス2016（2016年9月17日、長久手市・愛・地球博記念公園 大芝生広場） - 野口・松本慈・荒井・北野・市野・鎌田・髙寺・福士
- C3 in BEIJING 2016（2016年10月3日、北京市・北京国家会議センター） - 松本慈・矢方・小畑・竹内彩・鎌田
- 第40回春日井まつり（2016年10月16日、春日井市・春日井市役所） - 市野・鎌田・木本・斉藤・菅原・須田
- SKE48 ZERO POSITION 2周年記念 ゼロポジ公演（2016年10月27日、赤坂BLITZ）
- THE BOWLING DEAD（2016年10月28日、名古屋市・名古屋グランドボウル） - 後藤理・都築・酒井
- 平成28年度愛知県ユネスコスクール交流会（2016年10月29日、名古屋市・名古屋市公会堂） - 二村・鎌田
- ギュウ農フェス in うつのみや（2016年10月30日、宇都宮市・オリオンスクエア） - 青木・松村・福士
- B.LEAGUE 横浜ビー・コルセアーズ本拠地公式戦ハーフタイムミニライブ（2016年11月6日、横浜市・横浜国際プール） - 小畑・北川綾・北野・木本・菅原・須田・高柳・日高・二村・古畑
- SUNSHINE SAKAEクリスマスツリーイルミネーション点灯式（2016年11月15日、SUNSHINE SAKAE B1F グランドキャニオン広場） - 野島・松本慈・内山・江籠・惣田・竹内彩
- 愛知県内一斉ノー残業デー街頭啓発活動（2016年11月16日、名古屋市・金山総合駅） - 後藤理・青木
- 豊田合成リンク内覧会 点灯式（2016年11月18日、名古屋市・オアシス21銀河の広場） - 北川綾・古畑・須田
- くらしをうつす－郷土の土人形展－（2016年11月24日、瀬戸市・愛知県陶磁美術館） - 石田・鎌田
- あいち花フェスタ2016（2016年11月25日、弥富市・総合社会教育センター） - 日高・木本
- ウインターイルミネーション「冬の光物語」点灯式（2016年11月26日、海津市・木曽三川公園センター） - 野口・荒井・北野・竹内彩・鎌田・髙寺・福士
- 「山・鉾・屋台行事」ユネスコ無形文化遺産登録記念横断幕設置式（2016年12月1日、愛知県庁西庁舎） - 後藤理・二村
- SKE48が届ける東海地方へのご旅行・特産品抽選会（2016年12月3日、旭川市・イオンモール旭川駅前、イオンモール旭川西、道の駅あさひかわ） - 江籠・古畑・市野
- 天白警察一日女性警察官 就任委託式（2016年12月10日、名古屋市・天白区役所） - 江籠・小畑
- 沖縄フリーライブ&ミニ握手会（2016年12月23日、西原町・サンエー西原シティ、那覇市・サンエー那覇メインプレイス） - 野島・荒井・小畑・北野・竹内彩・日高・熊崎・髙寺
- 有馬Week special event SKE48&NMB48サンタがやって来る!（2016年12月23日、豊明市・中京競馬場） - 青木・鎌田
- ボッチボウル 何度も言うよ君は確かにボッチを愛している（2016年12月24日、名古屋市・名古屋グランドボウル） - 一色・上村・水野

2017年
- 中警察署「110番の日」キャンペーン（2017年1月10日、名古屋市・アスナル金山） - 山田樹・青木・井田
- ニッポン全国鍋グランプリ2017（2017年1月28日、和光市・和光市役所） - 青木・松村・福士
- C3 in HongKong 2017「SUNSHINE SAKAE SKE48 Special Stage」（2017年2月10日、香港会議展覧センター） - 大矢・石田・小畑・鎌田・木本・熊崎・菅原・髙寺
- サンシャインサカエ SKE48バレンタインイベント（2017年2月13日、SUNSHINE SAKAE B1F グランドキャニオン広場） - 一色・町・白井琴・浅井・末永・髙畑
- 中警察署交通安全キャンペーン&緊急配備訓練（2017年2月24日、SUNSHINE SAKAE B1F グランドキャニオン広場） - 木本・斉藤
- あいち健康チャレンジオープニングイベント（2017年3月5日、名古屋市・オアシス21銀河の広場） - 荒井・北野・市野・菅原・髙寺・福士
- KANSAI COLLECTION 2017 SPRING & SUMMER（2017年3月19日、京セラドーム大阪） - 一色・大矢・北川綾・松井珠・江籠・大場美・小畑・高柳・古畑・木本・熊崎・後藤楽・佐藤す・菅原・須田・谷
- 日本橋 桜フェスティバル2017（2017年3月26日、東京都中央区・福徳の森） - 二村・木本・熊崎
- こち亀展×名古屋アイドルスペシャルトークショー（2017年4月29日、名古屋市・テレピアホール） - 鎌田・谷
- デンパーク20周年「ラブ・クレッシェンド」広報大使任命記念セレモニー（2017年4月29日、安城市・安城産業文化公園） - 北川綾・松井珠・江籠・小畑・熊崎・後藤楽・菅原
- SKE48 CAFE&SHOP 東京出張公演（東京都港区・フジテレビ本社イベントスペース）
  - 2017年4月30日 - 北川綾・惣田・日高・矢作
  - 2017年7月1日 - 大矢・上村・野島・町・井上・佐藤佳

- しゃちほこボーイズの君にシャチあれ!（2017年5月7日、名古屋市・湯〜とぴあ宝） - 荒井・鎌田
- 200日間自転車無事故無違反ラリー就嘱式（2017年5月11日、名古屋市・千種警察署） - 鎌田・熊崎
- anまかないフェス2017
  - 2017年5月13日・14日（大阪市・西梅田スクエア） - （13日）大矢・小畑・熊崎・斉藤、（14日）竹内彩・日高・北川愛・仲村・深井
  - 2017年5月20日（名古屋市・久屋大通公園エンゼル広場） - 一色・内山・菅原

- アニメイトカフェ名古屋店内覧会&トークイベント（2017年7月10日、名古屋市・サン・タウン名駅椿） - 都築・鎌田
- SKE48「意外に マンゴー」公演 Supported by ゼロポジ（2017年7月19日、Zepp Tokyo・Zepp Nagoya）
- こってりだけじゃない。ディスカバー愛知フェア（2017年7月22日、横浜市・クイーンズスクエア横浜） - 一色・江籠・竹内彩
- テレビ朝日・六本木ヒルズ 夏祭り SUMMER STATION（2017年7月25日、六本木ヒルズアリーナ） - チームE
- D-LOVE 盆×DANCEパーティー!（名古屋市・ナゴヤドーム）
  - 2017年7月29日 - 井上・白雪・仲村・野々垣・野村
  - 2017年7月30日 - 野島・松井珠・大場美・小畑・高柳・古畑・木本・後藤楽・斉藤・須田・井上・白雪・仲村・野々垣・野村・矢作

- CBCラジオ夏まつり2017（2017年7月30日、名古屋市・栄 久屋大通公園） - 北川綾・ 松本慈・山田樹・青木・荒井・江籠・北野・竹内彩・日高・井田・市野・鎌田・熊崎・末永・髙寺・福士 ＋（二村・斉藤）
- 夏の安全なまちづくり県民運動推進キャンペーン（2017年8月3日、名古屋市・イオンモール熱田） - 松本慈・太田・日高
- TOKYO IDOL FESTIVAL 2017（2017年8月6日、お台場・青海周辺エリア） - 大矢・北川綾・松井珠・江籠・大場美・小畑・北野・惣田・高柳・竹内彩・日高・古畑・木本・熊崎・後藤楽・須田・矢作
- 香川オリーブガイナーズ始球式&トークショー（2017年8月8日、高松市・レクザムスタジアム） - 荒井・松村・鎌田・髙畑・谷
- エスカ サマーカーニバル 夏の大抽選会（2017年8月16日、名古屋市・エスカセンタープラザ） - 江籠・北野・菅原・髙寺
- 美浜海遊祭2017 SKE48 SPECIAL LIVE SHOW（2017年8月24日、愛知県美浜町・小野浦海水浴場前特設ステージ）
- 第19回にっぽんど真ん中祭り（2017年8月25日、名古屋市・栄 久屋大通公園） - 青木・荒井・江籠・太田・大場美・小畑・白井琴・北野・高木・日高・水野・浅井・井田・市野・後藤楽・斉藤・佐藤す・末永・髙畑・谷・野村
- C3AFA TOKYO 2017 スペシャルステージ（2017年8月27日、幕張メッセ国際展示場） - 渥美・石川・石黒・井上・岡田・北川愛・倉島・坂本・佐藤佳・仲村・野々垣・野村・森平・矢作
- NAGOYA FUTSAL MINI WORLDCUP2017（2017年9月10日、名古屋市・テバオーシャンアリーナ） - 荒井・北野・髙畑
- メ〜テレ秋まつり2017（2017年9月23日、名古屋市・栄 久屋大通公園 久屋広場） - 一色・上村・野島・大場美・小畑・高柳・水野・後藤楽・末永・菅原
- 香川オリーブガイナーズ チャンピオンズシップ初戦（2017年9月30日、高松市・レクザムスタジアム） - 髙寺・髙畑
- 名岐ダービー 〜木曽川の合戦〜 SKE48トークショー （2017年10月1日、岐阜市・長良川競技場） - 町・太田・北野
- SKE48結成9周年ウィークオープニングイベント（2017年10月1日、SUNSHINE SAKAE B1F グランドキャニオン広場） - 大矢・上村・日高・福士
- アイアSKE48スペシャルライブ2017（2017年10月2日、東京都渋谷区・アイア シアタートーキョー）
- 「愛知デスティネーションキャンペーン2018プレキャンペーンKick off Day未来クリエイター愛知 ―想像を超える旅へ―」スペシャルトークショー（2017年10月3日、東京都千代田区・丸の内オアゾ） - 松井珠・小畑・須田
- 衆議院議員総選挙啓発事業 広報車出発式（2017年10月10日、愛知県庁本庁舎玄関前） - 内山・高木・鎌田・木本
- 衆議院議員総選挙啓発イベント 〜10/22は投票へ行こう!〜（2017年10月20日、名古屋市・ナディアパーク） - 大矢・山田樹・荒井・斉藤
- シンポジウム『アイドルと地域活性化〜SKE48と考える「北海道を元気にするプロジェクト」』（2017年10月20日、江別市・札幌学院大学） - 大場美・熊崎・惣田・谷
- めざましテレビpresents T-SPOOK TOKYO HALLOWEEN PARTY（2017年10月21日、東京都江東区青海） - 犬塚・青木・荒井・内山・江籠・大場美・高木・高柳・古畑・松村・鎌田・斉藤・佐藤佳・佐藤す・須田・髙畑
- 沖縄フリーライブ&ミニ握手会（2017年10月21日・22日） - 北川綾・松本慈・小畑・北野・竹内彩・日高・末永・菅原
  - 21日 - 那覇市・サンエー那覇メインプレイス
  - 22日 - 西原町・サンエー西原シティ、宜野湾市・サンエー宜野湾コンベンションシティ

- 第41回春日井まつり（2017年10月22日、春日井市・春日井市役所） - 荒井・内山・江籠・太田・古畑・水野
- ウッドワンダーランド2017（2017年10月29日、名古屋市・ポートメッセなごや） - 井上・野村・菅原
- 愛知ディステネーションキャンペーン全国販売促進会議（2017年10月31日、名古屋市・名古屋マリオットアソシアホテル） - 犬塚・青木・荒井・内山・惣田・高木・日高・古畑・松村・井田・鎌田・熊崎・斉藤・佐藤す・髙畑・谷
- 名城大学大学祭（2017年11月2日、名古屋市・名城大学） - 一色・井上・北川綾・松本慈・荒井・内山・江籠・太田・高柳・竹内彩・日高・市野・斉藤・後藤楽・髙寺・仲村
- 愛知県庁本庁舎公開イベント（2017年11月3日、愛知県庁本庁舎正面玄関ステージ） - 山田樹・江籠・日高
- エスカ サンクスフェスタ 秋の大抽選会（2017年11月5日、名古屋市・エスカセンタープラザ） - 北川愛・佐藤佳・坂本・仲村
- 愛知県内一斉ノー残業デー街頭PR（2017年11月15日、名古屋市・金山総合駅） - 鎌田・髙畑
- 愛知県「アジア大商談会」交流会（2017年11月16日、名古屋市・ヒルトン名古屋） - 矢作・木本・髙畑
- We Love Dance オドッチャオ!フェスティバル2017（2017年11月19日、札幌市・北海道立総合体育センター） - 一色・井上・大場美・竹内彩・野村・日高
- デンパーク「ウィンターフェスティバル2017」点灯式（2017年11月25日、安城市・安城産業文化公園デンパーク） - 小畑・熊崎・菅原・後藤楽
- 第70回全国植樹祭ラッピングカー受渡式（2017年11月29日、愛知県庁本庁舎正面玄関前） - 小畑・高柳・須田
- 「あいち航空ミュージアム」オープニングイベント（2017年11月30日、豊山町・あいち航空ミュージアム） - 北川綾・小畑・須田
- やぐフェス〜アイドルを原宿で見るか、アベマで見るか〜（2017年12月3日、原宿アストロホール） - 北川綾・山田樹・竹内彩・日高・熊崎・斉藤・谷
- 千種警察署無事故無違反達成表彰式（2017年12月14日、名古屋市・千種警察署） - 大場美・古畑
- エスカ クリスマス抽選会（2017年12月23日、名古屋市・エスカセンタープラザ） - 一色・井上・野村・松本慈
- デジタル掛け軸〜光のアートウォール〜Xmas & New Year 点灯式（2017年12月23日、小矢部市・三井アウトレットパーク北陸小矢部） - 江籠・大場美・古畑

2018年
- LAGUNA MUSIC FES.2018 新春スペシャル（2018年1月5日、蒲郡市・ラグーナテンボス）
- 中警察署「110番の日」キャンペーン（2018年1月9日、名古屋市・アスナル金山） - 鎌田･谷
- ニッポン全国鍋グランプリ2018（2018年1月27日、和光市・和光市役所） - 青木・松村・福士
- あいちトリエンナーレ地域展開事業〜あいちアートプログラム〜（2018年2月3日、一宮市・イオンモール木曽川） - 青木・竹内彩・鎌田
- こってりだけじゃない。ディスカバー愛知フェア（2018年2月4日、東京都千代田区・KITTE） - 荒井・北野・竹内彩
- C3 AFA HONG KONG 2018（2018年2月9日、香港会議展覧センター） - 一色・井上・松井珠・松本慈・江籠・熊崎
- にいがた食の陣・当日座オープニングセレモニー（2018年2月10日、新潟市・古町7番町） - 松村・谷
- 大学対抗 女子大生アイドル日本一決定戦「UNIDOL」（2018年2月13日、新木場コースト）
- 第2回「さのまるの日イベント ご当地グルキャラ大作戦〜もっとさのまるかじり〜」（2018年2月24日、佐野市・佐野市役所） - 青木・松村・福士
- あいち健康チャレンジ啓発イベント（2018年3月3日、名古屋市・アスナル金山） - 井上・杉山愛・野島・佐藤佳
- モレラ岐阜リニューアルオープン1日PR大使（2018年3月24日、本巣市・モレラ岐阜） - 町・太田・末永
- 中京テレビ番組まつり2018（2018年3月24日、名古屋市・中京テレビ放送本社） - 江籠・北野・竹内彩・日高・鎌田・熊崎・後藤楽・菅原
- SKE48 360°3Dシアターオープン記念トークショー（2018年4月22日、蒲郡市・ラグーナテンボス） - 北川綾・小畑・惣田・高柳・熊崎・菅原
- アジアジュニア陸上大会2018PRイベント（2018年4月30日、多治見市・星ヶ台陸上競技場） - 北野・松村・福士
- 前略、西東さん出張ライブinボートレース蒲郡（2018年5月3日、蒲郡市・蒲郡競艇場） - 大場美・日高・矢作・熊崎・佐藤佳・谷
- 永谷園Presents“お茶漬けの日スペシャルマッチ”（2018年5月17日、ナゴヤドーム） - 松井珠・竹内彩・日高
- 「ラグーナテンボス×SKE48」 トークショー（2018年5月19日、蒲郡市・ラグーナテンボス） - 松井珠・江籠・北野・日高・古畑
- 第70回全国植樹祭1年前記念イベント（2018年5月19日、愛西市・親水公園総合体育館） - 井上・野村・大場美・須田
- SKE48の私立SPA!学園〜一夜限りの復活祭〜（2018年5月20日、LOFT9 Shibuya・東京都渋谷区） - 古畑・斉藤・須田
- 吸引力抽選会（2018年5月28日、名古屋市・エスカセンタープラザ） - 犬塚・杉山・都築・野島
- 交流戦開幕シリーズ2018 オレたちの交流戦（名古屋市・ナゴヤドーム）
  - 2018年5月29日 - 井上・野村・江籠・小畑・高柳・日高
  - 2018年5月30日 - 竹内彩・日高・鎌田・熊崎・斉藤・須田
  - 2018年5月31日 - 野島・松井珠・高木・竹内彩・日高・末永

- FC岐阜スペシャルスタジアムLIVE（2018年6月2日、岐阜市・長良川競技場） - 町・太田・相川・末永・菅原・髙畑

2021年
- TOKYO IDOL FESTIVAL 2021（2021年10月1日 - 10月3日、お台場・青海周辺エリア）

2022年
- SUMMER ZEPP TOUR
  - チームS（7月18日 Zepp Nagoya、8月6日 Zepp Fukuoka）
  - チームKII （8月20日 Zepp Nagoya、8月27日 Zepp Osaka Bayside）
  - チームE（7月24日 Zepp Haneda（TOKYO）、8月13日 Zepp Sapporo）

2024年
- TOKYO IDOL FESTIVAL 2024 supported by にしたんクリニック（8月2日 - 4日〈予定〉、お台場・青海周辺エリア）
  - 8月2日

### ミュージック・ビデオ
※48グループの楽曲以外。
- WORLD ORDER「SINGULARITY」（2017年3月12日）[751] - 江籠・北川綾・北野・熊崎・髙寺・日高・松本慈

## 書籍

### 雑誌・新聞・Web連載
- B.L.T. 中部版（2008年9月 -、東京ニュース通信社）
- 東海ウォーカー（角川マーケティング）
  - 2009年1/5発売号より「素カット!SKE48」を連載。（2009年1月5日 - 2013年3月12日）
  - 2013年10/19発売号より「タメシテラブル!」、「アルイテラブル!」を連載。（2013年10月19日 - 2017年2月20日）
  - Walker+にて「アルイテラブル!2」・「SKE48のふぅふぅ女子♥」を連載。（2017年3月17日 - ）
  - 2017年4/20発売号より「SKE48がナビ 昼神温泉で女子たびっ」を不定期連載。（2017年4月20日 - ）
- サイゾー（2010年6月18日 - 2011年11月16日、サイゾー） - 2010年7月号より「大人のための二次元講座」を連載。
- SPA!（扶桑社）
  - 「私立SPA!学園 SKE48部」を連載。（2010年6月29日 - 2012年7月17日）
  - 「SKE48謎解きParts」を連載。（2012年10月16日 - 2014年7月29日） - 2012年10月23日号よりGoogle+との連動企画。
  - 「SKE48ふたり遊び」を連載。（2014年8月5日 - ） - 2014年8月12・19日合併号よりGoogle+との連動企画。
  - 「ずぶ濡れSKE48」を連載。(2019年9月10日 - )
  - 「恋落ちSKE48」を連載。(2025年1月7日 - )
- 朝日新聞名古屋本社版（朝日新聞社）
  - 「SKE48の社会科見学」を毎週水曜日に連載。（2010年8月19日 - 2011年3月30日） - メ〜テレ「どですか!」共同企画[752]。
- 月刊TVnavi中部版（2010年11月号 - 2011年10月号、産経新聞社） - 「SKE48の芽〜SaKaEから全国へ!」を連載[753]。
- 中日スポーツ（2010年11月9日 - 2011年2月24日、中日新聞社） - 「SKEtch（すけっち）48」を連載。
- 朝日新聞朝刊 Asahi+C（朝日新聞名古屋本社）
  - 「SKE48のグッジョブ」を連載。（2012年10月14日 - 2014年5月11日、朝日新聞デジタルでも2012年9月9日 - 2014年5月13日にWeb配信）
  - 「SKE48のいただきますっ!」を連載。（2014年5月25日 - 2015年3月22日、朝日新聞デジタルでも2014年5月23日よりWeb配信）
  - 「SKE48のfor you」を連載。（2015年5月10日 -  / 朝日新聞デジタル：5月11日よりWeb配信）[754]
- アニメージュ（2013年7月10日 -、徳間書店） - 「SKE48二次元同好会×アニメージュ「にじあに!!」」を連載。
- グラつく!!〜SKE48のグラビアをみんなでつくろう!〜（2013年9月5日 - ） - SKE48 Mobileと「グラビアザテレビジョン」（角川マーケティング）との連動企画。
- エンタメNext（2014年1月28日 - 5月31日、徳間書店） - 「SKE48研究生に48の質問」を連載。毎週1名ずつ出演。火・木・土曜日Web配信。
- TV fan（2014年9月24日 - 、共同通信社） - 2014年11月号より「SKE48の 幸せの小箱」を連載。
- New Roses Web（2014年10月29日 - 2015年11月18日、産経デジタル） - 「SKE48がバラを育ててみました」を連載[755]。
- EX大衆（双葉社）
  - 「成り上がれ!須田塾大学名古屋校」を連載。（2015年1月15日 - 2016年5月14日）毎月須田とメンバー1名が出演。
  - 「惣田紗莉渚のTOPを狙え!」を連載。（2016年6月15日 - ）
- Top Yell（2015年8月6日 - 2016年6月6日、竹書房） - 「SKE48魂の伝承!」を連載。
- WEBザテレビジョン（2021年1月26日 - 、KADOKAWA） - ニコニコチャンネル「SKE48 × ザテレビジョン」連動連載[756]。
- TV Bros.WEB（東京ニュース通信社）
  - TV Bros. note版にて「SKE48 12周年連動企画 SKE48のスキ！」を連載。（2020年10月2日 - ）[757]
  - 28thシングル『あの頃の君を見つけた』発売記念企画「SKE48のナイショ話」（2021年8月20日 - 9月30日、全29回+総集編）[758][759]。
  - SKE48のたまにはアツく語らせて！（2021年10月31日 - ）[760]
  - 29thシングル『心にFlower』発売記念4daysインタビュー「花束をあげたい人は誰？」（2022年3月4日 - 9日）[761]

### 漫画作品
- 今日も天使のお仕事中!!（竹書房「漫画パチンコ777」、2010年11月号 - 2012年5月号） - ゼブラ天使 キュインキュイ〜ンの漫画化作品。

## 商品展開

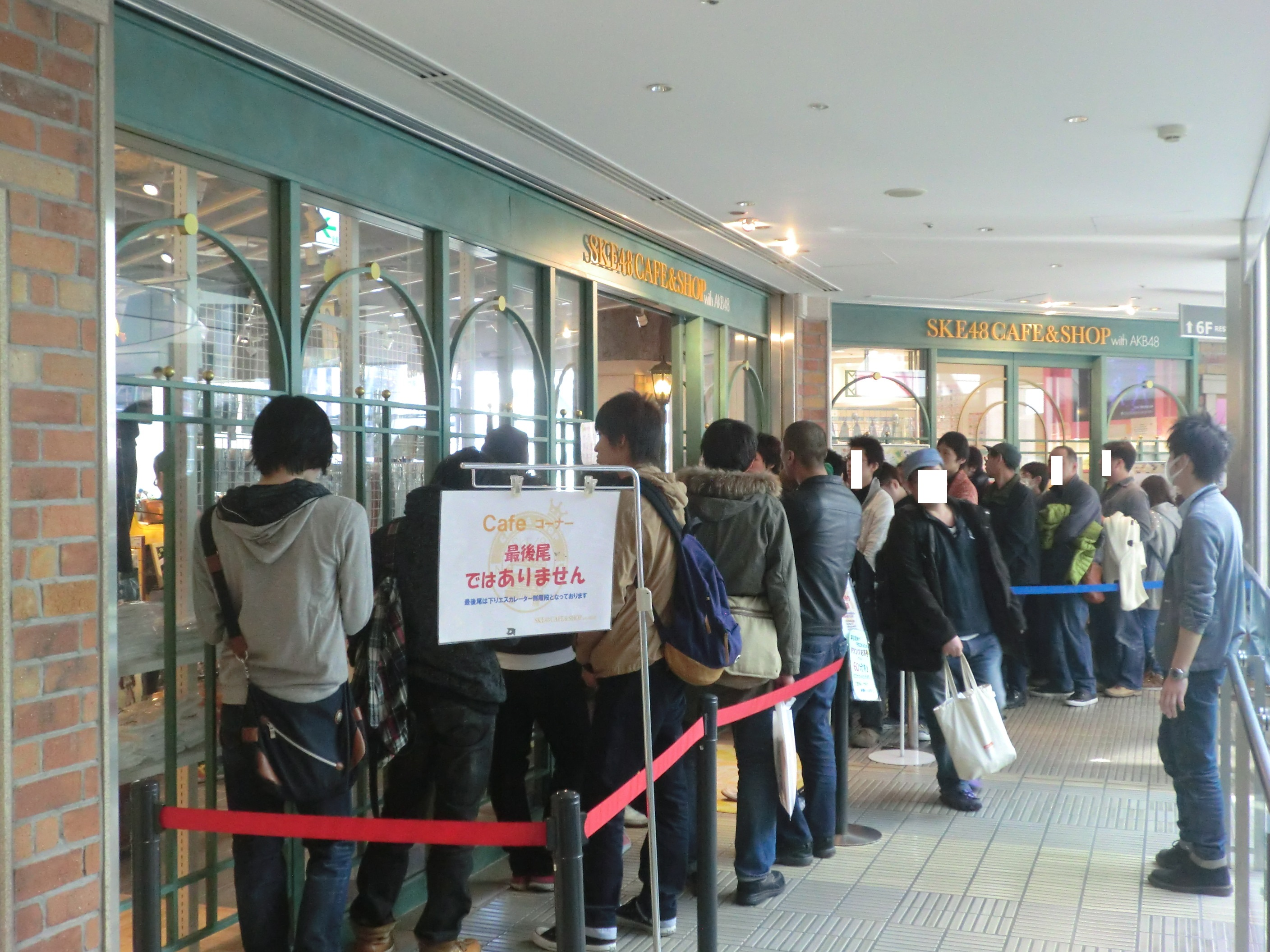
SKE48 CAFE&SHOP with AKB48

- SKE48 OFFICIAL GOODS SHOP SHIBUYA（東京都渋谷区、2010年10月1日 - 2012年9月末）[762][763]
- SKE48 CAFE&SHOP with AKB48（サンシャイン栄5階、2012年12月9日 - 2018年12月30日。2010年10月1日 - 2012年11月15日まで「SKE48名古屋Shop（Shop48 official Store）」として営業していたものがリニューアル）[764][765][766]
- SKE48 OFFICIAL NET SHOP（ネットショップ、2011年4月19日 -。2009年8月3日から「SKE48オンラインショップ」として営業していたものがリニューアル）[767][768]
- SKE48 LIVE!! ON DEMAND（DMM.com、2011年7月26日 - ） - SKE48劇場での連日の公演を、ライブ（生中継）やアーカイブで配信[769][770]。過去には、中京テレビ『SKE48の世界征服女子』を同局放送域外での視聴を念頭に置いて再配信していた[771]。

## 広報活動など
- 鈴鹿サーキット モータースポーツ応援団（2010年2月18日 - 2011年7月31日）[772]
- 「誰かのために」プロジェクト（2011年5月11日 - ）
- LOVEあいちサポーターズ あいち広報大使（2011年7月19日 - ）[773]
  - 平成30年度 ポスター・「愛知デスティネーションキャンペーン(DC)」連携観光PR動画[774]
- 愛知県警察 広報大使（2013年4月1日より1年間）[775]
- 日本赤十字社「JOIN!赤十字は、あなたの力を待っている。」キャンペーン（2013年8月11日 - ）
- 名古屋市消防団サポーター（2013年9月2日 - ）[776]
- ESDあいち・なごや広報大使（2014年5月11日 - ）[777]
- 長島観光開発 ナガシマリゾート広報大使（2014年8月11日 - 2016年7月31日）
- 東海旅客鉄道（JR東海） リニア・鉄道館 特別親善大使（2015年4月21日 - ）[778][779]
- ESCA 45th広報大使（2016年3月28日 - ）[780]
- 愛知県選挙管理委員会 第24回参議院議員通常選挙 選挙啓発メッセンジャー[617]
- 沖縄マンゴー大使（2017年7月14日 - ）
- 第70回全国植樹祭あいち2019 PR隊「チーム森ずきんちゃん」（2017年10月13日 - ）
- 愛知県選挙管理委員会 第48回衆議院議員総選挙 選挙啓発メッセンジャー[781]
- FC岐阜応援隊（2019年 - ）
  - 歴代固定メンバー：北野瑠華（初代隊長、県人。卒業に伴い2024年6月2日のホームゲームを以て退任[782]）、太田彩夏（初代副隊長、県人。北野卒業に伴い2代目隊長に昇格[783]）、伊藤実希（愛知県人。北野卒業に伴う玉突き人事で県外人乍ら2代目副隊長に就任[783]）
  - 通常は固定メンバー以外のメンバーが交替で加わり活動する。
  - なお応援隊発足以前に当時のメンバーだった町音葉が2017年から2シーズン、個人で「応援アンバサダー」を務めた[784][785]。
- 新型コロナウイルス疫学調査「I Check プロジェクト」アンバサダー（2020年9月 - ）[641][786]
- Locipo "Locipo新しいこと始めました！"公式サポーター（2020年10月23日 - ）[787]
- 愛知県 高齢者交通安全広報大使（2023年9月 - ）[788]
- 豊田自動織機シャトルズ愛知応援隊（2024年12月9日 - ）[789]
- JR東海×「浜名湖サイクリングプロジェクト」公式アンバサダー（2025年5月19日 - ）[790]
- メンズ脱毛サロン「メンズクリア」イメージキャラクター（2025年6月6日 - ）伊藤虹・大村・河村・中坂[791]
- VALORANT女性eスポーツチーム「amshy」（2025年8月19日 - ）野村・松川・荒野・河村・長谷川・川村・立花[792]

## オーディション
- 合格者・不合格者のうち太字となっているのは2025年7月1日現在、在籍しているメンバー[18]

主な実施要項（多少異なることがある）
- 応募資格：SKE48メンバーとして芸能活動でき、日常的にSKE48劇場へ通い活動ができる者。10歳以上のプロダクションに所属していない女性、経験不問[201]。
- 一次審査：書類選考
- 二次審査：面接
- 三次審査：ダンス審査、歌唱審査
- 最終審査：適性審査

### 第1期生オーディション
応募総数2670名、最終審査2008年7月30日実施、合格者22名、競争倍率121倍、同年8月23日お披露目
合格者：稲垣ほなみ、大矢真那、尾関きはる、小野晴香、桑原みずき、佐藤聖羅、佐藤実絵子、柴木愛子、新海里奈、鈴木きらら、高井つき奈、高田志織、出口陽、平田璃香子、平松可奈子、前川愛佳、松井珠理奈、松井玲奈、松下唯、森紗雪、矢神久美、山下もえ
- 主な不合格者：阿比留李帆（2期生）、鬼頭桃菜（2期生)[794]、田中若葉[要出典]、若林倫香（2期生）

### 第2期生オーディション
応募総数3248名、三次・最終審査2009年3月29日終了、合格者24名、競争倍率135倍、同年4月25日お披露目
合格者：赤枝里々奈、阿比留李帆、井口栞里、石田安奈、磯原杏華、市原佑梨、内山命、大島風薫、加藤智子、加藤るみ、鬼頭桃菜、斉藤真木子、齋藤優菜、高柳明音、橋本あゆみ、林星香、古川愛李、前田栄子、松本梨奈、間野春香、向田茉夏、山田澪花、若林倫香、若生純奈
- 主な不合格者：荻野利沙（5期生）、後藤理沙子（3期生）、高崎聖子[796]（現芸名・高橋しょう子）、中原未來[要出典]（元HR）、松村香織（3期生）[797]、横山由依（元AKB48、元NMB48兼任）[798]

### 第3期生オーディション
応募総数2396名、最終審査2009年11月1日終了、合格者13名、競争倍率185倍、同年11月14日お披露目
合格者：今出舞、上野圭澄、小木曽汐莉、木﨑ゆりあ、木下有希子、後藤理沙子、須田亜香里、秦佐和子、半田礼音、松村香織、矢方美紀、柳瀬愛子、山田恵里伽

### 第4期生オーディション
応募総数5888名、最終審査2010年9月30日、合格者16名、競争倍率368倍、同年10月5日にお披露目・ステージデビュー
合格者：犬塚あさな、梅本まどか、金子栞、木本花音、小林亜実、小林絵未梨、酒井萌衣、柴田阿弥、高木由麻奈、竹内舞、都築里佳、中村優花、野々山茉琳、原望奈美、水埜帆乃香、山下ゆかり
- 主な不合格者：岩永亞美（5期生）

### 第5期生オーディション
応募総数5988名、最終審査2011年10月16日、合格者13名、競争倍率461倍、最終審査日に仮合格者（16名）としてお披露目、同年11月26日に5期研究生としてステージデビュー
合格者：市野成美、岩永亞美、江籠裕奈、大脇有紗、荻野利沙、菅なな子、新土居沙也加、日置実希、藤本美月、二村春香、古畑奈和、宮前杏実、山田みずほ
- 主な不合格者・辞退者：井田玲音名（6期生）、熊崎優美（YouTuber）、長沢菜々香（元欅坂46）、福士奈央（ドラフト1期生）[806]、堀未央奈（乃木坂46）、村井純奈（7期生）

### 第6期生オーディション
応募総数6682名、最終審査2012年10月上旬終了、合格者20名、競争倍率334倍、2013年1月1日6期候補生としてお披露目、同年2月28日6期研究生として劇場デビュー
合格者：青木詩織、東李苑、井田玲音名、伊藤茜、折戸愛彩、鎌田菜月、北川綾巴、北野瑠華、北原侑奈、熊崎晴香、後藤真由子、佐々木柚香、空美夕日、竹内彩姫、野口由芽、日高優月、宮脇理子、矢野杏月、山田樹奈、山本由香
- 主な不合格者：笠井かな（第2回ドラフト会議候補生）、後藤萌咲（元AKB48）、中野愛理（ドラフト3期生）

### 第7期生オーディション
最終審査2015年1月9日 - 2月11日（WEB/カラオケリクエスト投票）、合格者15名、2015年3月15日公式サイトにて発表。
合格者：相川暖花、浅井裕華、太田彩夏、小畑優奈、片岡成美、川崎成美、後藤楽々、末永桜花、杉山愛佳、髙畑結希、辻のぞみ、野島樺乃、町音葉、村井純奈、和田愛菜
- 主な不合格者・辞退者[810]：角ゆりあ（元NGT48）[811]、河合梨加（元dela、元P.IDL[812]）、黒岩唯（元STU48）、地頭江音々（HKT48）、中野愛理（ドラフト3期生）、野々垣美希（8期生）、堀詩音（元NMB48）、山口真帆（元NGT48）[813]

### 第8期生オーディション
- 応募期間：2016年8月10日 - 9月9日[814]
- SHOWROOM部門（2016年10月20日17時00分 - 10月26日21時59分）[815]
  - 当イベントでの配信内容、獲得ポイント数、順位などは直接は合否に関係しないが、審査の参考とされる[815]。
- 最終審査2016年10月29日、合格者23名[816]、2016年11月19日8期研究生として19名がお披露目[205]。

合格者：渥美彩羽、石川咲姫、石黒友月、井上瑠夏、大芝りんか、岡田美紅、川合杏奈、北川愛乃、倉島杏実、小林佳乃、坂本真凛、佐藤佳穂、白雪希明、仲村和泉、野々垣美希、野村実代、深井ねがい、森平莉子、矢作有紀奈
- 主な不合格者・辞退者：尾崎世里花（STU48）、川又優菜（STU48）、平田詩奈（ドラフト3期生）[817]、福田朱里（STU48）[818]

### 第9期生オーディション
- 応募期間：2018年9月17日 - 11月4日[819]
- SHOWROOM部門：2018年11月27日17時00分 - 12月5日19時59分[注釈 100]
- 最終審査：2018年12月9日[821]、仮合格者24名[822]、2018年12月31日9期研究生として20名がお披露目[322]。

合格者：青海ひな乃、赤堀君江、安達玲奈、荒野姫楓、池田楓、石川花音、入内嶋涼、大橋真子、大場紗也加、岡本彩夏、川嶋美晴、白井友紀乃、杉山菜田里、鈴木愛菜、鈴木恋奈、竹内ななみ、田辺美月、中坂美祐、平野百菜、藤本冬香
- 主な不合格者・辞退者：蟹沢萌子（≠ME）、黒田楓和（元NMB48）

### 第10期生オーディション
- 応募期間：2019年7月25日 - 9月1日[823]
- SHOWROOM部門：10月23日17時00分 - 11月1日19時59分[824]
- 三次審査：11月上旬[824]
- 最終審査（WEB投票）：11月10日 - 11月17日[825]、2019年11月19日、合格者12名（1名辞退）、オーディション特設サイトにて発表[826]。

合格者：青木莉樺、五十嵐早香、石塚美月、伊藤実希、加藤結、木内俐椛子、鬼頭未来、澤田奏音、杉山歩南、西井美桜、林美澪
- 主な不合格者：伊藤虹々美（12期生）、杉本りいな（11期生）

### 第11期生オーディション
- 応募期間：2021年12月20日 - 2022年1月16日[201]
- 一次審査[201]
- 二次審査：2022年2月上旬 - 中旬[201]
- 最終審査：2022年2月下旬[201]、2022年4月5日に11期研究生のお披露目[827]。

合格者：大村杏、篠原京香、杉本りいな、原優寧、森本くるみ、山村さくら、脇田葵
- 主な不合格者：井出叶（元STU48）、伊藤虹々美（12期生）、奥田唯菜（STU48）、壁島結華（元STU48）

### 第12期生オーディション
- 応募期間：2023年5月6日 - 2023年6月4日[828]
- 一次審査：2023年6月22日[829]
- 二次審査：2023年7月4日[830]
- SHOWROOM部門：7月22日17時00分 - 7月30日19時59分[831]
- 最終審査：2023年8月5日[828]、合格発表：2023年8月11日、2023年10月1日に12期研究生のお披露目[832]。

合格者：伊藤虹々美、奥野心羽、柿元礼愛、加藤皐生、河村優愛、倉本羽菜、鈴木愛來、高村紗弥、長谷川雅、松川みゆ、南澤恋々
- 主な不合格者・辞退者：聖遥花（13期生）

### 第13期生オーディション
- 応募期間：2024年10月15日 - 2024年11月17日[833]
- 一次審査：2024年12月10日[834]
- 二次審査：2024年12月23日[835]
- SHOWROOM部門：2024年12月26日 - 2025年1月5日[836]
- 最終審査：2025年1月25日、合格発表：2025年2月4日、2025年3月15日に13期研究生のお披露目[837][838]。

合格者：太田愛恵、川村昇子、久保田怜、雲井紗菜、桒原椿、近藤海琴、桜井愛莉咲、佐々木希美、立花菖、田村真悠、聖遥花、福原心春、宮本倫花、横井志穂

### AKB48グループドラフト会議

#### 第1回
2013年11月10日ドラフト会議開催。最終候補者29名中、SKE48は9名を指名。2014年1月25日にドラフト生として東京でお披露目、同年2月1日に地元（ナゴヤドーム）でお披露目、2月26日にチームE・3月17日にチームS・3月18日にチームKIIのメンバーが劇場デビュー。
指名を受けた候補者（数字は指名順位）
チームS：松本慈子(1)
チームKII：神門沙樹(1)、髙塚夏生(2)、鈴木寧々（3→辞退）、荒井優希(4)、惣田紗莉渚(5)
チームE：小石公美子(1)、髙寺沙菜(2)、福士奈央(3)

#### 第2回
2015年5月10日第2回ドラフト会議開催。最終候補者47名中、SKE48は5名を指名。2015年6月12日にドラフト生としてSKE48劇場でお披露目。
指名を受けた候補者（数字は指名順位）
チームS：上村亜柚香(1)、一色嶺奈(2)
チームKII：水野愛理(1)、白井琴望(2)
チームE：菅原茉椰(1)
指名漏れ候補者（SKE48加入者）
井上瑠夏（8期生）、野村実代（8期生）

#### 第3回
2018年1月21日第3回ドラフト会議開催。最終候補者68名中、SKE48は5名を指名。2018年2月12日にドラフト生としてポートメッセなごやでの個別握手会でお披露目。
指名を受けた候補者（数字は指名順位）
チームS：上妻ほの香(1)、大谷悠妃(2)
チームKII：中野愛理(1)
チームE：西満里奈(1)、平田詩奈(2)
指名漏れ候補者（SKE48加入者）
中坂美祐（9期生）

## スタッフ
グループのマネージメントは「SKE48運営事務局」が行っている。これを統括する運営会社は、2008年夏の発足時から2011年10月31日まではピタゴラス・プロモーション、2011年11月1日から2019年2月28日まではAKS、2019年3月1日からは株式会社ゼストである。なお、AKSはAKB48とHKT48、NGT48の運営会社でもある。
AKB48と同様、各種活動やメンバーを統括する管理職として「劇場支配人」と呼ばれる役職が置かれている。また、シングル発売後行われる握手会において「支配人部屋」が設けられ、劇場支配人に対するファンの意見陳述の場となっている。
SKE48劇場支配人は2008年の発足時から湯浅洋が務めていたが、2013年1月のAKB48のコンサートで発表された異動により湯浅はAKB48劇場支配人となり、AKB48チームKのマネージャーだった芝智也がSKE48劇場支配人となった。
2014年2月の『AKB48グループ大組閣祭り』で発表された異動により、芝はSKE48劇場支配人研究生となり、映像ディレクターだった今村悦朗がSKE48劇場支配人候補生となった。
2015年1月および3月のAKB48のコンサートで発表された異動により、今村が同年10月に新潟市にオープンする予定のNGT48劇場支配人として転出、湯浅がSKE48劇場支配人に復帰、芝がSKE48劇場副支配人となった。
運営会社が株式会社ゼストに移行後、2019年7月5日にキャプテン斉藤真木子が劇場支配人を兼務することとなった。2024年3月7日、業務及び体制の一部見直しを図り、劇場支配人制度は廃止となった。

## 受賞・認定記録
2011年
- 平成22年度日本クラウンヒット賞 「ゴールドヒット賞」（3rdシングル「ごめんね、SUMMER」、4thシングル「1!2!3!4! ヨロシク!」）
- 第18回ボウリング・マスメディア大賞 特別話題賞

2012年
- ギネス・ワールド・レコーズ認定「最もミュージック・ビデオが多く入ったアルバム部門」（1stアルバム『この日のチャイムを忘れない』）

2015年
- BLOG of the year 2015 「特別賞」